# Historia de la jardinería en España

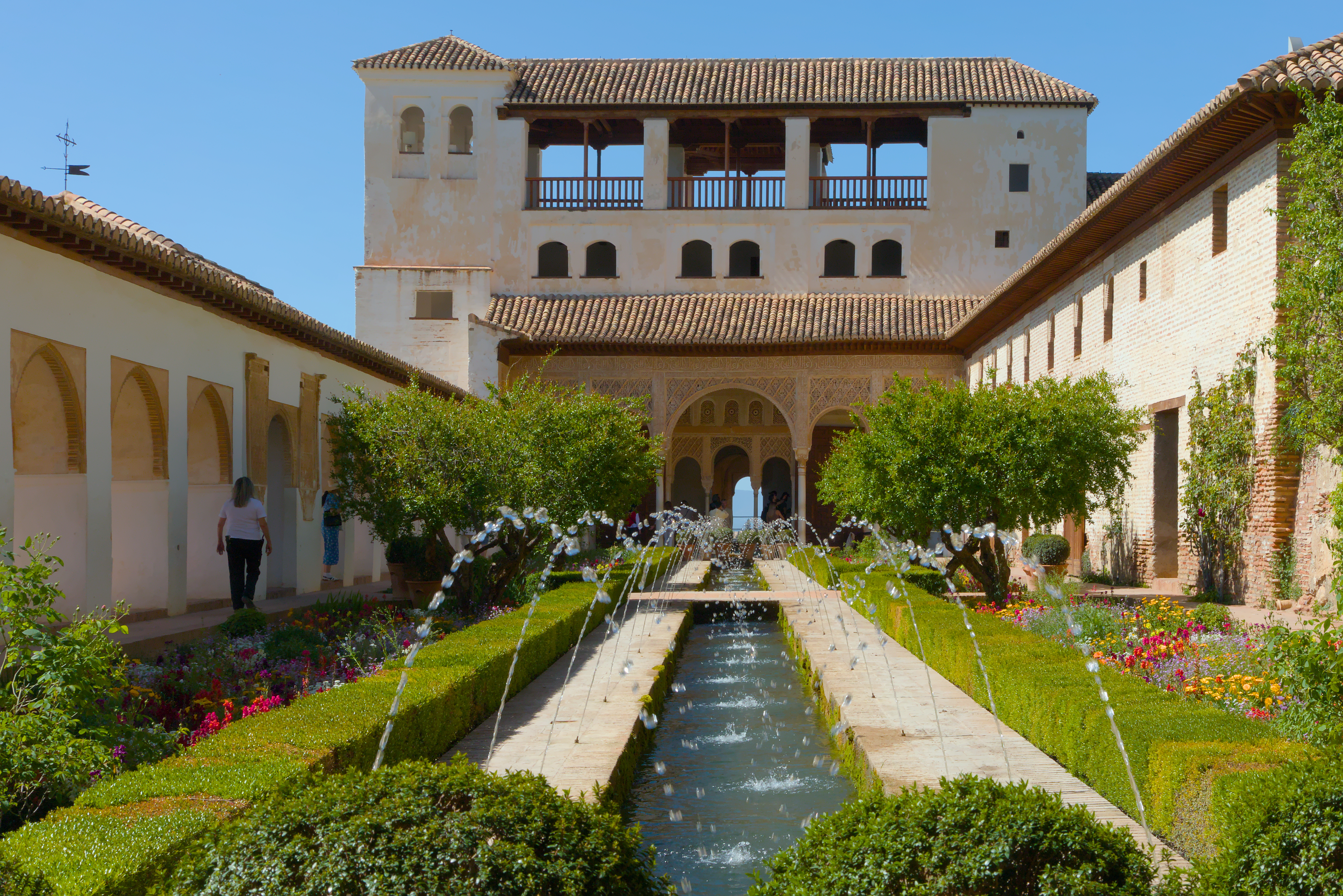
Jardín del Generalife, Granada

La jardinería en España ha tenido una evolución acorde con los diferentes sellos estilísticos desarrollados en el arte y la cultura españolas, al tiempo que ha estado marcada por numerosas influencias a lo largo de su historia, desde el jardín romano e islámico, pasando por el italiano, francés e inglés, hasta la aparición de la vanguardia y el uso de nuevas tecnologías en el siglo XX, que junto al desarrollo del diseño, el urbanismo y la arquitectura paisajista han desembocado en una nueva forma de concebir la jardinería y su ubicación en el entorno.
El jardín español ha estado marcado por su clima y orografía. El suelo es por lo general más seco que en sus países vecinos, Portugal o Francia, y la radiación solar es más intensa, especialmente en verano, lo que llevó a la creación de jardines de pequeño tamaño y acotados en espacios cerrados, no integrados en el paisaje como en otros países. Un factor fundamental ha sido el aprovechamiento del agua, escasa en algunas zonas y de reparto desigual según las diferentes comunidades de la península. La vegetación de España es muy variada, ya que participa de cuatro regiones fitogeográficas diferentes: mediterránea, eurosiberiana, boreoalpina y macaronesiana.
Aunque para algunos autores en España no existe una tipología propia de jardín, definible por unas características distintivas como las del jardín italiano, francés o inglés, los factores heredados de otras tipologías e influencias, así como los diversos aportes provenientes de la idiosincrasia cultural española, permiten hablar con propiedad de un estilo de jardinería propio del país que, si bien resultaría heterodoxo y con multiplicidad de variantes regionales, aportaría unas características reconocibles y unívocas para el arte de la jardinería en el país.
En España, además de parques y jardines de concepción generalista, bien de carácter inespecífico o bien de corte temático o especialista —como los jardines botánicos—, existen numerosas variedades de jardín según la región, como el son, el cigarral, el pazo, el patio o el carmen. La mayoría de estas tipologías, de herencia islámica, surgieron en el Renacimiento, entre los siglos XVI y XVII; en el caso de los pazos gallegos, aunque hay vestigios anteriores, las mejores realizaciones son de época barroca, en el siglo XVIII. Hasta prácticamente el siglo XIX la mayoría de jardines fueron promovidos por la realeza y la aristocracia, hasta que los cambios sociales gestados entre los siglos XVIII y XIX —especialmente este último— facilitaron la creación de parques y jardines de titularidad pública para el uso y disfrute de todos los ciudadanos. En el siglo XX han sido esenciales la vinculación de la jardinería con el urbanismo, así como una mayor concienciación social hacia la ecología, que ha conllevado la creación de proyectos cada vez más vinculados al entorno natural.

## Época romana

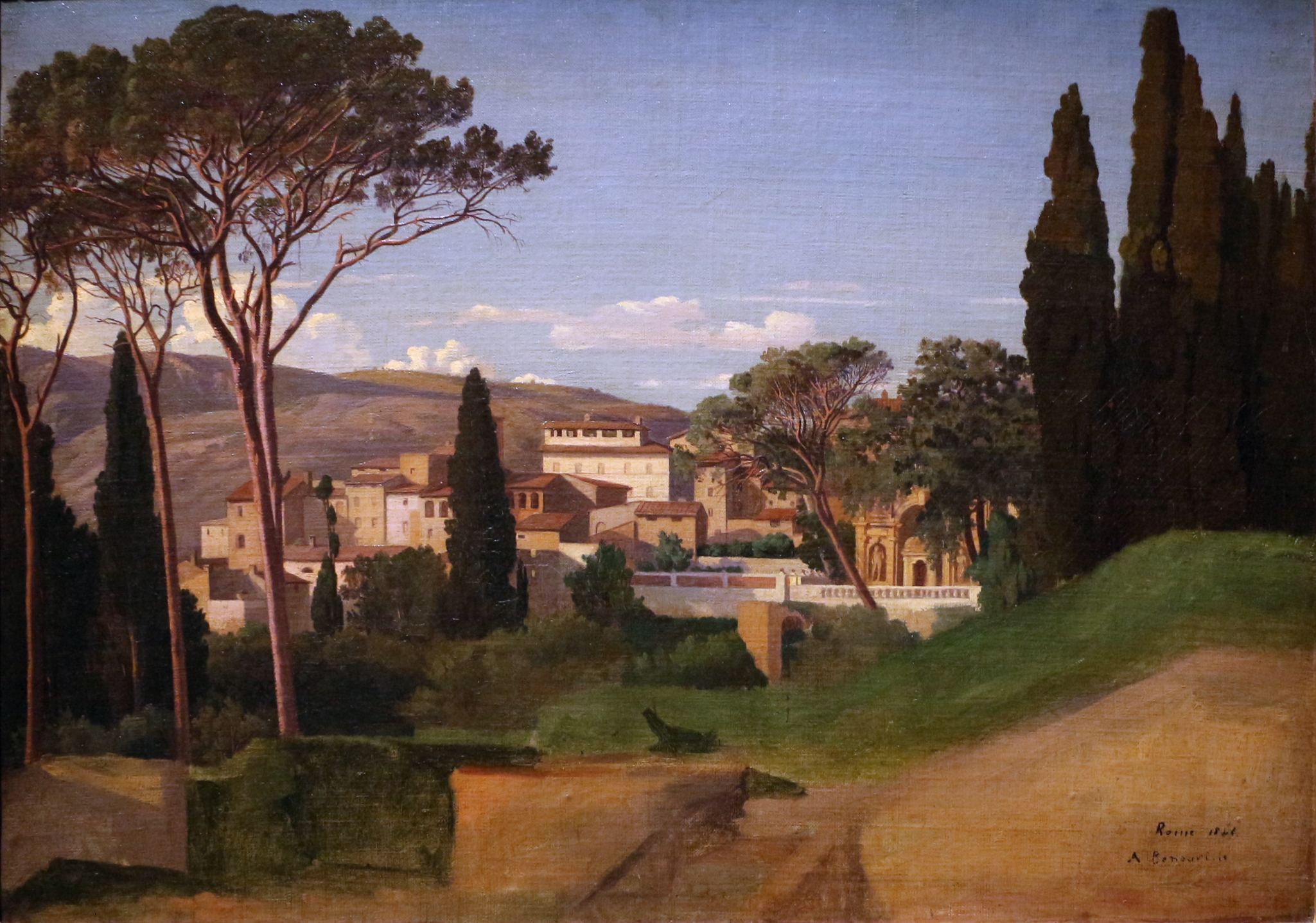
Visión moderna de una villa romana

Los primeros vestigios de la práctica de la jardinería en España provienen de la época romana, si bien ninguna de aquellas realizaciones ha llegado hasta la actualidad. La conquista de la península ibérica por la República romana se inició en el transcurso de la segunda guerra púnica (218 a. C.- 201 a. C.), aunque no se completó hasta tiempos de Augusto. La Antigua Roma estaba muy avanzada en cuanto a arquitectura e ingeniería, conocimientos que trasladó a todas sus colonias, que se vieron así favorecidas con diversas infraestructuras como caminos, puentes y acueductos. Los romanos fueron una de las primeras civilizaciones que otorgaron gran relevancia a la jardinería, a la que elevaron a la categoría tanto de arte como de ciencia. Así como en otras anteriores civilizaciones los jardines tenían finalidad religiosa y eran evocaciones del paraíso —el «jardín sagrado»—, en Roma su función pasó a ser laica y ornamental. El jardín romano recibió la influencia de los jardines orientales, así como de los griegos no por sus modelos reales, sino por su reflejo en la pintura griega de paisaje. En época romana el trabajo de la jardinería se especializó, y surgió la figura del topiarius o paisajista, encargado de la concepción tanto material como intelectual y estética del jardín.
Los romanos tenían grandes conocimientos agrícolas, y perfeccionaron numerosas técnicas de cultivo, así como herramientas de labranza. Además, perfeccionaron en gran medida la ingeniería hidráulica, lo que les permitía asegurar un aporte regular de agua a sus cultivos y jardines, al tiempo que les posibilitaba la construcción de estructuras vinculadas al agua, como fuentes, piscinas, baños y estanques, que en numerosas ocasiones adquirían carácter ornamental y enfatizaban la belleza de sus jardines.
El jardín estaba vinculado a la domus, la casa prototípica romana, donde era habitual un pórtico de entrada ornamentado con esculturas, que daba acceso a un jardín de vegetación mediterránea. Este modelo podía darse tanto en la ciudad como en el campo, donde surgió la «villa», una finca rústica que servía generalmente como segunda vivienda de las clases acomodadas, y que aunaba tanto la jardinería en el ámbito más doméstico como la explotación agrícola. Por lo general, los jardines urbanos se organizaban en torno a un patio (atrium), de forma peristilada, configurado simétricamente alrededor de un eje longitudinal, que servía como nexo de comunicación entre las distintas zonas de la casa. En el centro del patio solía haber un pozo, fuente o estanque, y los elementos vegetales se complementaban con detalles ornamentales como mosaicos, jarrones o estatuas, e incluso a menudo los muros se decoraban con pinturas al fresco de tema paisajista. Las villas rurales presentaban dos zonas de ajardinamiento: intensivo en el recinto más cercano a la vivienda, con setos recortados y árboles podados, flores de temporada, fuentes y estatuas; y extensivo en la zona más agrícola, de trazado irregular, con zonas de cultivo y de bosque.
Los jardines solían tener elementos estructurales y arquitectónicos como pórticos y criptopórticos, arcos y columnas, exedras, piscinas, quioscos de madera, pérgolas, cenadores, e incluso grutas artificiales (ninfeos), elementos que pasaron a posteriores tradiciones jardineras. En cuanto a la vegetación, solía agruparse en arriates que adquirían diversas formas, de las que una de las más usuales era la del hipódromo. El agua corría en abundancia a través de canales y pilones, a veces con pequeños surtidores; este tipo de conducciones de agua recibió el nombre de euripo, por el estrecho homónimo que separa Beocia de la isla de Eubea, en Grecia.
Con el tiempo, las villas rurales fueron perdiendo su finalidad agrícola, al ir expandiéndose el imperio y gracias al cultivo intensivo de trigo y otros productos en Sicilia y el norte de África, por lo que se convirtieron en lugares de otium (ocio), donde las clases acomodadas se retiraban para descansar de la vida urbana. La literatura romana de la época llegó a idealizar la vida placentera en el campo, ejemplificada en el tópico horaciano beatus ille.

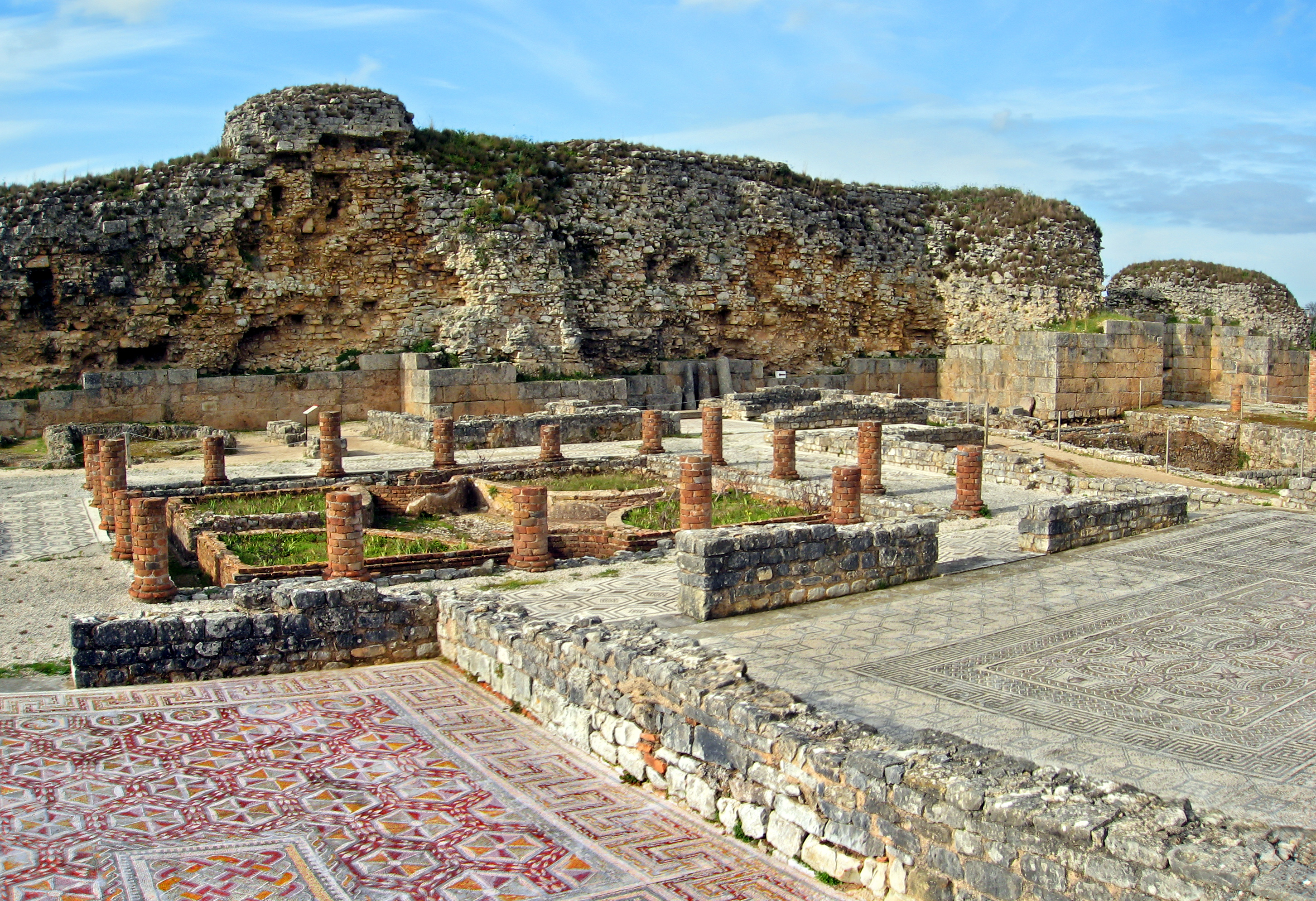
Vista de Conímbriga

Según diversos testimonios, entre las principales especies vegetales cultivadas en los jardines romanos se encontraban árboles como el boj, el ciprés, el plátano, el pino, la acacia y el laurel, arbustos como el mirto y el acanto, y flores como la rosa, el narciso, el gladiolo, la margarita, el iris y la violeta. Hay constancia de que existían comercios dedicados a la floristería, donde se elaboraban ramos, coronas y guirnaldas de flores, tanto ornamentales como con fines religiosos. También se utilizaban flores para cosmética y perfumería. Asimismo, se cultivaban plantas medicinales, y la farmacopea romana era rica en abundancia.
En el territorio español se encuentran numerosos restos arqueológicos de villas romanas, como la de Cambre (La Coruña), la Villa La Olmeda en Palencia, la de Almenara-Puras en Valladolid, la de Camarzana de Tera (Zamora), la Villa de Camesa-Rebolledo en Cantabria y la Villa de Torre Llauder en Mataró. El modelo de patio peristilado se detecta en algunos restos de villas como las de Las Cuevas de Soria, Montijo, Rienda, El Pumar, El Santiscal, Río Verde en Marbella o la domus número 1 de Ampurias. Se han encontrado restos de canales y fuentes en la Villa de la Dehesa de La Cocosa (Badajoz), o de estanques en Villa Fortunatus, cerca de Fraga (Huesca), o en la Villa de Ujal en Benicató (Nules), El Soldán y Bruñel en Quesada (Jaén).
En Conímbriga, actualmente en Portugal, pero perteneciente en su día a la antigua Hispania, se encuentran algunos de los mejores ejemplos de villas hispánicas, con una planimetría diferente al prototipo de jardín romano —como los apreciados en Pompeya—, ya que en vez de rodear el jardín un estanque central, es al revés: es este el que circunda la zona vegetal. En estas villas el modelo de patio peristilado es más complejo, con series laterales de pequeños patios con peristilos secundarios.
Aparte de las casas y villas romanas, existían numerosas zonas verdes en espacios urbanos como gimnasios, termas y teatros, donde en su parte posterior se solía situar un peristilo ajardinado: un claro ejemplo es el porticus post scaenam del Teatro de Mérida, que incluía un jardín con fuentes, un canal que recorría todo el perímetro, esculturas y un reloj de sol.
La jardinería hispanorromana dejó un legado asumido por las posteriores culturas asentadas en la península, especialmente en cuanto al uso de patios interiores para contener jardines de pequeñas dimensiones, la aglutinación del paisaje exterior a la vivienda, el empleo de los recursos hidráulicos, o el aprovechamiento de especies frutales en el jardín, como la vid o el olivo.

## Edad Media

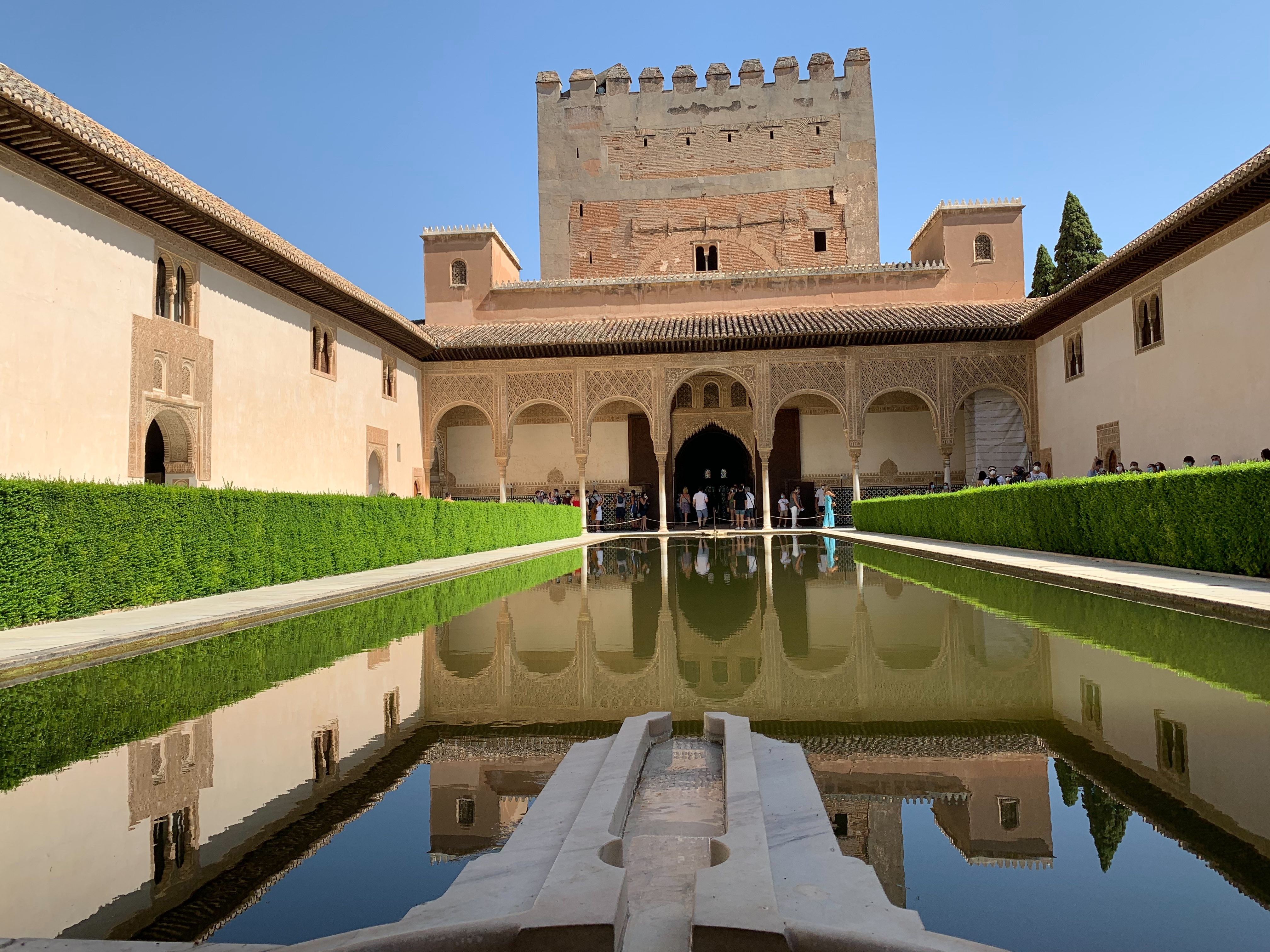
Patio de los Arrayanes, Alhambra de Granada

### Jardín islámico
La jardinería tuvo un gran desarrollo en la cultura islámica, que valoraba sobremanera el espacio estético proporcionado por el jardín, evocador del Paraíso terrenal. El jardín islámico fue heredero del jardín persa (chahar bagh), del que hay testimonios que lo sitúan con anterioridad incluso al jardín egipcio, y del que han llegado relatos como el de Jenofonte del parque de Sardes construido por Ciro, o del Libro de los reyes de Ferdousí, que describe el parque de 120 hectáreas construido por Cosroes II en Firuzabad, dividido en cuatro zonas separadas por dos ejes perpendiculares, que simbolizan los cuatro ríos del Paraíso (agua, vino, leche y miel), elemento que sería recreado con asiduidad por el jardín islámico. Los abásidas construyeron grandes parques con jardines y pabellones de recreo en Bagdad y Samarra, en torno al año 750. Esta planimetría pasó a la España musulmana tras la conquista de casi toda la península iniciada en 711 por los Omeyas.
Según se interpreta del Corán, el Paraíso es algo físico, tangible, no meramente simbólico como en el cristianismo. El Corán emplea el término al-djanna para el Paraíso, cuya traducción literal es «jardín». Por ello, la meta del jardín islámico es evocar el Paraíso en la medida de lo posible, aunque sin llegar nunca a sus cotas de perfección, y así se convierte en una fuente de inspiración artística. Son numerosas las referencias al paraíso en la literatura hispanoárabe:

¡Oh gentes de al-Andalus! De Dios bendito sois con vuestra agua, sombra, ríos y árboles. No existe el Jardín del Paraíso sino en vuestras moradas…
Ibn Jafaya, conocido como «El Jardinero».

Por otro lado, las difíciles condiciones de vida del pueblo árabe, en un clima predominantemente desértico, hicieron que valorasen especialmente elementos como el agua y la vegetación, cuya conjunción en el «oasis» produjo la consideración del jardín como un vergel de apreciada valoración, como un signo de riqueza y belleza a la vez. Estos factores conllevaron a su vez al enclaustramiento del jardín, ya que al ser un bien escaso convenía preservarlo de elementos extraños.

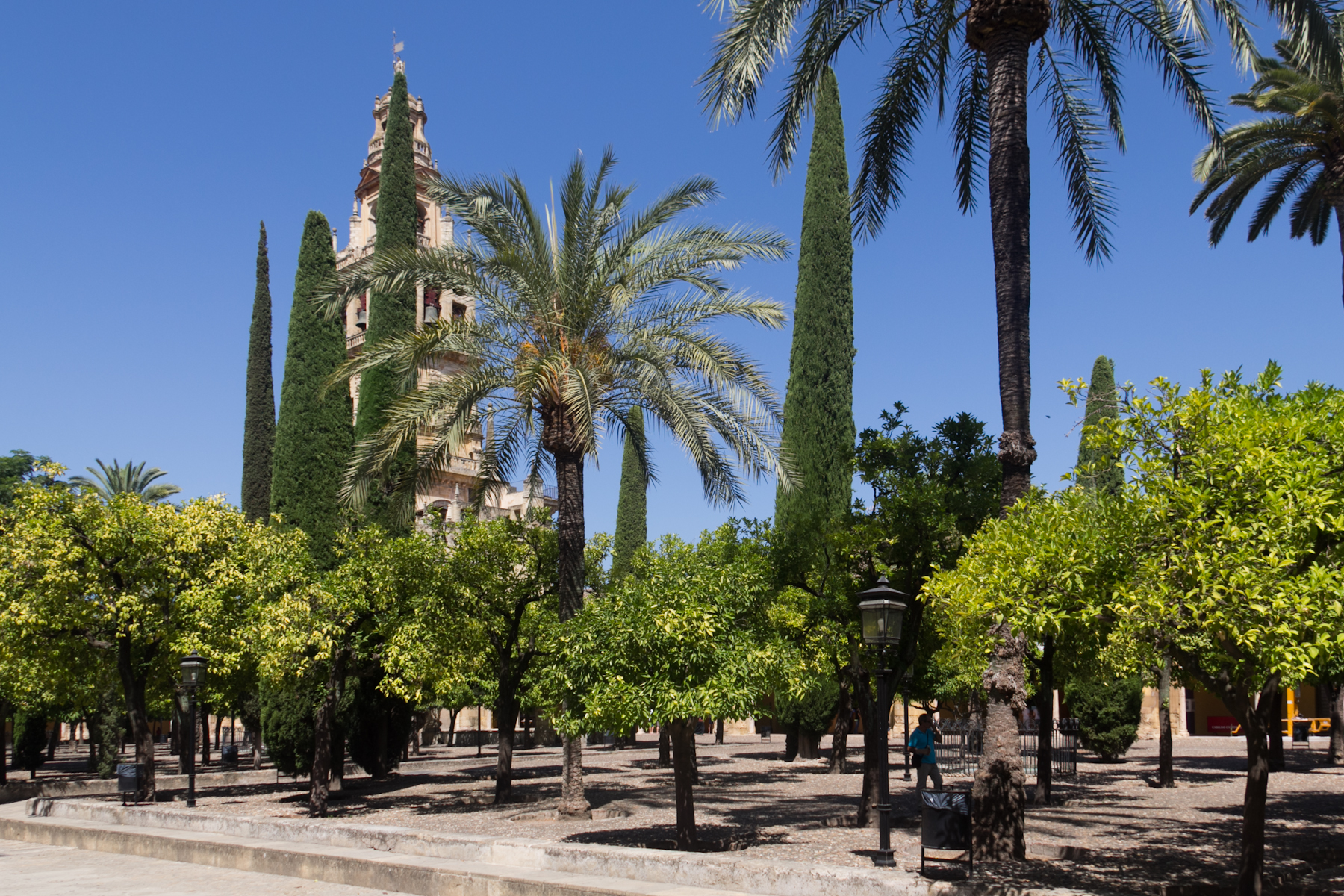
Patio de los Naranjos, Mezquita de Córdoba

En España, el jardín hispanoárabe se vio influido por las anteriores realizaciones romanas y otros sellos estilísticos de origen europeo, con lo que rápidamente se diferenció del resto de jardines islámicos producidos en el Cercano Oriente o el norte de África, los primigenios territorios musulmanes. Así, en el terreno de la jardinería se percibe la asimilación hispanoárabe del modelo de patio romano que, sin embargo, sería tan característico del jardín islámico español, cuya huella perdura en numerosos patios ajardinados especialmente en Andalucía.
Otro sello distintivo tanto del jardín como del urbanismo hispanoárabe es su cerramiento, su hermetismo, dado el carácter intimista y reservado de la cultura islámica. Así, los recintos urbanos suelen ser amurallados, y las casas dentro de ellos se planifican hacia el interior, con fachadas simples, sin ornamentos, sin ostentación. En cambio, en su interior se despliega toda la magnificencia posible, con jardines donde el principal protagonismo se otorga al agua, que es el eje vertebrador de cualquier planificación vegetal y ornamental. Un signo de la importancia concedida al agua es su canalización en zanjas a cielo abierto, al contrario de la ocultación de las cañerías que suele ser habitual en el ámbito occidental; además, esas zanjas se solían decorar con mosaicos polícromos, para realzar la belleza del agua en su recorrido. Según Tito Rojo, experto en jardinería hispanoárabe, el agua es el «elemento primordial del diseño, si hay alguna característica común en los jardines arábigo-andaluces es su trazado ortogonal y la presencia del agua marcando el eje principal de simetría».
El jardín islámico está configurado conjuntamente con el palacio o edificio como una unidad indisoluble, y pese a su cerramiento exterior el interior está imbricado en un conjunto armónico, donde la unión de ambos espacios se realiza mediante pórticos y columnatas que permiten un tránsito fluido, con estructuras diáfanas que facilitan igualmente un buen aporte de luz. El centro del jardín solía ser un estanque o pilón de agua, generalmente de forma cuadrilobulada o polilobulada, flanqueado de setos de arrayán, a veces sin más elementos, como se aprecia en el Patio de los Arrayanes de la Alhambra, en otras ocasiones con profusión de diversas especies vegetales. En cuanto a la configuración de los diversos elementos del jardín en el espacio predomina el afán de ordenación, quizá como contrapunto a la amplitud inabarcable del desierto, lo que conllevó a la estructura geometrizada del jardín.
Sobre la vegetación utilizada en el jardín hispanoárabe, se daba primacía a la que producía alimento, especialmente árboles frutales: naranjos, limoneros, olivos, higueras, palmeras datileras, manzanos, perales, granados, nísperos, etc. En última instancia se colocaban plantas con fines únicamente placenteros, dando relevancia a las que producen aromas y perfumes, o fines estéticos basados primordialmente en el color, en el contraste de tonos cromáticos. Se introdujeron nuevas especies, como el arroz, la caña de azúcar, el algodón, el alcaparro, el alhelí y el clavo, y se cultivó la palmera datilera en grandes explotaciones como el palmeral de Elche. Entre las especies más comunes destacaban árboles como el laurel, la morera, el almez, el fresno, el árbol del amor, el álamo, el cedro, el ciprés o el tejo, aparte de las especies frutales mencionadas; arbustos como el boj, el mirto o arrayán —el preferido para colocar junto a albercas y canales—, la jara, la adelfa, el romero, la lavanda o especies trepadoras como la hiedra, la vid, la glicinia y la madreselva; y flores como el jazmín, la rosa, la violeta, el gladiolo, la margarita, el geranio, la azucena, el narciso, el lirio y el nenúfar.

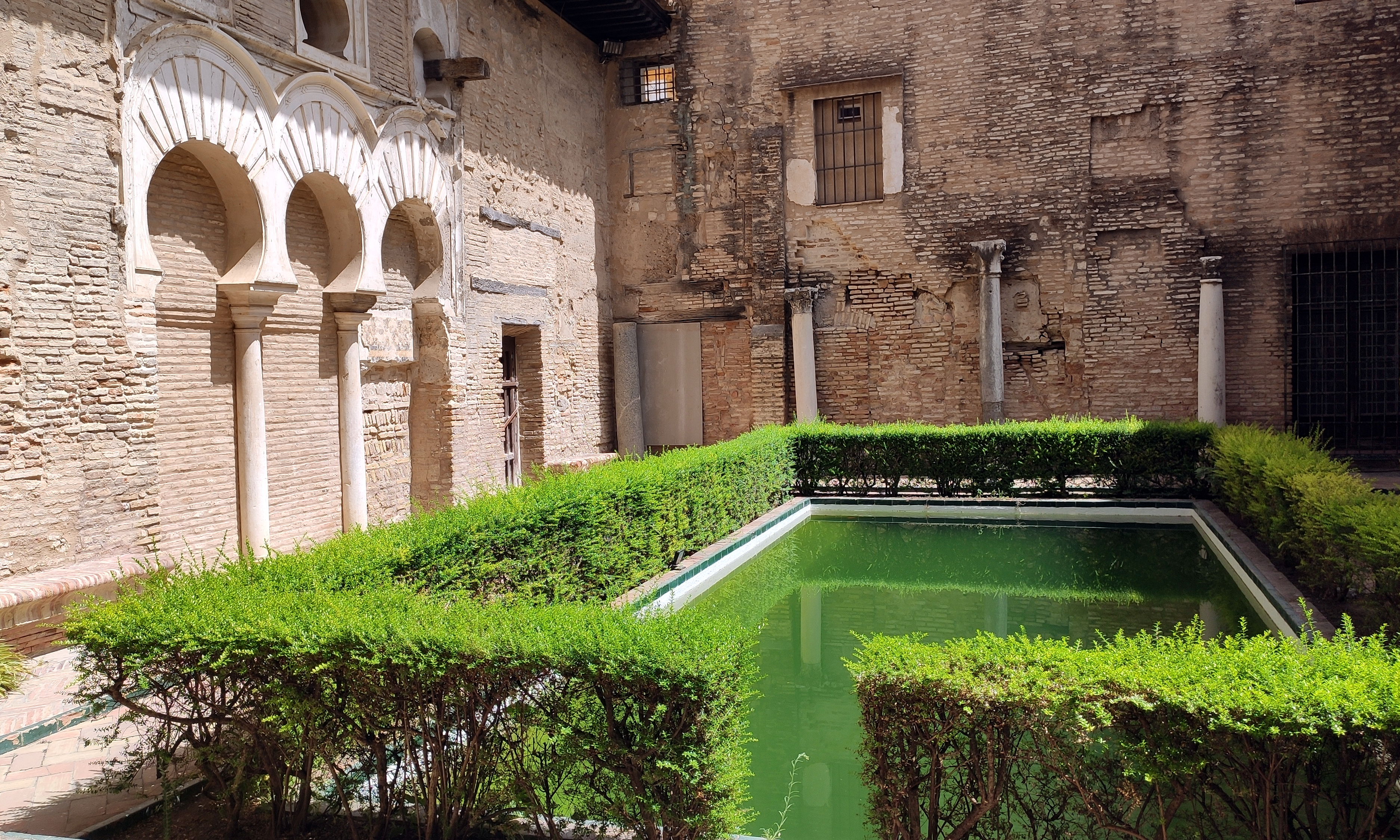
Patio del Yeso, Reales Alcázares de Sevilla

En esta época también surgieron algunos de los primeros tratadistas sobre botánica y agronomía en la península, como Ibn Wafid, autor de un Tratado de Agricultura (1068) que fue traducido al latín; Ibn Bassal, que trabajó para el rey al-Mamún de Toledo en un jardín experimental; Ibn Luyun, autor de otro Tratado de Agricultura publicado en Granada en el siglo XIV; o el denominado «Botánico Anónimo de Sevilla», que elaboró una clasificación de especies vegetales que prefiguraba la de Linneo.
La primera fase del arte islámico en España corresponde con el emirato de Córdoba —posteriormente califato—, cuyas técnicas constructivas son herederas de los estilos anteriores de la península, el arte visigodo y el hispanorromano, a los que se aglutinan las formas del arte islámico. Sus mejores exponentes fueron la Mezquita de Córdoba y el palacio de Medina Azahara, además del Alcázar de Córdoba —llamado actualmente de los Reyes Cristianos—, que aún conserva vestigios de su magnífico jardín. La mezquita se inició en 786 por iniciativa de Abderramán I, y aún se conserva el Patio de los Naranjos —antiguo patio de abluciones—, el jardín vivo más antiguo de Europa. Está dividido en cuadros, cada uno con un surtidor formado por una taza de mármol, y poblado por naranjos amargos, palmeras y cipreses; antiguamente también había olivos, que abastecían las lámparas de aceite del templo. Del fruto de los naranjos se obtenían perfumes, mermeladas y medicinas. En el siglo XVII se añadió una fuente barroca de forma rectangular.
El palacio de Medina Azahara se construyó por orden de Abderramán III en 936. Aunque solo se han conservado algunas ruinas, hay indicios de que albergó varios jardines, denominados Jardín Alto y Jardín Hondo, dispuestos en terrazas y con una planimetría axial. Los jardines contenían diversas albercas y pabellones, además de varios paseos pavimentados con sillería, junto a los cuales corrían los canalillos de agua. También hay constancia de que albergaban un pequeño zoológico con leones, cebras, jirafas, avestruces y un okapi, además de caballos y camellos. Diversos testimonios dan fe asimismo que en los jardines había dos fuentes de gran riqueza, una de oro procedente de Constantinopla y otra de color verde con dibujos de figuras humanas y doce figuras de animales realizadas en oro, originaria de Siria.
Al gobierno de los Omeyas sucedió el de los reinos de taifas, entre los que destacan en el terreno de la jardinería los de Toledo y Sevilla. En la ciudad manchega el emir al-Mamún construyó en el siglo XI el Palacio de Galiana, famoso por sus fantásticos jardines, plagados de ingenios hidráulicos, fuentes de mármol y estatuas de oro. Aunque todo ello se ha perdido, una parte del jardín fue restaurada en el siglo XX, con una zona de cipreses tallados y una fuente de mármol con surtidor en el centro, rodeado de una huerta de frutales. En el mismo siglo, durante el reinado de los abadíes en la taifa de Sevilla, se creó el Jardín del Crucero, el primero instalado en el conjunto de los Reales Alcázares de Sevilla. De su trazado inicial, de forma axial, perdura el estanque central con una fuente en medio, canalizaciones y piletas de agua, así como los restos de un pórtico. Los jardines de los Alcázares fueron ampliados en el siglo XII, en época almohade, principalmente en dos espacios, denominados Patio de la Contratación y Patio del Yeso: el primero es cuadrado, con una alberca circular en el centro, de la que parten cuatro canales cruzados por puentecillos, y con paredes de arquería con estucos y pinturas al fresco que simulan puertas; del segundo solo se conserva un surtidor de taza rasante en el centro del patio, que surte una alberca mediante un canalillo de mármol. En 1171 el califa almohade Abu Yaqub Yusuf mandó construir el palacio de La Buhaira en Sevilla, que contó con unos magníficos jardines, con grandes olivos traídos expresamente desde el Aljarafe, como así también otros árboles frutales y plantas aromáticas. De su antiguo trazado se conservan una alberca, parte de un acueducto y un huerto denominado del Rey.

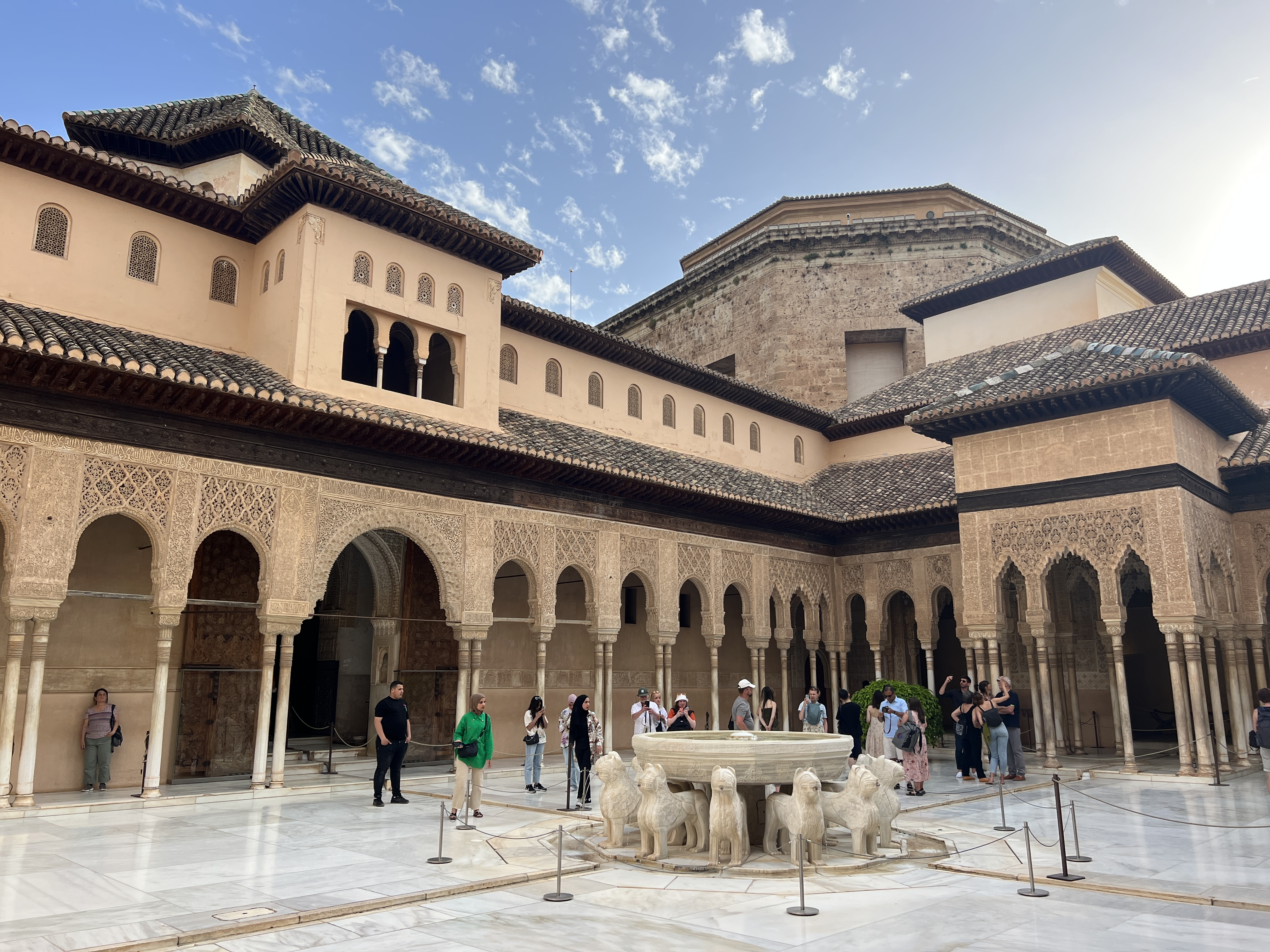
Patio de los Leones de la Alhambra de Granada

El período de esplendor de la jardinería hispanoárabe se produjo en Granada durante el reinado de los nazaríes (1238-1492), cuyo máximo exponente arquitectónico y artístico fue la Alhambra de Granada. Se trata de un amplio conjunto de palacios y recintos anexos, estructurado en diversos ámbitos: la Alcazaba, que con las torres y murallas formaba el recinto militar; el Mexuar, la parte pública que fue transformada tras la Reconquista; el Cuarto de Comares, que era la parte oficial del palacio, donde se encuentra el Patio de los Arrayanes, construido en tiempos de Yusuf I (1333-1354); el Cuarto de los Leones, parte privada que incluía el harén, edificado durante el reinado de Mohammed V (1354-1391); y los jardines, de los que el Partal era el más cercano al palacio, mientras que el Generalife se encuentra en la colina frente al palacio.
Del conjunto palaciego de la Alhambra conviene destacar el Patio de los Arrayanes, formado por una gran alberca de 30 metros de largo donde se refleja la fachada del palacio, con dos fuentes en los extremos y ribeteada de setos de arrayán, sin más elemento vegetal, lo que constituye una gran simplicidad que, sin embargo, logra un conjunto de armónica belleza. El Patio de los Leones está hoy día exento de vegetación, y solo conserva la fuente central, en la que convergen diversas canalizaciones de agua, pero en su día este patio estaba poblado de diversas plantas, situadas en los rectángulos formados por los canales en forma de cruz. Completan el conjunto el Patio de Lindaraja, de época renacentista, con una fuente central y poblado de naranjos, cipreses y bojes; y el Patio del Partal, planificado nuevamente alrededor de una gran alberca frente al palacio, cuyo jardín —del siglo XX— conecta con el parque exterior de la Alhambra.

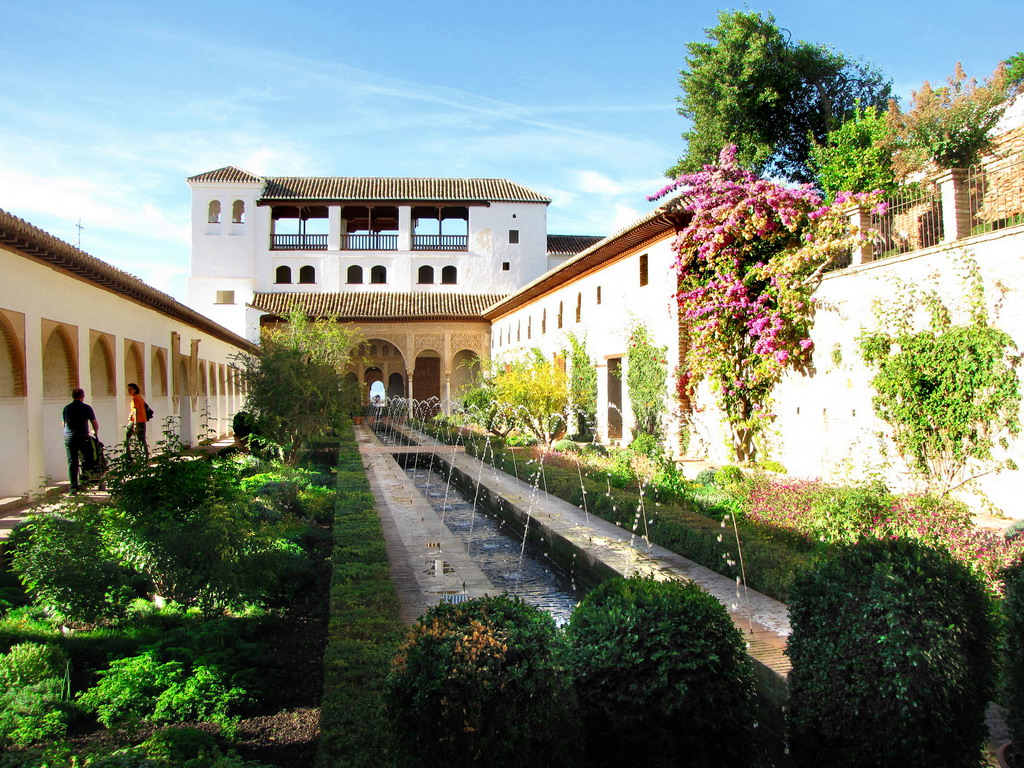
Patio de la Acequia del Generalife

La magnificencia de los jardines de la Alhambra se debió en buena medida a los trabajos hidráulicos realizados para abastecer de agua la zona, especialmente por la construcción de la Acequia Real, que recoge el agua del cauce alto del Darro, desde donde se distribuye por la Escalera del Agua, que atraviesa el patio del Ciprés de la Sultana y el Patio de la Acequia del Generalife hasta llegar a la Alhambra, a través de un sistema de albercas, aljibes, estanques, cauces y acequias. La construcción de esta escalinata como estructura de conducción hidráulica cabe suponer que proviene de alguna influencia romana o bizantina, puesto que no hay tradición de ello en la jardinería islámica.
El Generalife (de Yannat al-Arif, «Jardín del Arquitecto») quizá sea la expresión más lograda del jardín islámico, y su belleza ha sido loada por multitud de poetas en el transcurso del tiempo. El jardín se constituyó alrededor de un palacio de recreo construido en tiempos de Ismail I (1314-1325), y se estructura en diversos patios. La parte principal del jardín la constituye el Patio de la Acequia, que como su nombre indica contiene una acequia en su parte central, de donde brotan diversos surtidores de agua —añadidos en el siglo XIX—, y que está flanqueada por una exuberante vegetación compuesta principalmente de naranjos y arrayanes. El jardín aledaño está situado en una serie de terrazas, donde la Escalera del Agua nutre de este elemento a toda la vegetación circundante. En el Patio del Ciprés de la Sultana se sitúa un estanque en forma de U, con una fuente de estilo renacentista añadida posteriormente, entre dos isletas con setos de arrayán y rodeadas de adelfas y rosales. Tras la conquista de Granada el Generalife perteneció durante varios siglos a la familia Grimaldi Pallavicini, que la cedió al estado en 1921. Esta familia italiana creó en el siglo XIX los Jardines Altos, dispuestos en terrazas, con setos de bojes, rosales y magnolios, y paseos de adelfas y cipreses. En los años 1950 se crearon unos Jardines Nuevos en la zona de la almunia (explotación agrícola), obra de Francisco Prieto Moreno. La Alhambra y el Generalife fueron nombrados Patrimonio de la Humanidad por la Unesco en 1984.
Tras la Reconquista numerosos jardines islámicos fueron adaptados al gusto de los conquistadores, y se produjo una mezcolanza de estilos en lo que se vino a denominar arte mudéjar. Uno de sus principales exponentes son los Reales Alcázares de Sevilla, ampliados desde la primitiva estructura edificada en el siglo XIII por Pedro I el Cruel, entre 1350 y 1369. Se construyó entonces un palacio de estilo nazarí, con unos jardines dispuestos en terrazas rectangulares, con estanques y pabellones. Sin embargo, el conjunto fue nuevamente remodelado en tiempos de Carlos I, en estilo renacentista, y sucesivas intervenciones en estilo barroco y paisajista han borrado casi por completo la huella islámica en este recinto.

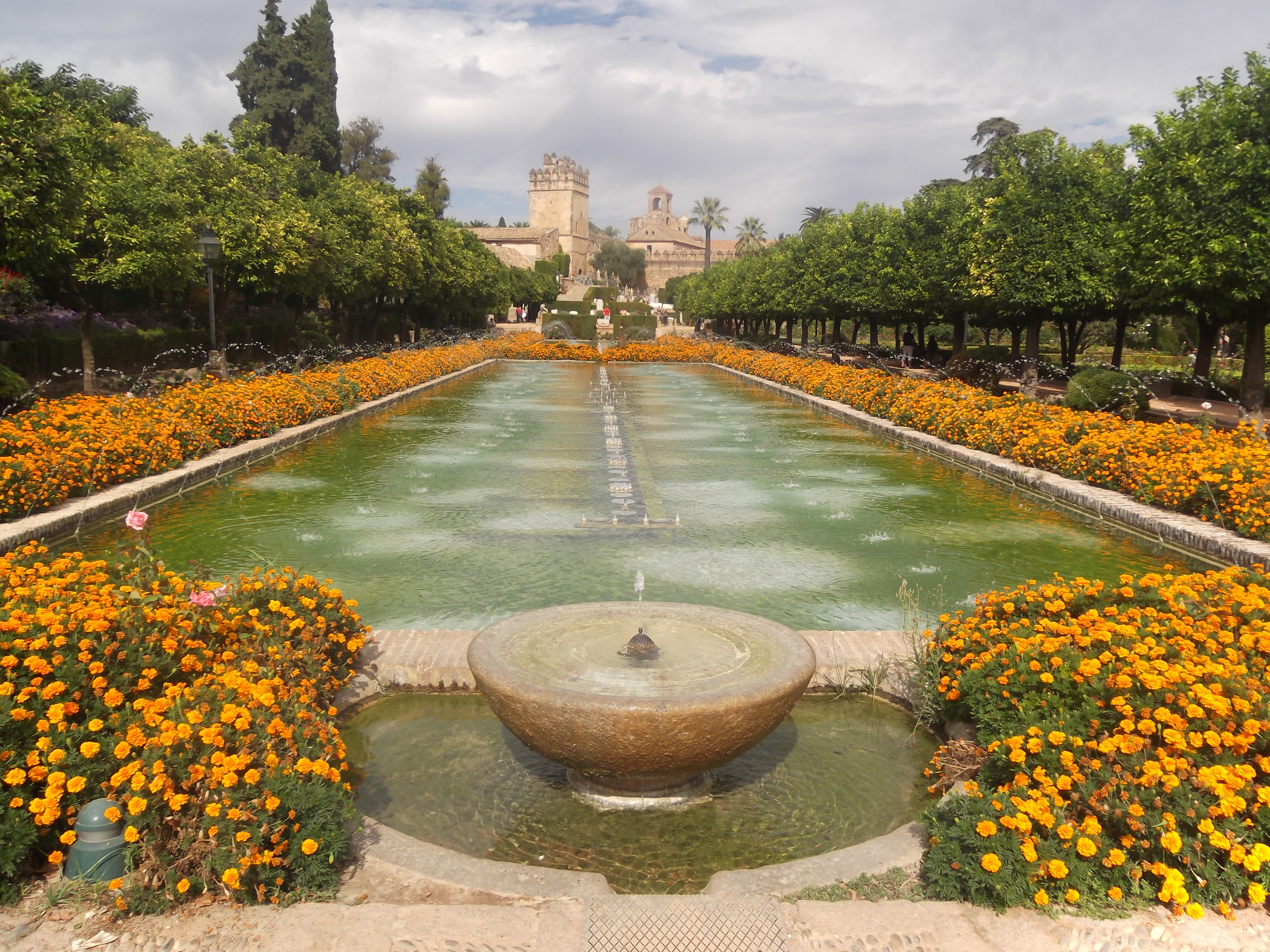
Jardín del Alcázar de Córdoba
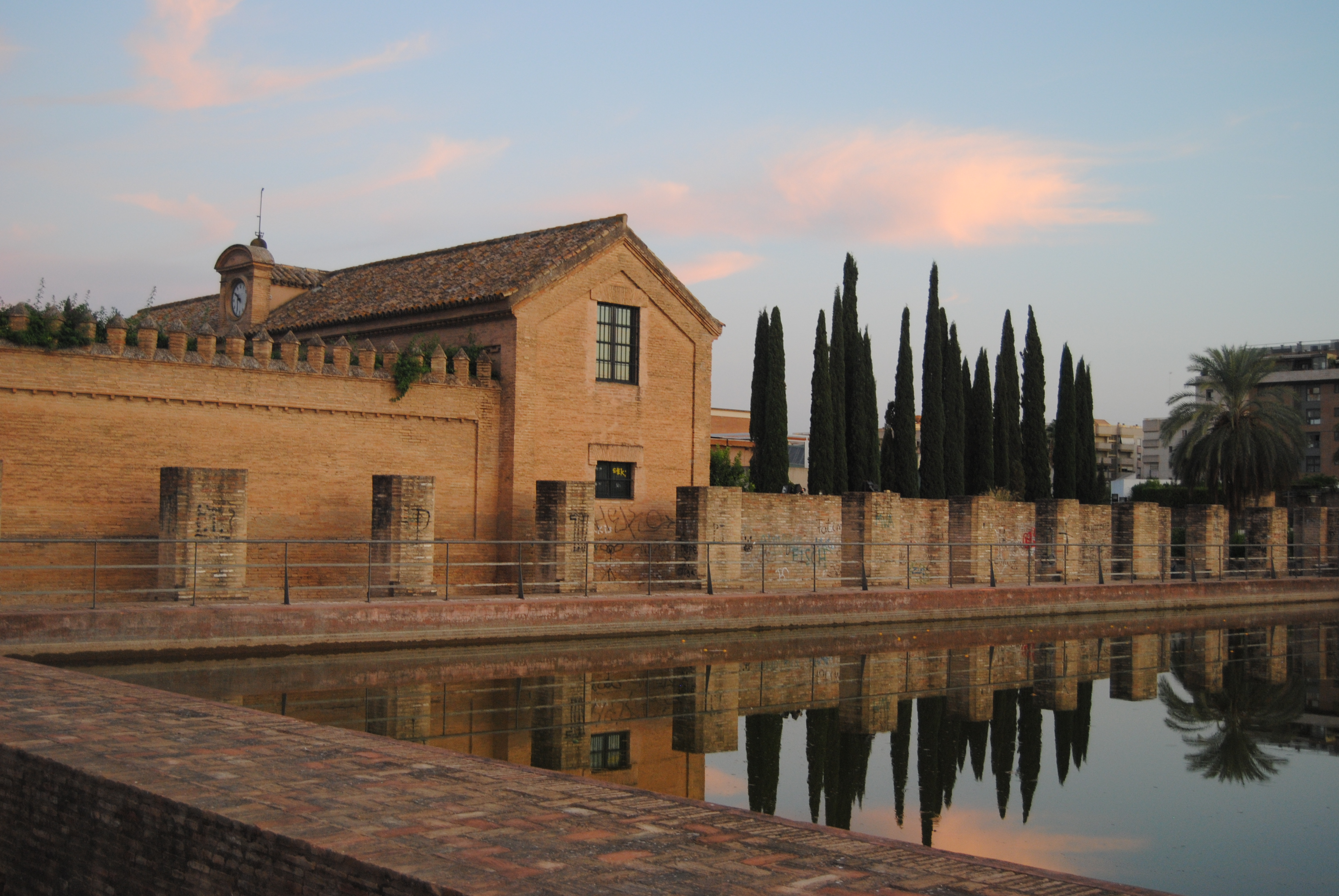
Jardines de La Buhaira, Sevilla
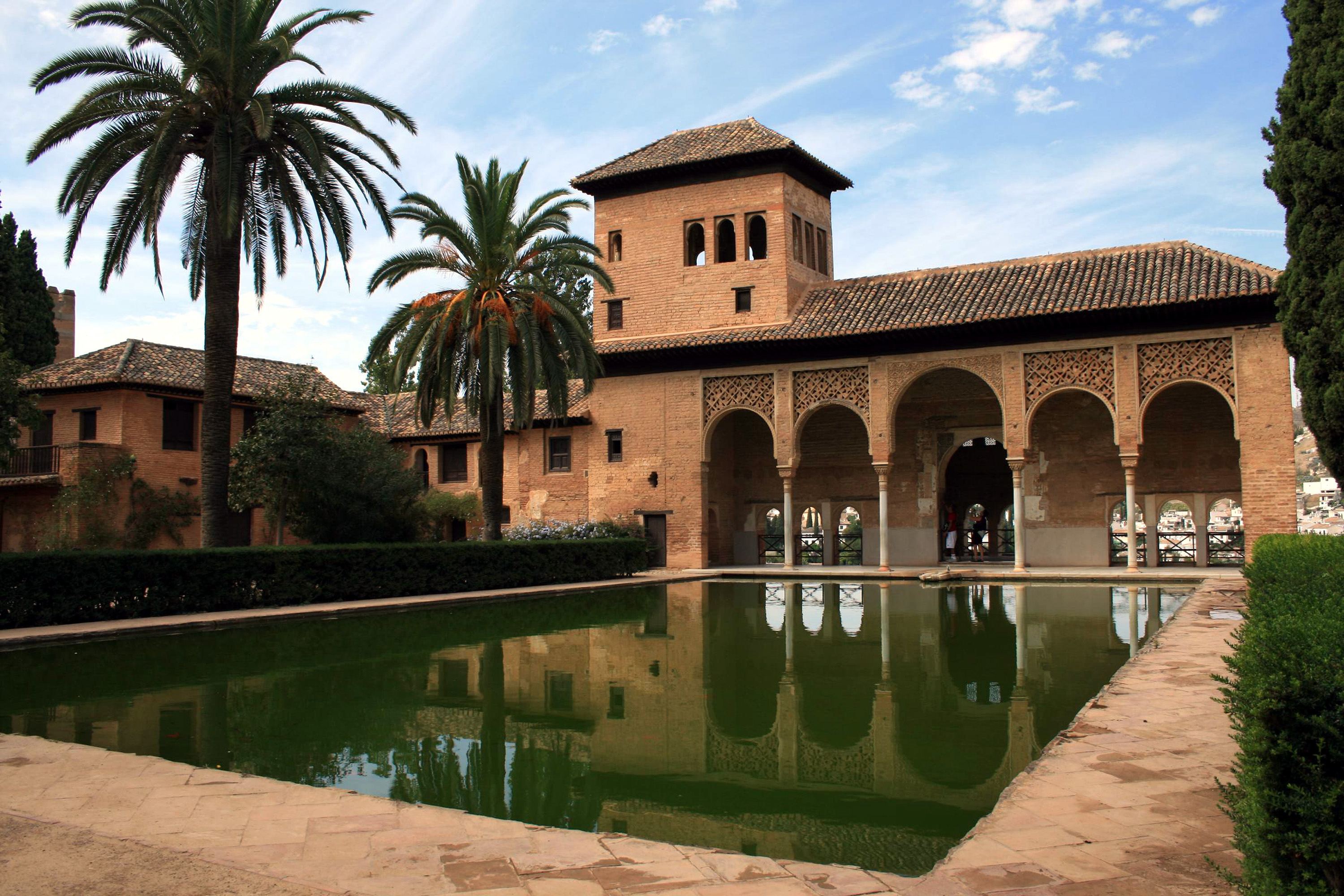
Patio del Partal, Alhambra de Granada
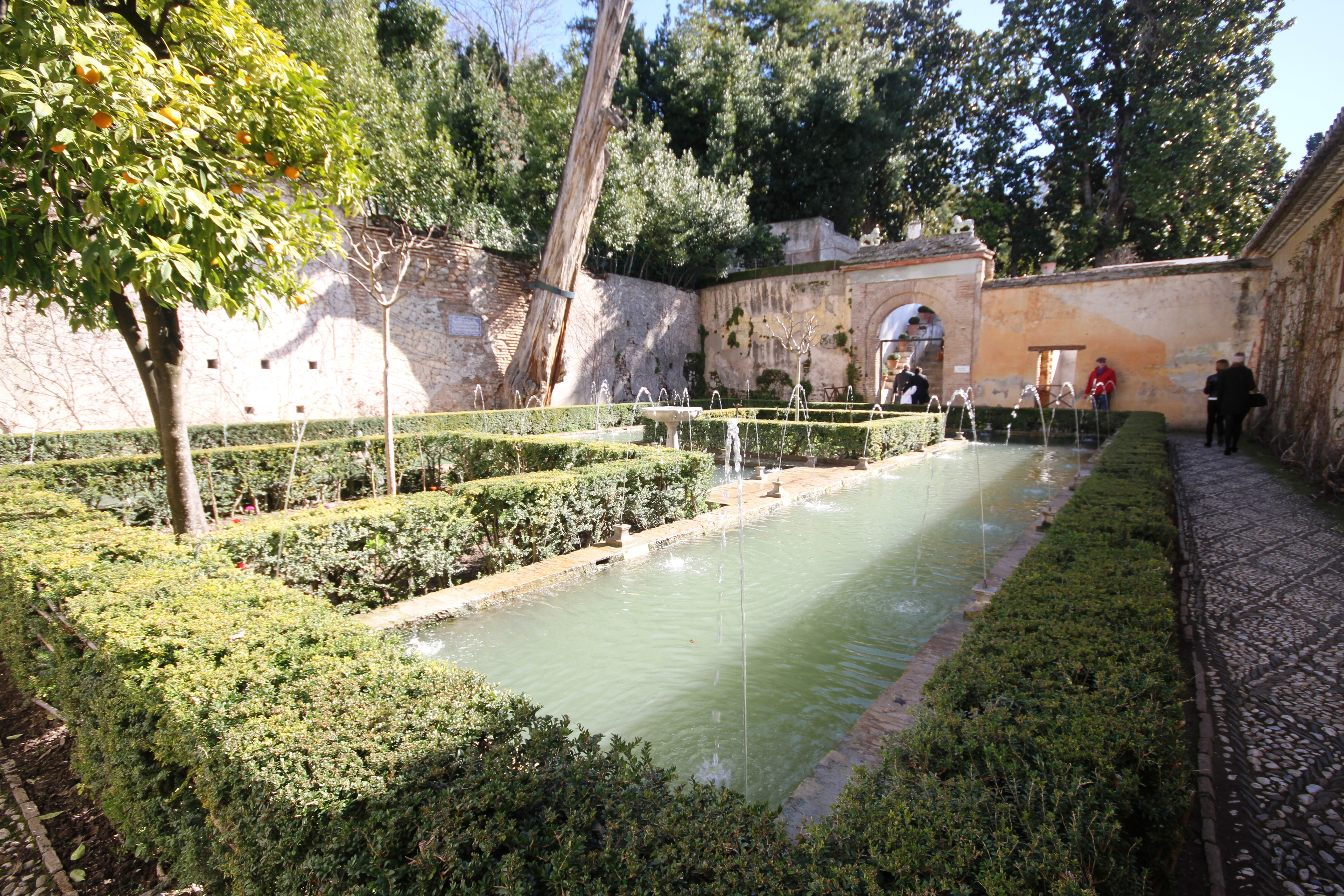
Patio del Ciprés de la Sultana, Generalife
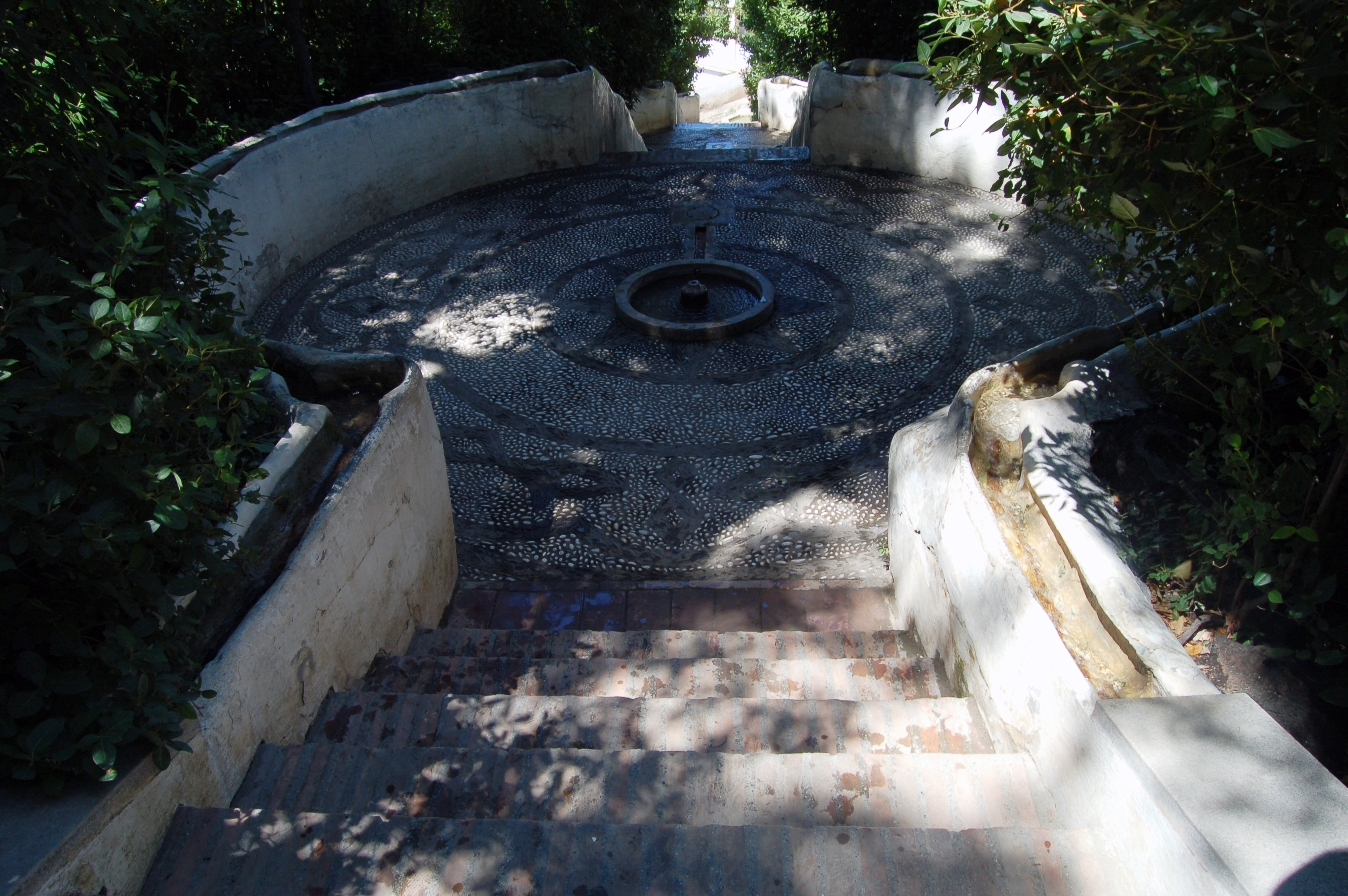
Escalera del Agua, Generalife
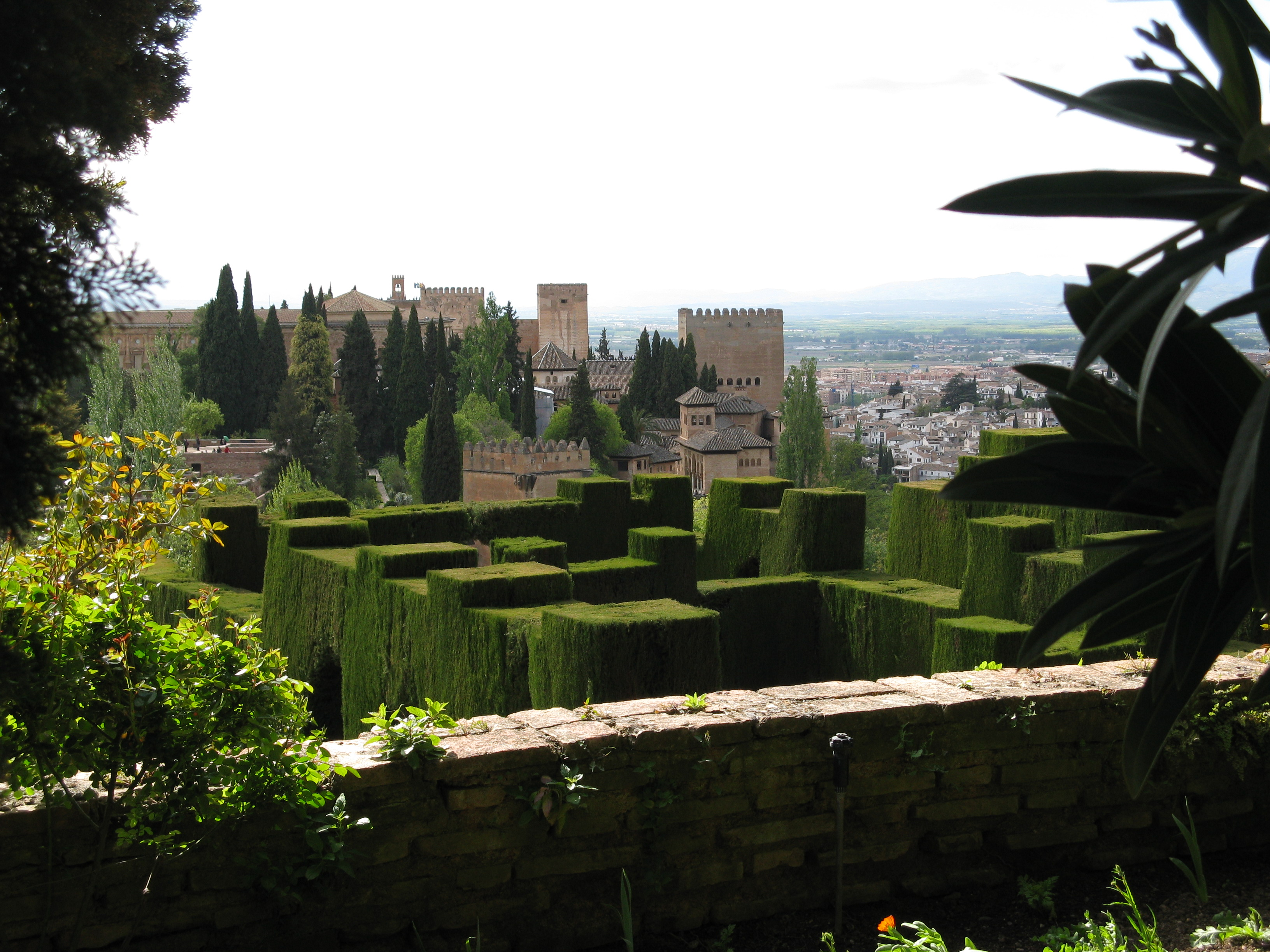
Paseo de las Adelfas, Generalife

### Jardín cristiano

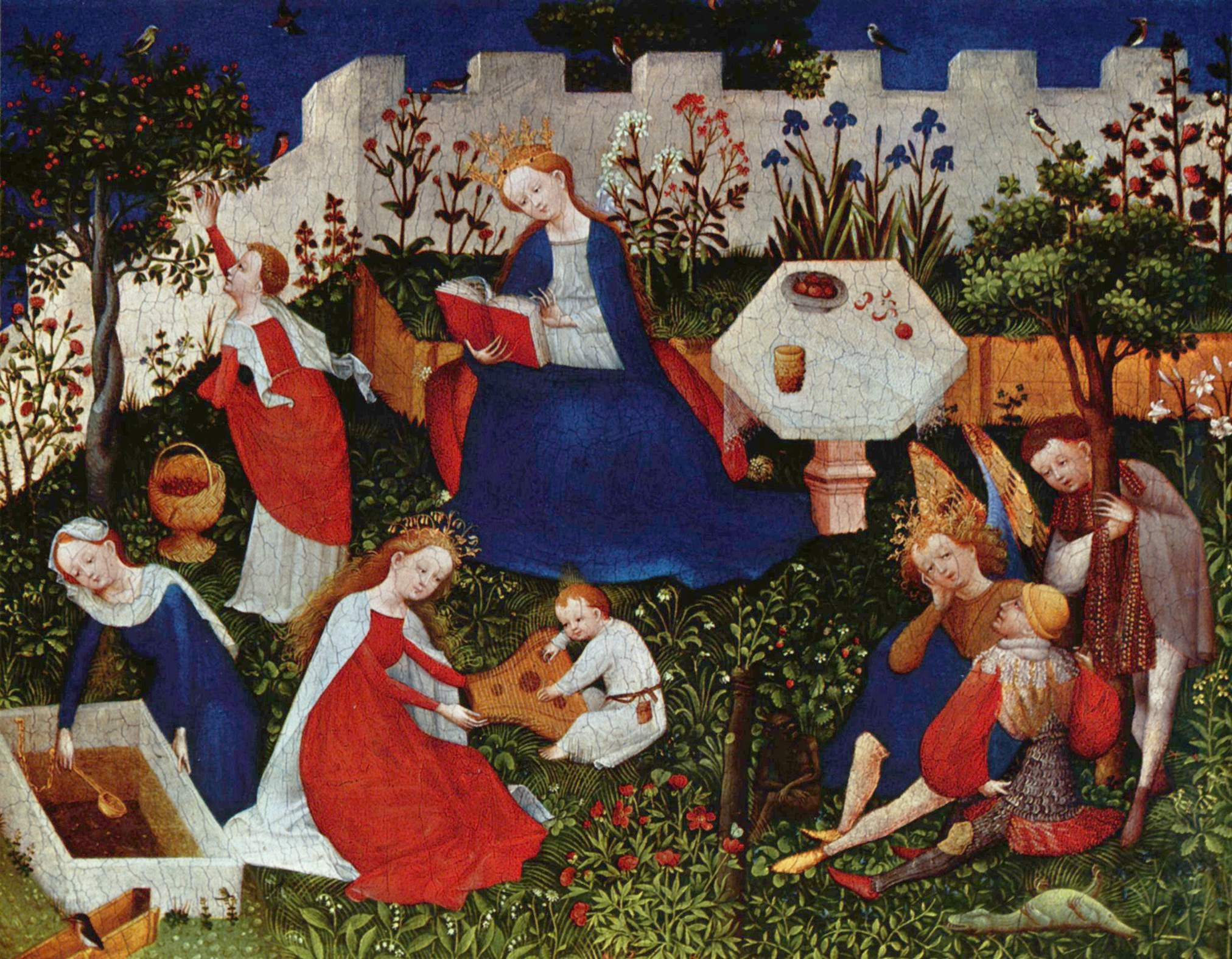
María en el huerto cerrado con santos (h. 1410), del Maestro del Jardín del Paraíso, Städelsches Kunstinstitut, Fráncfort del Meno

En la Edad Media el jardín doméstico cayó en desuso, y pervivió principalmente en los recintos monásticos, donde en el claustro se solía situar un jardín y un pozo de agua, y servía de lugar de recogimiento para los monjes. Por iniciativa de San Bernardo de Claraval surgió el llamado hortus conclusus, un tipo de jardín donde se cultivaban árboles frutales y plantas medicinales, anteponiendo el pragmatismo a la estética. Por otro lado, el jardín laico (o «cortesano») surgió en castillos y palacios, de pequeñas proporciones, estructurado generalmente a partir del huerto, alrededor de una fuente o estanque, con bancos de piedra para sentarse. En algunos jardines de palacios reales surgió la costumbre de alojar animales como patos, cisnes o pavos reales, convirtiéndose algunas veces en pequeños zoológicos que podían albergar animales más exóticos, como leones y leopardos, como en el Jardín de la Reina del Palacio Real Menor de Barcelona.
Pese a su carácter eminentemente práctico, porque las dificultades y penurias económicas y alimenticias de la época no dejaban lugar a grandes lujos, la jardinería de la época seguía recordando el concepto de jardín como evocador del Paraíso, como un locus amoenus («lugar delicioso»), un tópico de la literatura bucólica latina (Teócrito, Virgilio, Horacio) que continuó presente en la literatura medieval, como en los Milagros de Nuestra Señora de Gonzalo de Berceo, donde se describe un maravilloso prado lleno de fuentes y verdor. En época carolingia surgieron los primeros tratados sobre jardinería, como el Liber de cultura hortorum de Walafrido Strabo (840), que contiene numerosas instrucciones sobre el cuidado de las plantas.
Las características básicas del jardín medieval eran su cerramiento, una planta cuadrangular y el sentido utilitario de los cultivos. Por lo general, en el centro se ubicaba un pozo, fuente o depósito de agua, a cuyo alrededor se colocaban cuadros de plantas o macizos, trazados en línea recta y separados por caminos que convergen en el centro. La vegetación se componía generalmente de plantas aromáticas, medicinales y condimentarias, además de frutales, especies hortícolas y unas pocas flores escogidas. El jardín se completaba con estructuras como vallas, pérgolas o celosías, o motivos ornamentales como ramas entrelazadas, bancos encespedados o montañas artificiales, configuradas de forma troncocónica, como una torre de Babel.

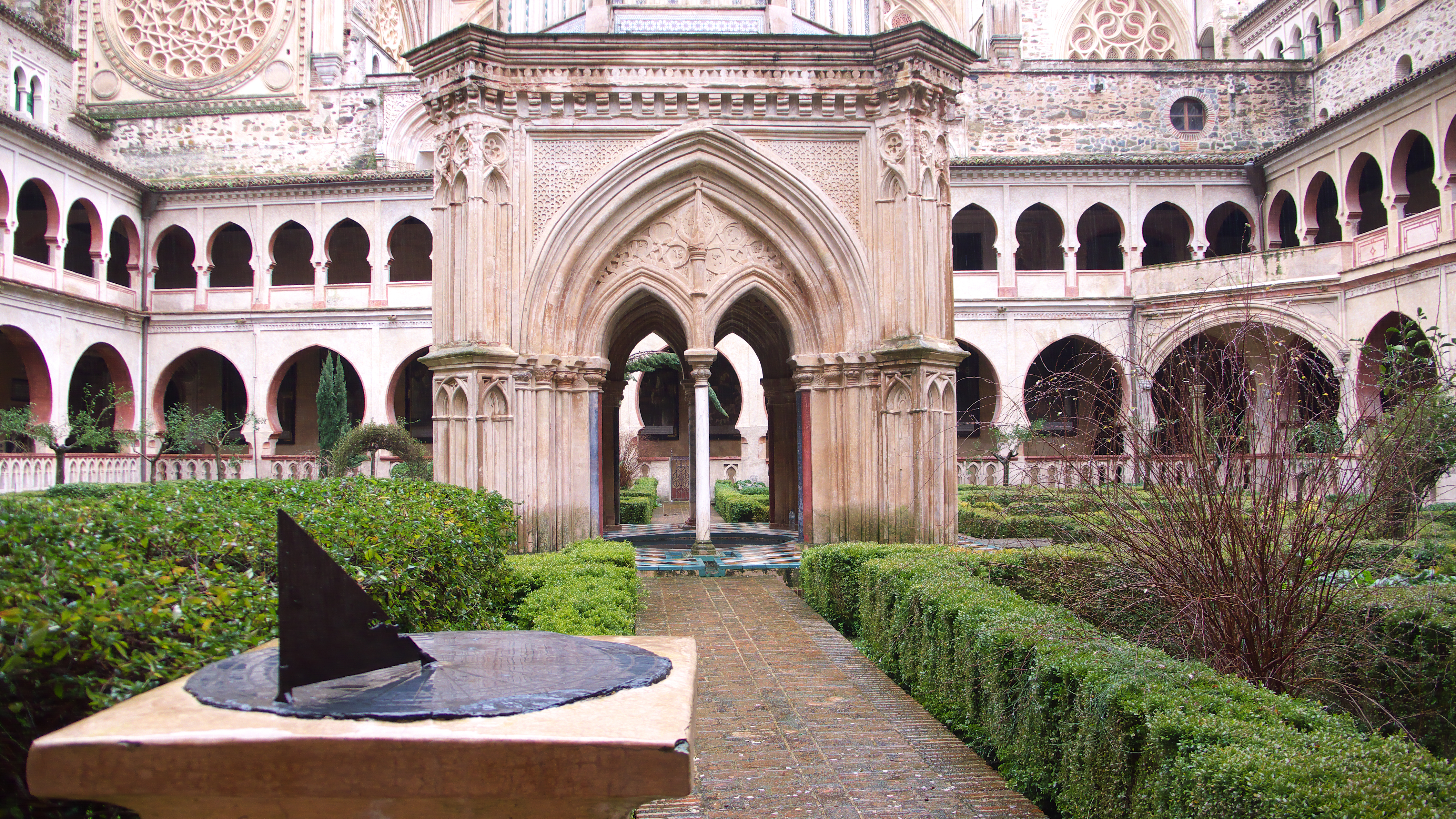
Claustro del Real Monasterio de Santa María de Guadalupe (Guadalupe, Cáceres)

El jardín medieval tenía un elevado contenido simbólico, tanto a nivel religioso como profano, ya que para el cristianismo era un símbolo de virginidad y pureza, y como tal en numerosas ocasiones era escenario para la presencia de la Virgen María; en cambio, a nivel cortesano era el lugar de encuentro de los enamorados, el centro de los juegos amorosos, como se percibe en la literatura trovadoresca, como en el Roman de la Rose. Asimismo, muchas de las especies cultivadas en la Edad Media, sus flores o sus frutos, tenían un simbolismo religioso: las azucenas evocaban la pureza; el iris representaba a la estirpe de David; la rosa significaba el amor; la fresa simbolizaba la Trinidad; la vid aludía al árbol de Jesé; el higo chumbo apelaba a la Pasión de Cristo; la manzana sugería el pecado y la expulsión del Paraíso. Igualmente, el agua tenía un profundo simbolismo, como se percibe en unas palabras de Salomón: «agua profunda es la palabra de la boca humana; y torrente caudaloso la fuente de la sabiduría». El agua representaba el bautismo y la purificación, así como la vida eterna: «Dios es la fuente de vida que no se agota» (san Agustín).
Del jardín cortesano —denominado en ocasiones hortus deliciarum, «jardín de delicias»— no han quedado apenas vestigios, y es conocido actualmente sobre todo por documentos literarios. Solía ser de pequeñas proporciones, completamente cerrado por muros o mimbreras, con diversos elementos como mesas de piedra o mármol, templetes, pérgolas, fuentes y albercas, y con paseos formados por celosías y treillages —arcadas con enrejados de madera que proporcionaban sombra—. Así aparece por ejemplo en el Libro de Horas de Isabel la Católica, especialmente en las ilustraciones relativas al rey David y a santa Catalina, donde aparecen unos jardines amurallados con celosías, fuentes, arboledas y riachuelos.

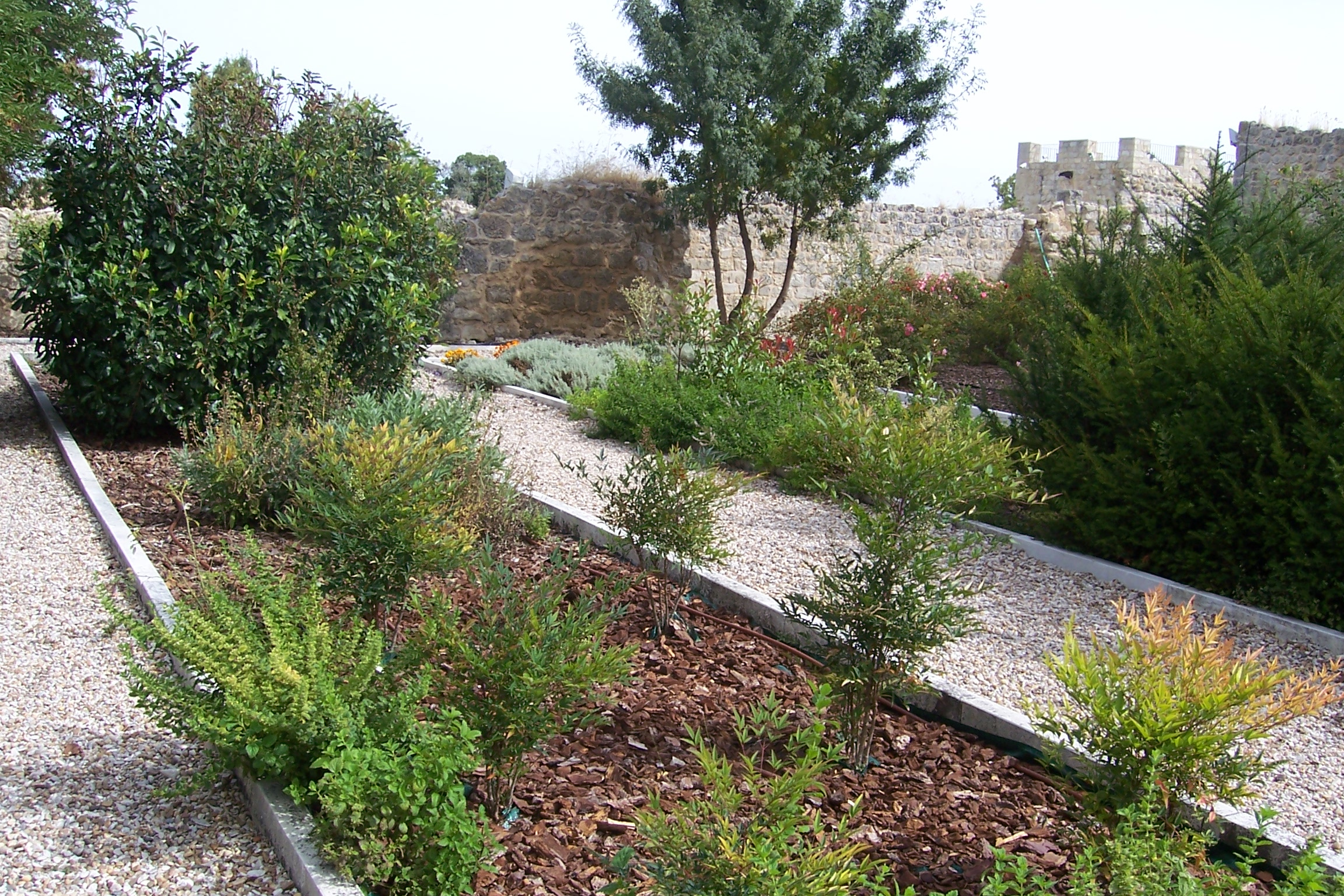
Monasterio de Santa María de Matallana (Villalba de los Alcores, Valladolid), un magnífico ejemplo de jardín de plantas aromáticas. Actualmente es un Centro de Interpretación de la Naturaleza, que incluye una exposición sobre la fauna y la flora de la zona, un jardín botánico, un palomar, un invernadero y vivero, una laguna, y una senda medioambiental

En España hay noticias de este tipo de jardín en Valladolid, Aranjuez, Barcelona, Uclés, Burgos y en el Palacio Real de Valencia. En el Palacio de Olite (Navarra), el rey Carlos III el Noble creó unos magníficos jardines elaborados por artistas de numerosas nacionalidades, que incluían un laberinto, un zoológico y unos jardines pensiles o suspendidos. De su gran variedad dan fe los nombres de los diversos espacios que albergaban: Claustro de la Parra, Claustro del Granado, Patio de las Higueras, Jardín del Cenador, Huerta de los Naranjos. En Valencia, los Jardines del Real se remontan a una antigua almunia (huerto de recreo) del siglo XI, que serían posteriormente ampliados en estilo mudéjar, con un trazado cruciforme de trama ortogonal, donde destacaban los setos de boj o arrayán recortados en topiaria con diversas formas, desde edificios y altares hasta guerreros y elefantes. De época gótica se conserva un patio ajardinado del Palacio Real Mayor de Barcelona (actual Museo Frederic Marès), así como el Patio de los Naranjos del Palacio de la Generalidad de Cataluña, mientras que en la Almudaina de Mallorca perviven unos jardines en forma de crucero que podrían ser originarios de un antiguo palacio almohade.

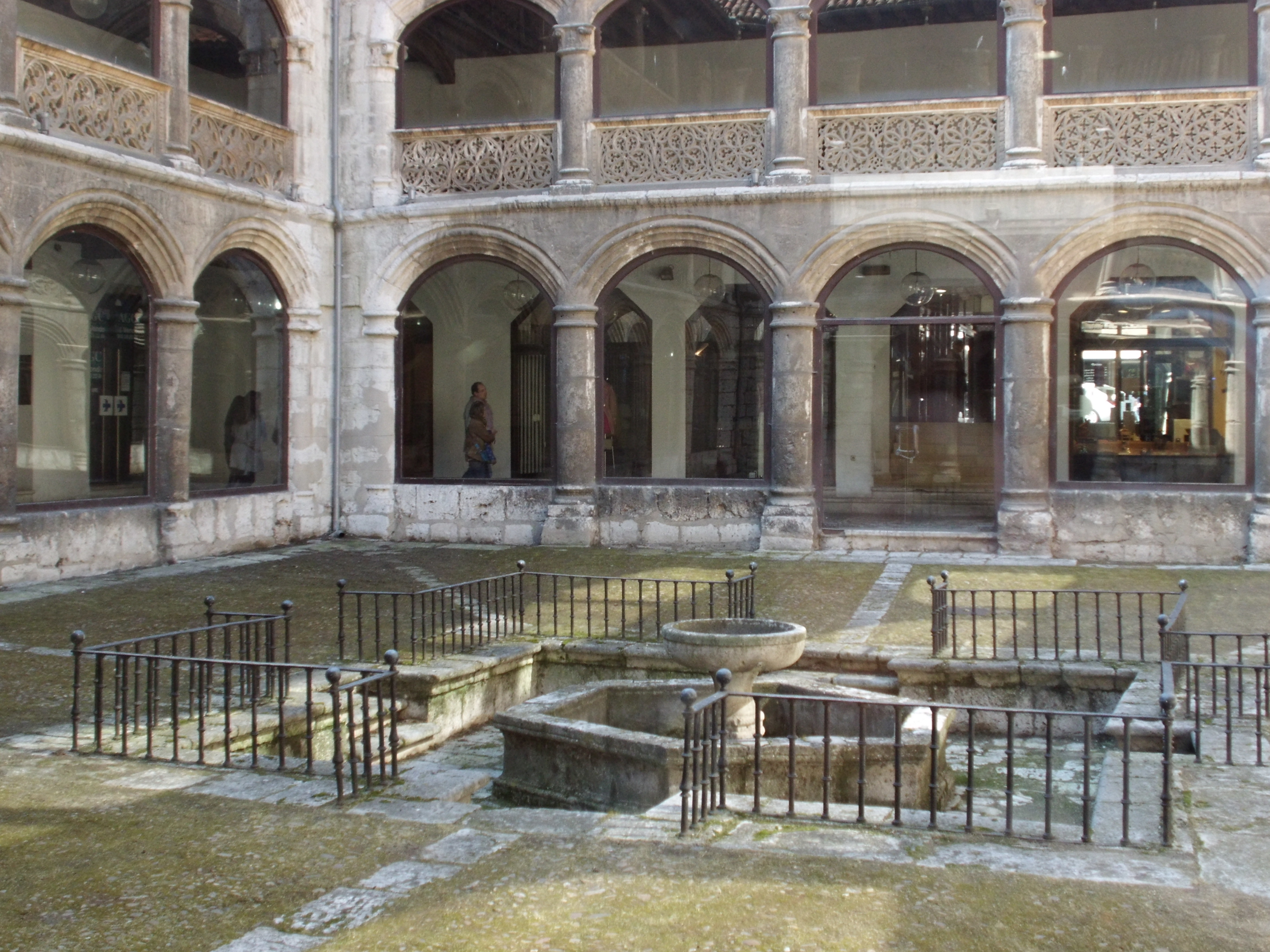
Monasterio de las comendadoras de Santa Cruz, Valladolid

El jardín monástico floreció gracias a los conocimientos conservados por los monjes —especialmente benedictinos—, que guardaban tratados agrícolas de procedencia romana, al tiempo que asimilaron conocimientos de la agronomía islámica gracias sobre todo a los monjes mozárabes que repoblaron la línea del río Duero y el sur de Galicia. Su ubicación se encontraba en el claustro, un recinto porticado abierto al aire libre y rodeado del resto de estancias monásticas, que servía de lugar de descanso y meditación para los monjes. Generalmente se buscaban emplazamientos protegidos del viento, con tierras fértiles y buena irrigación. El claustro era cuadrado, una forma simbólica que aludía a los cuatro elementos, los cuatro evangelios, las cuatro virtudes cardinales, o los cuatro ríos del paraíso. 
En España hay constancia de numerosos claustros ajardinados, aunque difícilmente se pueda precisar que hayan llegado intactos hasta nuestros días. De los más antiguos son el del monasterio de Sant Cugat del Vallès (siglo XI), formado por naranjos y laureles, o el de Santo Domingo de Silos, conocido por su famoso ciprés solitario. El Monasterio de San Jerónimo de Guisando (El Tiemblo) contiene un claustro cuatripartito con setos de boj recortados en forma de laberinto. El Monasterio de las comendadoras de Santa Cruz en Valladolid introdujo un elemento que aparecería en numerosas ocasiones en el futuro, una fuente rehundida con bancos alrededor. El claustro de la Catedral de Barcelona conserva su fuente de taza doble en el centro, con un templete gótico en un ángulo, y un jardín cerrado por rejas de hierro, con palmeras, magnolios y otros árboles centenarios, y un estanque llamado Fuente de las Ocas. Otros ejemplos son: el Convento de San Francisco y el Real Monasterio de la Trinidad en Valencia, el Monasterio de San Pedro (Soria), San Lorenzo de Trasouto (La Coruña), la Colegiata de Santillana del Mar, o los conventos sevillanos de San Clemente, Santa Inés y Santa Isabel. Algunos monasterios eran también residencias reales, por lo que contaron con ricos y variados jardines claustrales, además de amplios territorios anexos, como en Poblet, Santes Creus, Las Huelgas, San Millán de la Cogolla o Nuestra Señora de Guadalupe (Cáceres). Una de las órdenes que más fomentó la jardinería fue la cisterciense, que se caracterizó por el uso intensivo de la agricultura, el desplazamiento de las fuentes cerca del refectorio —por lo que a veces se instalaban dos fuentes en el claustro— y la edificación de templetes. Algunos ejemplos serían los monasterios de La Vid (La Vid y Barrios, Burgos), Santa María de Valbuena (Valbuena de Duero, Valladolid), San Salvador de Oña (Oña, Burgos) o Las Claustrillas (Burgos).

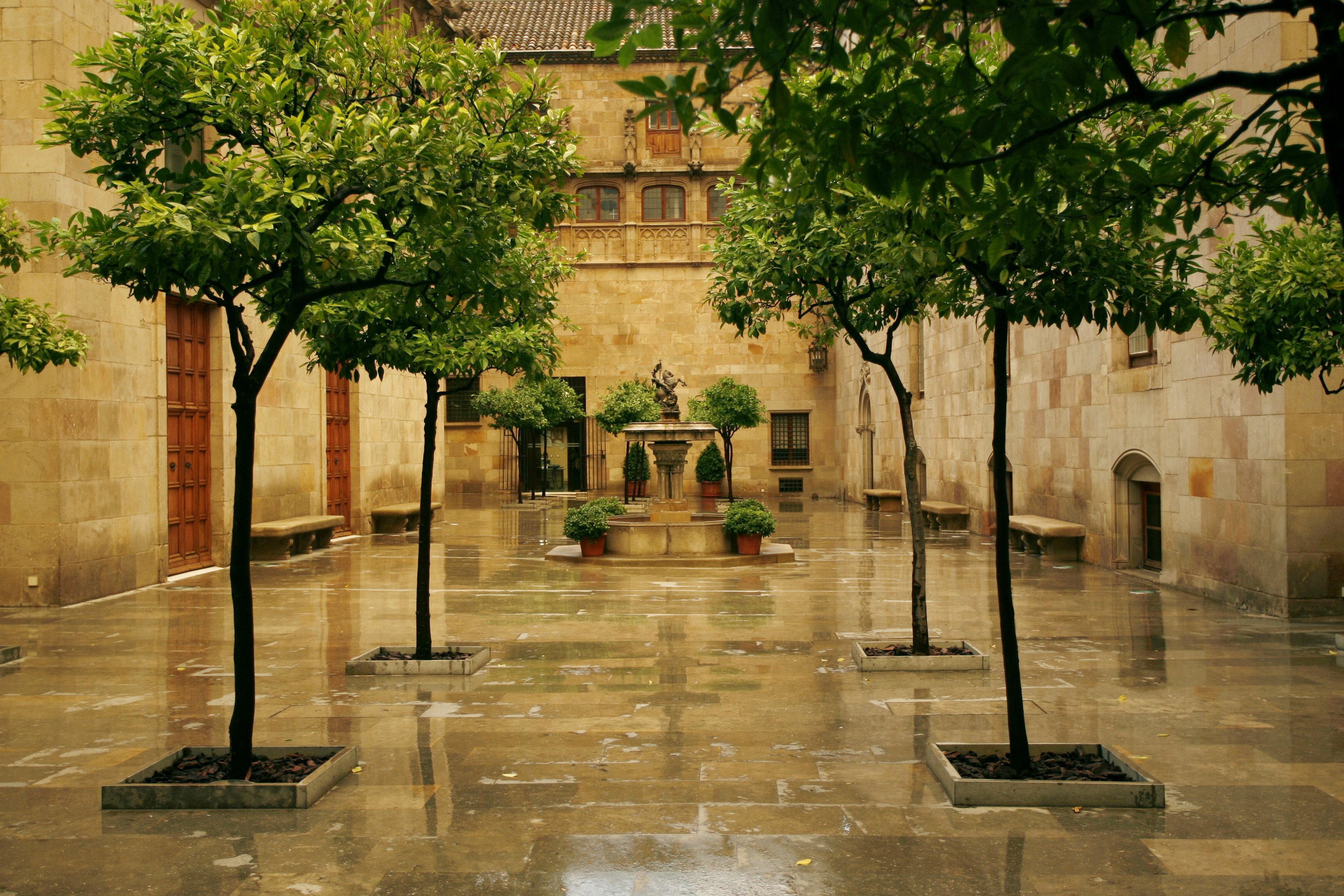
Patio de los Naranjos del Palacio de la Generalidad de Cataluña (Barcelona).
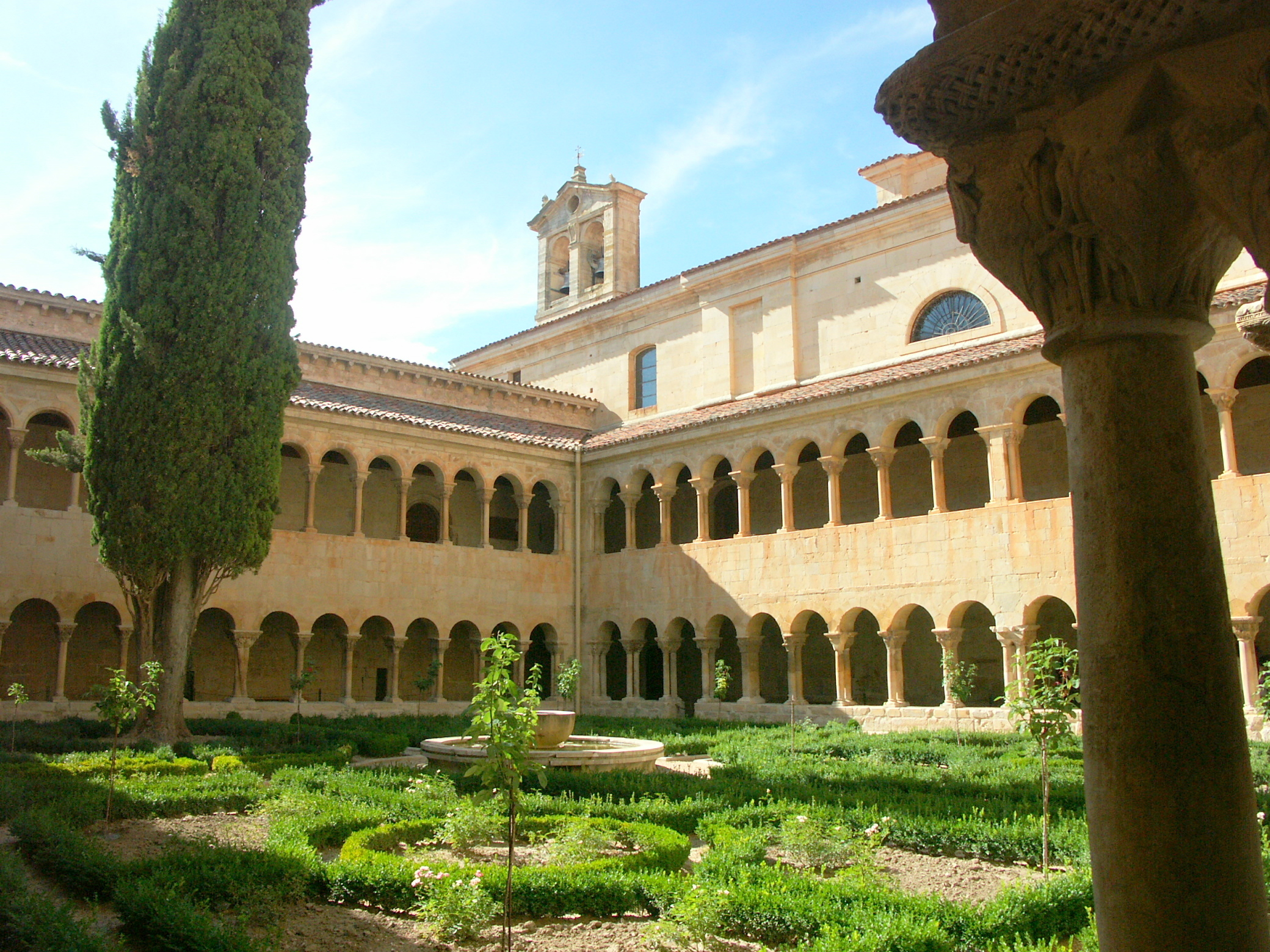
Monasterio de Santo Domingo de Silos.
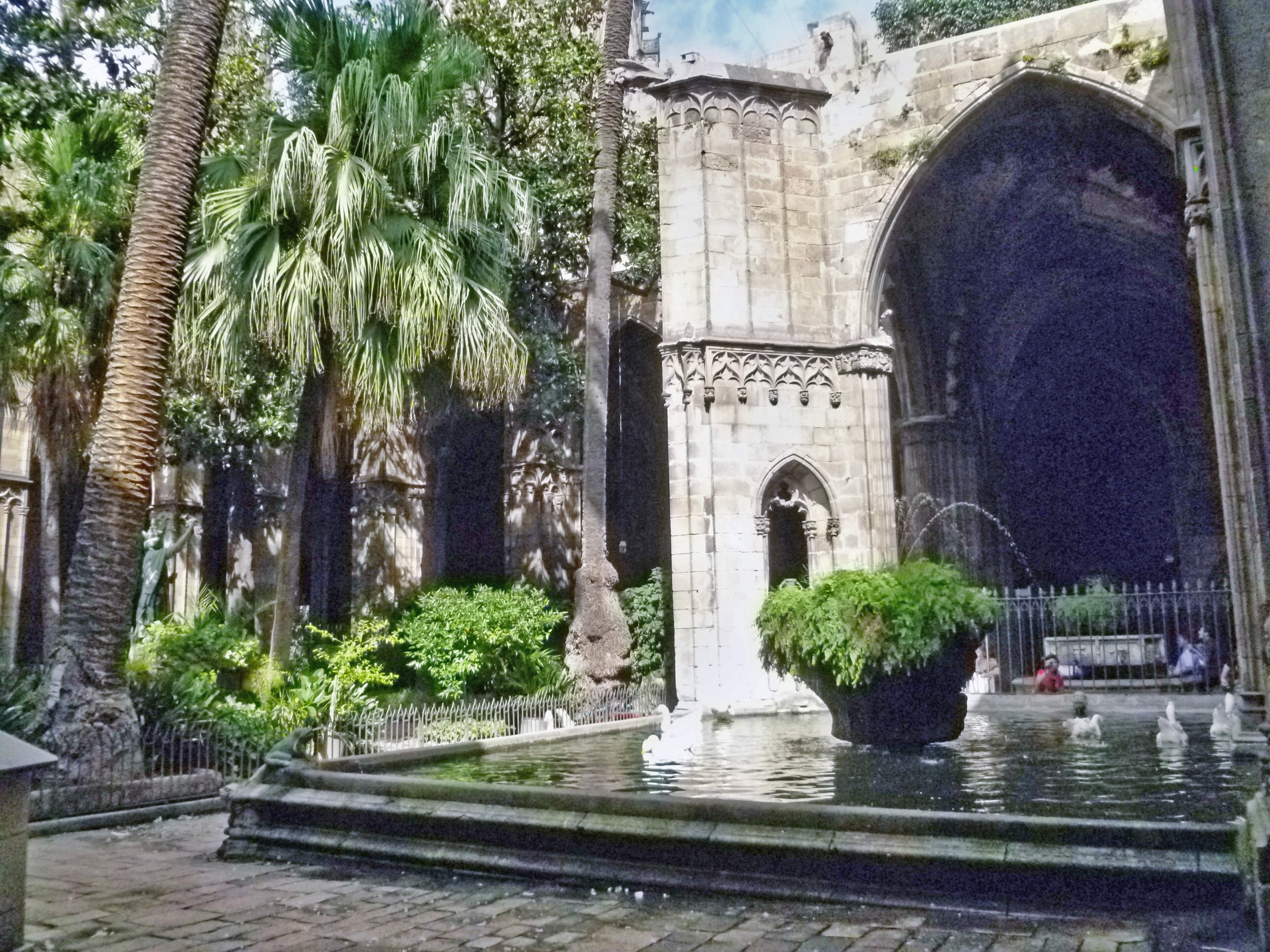
Claustro de la Catedral de Barcelona.
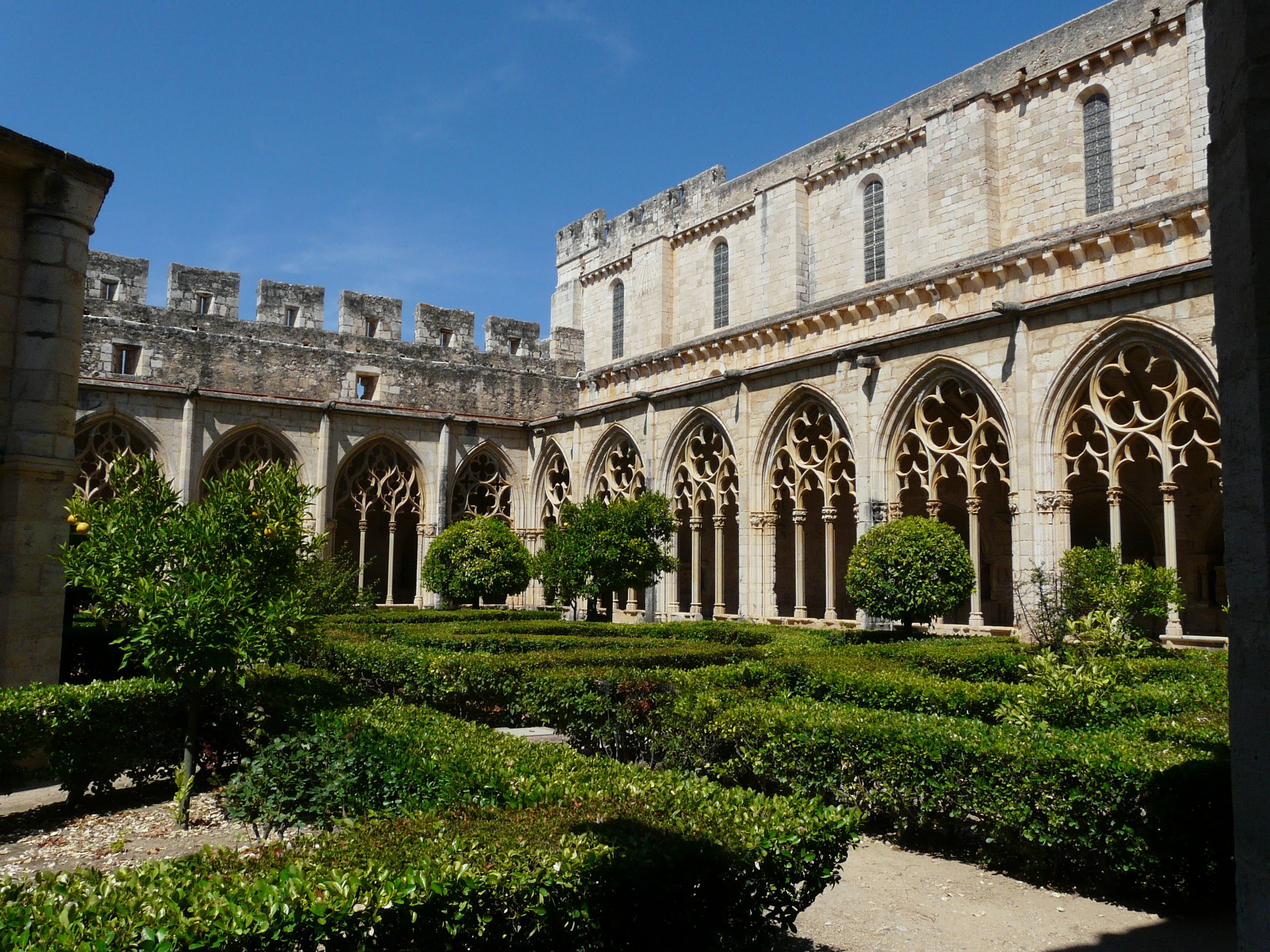
Monasterio de Santes Creus (Aiguamurcia).
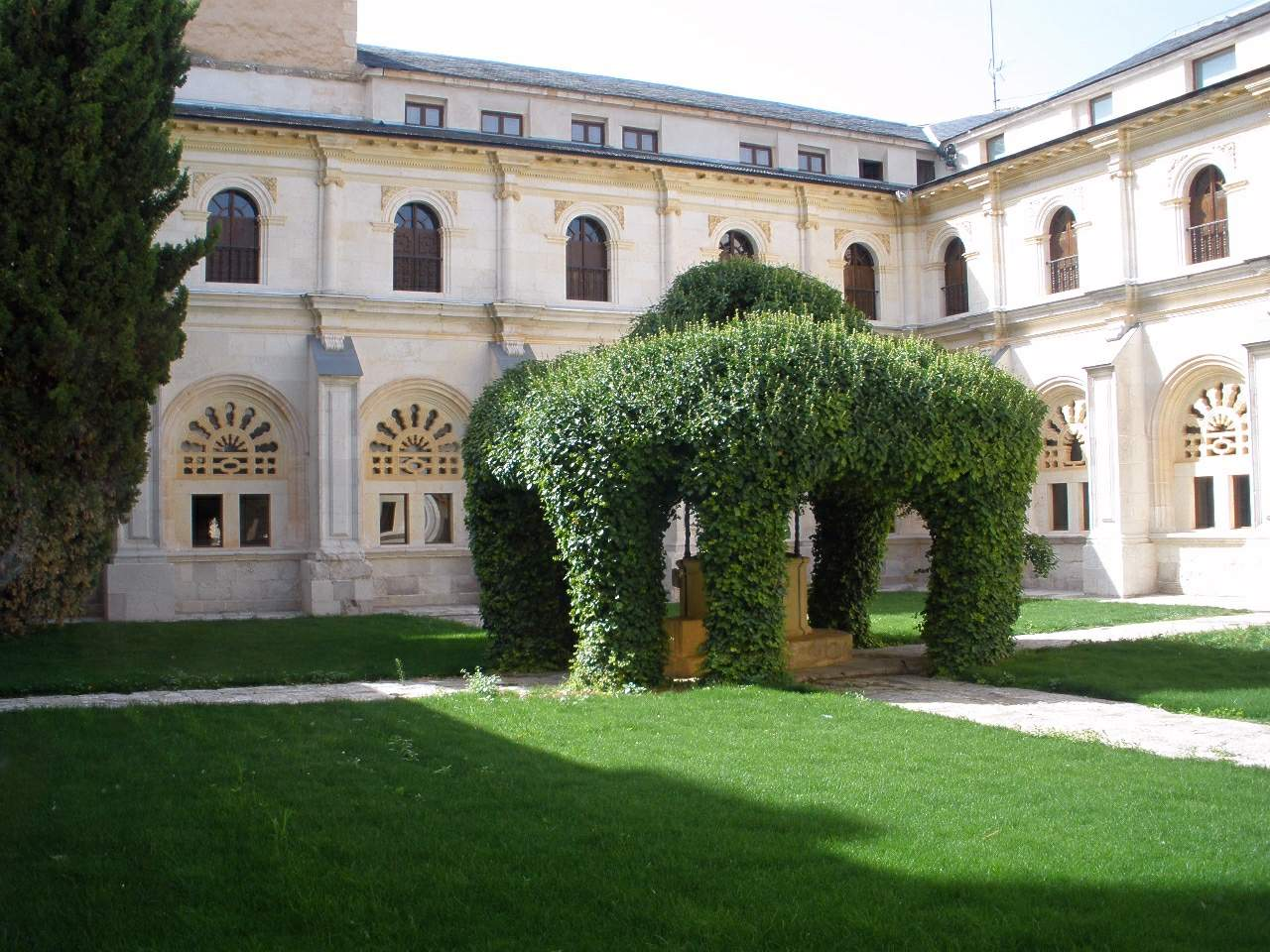
Monasterio de Santa María de La Vid, La Vid y Barrios (Burgos).
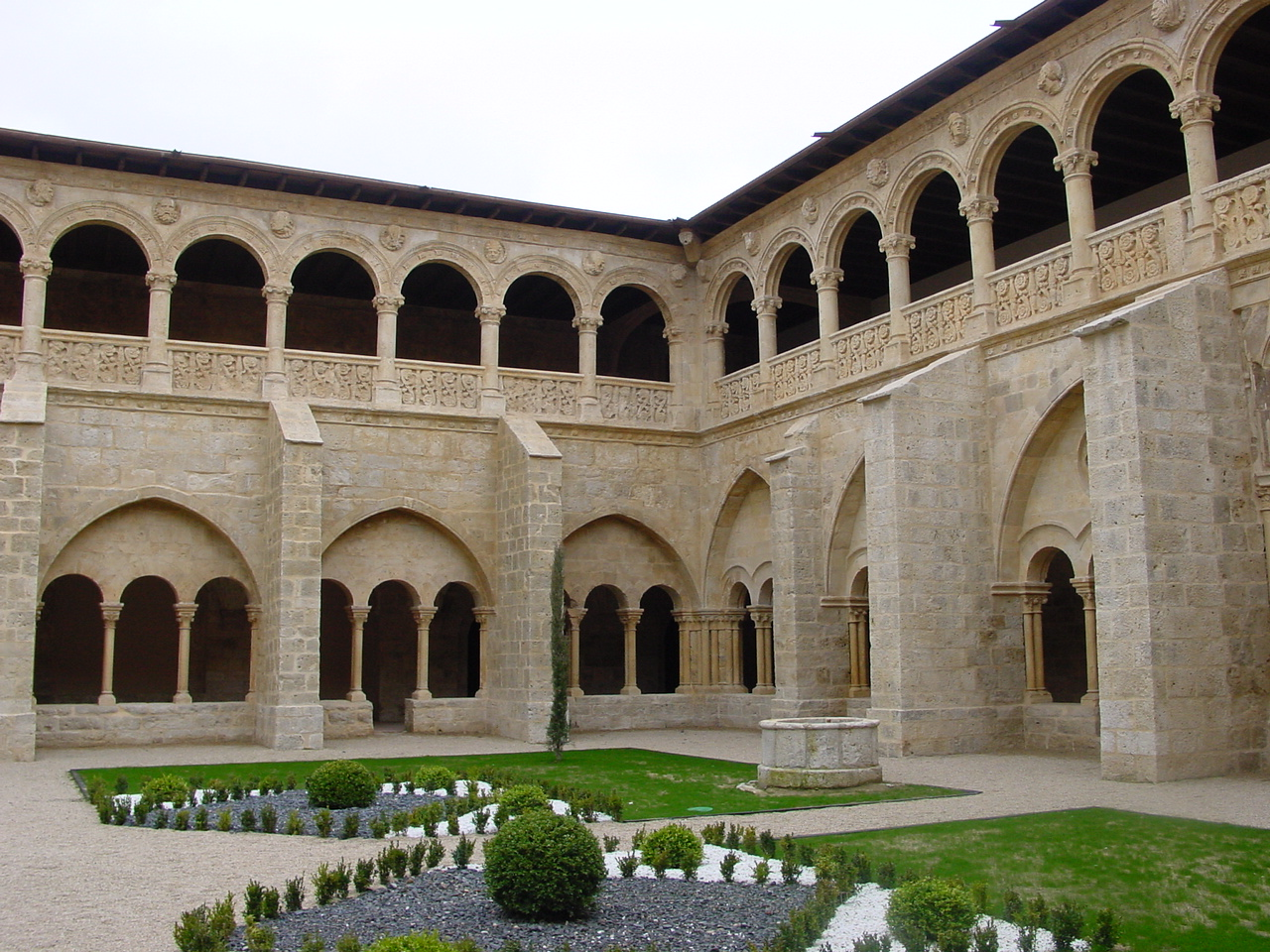
Monasterio de Santa María de Valbuena, Valbuena de Duero (Valladolid).

## SigloXVI

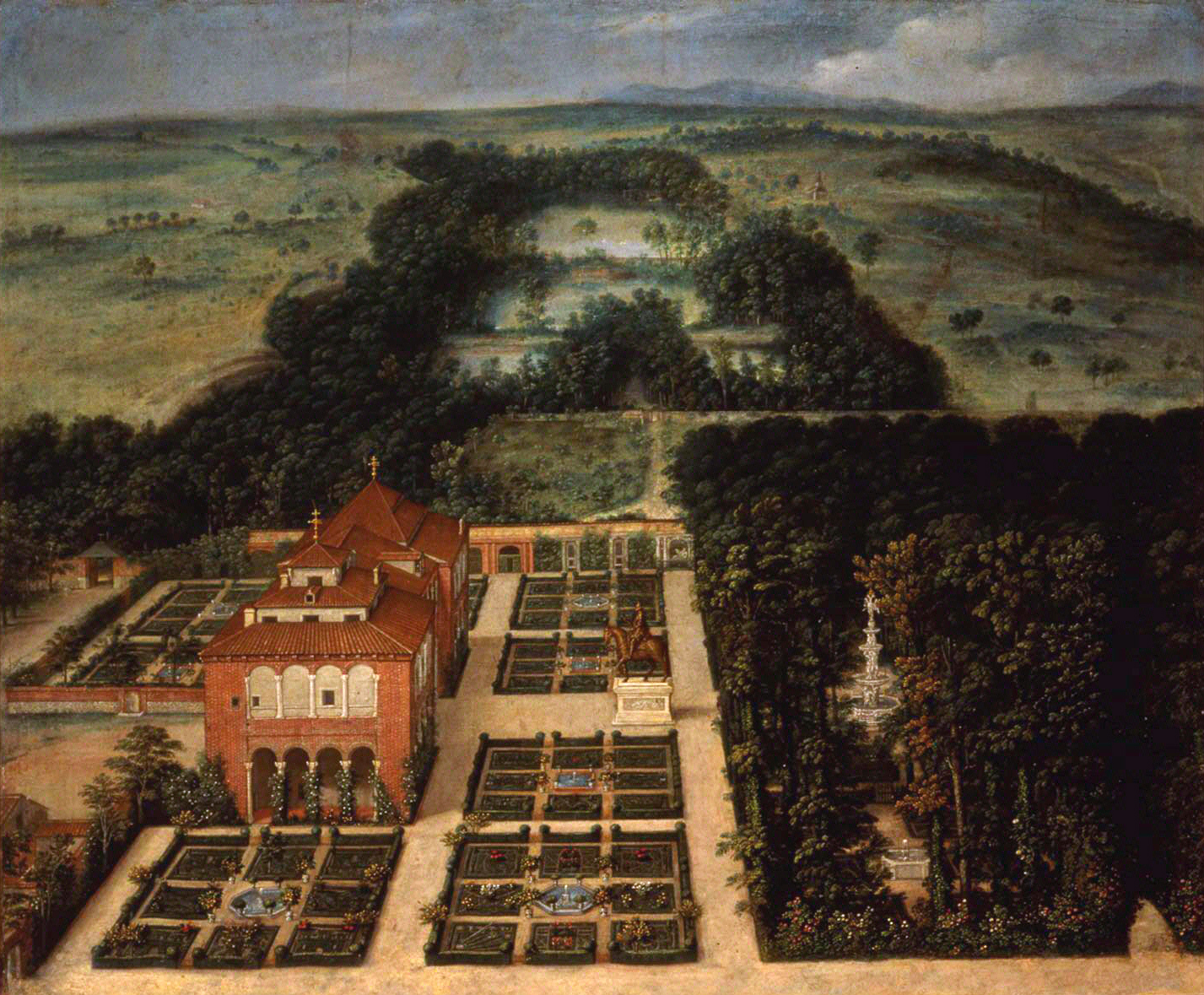
La Casa de Campo, de Félix Castello (1637), Museo Municipal de Madrid

El estilo predominante en este siglo fue el Renacimiento, surgido en Italia en el siglo XV (Quattrocento) y que se expandió por el resto de Europa desde finales de ese siglo e inicios del XVI. Los artistas se inspiraron en el arte clásico grecorromano, por lo que se habló de «renacimiento» artístico tras el oscurantismo medieval. Estilo inspirado en la naturaleza, surgieron nuevos modelos de representación, como el uso de la perspectiva. Suele denominarse como «jardín italiano» al principal modelo de jardín renacentista, concebido por lo general mediante un diseño estructurado, de composición geométrica, construido sobre terrazas con escalinatas, como el Jardín del Belvedere, de Bramante, o la Villa Madama, de Rafael. El jardín italiano evolucionó desde el jardín cortesano medieval, aunque tomó numerosos elementos de la villa romana. En su génesis cabe señalar una nueva visión cultural que otorgaba más relevancia al ser humano como ente individual, no sometido a designios divinos, una teoría que se plasmó en el humanismo; esto, unido a factores sociales como un nuevo sentimiento de identidad nacional, o económicos, como el auge del comercio y la banca y la aparición de una clase media acomodada que se dedicó al mecenazgo del arte y a la construcción de lujosas villas ajardinadas, fueron los factores relevantes para el surgimiento de una nueva manera de concebir el hábitat del hombre.
La jardinería empezó a relacionarse con la arquitectura, como se percibe en la concepción elaborada por Leon Battista Alberti de la casa y el jardín como una unidad artística basada en formas geométricas (De Re Aedificatoria, IX, 1443-1452), donde recomienda además la poda de los setos y la colocación de estatuas decorativas, dos de los sellos característicos del jardín renacentista y del posterior jardín barroco. También influyó el diseño de las eras conforme a formas axiales expuesto por Sebastiano Serlio en Tutte l'opere d'architettura (1537). Por su parte, Francesco Colonna, en su Hypnerotomachia Poliphili (1499), introdujo el uso de parterres y el empleo del arte topiario para dar formas caprichosas a los árboles.
En el Renacimiento el diseño de jardines se basó por primera vez más en la estética que en la practicidad, en su función lúdica y de recreo, desligada de la producción agrícola. Junto a los elementos vegetales se puso de moda un tipo de construcciones denominadas capricho (delizia en italiano, folie en francés), en forma de torres, pabellones o templetes, o bien grutas o cascadas artificiales, generalmente de formas extravagantes o caprichosas, que se ubicaban en distintas zonas del jardín para realzar su trazado o servir de lugar de reunión o descanso. Un vestigio de la jardinería medieval sería el giardino segreto, un tipo de jardín cerrado, destinado al ámbito más privado, ubicado generalmente junto a la fachada posterior del palacio o villa rural y rodeado de muros o altos setos para preservar su intimidad.

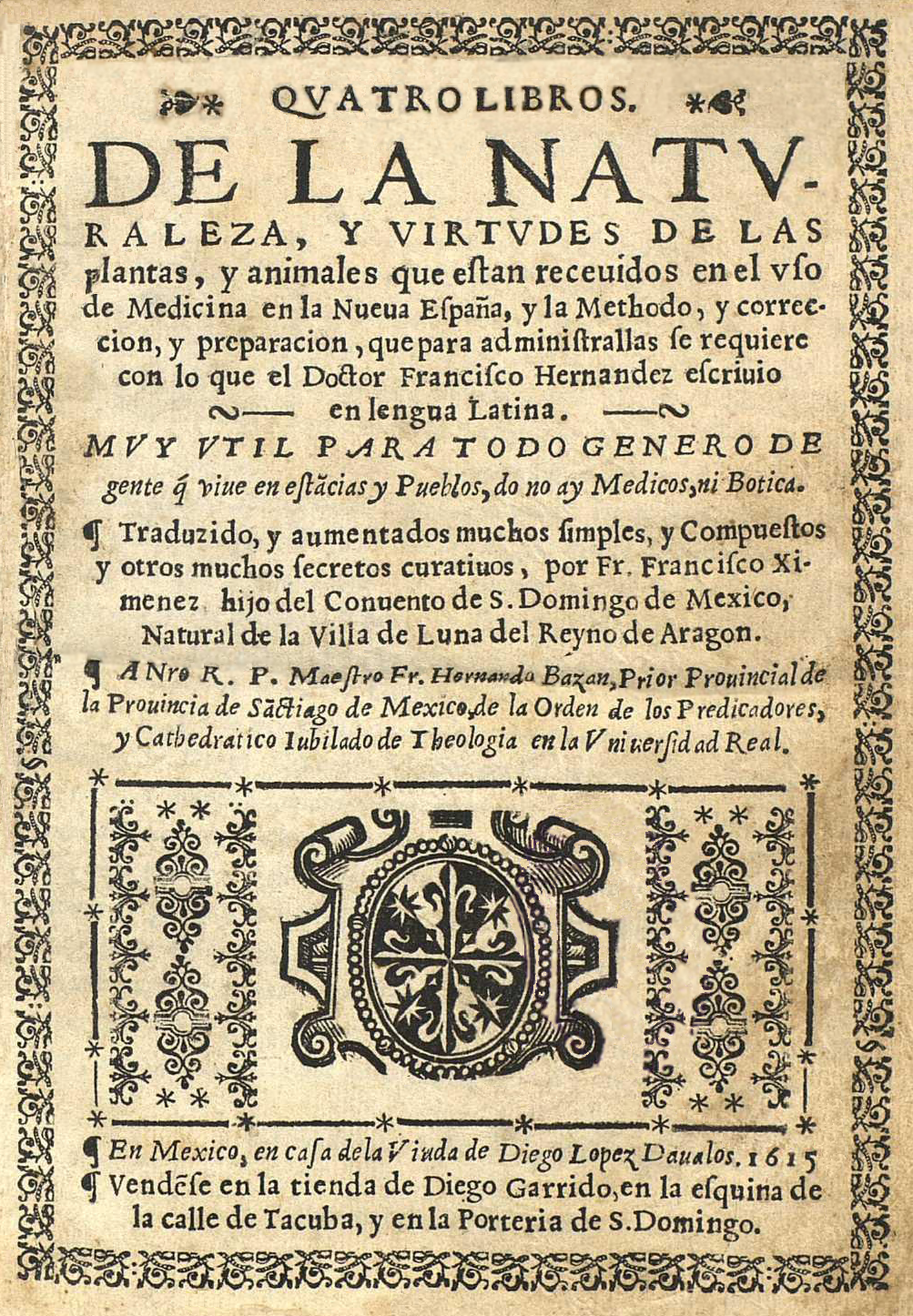
Quatro libros de la naturaleza y virtudes de las plantas y animales, de Francisco Hernández de Toledo, México, 1615

En España el Renacimiento llegó tardíamente y, en el terreno de la jardinería, no tuvo manifestaciones de un claro purismo italiano, sino que se entremezcló con otras influencias anteriores, especialmente del jardín claustral medieval y del jardín mudéjar. Los jardineros españoles adoptaron del jardín renacentista italiano su severidad y formalidad, aunque con una rigidez acentuada, especialmente en trazados y setos, pero no asumieron el aspecto grácil y la disposición escalonada propios del jardín italiano. Hay que tener en cuenta que en España las condiciones geográficas y climáticas no favorecían el estilo italiano, por lo que las manifestaciones que se produjeron en función de su influencia tuvieron que circunscribirse a espacios cerrados, sin la perspectiva característica del jardín italiano. Ello se debió principalmente a la diferencia de los terrenos: en Italia suelen tener más desnivel, por lo que una de las características del jardín italiano es su disposición en terrazas sucesivas; en cambio, España suele ser más llana, por lo que se desvirtuaba la perspectiva característica del jardín italiano. En definitiva, la influencia italiana se produjo principalmente en la inclusión de fuentes y juegos de agua, la decoración escultórica y la colocación de escalinatas y balaustradas, aunque al no obedecer estas últimas a la morfología del terreno, como en Italia, quedaron como simples objetos ornamentales sin una finalidad propia.
Un aspecto primordial en el jardín renacentista español fue el agua, especialmente en lo referente a ingeniería hidráulica, terreno en el que, junto a los conocimientos heredados de los períodos romano y musulmán, se sumaron las nuevas aportaciones efectuadas por ingenieros flamencos traídos a la península por Felipe II. Los nuevos adelantos se tradujeron en mayores y espectaculares juegos de agua, en fuentes, cascadas y surtidores que adquirieron diversas formas y ornatos, y que se convirtieron en uno de los mayores efectos de la jardinería renacentista, así como de la posterior era barroca. Por otro lado, el agua dejó de tener el simbolismo que tenía en el Medievo y se convirtió en un elemento de carácter artificial, sin naturalidad, con una mera finalidad decorativa.
En este período cobraron mayor importancia los elementos arquitectónicos, que pasaron a ser el eje vertebrador de la composición del jardín, por encima de los elementos vegetales. Incluso se dio predominio a especies vegetales perennes como el boj, el ciprés, el tejo o el laurel, que pueden ser recortadas y presentan una apariencia uniforme y estable en el tiempo, como complemento perfecto del conjunto arquitectónico. Ello se conjuga con elementos como pérgolas, celosías y folías, que junto a la decoración escultórica genera una nueva forma de concebir el jardín, donde se otorga más relevancia a la parte artística y a la intervención humana. Los jardines se convirtieron en un producto de ostentación para la nobleza, y en un símbolo de poder para la monarquía, y se puso de moda el diseño de cuadros entrelazados (knots) en forma de dibujos heráldicos o con el nombre del propietario.
La conjugación de todos estos factores supuso el inicio del jardín español con entidad propia, a través de la combinación de los estilos anteriores con las nuevas aportaciones técnicas y estéticas provenientes de Europa —especialmente Italia y Flandes—. Ello dio por resultado un jardín de tipo ornamental, aunque no excesivamente recargado, sino discreto y elegante, con fantasía, pero lejos de una aparatosa escenografía, y donde el elemento vegetal todavía juega un papel preponderante.
Cabe señalar que en esta época tuvo un gran impacto en el terreno de la botánica el descubrimiento de América (1492), hecho que aportó numerosas especies al acervo vegetal de la península, que fueron cultivadas por diversas de sus propiedades, desde la culinaria y farmacológica hasta la textil y ornamental. Entre las numerosas especies descubiertas la mayoría fue aprovechada por sus propiedades alimenticias, como: el tomate, la patata, el maíz, el cacao, el maní, la pimienta, la piña, el tabaco, la calabaza, la vainilla, etc.; pero algunas también por sus cualidades estéticas, como el nardo, el dondiego y la capuchina. En el conocimiento de estas nuevas especies cabría destacar dos fases: una primera fase de contacto, desde el descubrimiento hasta el siglo XVIII, con fines más comerciales y de explotación de los recursos; y otra con intereses más científicos, entre los siglos XVIII y XIX. Una de las expediciones más importantes de la época con fines científicos fue la de Francisco Hernández de Toledo, médico de Felipe II, quien entre 1571 y 1578 realizó un viaje a Nueva España (México), donde estudió en profundidad su flora, que recopiló en dieciséis volúmenes.

### Proyectos reales

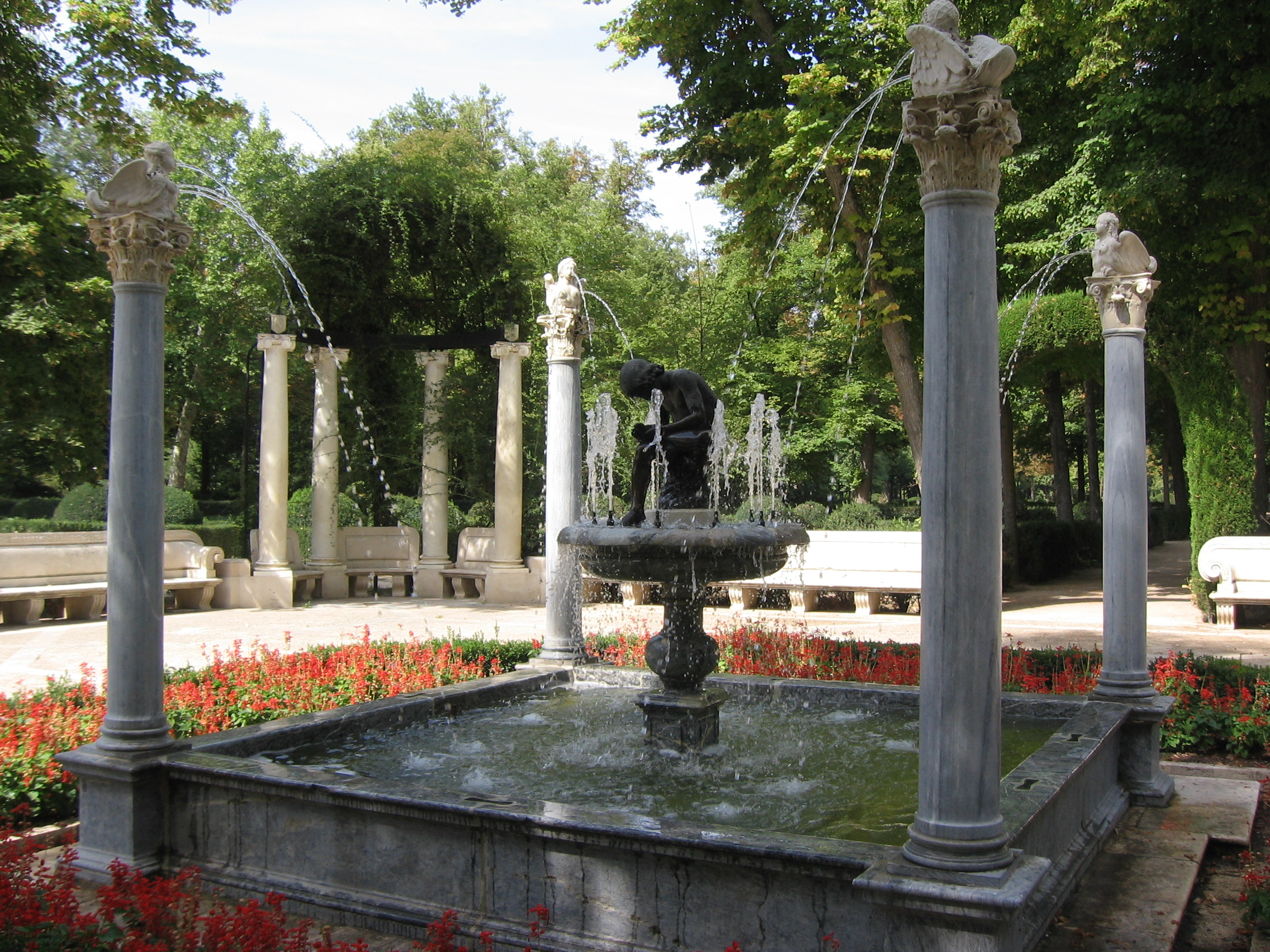
Jardín de la Isla, Aranjuez

Uno de los primeros exponentes de jardín italiano en España se produjo en los Reales Alcázares de Sevilla a principios del siglo XVI, por instancia de Carlos I. Entonces se amplió el jardín mudéjar configurado en tiempos de Pedro I el Cruel con el Cenador de la Alcoba, un pabellón construido con motivo de la boda de Carlos I con Isabel de Portugal. Fue obra de Juan Hernández, de planta cuadrada, con galerías porticadas y cubierto por una cúpula de media naranja, y todo recubierto de azulejos. Otra de las actuaciones de Carlos I fue en la Alhambra, donde en 1527 construyó un palacio renacentista diseñado por Pedro Machuca, adornado por unos pequeños jardines en dos patios colindantes al palacio: el de Reja, junto a las habitaciones del emperador, y el de Lindaraja, donde anteriormente había un mirador perteneciente al Salón de los Ajimeces —cuya vista quedó interrumpida por el palacio—, y donde se ubicó un jardín con fuente renacentista y taza de mármol árabe. En 1528 mandó reparar los Jardines del Real de Valencia, cuyos trabajos se extendieron hasta finales de siglo —en 1598 fueron escenario de la boda de Felipe III y Margarita de Austria-Estiria—. Presentaban estos tres recintos ajardinados, junto a huertas de hortalizas y árboles frutales, especialmente naranjos y limoneros. El jardín principal, el del vivero, estaba configurado en cuatro partes, al estilo del chahar bagh persa, con figuras de arrayán recortadas en forma de animales o con motivos heráldicos. Un último proyecto de Carlos I fue la adecuación del entorno del Monasterio de Yuste, donde se retiró tras su abdicación en 1556; en sus habitaciones tenía un mirador que daba a una amplia huerta de naranjos.
Felipe II fue un gran amante de la jardinería, de la que se ocupó personalmente en numerosas ocasiones, hasta el punto de diseñar algunos trazados de su propia mano. Había conocido los jardines de Flandes, que le entusiasmaron, y de esa tierra trajo numerosos jardineros, arquitectos e ingenieros, que se sumaron a los de otras nacionalidades, especialmente franceses, ingleses e italianos. Su mano derecha en la planificación de jardines fue Jerónimo de Algora, que viajó por toda Europa en nombre del rey para estudiar la jardinería practicada en su tiempo por los mejores maestros en la materia. Algora propició la publicación del tratado Agricultura de jardines (1592), de Gregorio de los Ríos, jardinero real en la Casa de Campo, donde establecía la diferencia entre huerto y jardín, y estudiaba las plantas adecuadas para cada espacio y los cuidados necesarios para su mantenimiento. Los principales proyectos ejecutados por Felipe II fueron los del Monasterio de San Lorenzo de El Escorial, el Jardín de la Isla en Aranjuez, y la constitución de diversos Reales Sitios alrededor de Madrid, como El Pardo, Valsaín y Vaciamadrid, además del mantenimiento y mejora de la Alhambra, los Reales Alcázares de Sevilla y el Alcázar de Madrid. Igualmente, en 1574 se constituyó en Sevilla la Alameda de Hércules, el más antiguo jardín público de España que se conserva. Una de las características principales de las construcciones reales desde 1560 fue la asimilación de los principios albertianos sobre la unidad espacial y la coordinación de los ámbitos arquitectónico y paisajístico, donde la villa y el jardín se integran en un único eje de simetría.

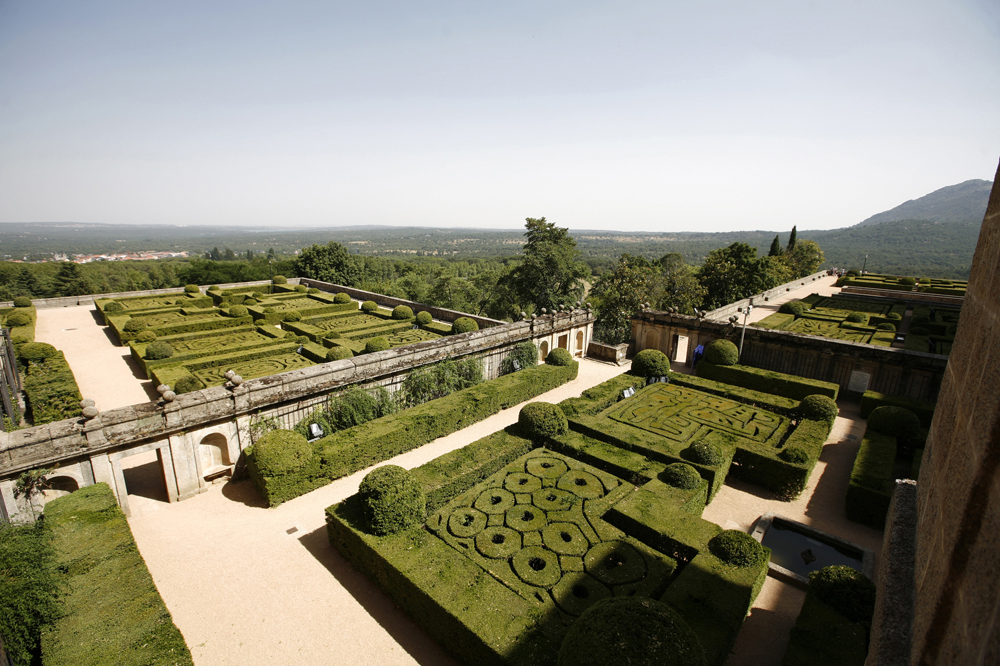
Jardín del Monasterio de San Lorenzo de El Escorial

El Monasterio de San Lorenzo de El Escorial fue construido entre 1563 y 1584 bajo la dirección inicial de Juan Bautista de Toledo, sucedido a su muerte en 1567 por Juan de Herrera. El monasterio contó con un amplio jardín, uno de los primeros de gran tamaño instalados en la península en la Edad Moderna, aunque, sin embargo, su trazado seguía en buena medida el modelo de jardín monástico medieval. El jardín fue planificado por el propio Herrera, con la colaboración del arquitecto de jardines Marcos de Cardona. El jardín principal se encuentra en el claustro, en el denominado Patio de los Evangelistas, llamado así por un templo situado en la parte central del jardín dedicado a los cuatro evangelistas, que se encuentra rodeado de cuatro estanques de forma cuadrada. La vegetación a su alrededor está formada por setos de boj recortados en forma de arabescos, la mayoría planificados durante el siglo XVIII. Además del claustro, junto a los aposentos privados del rey se situó un giardino segreto, con la misma configuración de setos de boj, mientras que en las lonjas sur y este —llamadas Lonja de los Frailes— había unos jardines protegidos del viento por la arquitectura y que gozaban de numerosas horas de sol, por lo que pudieron albergar numerosas especies exóticas difíciles de cultivar en otras condiciones, sustituidas hoy día por setos de boj.
Asimismo, al este de El Escorial se estableció el conjunto de La Fresneda, formado por dos edificios, la Casa de su Majestad y la Casa de los Frailes, con tres jardines situados en un eje axial entre ambos, situados en tres niveles conectados por tramos de escaleras, al más típico estilo italiano. Su planificación se debió probablemente a Gaspar de Vega, con la ayuda de Marcos de Cardona y el jardinero Juan Inglés. En el nivel más elevado se situaba la casa real, con un paseo bordeado de postes de piedra y emparrados, y un terraplén repleto de hileras de tiestos con diversas especies de plantas, así como una fuente con cuatro canales de agua que creaban una partición cruciforme; en el segundo nivel había un jardín dividido en tres cuarteles, cada uno con una fuente; y en el tercero se situaba un jardín cercado con diversos compartimentos y laberintos, así como una fuente de forma piramidal. Junto a estos jardines se hallaban zonas de bosques y huertas, con árboles frutales, olmos, sauces, moreras y fresnos, así como cuatro estanques que servían de reserva piscícola.
En Aranjuez, situado a 65 km de Madrid, se construyó una residencia de verano para la familia real en un antiguo coto de caza. Se encargaron del proyecto nuevamente Juan Bautista de Toledo y Juan de Herrera, que trazaron una grandiosa red de calles y avenidas, jalonadas de jardines, bosques, huertas, sotos y dehesas, junto a un complicado sistema hidráulico compuesto por presas, diques, canales y acequias, para los que hubo que hacer grandes trabajos de drenaje de pantanos. Se plantaron 200 000 árboles de especies como chopos o álamos, fresnos, nogales, tilos, sauces y castaños, muchos de ellos provenientes de Francia y Flandes. Entre los siglos XVI y XVII se confeccionaron varios jardines, como los del Rey y de la Reina, adosados a palacio a la manera de los giardini segreti italianos, pero la principal realización de la época fue el Jardín de la Isla, de estilo italiano, instalado en una isla artificial del río Tajo, estructurado en torno a un eje central del que partían cinco círculos concéntricos con sus cuadros inscritos, con caminos enlosados de azulejos y jalonados de numerosas fuentes de agua, como las de Venus, Diana, Hércules, Neptuno, Baco, de las Horas, etc. Dichas fuentes representaron uno de los primeros programas iconográficos inspirados en la mitología clásica desarrollados en la jardinería española, donde al igual que en otros países sería un recurso frecuente. La alusión a Hércules era evidentemente una identificación con el monarca, ya que su mito estaba ligado desde antaño a la península a través de las columnas de Hércules. También se introdujeron en este jardín las folías, un tipo de celosías enramadas de origen flamenco que serían habituales desde entonces en el jardín español —uno de los jardineros de Aranjuez era flamenco, Juan de Holbeque—.

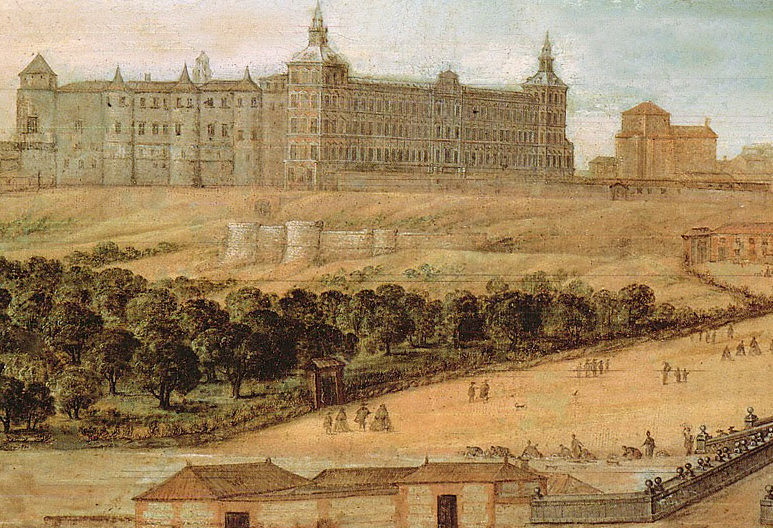
Pintura del del Real Alcázar de Madrid

Felipe II también encargó numerosos trabajos de jardinería en los Reales Sitios cercanos a Madrid: en el Palacio de El Pardo se instaló un jardín junto al foso, con diversos compartimentos de flores y hierbas medicinales, así como una gran profusión de fuentes; en Valsaín se ubicó un jardín interior trazado por el propio rey, del que se conserva un boceto de su puño y letra, de trazado ortogonal integrado armónicamente con la fachada del palacio; y en Vaciamadrid se situó un jardín geométrico formado por compartimentos rectangulares, con una cuadrícula de caminos rectilíneos en consonancia nuevamente con el marco arquitectónico. Entre estos proyectos el más destacado fue el de la Casa de Campo, donde se construyó un jardín de inspiración serliana trazado en 1562 por Juan Bautista de Toledo y Jerónimo de Algora, que incluía un laberinto, una gruta, una «sala de burlas» y numerosas fuentes y estatuas, además de reservas de animales como la Leonera, la Faisanera y la Casa de Vacas. Así como los anteriores eran pequeños jardines ubicados junto a los apartamentos reales, aquí se concibió un jardín de grandes dimensiones, coordinado entre sus diferentes secciones por un eje central simétrico, que aunaba un jardín geométrico junto al palacio con huertas, sotos y bosques, así como un amplio conjunto de canales y estanques. La zona principal del jardín renacentista se situó en la zona este de la finca, correspondiente a la ribera derecha del río Manzanares, con una avenida central flanqueada de un membrillar a la derecha y una zona de planteles a la izquierda, que desembocaba en una plaza rectangular donde se ubicaba la villa, rodeada de jardines de configuración geométrica con recuadros de boj o mirto recortados en topiaria, con diseños heráldicos y laberínticos, junto a flores y fuentes. Más allá se abría una plaza octogonal con la denominada Fuente del Águila, que daba paso a una zona arbolada, y posteriormente las huertas distribuidas en ocho rectángulos, junto a bosques y un conjunto de cinco estanques.
En el Alcázar de Madrid se efectuaron diversas actuaciones a mediados del siglo XVI en torno a cuatro ámbitos diferenciados: el Jardín del Cierzo, en el lado norte, fue planificado en 1562 por Juan Bautista de Toledo, con un trazado geométrico, dividido en cuatro compartimentos de proporciones rectangulares; el Jardín del Rey se situaba en el ángulo suroeste, entre el palacio y el río Manzanares, de igual trazado geométrico dividido en cuatro secciones y con una monumental fuente central; el Jardín de la Reina se encontraba al noreste, era el de mayores proporciones, de planta rectangular, con ocho grandes cuadros poblados de arboledas; y el Jardín de la Priora, situado entre el anterior y el Real Monasterio de la Encarnación, con un aspecto más libre y natural.
Entre finales del siglo XVI y principios del siglo XVII se puso de moda el manierismo, una corriente artística surgida en Italia que supuso la exageración de las formas renacentistas, con perspectivas violentas y forzadas que transmitían una mayor subjetividad de la visión del artista. Uno de sus exponentes se produjo en una nueva ampliación y reforma de los jardines de los Reales Alcázares de Sevilla, realizada entre 1543 y 1595, fechas en las que se ejecutaron diversos jardines conocidos como del Príncipe, del Estanque, de la Danza, del Laberinto, de Troya y de las Flores. En 1606 el italiano Vermondo Resta planificó el Jardín de las Damas, donde estableció un criterio de diseño arquitectónico con un fuerte componente escenográfico, de influencia vignolesca, al tiempo que otorgaba mayor relevancia a las arboledas y a la fusión de jardín y paisaje. Resta también construyó la Galería de Grutesco en el muro de cerca oriental, decorada con opus rusticum, con miradores y nichos con pinturas al fresco, y un arco triunfal a la altura del Jardín del Estanque, que alberga la estatua de Mercurio de Diego de Pesquera.

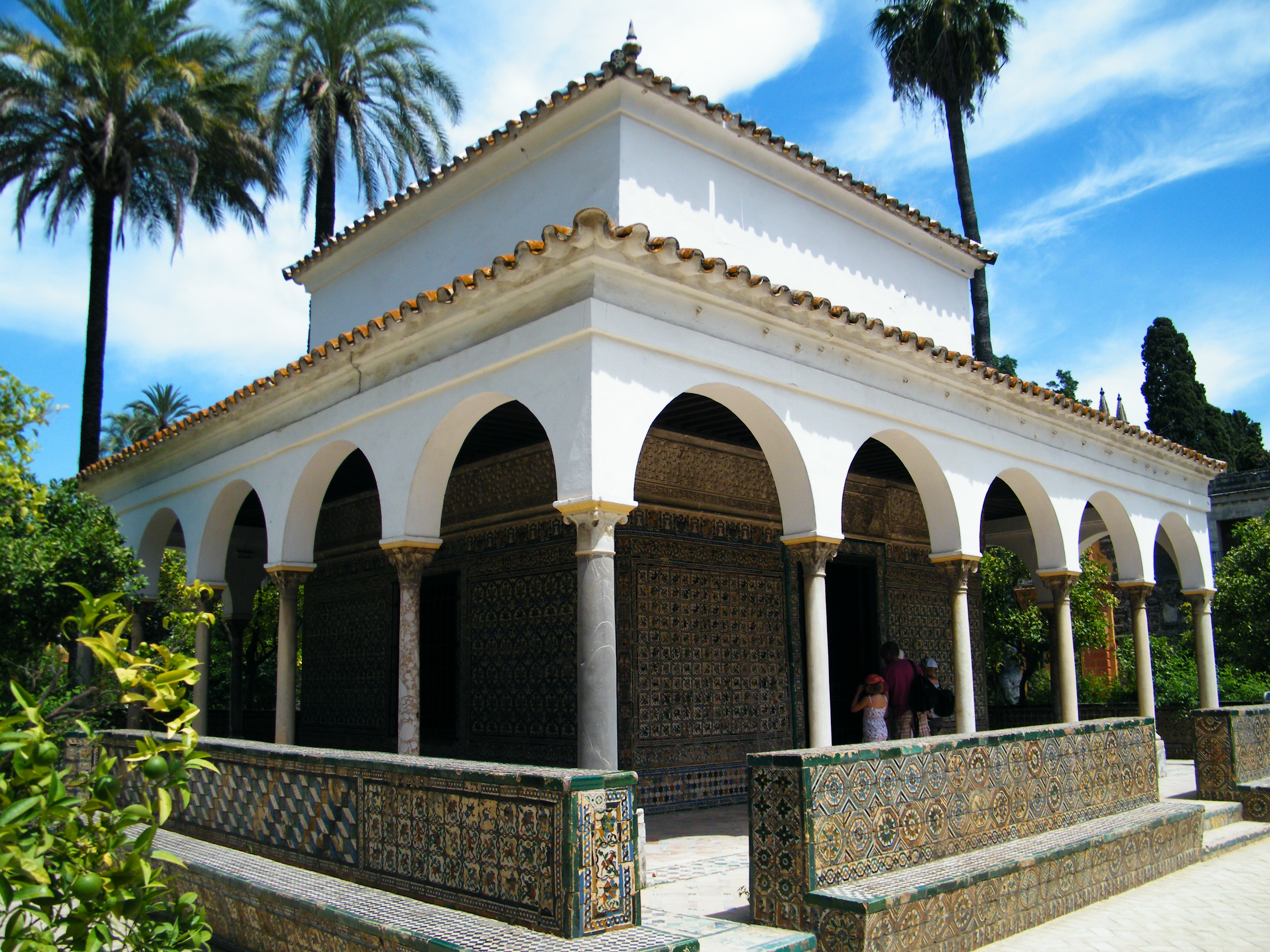
Pabellón de Carlos V o Cenador de la Alcoba, Reales Alcázares de Sevilla.
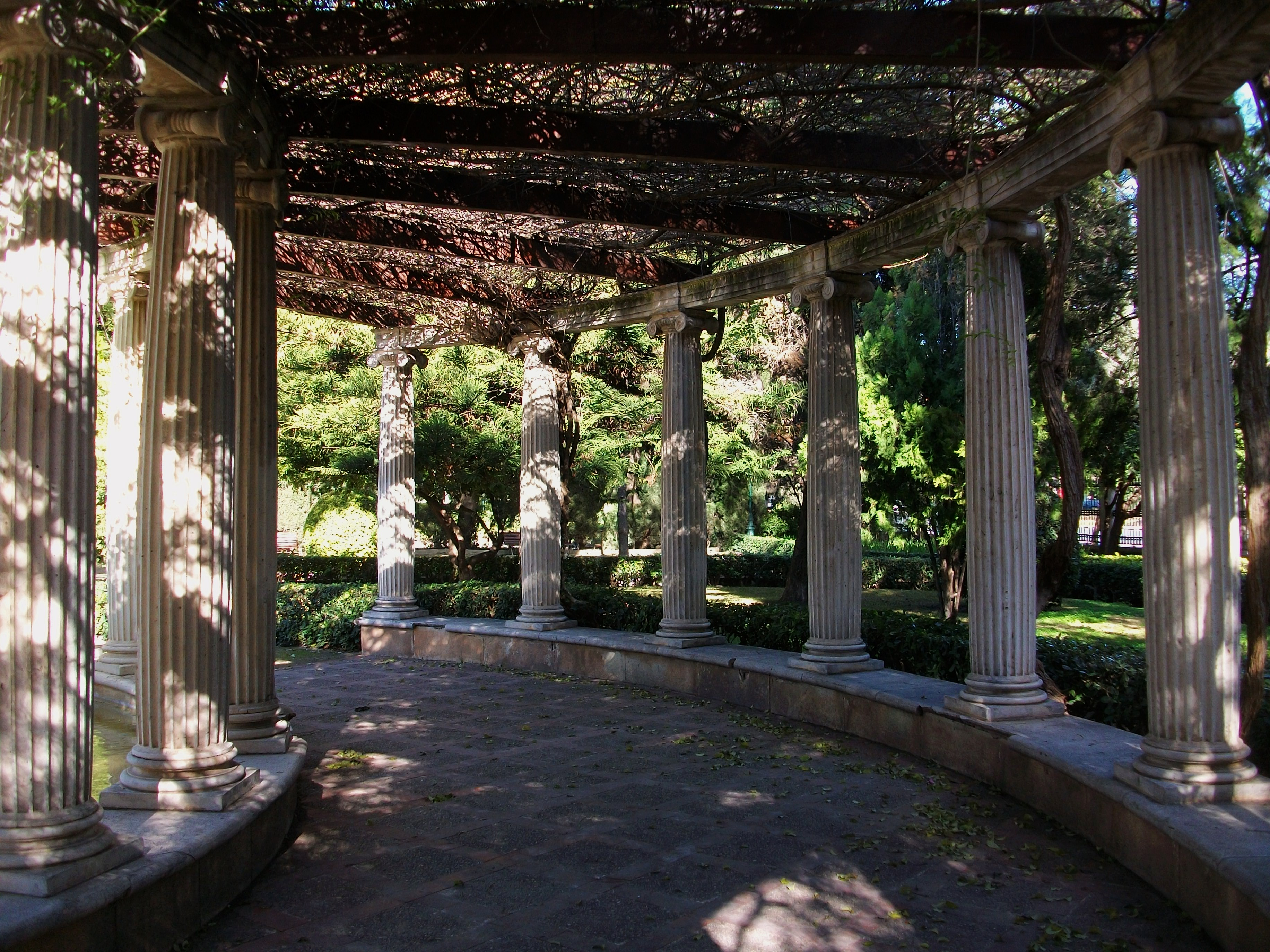
Jardines del Real, Valencia.
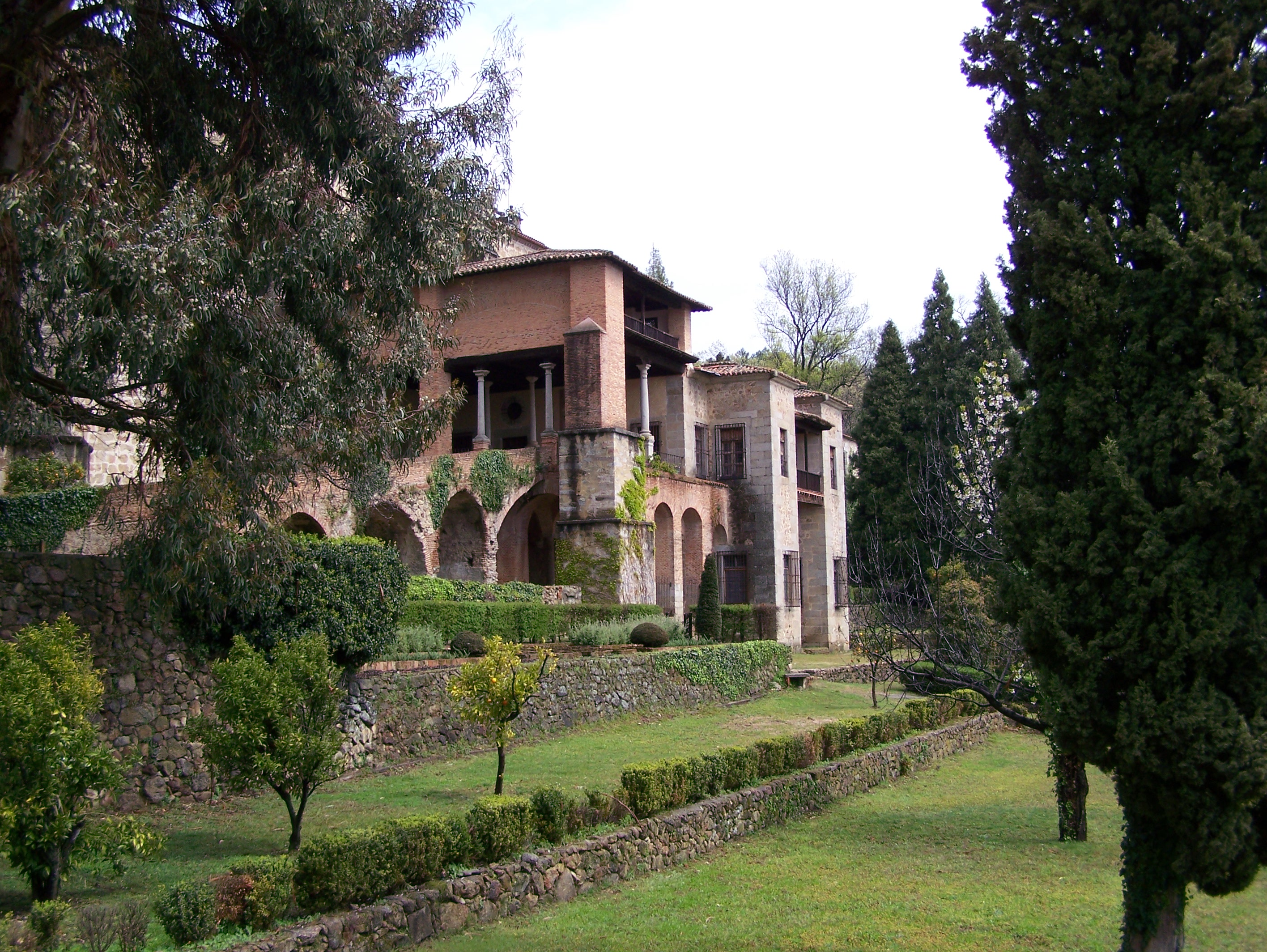
Monasterio de Yuste.
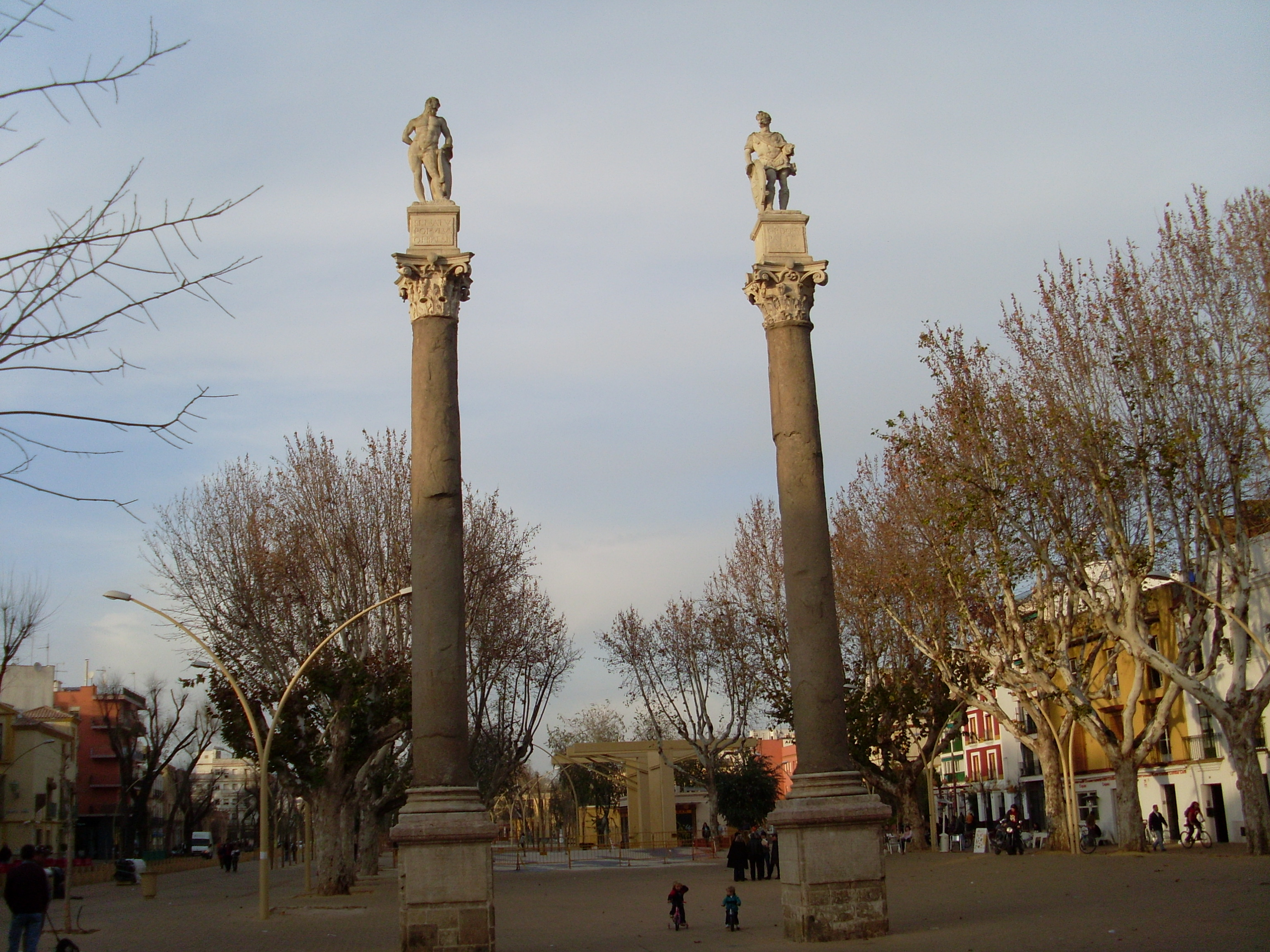
Alameda de Hércules, Sevilla.
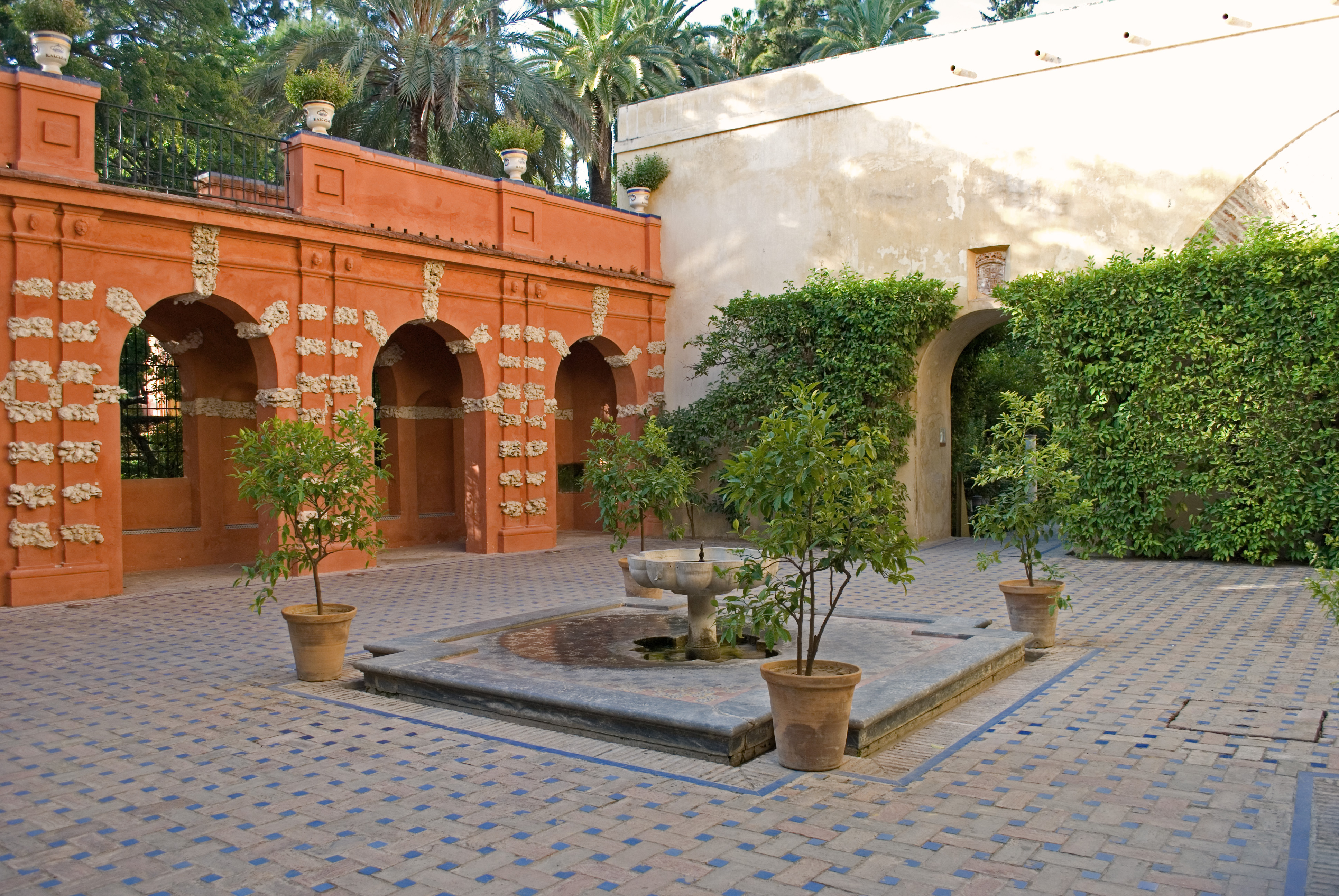
Jardín de Troya, Reales Alcázares de Sevilla.
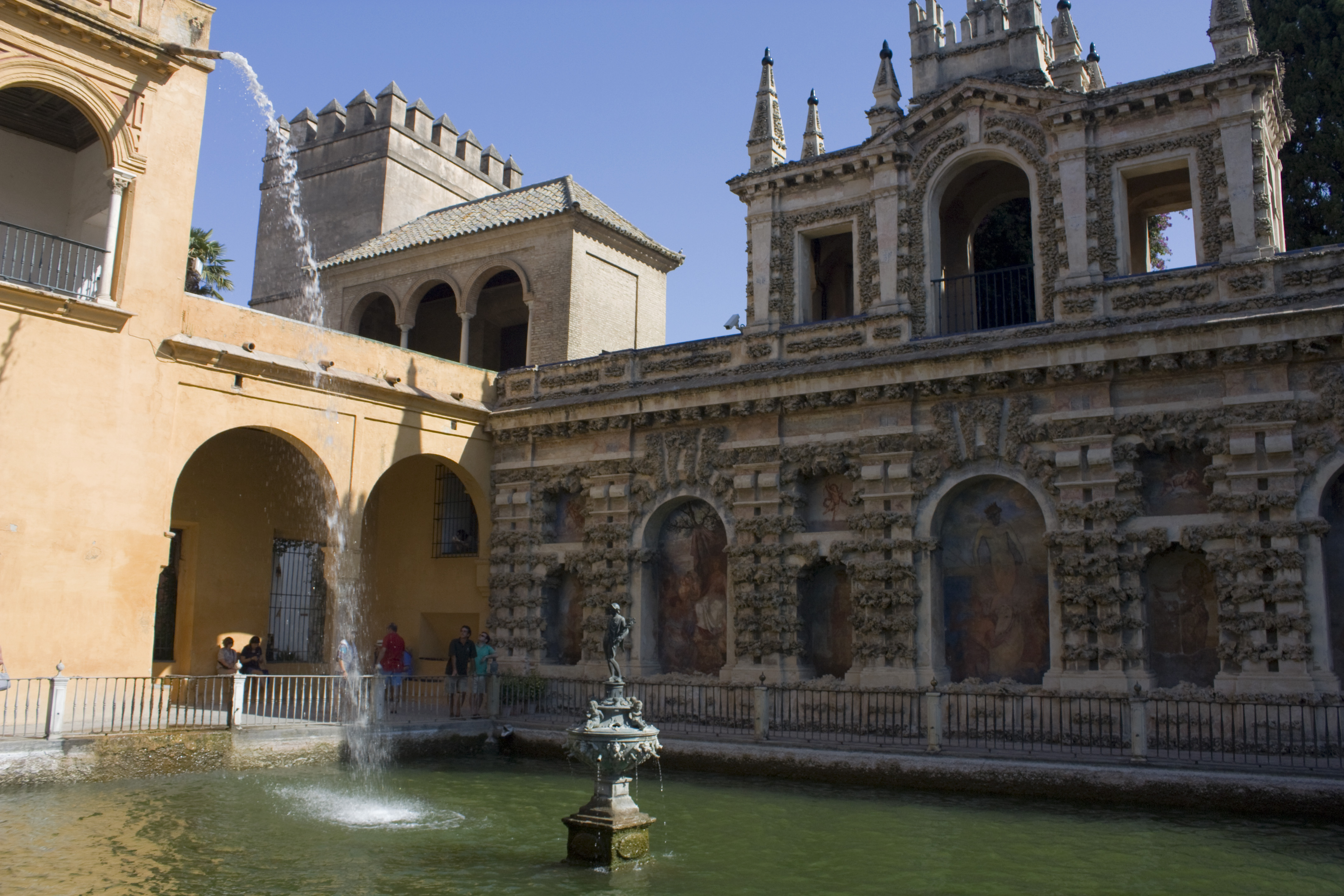
Estanque de Mercurio, Reales Alcázares de Sevilla.

### Jardines privados

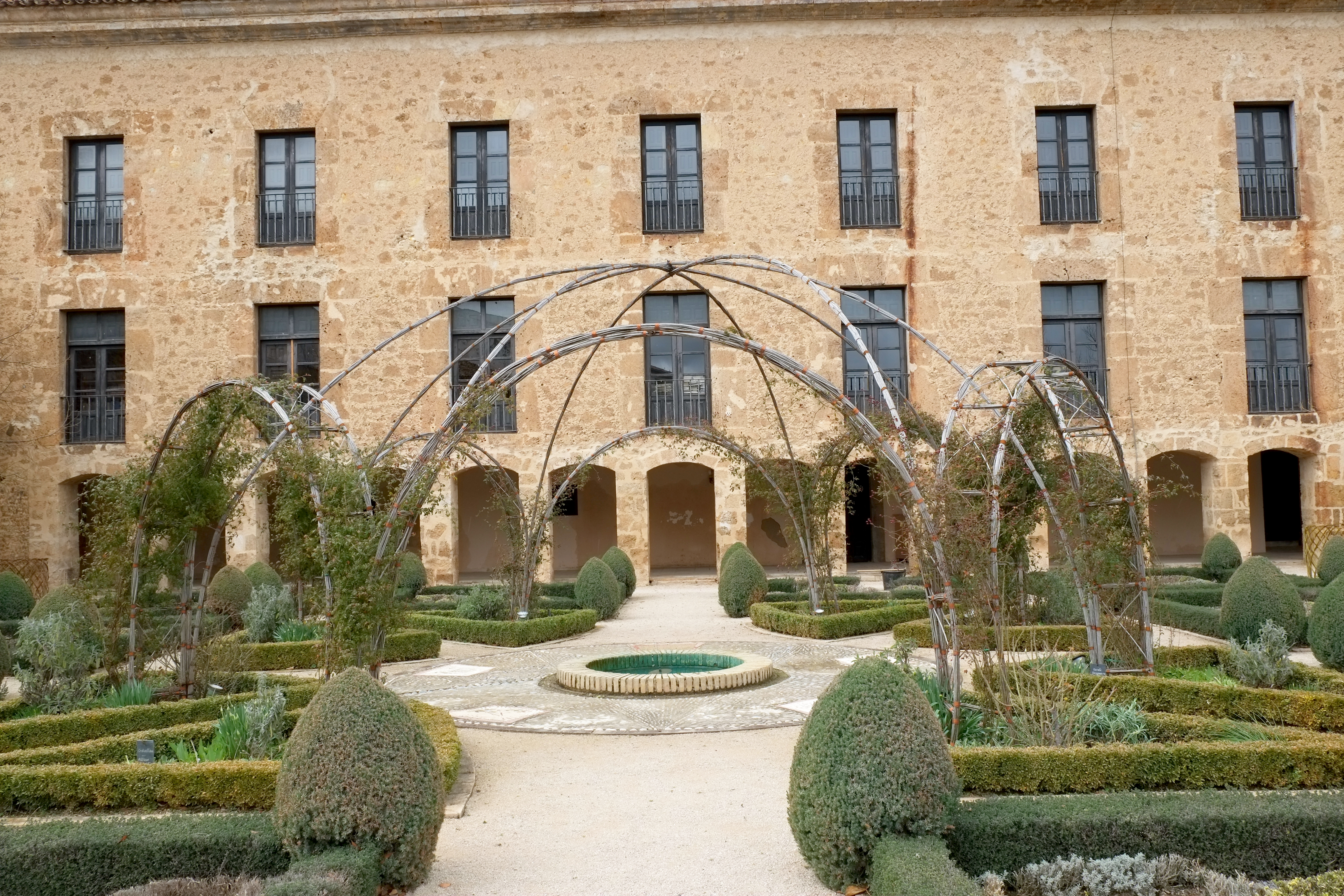
Palacio de los Castejones (Ágreda)

En esta época numerosas familias de la nobleza empezaron a erigir jardines en sus palacios y villas, a imitación de los proyectos reales, aunque a diferencia de estos se basaron más en la tipología islámica heredada de la tradición que en los nuevos conceptos humanistas del jardín italiano. Ello se percibe especialmente en el concepto espacial de aprovechamiento máximo del terreno y salvación de desniveles mediante terrazas, como en los cármenes granadinos. La mayoría de proyectos de la época no se han conservado, pero hay testimonio de jardines y quintas de recreo como la del marqués de Mondéjar en Guadalajara, la de los duques de Alcalá en Bornos, el Palacio de Villena en Cadalso de los Vidrios, el Palacio del marqués de Santa Cruz en Viso del Marqués, el Palacio de los Castejones en Ágreda, el Palacio de Fuensalida en Toledo, etc.
Uno de los más destacados fue el Jardín de Abadía en Cáceres, perteneciente a Fernando Álvarez de Toledo y Pimentel, tercer duque de Alba, uno de los primeros jardines privados de inspiración italiana, no tanto en la concepción unitaria de villa y jardín como en su disposición escalonada en diferentes niveles. La villa había sido anteriormente una fortaleza islámica, y luego una abadía cisterciense —de ahí su nombre—. El jardín se estructuraba en diversos compartimentos de forma cuadrada o rectangular, bordeados de setos de mirto recortados en topiaria con formas animales y motivos heráldicos, además de naranjos, limoneros y plantas traídas de Flandes y Alemania. El nivel superior contaba con tres fuentes monumentales dedicadas a Neptuno, al monte Parnaso y a personajes de la antigüedad; de aquí se descendía a una plaza denominada de Nápoles o de los Emperadores, cerrada por tres lados con muros jalonados de nichos con bustos y estatuas de mármol de Adriano, Cicerón, Andrómeda y Perseo, y con una monumental fuente central dedicada a Baco, obra del florentino Francesco Camiliani; en el jardín inferior había dos fuentes de bronce alusivas a los trabajos de Hércules, así como un cenador de mármol con forma de templete octogonal. El jardín estaba circundado por un camino rectilíneo con seis puertas con forma de arco triunfal, de influencia serliana, proyectadas como miradores, grutas, órganos hidráulicos o escenificaciones mitológicas.
También conviene destacar el Parque de El Bosque en Béjar, creado en 1567 por Francisco de Zúñiga y Sotomayor, segundo duque de Béjar. Es un conjunto de villa renacentista, jardines, huertas, prados y bosques, y sigue la clásica tipología del jardín italiano dispuesto en terrazas, conformadas por elementos arquitectónicos como escalinatas, bancos, fuentes, exedras y plazoletas. Al pie del palacete se sitúa un gran estanque que es el alma del jardín, con una isleta en el centro donde en el siglo XIX se construyó un cenador romántico. El agua, abundante en la zona, conforma un jardín de exuberante vegetación, con frondosos bosques de robles y castaños. En el siglo XIX se creó en una terraza inferior al estanque un jardín de tipo inglés, poblado principalmente por coníferas tales como secuoyas, píceas, y pinsapos, además de especies florales como las magnolias.

### Nuevas tipologías

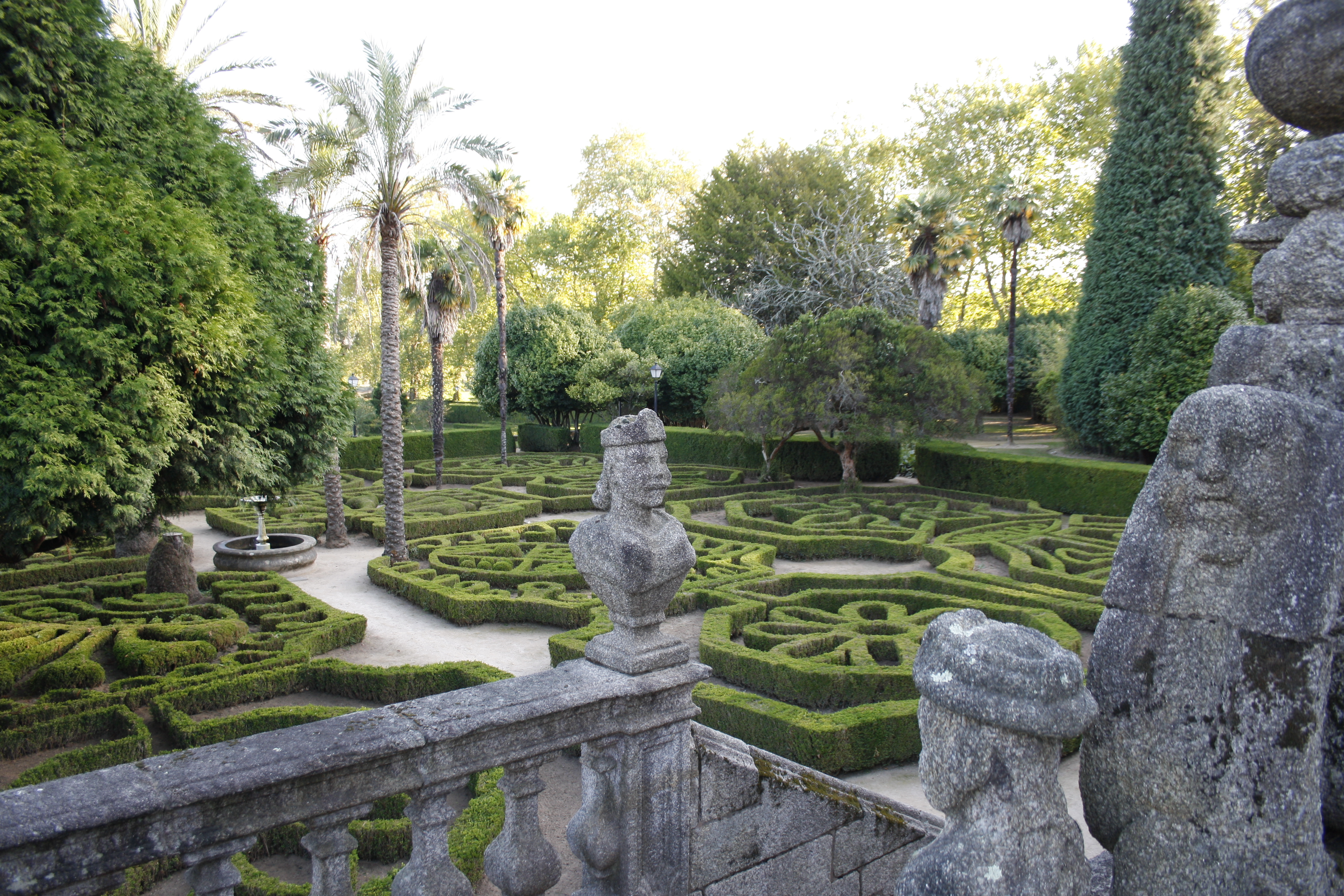
Pazo de Mariñán, Bergondo, La Coruña

Entre los siglos XVI y XVII empezaron a gestarse diversas tipologías de jardín específicas de algunas regiones españolas, la mayoría herederas directas del jardín islámico, como son: 
- Patios andaluces: el patio es una tipología de herencia islámica, aunque es indudable también su origen romano, donde era el centro de la vida social de la domus. Aunque los patios ajardinados se pueden encontrar en casi cualquier lugar de la península —e incluso fueron exportados a las colonias españolas en América, principalmente a Nueva España (México)— fue principalmente en Andalucía donde se desarrollaron como una tipología específica de jardín, y donde han alcanzado su máximo esplendor. El patio acerca la naturaleza en un espacio artificial como la ciudad, y aporta luz y frescor al ambiente, al tiempo que se convierte en un espacio íntimo que aísla al propietario de la casa del bullicio de la calle. Aunque existen innumerables variedades de patios, el más habitual presenta paredes encaladas cubiertas de macetas y otros recipientes donde cultivar las especies vegetales, y es usual la presencia de pozos o fuentes en el centro. Entre ciudades se perciben ciertas diferencias: los sevillanos son más grandes y solemnes, mientras que los cordobeses son más íntimos y elegantes. En Sevilla existe además la variante de los corrales de vecinos, en que dos o tres casas comparten un patio central. En Córdoba se organiza un concurso de patios en la segunda o tercera semana de mayo, que fue declarado Patrimonio Cultural Inmaterial de la Humanidad en 2012. Entre la infinidad de patios existentes en Andalucía se podrían citar como más relevantes los del Palacio de Viana (Córdoba), el Hospital de la Caridad (Sevilla), el Museo de Bellas Artes de Sevilla, palacios sevillanos como los de la Casa de Pilatos, de las Dueñas o de los condes de Lebrija, etc.[77]

- Cármenes granadinos: el carmen (del árabe karm, finca rústica o viñedo) es otra tipología de herencia islámica, que alude a un tipo de fincas urbanas y periurbanas propias de Granada, generalmente de pequeño tamaño, ubicadas en las colinas de la ciudad, por lo que suelen presentar pendientes que se salvan en forma de terrazas, y que incluyen una casa y un jardín o huerto, a veces con diversos elementos como fuentes, estatuas o pabellones. En época nazarí se localizaban frecuentemente en los alrededores de la ciudad, en el valle del Darro o la acequia de Aynadamar, aunque tras la expulsión de los moriscos la mayoría se situaron en el Albaicín, barrio que había quedado despoblado y que vio proliferar este tipo de finca hortícola en sus terrenos. Durante el siglo XIX, con la moda romántica, la mayoría de huertos fueron reconvertidos en jardines, donde se acomodaron especies como cipreses, cedros y glicinias, más habitualmente. Entonces se pusieron de moda también los motivos orientales, así como los setos recortados, los emparrados y los arcos y columnas elaborados con ciprés. Entre los cármenes de cierto renombre cabría citar el de la Victoria, el de Falla, el de Santa Inés, el de los Cipreses, el de la Purificación, el de San Agustín, el de los Mártires y el Carmen de la Fundación Rodríguez Acosta.[2]

- Cigarrales toledanos: los cigarrales son pequeñas fincas ubicadas generalmente en las laderas que rodean Toledo, en la orilla opuesta del Tajo. Eran de origen árabe, aunque posteriormente pertenecieron en su mayoría a órdenes religiosas que los utilizaban para el retiro y el descanso. Su nombre proviene de la abundancia de cigarras en la zona. Eran unos jardines empinados, a la vista de la ciudad, en unos terrenos donde crecían desde antaño setos de chumberas y ágaves, plantas aromáticas como el romero y el espliego, flores como rosas y azucenas, arbustos como el zumaque, olivos y árboles frutales como el almendro y el albaricoquero, o un híbrido de ambos, el damasquino. Entre los más afamados cabría destacar: el cigarral de Buenavista, el cigarral de Marañón, el cigarral de la Cadena, el cigarral del Santo Ángel Custodio, etc.[78]

- Posesiones mallorquinas: en Mallorca se desarrolló una tipología específica de jardín asociado a fincas rústicas o «posesiones», que es como se denomina a los predios tradicionales mallorquines, formados por un conjunto de vivienda y terreno de explotación agrícola, muchos de los cuales son conocidos con la partícula toponímica son, contracción del mallorquín ço en («lo que pertenece a»; también so n' si el nombre empieza por vocal o so na si es femenino).[79] Son de herencia hispanoárabe, ya que provenían de antiguas explotaciones agrícolas de la época de ocupación musulmana de la isla, generalmente dispuestas en terrazas y dedicadas al cultivo de cítricos y frutales, y que durante la época renacentista, al pasar a manos de familias nobles, sufrieron numerosas transformaciones para otorgarles un mayor aire de riqueza y suntuosidad. Al dedicar la mayor parte del terreno a la agricultura, los jardines se sitúan junto a la casa, de pequeño tamaño, con paseos pergolados para proteger del sol, bancos y mesas de piedra, macizos de flores y arboledas dispuestas generalmente en bancales o terrazas, con especies como olivos, palmeras, cipreses, naranjos, limoneros, pinos y viñas. La herencia islámica se denota en los sistemas hidráulicos basados en albercas, canales y tuberías de barro. Los conjuntos se completan con elementos como fuentes, escalinatas, pabellones y estatuas. En el siglo XIX muchos de estos jardines fueron adaptados a la moda paisajista, con lagos, estanques, caminos sinuosos y frondosa vegetación. Destacan los jardines de Raixa, Alfabia, Sa Granja, Son Marroig, Son Forteza, Son Berga, Son Canet, Son Torrella, Son Julià, etc.[80]

- Pazos gallegos: el pazo surgió en Galicia como una tipología de casas señoriales con jardines, huertos y zonas de explotación agraria. En su génesis eran posesiones de la alta nobleza y el clero, donde alrededor de la mansión se estructuraba la vida de diversas aldeas campesinas, por lo que solían incluir iglesias y otros equipamientos dentro del recinto señorial, un tipo de estructura exclusivo de Galicia motivado por el alejamiento del poder político central. Originalmente muchos pazos estaban fortificados, aunque especialmente a partir del siglo XVIII se abrieron a las relaciones económicas y sociales, y se dedicaron principalmente a la agricultura, con lo que los palacios y los jardines recibieron una dedicación más artística. Los jardines de los pazos se integran armoniosamente con las construcciones, por lo que se desarrolla una «arquitectura de jardín» de gran singularidad, basada en elementos como bancos, escaleras, pérgolas, fuentes, estatuas, balaustradas, cruces, grotescos y relojes de sol, así como hórreos, palomares, pabellones de labranza, etc. Los jardines de recreo próximos a palacio fueron los más cuidados, especialmente en el período barroco, en que fue usual la contratación de jardineros franceses para su trazado, generalmente con parterres y setos de boj. En cuanto a vegetación destacan la camelia, la magnolia y la hortensia, así como rosas, palmeras, naranjos, limoneros, cipreses, mirtos, azaleas, malvarrosas, etc. Eran frecuentes los laberintos y los dibujos topiarios, especialmente con motivos heráldicos. Entre sus mejores exponentes se encuentra el Pazo de Oca, el de Mariñán, Santa Cruz de Ribadulla, Quiñones de León, Castrelos, Vilaboa, Brandeso, Rubianes, etc.[81]

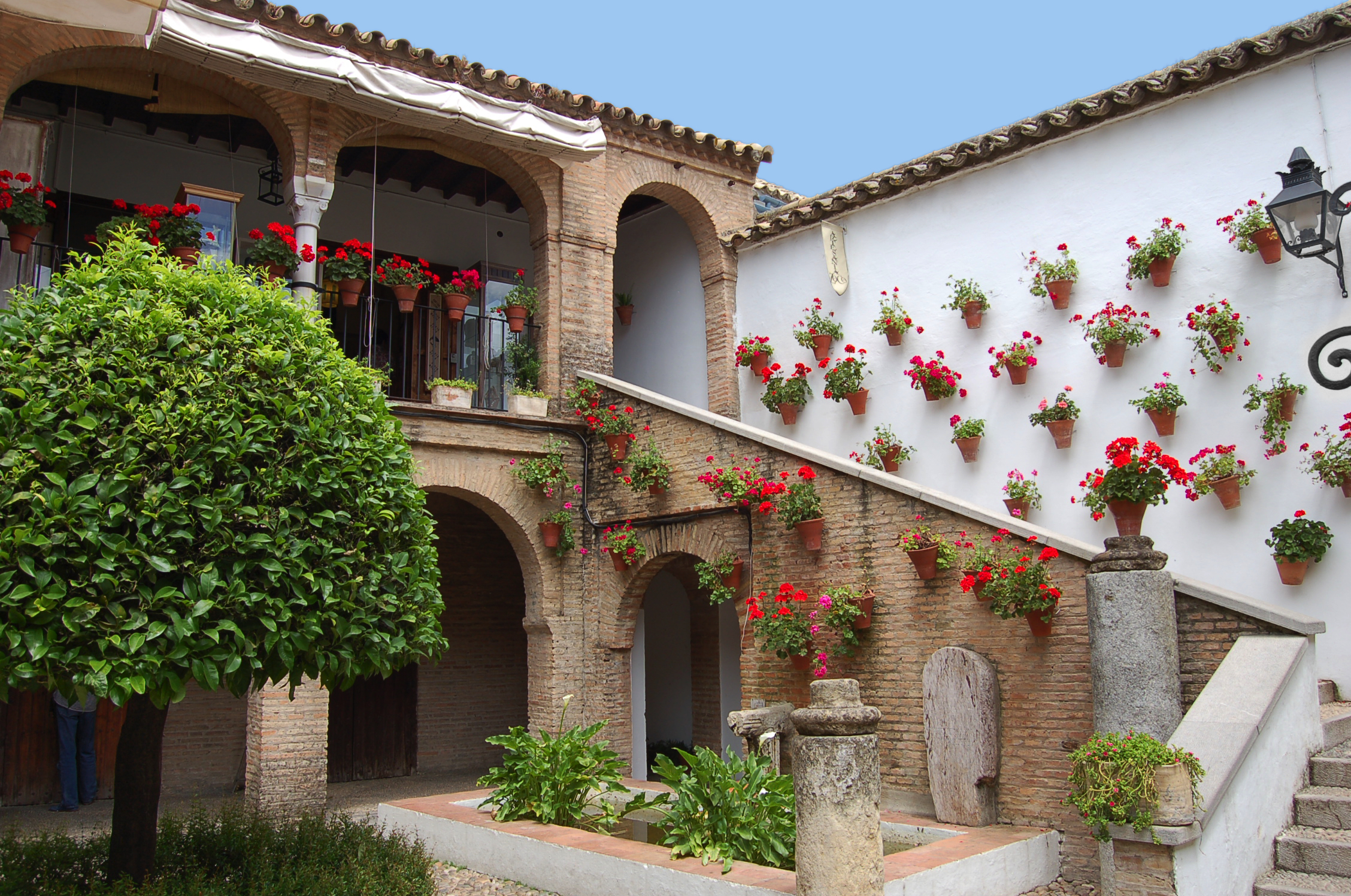
Patio cordobés
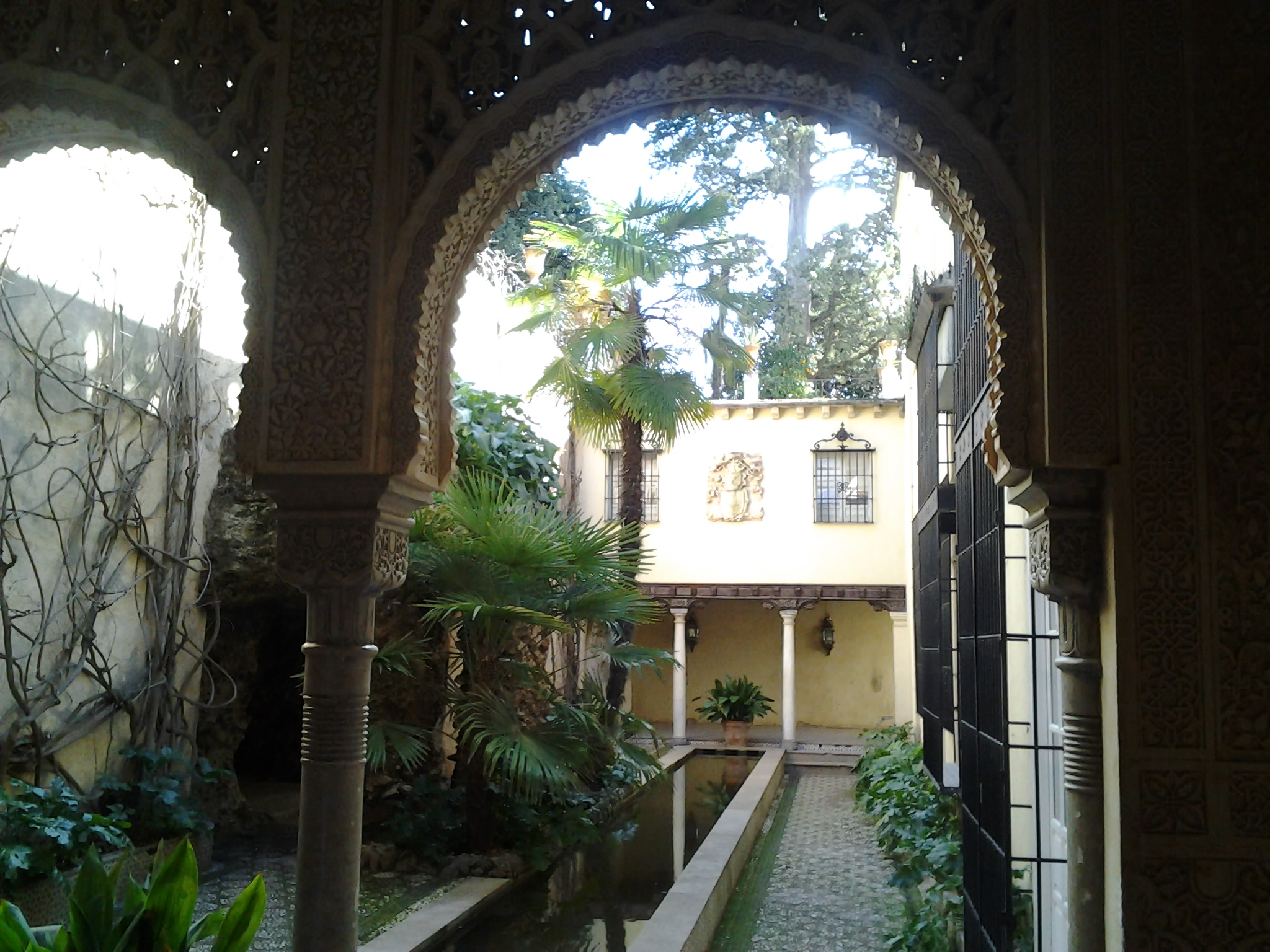
Carmen de los Mártires, Granada
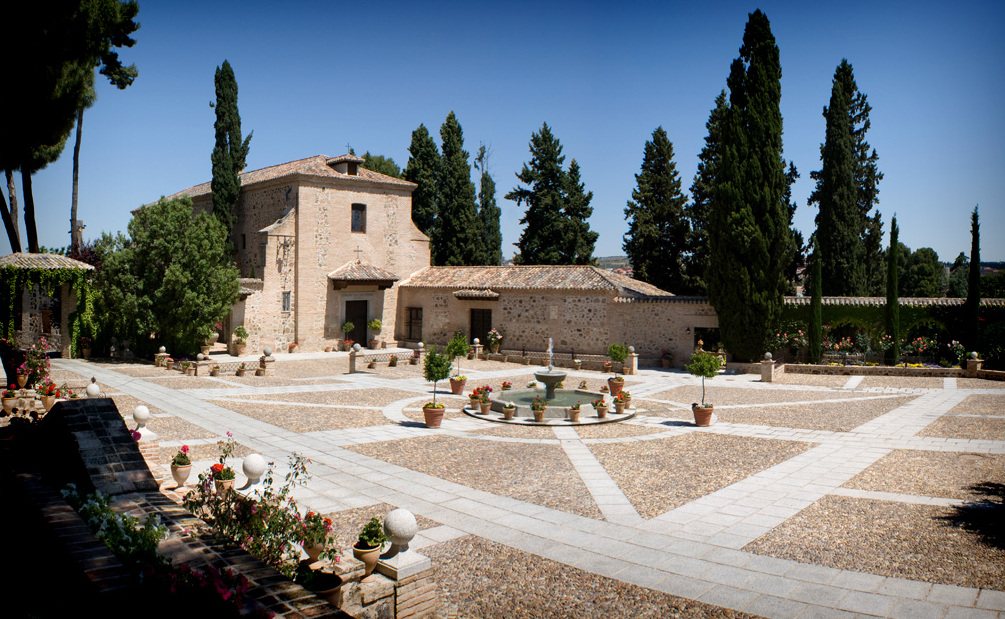
Cigarral del Santo Ángel Custodio, Toledo
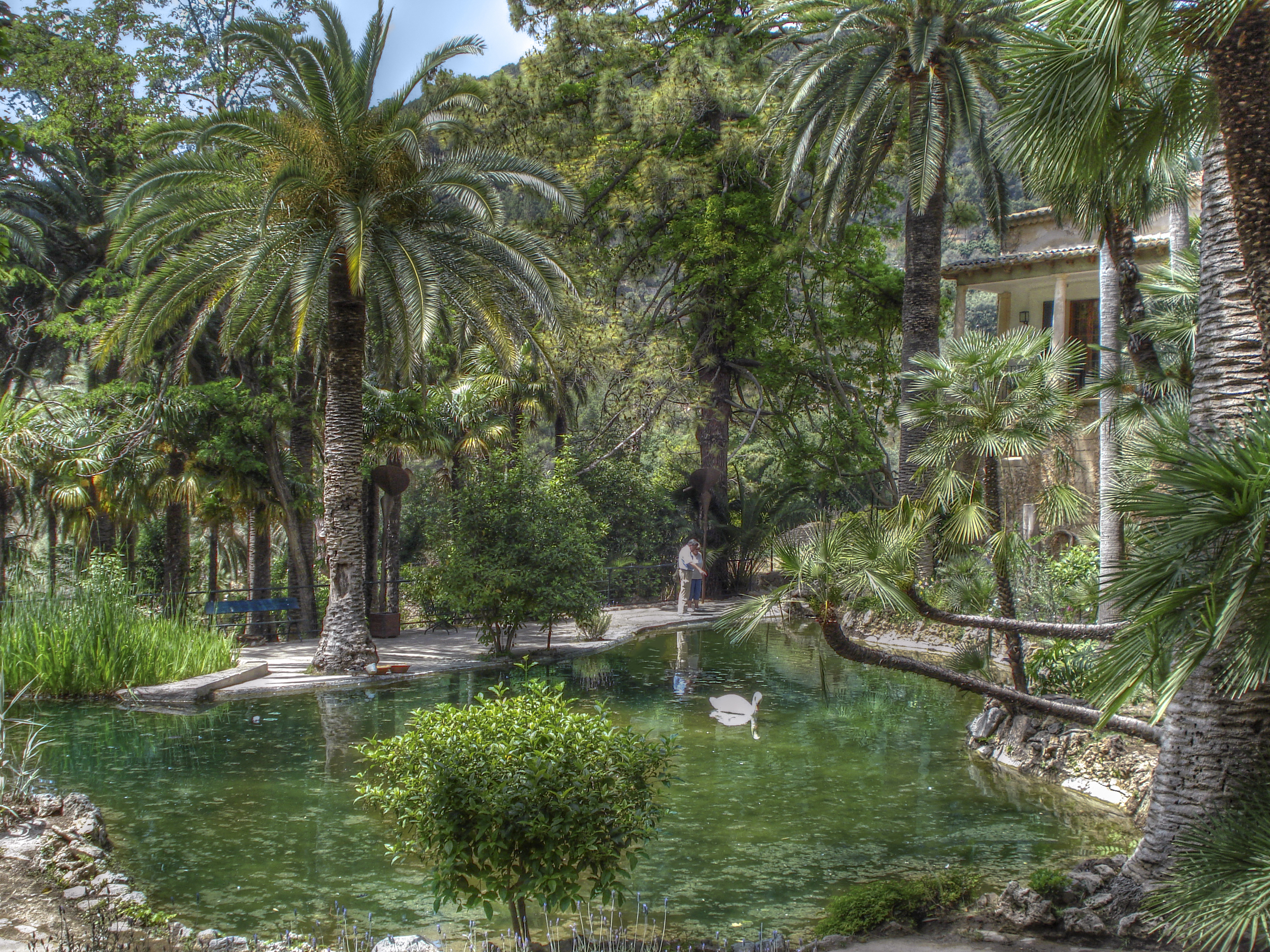
Jardines de Alfabia, Buñola, Mallorca
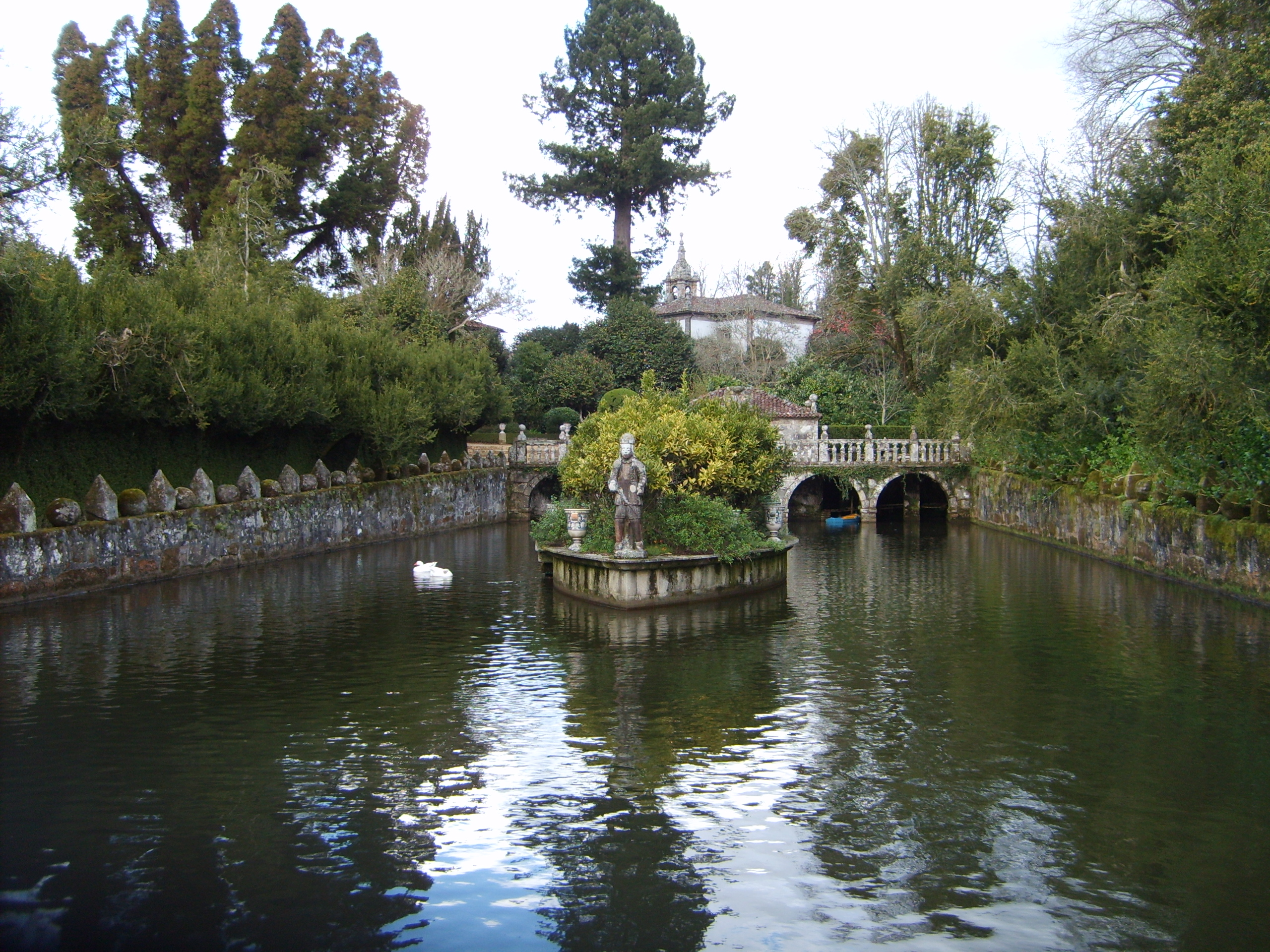
Pazo de Oca, La Estrada, Pontevedra

## SigloXVII

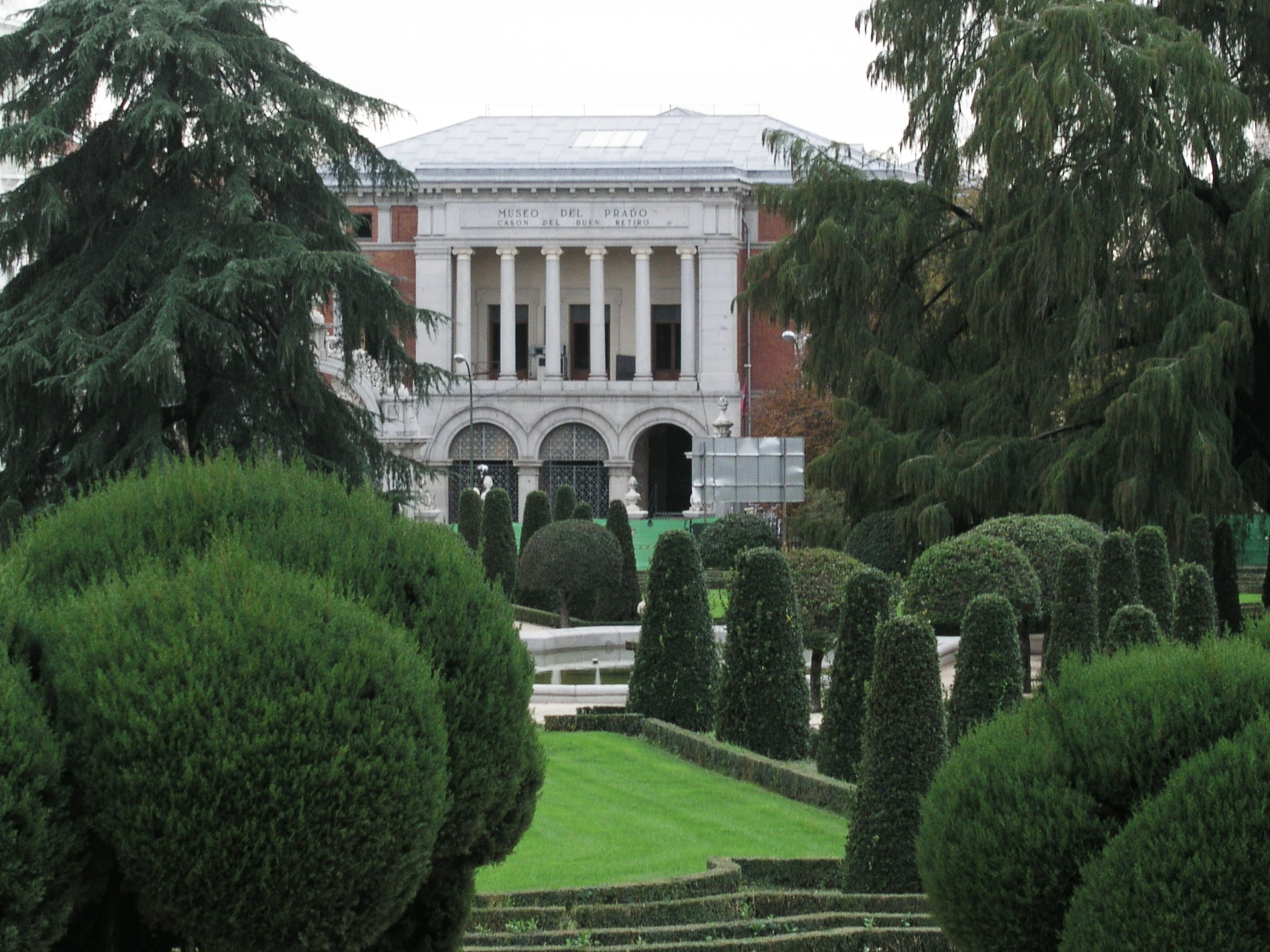
Vista de la fachada este del Casón desde los Jardines del Buen Retiro de Madrid

En el siglo XVII, época estilísticamente perteneciente al Barroco, pervivió en jardinería la influencia renacentista italiana, si bien los sucesores de Felipe II no tuvieron especial interés por la jardinería. El sello renacentista perduró principalmente en la concepción unitaria del espacio, mientras que en decoración se desarrolló el gusto manierista por lo recargado y lo escenográfico.
Entre los proyectos reales uno de los más destacados fueron los Jardines del Buen Retiro de Madrid, una iniciativa de Felipe IV que confió al conde-duque de Olivares, quien encargó el proyecto a los arquitectos Giovanni Battista Crescenzi y Alonso Carbonel, mientras que los jardines corrieron a cargo del italiano Cosimo Lotti. Las obras se iniciaron en 1628, pero a la muerte del rey en 1665 se abandonó el proyecto. Los trabajos se efectuaron sin un trazado general, tan solo una serie de espacios articulados entre sí y abiertos al coto de caza colindante. Los jardines se fueron extendiendo por sucesivas parcelas a lo largo de un vasto territorio (desde Vallecas hasta Alcalá), que contaba con jardines de trazado geométrico, frondosas arboledas, huertas y estanques. El jardín más antiguo es el llamado Ochavado, que se caracterizaba por sus calles cubiertas de celosías, y que contaba con un teatro, casinos, una pajarera, un estanque («de las Campanillas») y unas rías navegables donde se realizaban espectáculos de naumaquia. Junto a los apartamentos reales se encontraba el Jardín del Príncipe, de planta formal geométrica, ubicado en un largo rectángulo dividido en dieciséis compartimentos, en dos hileras de ocho cuadros, con dos fuentes monumentales. Al norte de este se hallaba el Jardín de la Reina, formado por cuatro compartimentos de boj o mirto recortado, con una fuente central y una estatua ecuestre de Felipe IV, obra de Pietro Tacca (actualmente en la Plaza de Oriente). Más al norte se encontraba el Jardín del Rey, dividido en dos partes por el edificio del Casón, cada una de ellas con cuatro compartimentos de boj o mirto tallado y una fuente central. Todos los jardines estaban jalonados de estatuas —la mayoría de escultores italianos—, y contaban con ermitas, grutas, un laberinto, estanques y canales, pabellones y cenadores, paseos arbolados y varios eriales en la periferia, como el Campo Grande, el Prado Alto y el Campo de San Blas.

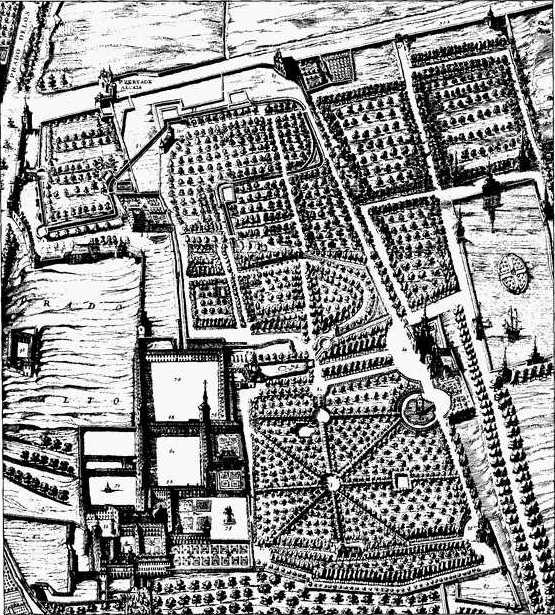
Plano del Buen Retiro, de Pedro Teixeira (1656)

Otro proyecto real fueron los jardines de La Zarzuela, en el bosque de El Pardo, una iniciativa del cardenal-infante don Fernando, que compró los terrenos en 1625, aunque a su marcha hacia los Países Bajos se encargó de su construcción el propio Felipe IV, quien en 1632 encargó el proyecto a Juan Gómez de Mora. Estos jardines tuvieron un sello más unitario que los del Buen Retiro, con un matiz más puramente renacentista. Estaban distribuidos en dos grandes terrazas, la superior dividida a su vez en dos por los pórticos laterales de la fachada principal del palacio, con veintiséis cuadros geométricos dentro de una cuadrícula formada por dos calles rectilíneas; de estos cuadros, veinte estaban compuestos de boj, y el resto de rosales y fresones. Al nivel inferior se accedía por un paseo de dos rampas con balaustrada, y estaba dedicado a huertas, especialmente de árboles frutales. Ambos niveles presentaban fuentes, una cascada y numerosas estatuas, y el muro de contención entre ambos presentaba una galería de arcos ciegos al estilo de los criptopórticos romanos, una solución que había adoptado Bramante en el Belvedere.
El resto de actuaciones reales de la época se centraron en Aranjuez, donde se procedió al arreglo y sustitución de las fuentes del Jardín de la Isla, así como la colocación de diversas estatuas de bronce y mármol. Hacia mediados de siglo se hizo cargo de las obras de mejora el arquitecto Sebastián Herrera Barnuevo, bajo cuya dirección se sustituyó la fuente de Diana por la de Hércules, obra de Alessandro Algardi. Otras fuentes colocadas en la época fueron: la de Apolo, obra del italiano Nacheris; la de las Harpías (1617), de Juan Fernández y Pedro de Garay; la de Neptuno (1650), de Algardi; y la de los Tritones (1656, actualmente en el Campo del Moro). También se construyó un laberinto, se colocaron dos medallas de Leone Leoni que representaban a Carlos I e Isabel de Portugal, y diversas estatuas, como la de Baco, la de Apolo y la de Felipe II.

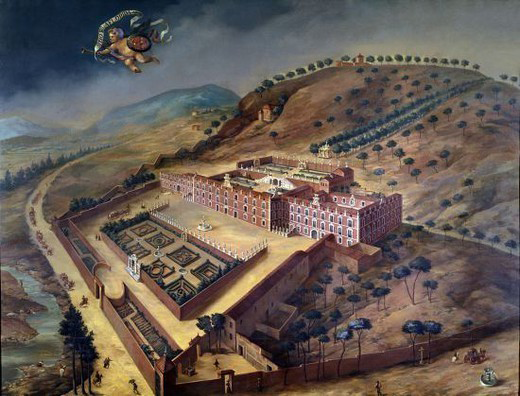
Real Sitio de la Florida

En cuanto a jardines privados destaca el del Palacio Ducal de Lerma (Burgos), promovido por el duque de Lerma, Francisco de Sandoval y Rojas, quien encargó el proyecto al arquitecto Francisco de Mora. Los jardines, que lamentablemente se han perdido, fueron elaborados entre 1602 y 1608, en tres zonas diferenciadas: parque, huerta y soto. Al parque se accedía desde el palacio por un paseo circundado de árboles frutales, desde donde partían caminos poblados de álamos, fresnos, sauces y olmos. En el centro había un estanque con cisnes, junto al cual se hallaba un cenador, y en el terreno aledaño se situaba un jardín geométrico de mirto tallado. En el área colindante se hallaban siete ermitas, que fueron precedente de las del Buen Retiro. Al oeste se encontraba una huerta de frutales, junto a la que había otro jardín geométrico de boj recortado, con fuentes de alabastro y diversas «burlas de agua». En la parte meridional de esta huerta se hallaba un cenador de sillería, con columnas y esculturas, una fuente y dos estanques, además de una plaza cuadrada poblada de álamos y decorada con estatuas de mármol.
Otros proyectos privados fueron: el jardín-huerto de Santo Tomás del Monte, en Málaga, y los jardines de La Florida, en la madrileña montaña del Príncipe Pío. El primero fue promovido por el obispo de Málaga, Alonso Henríquez de Santo Tomás, y elaborado entre 1664 y 1692, siendo origen del futuro Retiro de Churriana. Se estructuró a partir de un paseo cruciforme con una fuente octogonal en el centro, decorada con azulejos, mientras que una doble escalinata con una fuente y una gruta conducía a un estanque de forma cuadrada, con una isla artificial en el centro. Por su parte, La Florida fue propiedad inicial del marqués de Auñón, aunque fue pasando por diversas manos hasta pertenecer a la corona en el siglo XVIII. Contaba con unos amplios jardines con fuentes, estatuas, escalinatas y grutas, divididos en dos ámbitos: un jardín rectangular con flores y árboles frutales, así como una gruta que representaba el Monte Parnaso; y una huerta de legumbres, con una gruta excavada en la misma montaña. En la actualidad el jardín ya no existe, y el terreno está en gran parte edificado.
En esta época se efectuaron además algunos trabajos urbanísticos que representaron una incipiente preocupación por la habilitación de espacios verdes para el disfrute común, como en el Prado de San Jerónimo de Madrid, cuya alameda configurada el siglo anterior fue ampliada a partir de 1613 hacia los Recoletos Agustinos, con un proyecto de Juan Gómez de Mora. Se construyó entonces una Torrecilla de la Música, y se instalaron diversas fuentes y empedrados.

## 

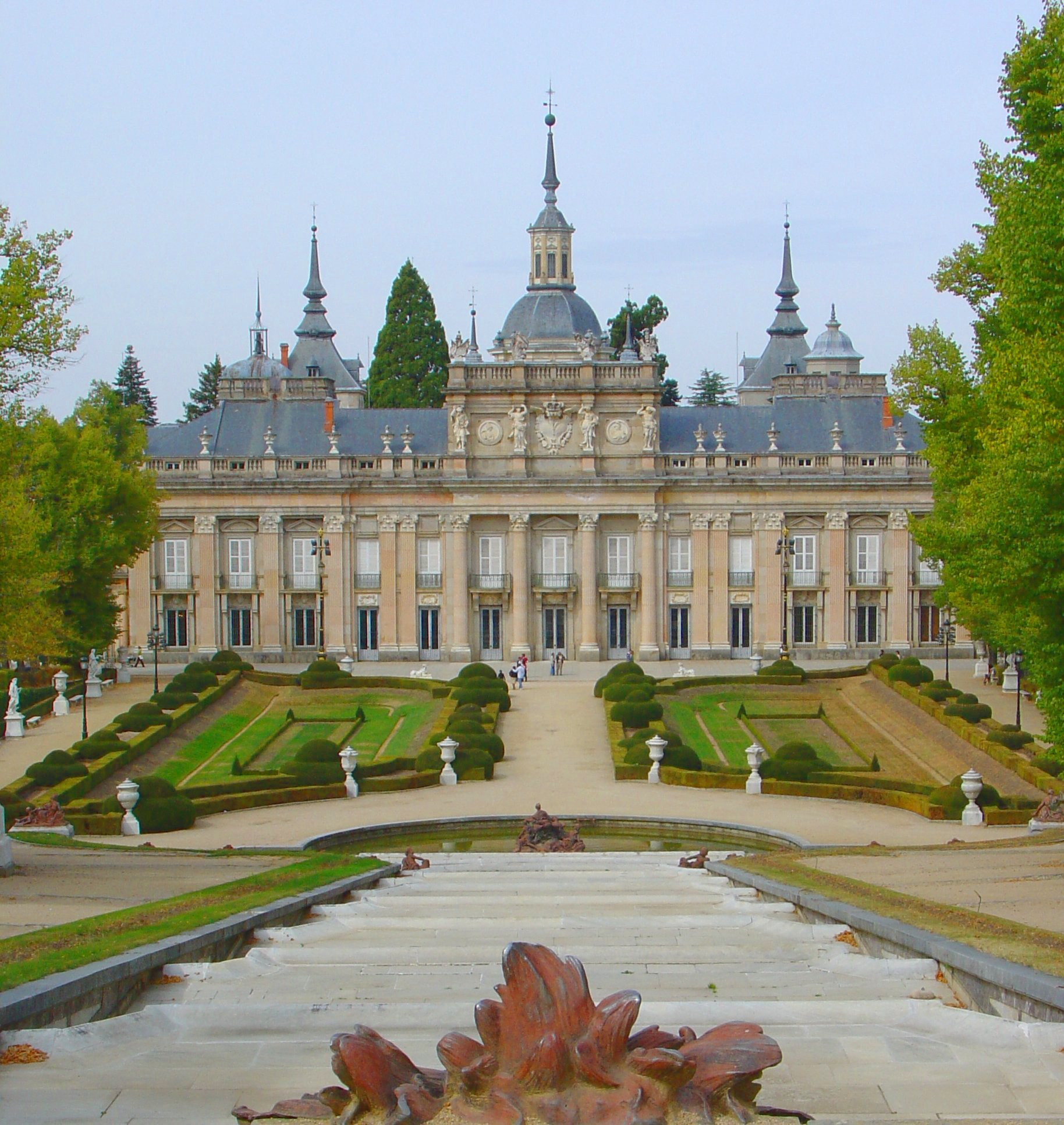
Palacio Real de La Granja de San Ildefonso, fachada del palacio desde los jardines

## SigloXVIII

### Barroco
El Barroco se desarrolló entre el siglo XVII y principios del XVIII. Fue una época de grandes disputas en el terreno político y religioso, en la que surgió una división entre los países católicos contrarreformistas, donde se afianzó el estado absolutista, y los países protestantes, de signo más parlamentario. El arte se volvió más refinado y ornamentado, con pervivencia de un cierto racionalismo clasicista, pero con formas más dinámicas y efectistas, con gusto por lo sorprendente y anecdótico, por las ilusiones ópticas y los golpes de efecto.
El prototipo de jardín barroco fue el jardín francés (también llamado clásico o formal), caracterizado por mayores zonas de césped y un nuevo detalle ornamental, el parterre, como en los Jardines de Versalles, diseñados por André Le Nôtre. El gusto barroco por la teatralidad y la artificiosidad conllevó la construcción de diversos elementos accesorios al jardín, como islas y grutas artificiales, teatros al aire libre, ménageries de animales exóticos, pérgolas, arcos triunfales, etc. Surgió la orangerie, una construcción de grandes ventanales destinada a proteger en invierno naranjos y otras plantas de origen meridional.
En España, en el siglo XVIII la jardinería recibió un nuevo impulso con la llegada de los Borbones, cuyo origen francés favoreció la llegada de jardineros de este país. Felipe V y sus sucesores quisieron emular los grandes palacios ajardinados del país vecino, lo que se efectuó principalmente en dos conjuntos palaciegos: Aranjuez y La Granja. El estilo barroco se circunscribió principalmente a los Reales Sitios, ya que la nobleza prefirió mantener el canon renacentista de la centuria anterior. Cabe señalar que la creación y ampliación de los jardines reales, junto a la arquitectura palaciega y otros encargos artísticos, respondía a una visión política importada de Francia, el absolutismo, ya que la creación de un círculo cortesano en torno al monarca perseguía un propósito de ostentación y manifestación del poder que sin duda Felipe V aprendió de su abuelo Luis XIV, el Rey Sol.

#### Reales Sitios

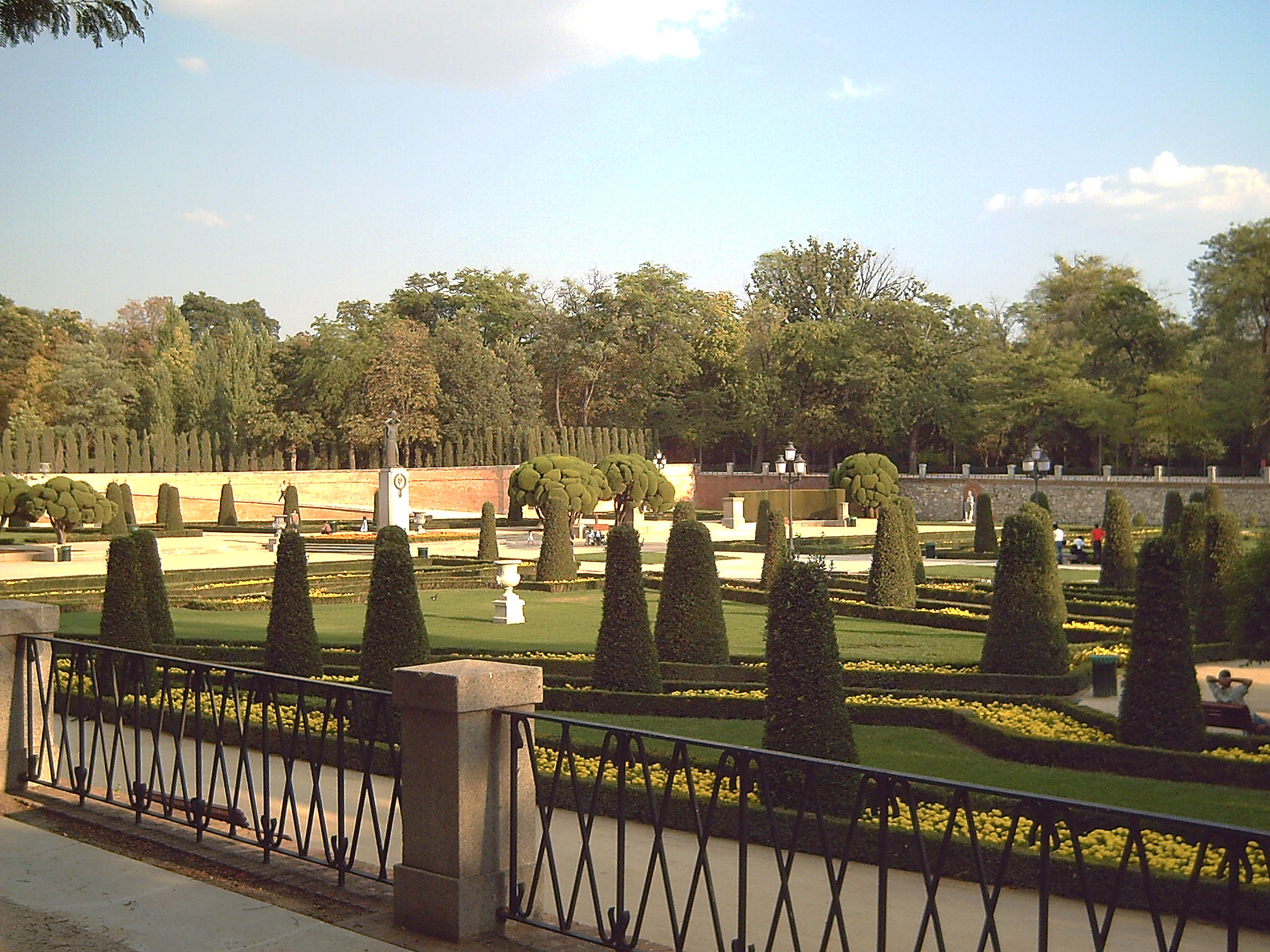
Jardín del Parterre, en el Buen Retiro de Madrid

Una de las primeras intervenciones se efectuó en los Jardines del Buen Retiro, el proyecto inacabado de Felipe IV, que fue retomado en 1712 con un diseño del francés Robert de Cotte. Inspirado en las grandes realizaciones del jardinero de Versalles, André Le Nôtre, De Cotte diseñó dos proyectos, uno en 1712 y otro en 1714: el primero preveía una zona de parterres con un hemiciclo flanqueado de escalinatas que ascendían hasta un estanque cuadrangular, y bordeado de cuatro bosquetes con plazas en su interior con juegos acuáticos; el segundo estipulaba nuevamente un parterre dividido en dos secciones, con fuentes centrales en cada una y rematadas con un hemiciclo con una gran fuente poligonal, junto a bosquetes y un sistema de calles radiales. Este jardín se prolongaba en el horizonte, en el sentido de las amplias perspectivas establecidas por Le Nôtre, con sucesivas secciones de parterre à l’angloise o de césped, con fuentes y nuevos hemiciclos, y con una avenida central a imitación del Tapis Vert de Versalles. Sin embargo, su ambicioso proyecto fue rechazado por su elevado coste, y solo se efectuó un parterre de broderie (a modo de bordado) en una pequeña zona del parque conocida como Jardín de Francia o del Parterre, frente al Casón, que sustituyó al antiguo jardín ochavado, con diseño del ayudante de Cotte, René Carlier.

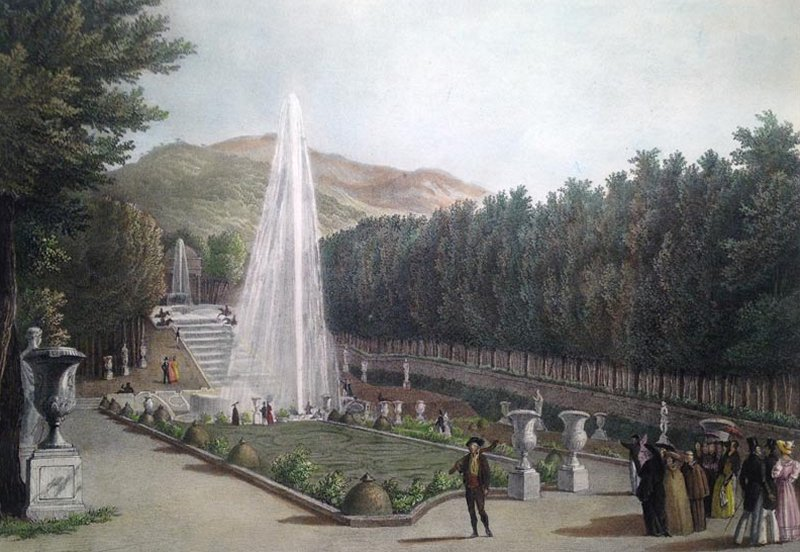
Vista general de la Cascada Nueva y parterre grande del palacio de La Granja (1821), de Fernando Brambilla, Palacio Real de Aranjuez, Madrid

El principal proyecto borbónico de la época fue el Palacio Real de La Granja de San Ildefonso (Segovia), construido entre 1720 y 1746 siguiendo un trazado diseñado por Teodoro Ardemans, aunque la fachada fue elaborada por Filippo Juvara y Giovanni Battista Sacchetti. Tanto el palacio como el jardín, diseñado por René Carlier —a cuya muerte se hizo cargo del proyecto Étienne Boutelou—, se inspiraron en Versalles, por lo que se le conoce como el «Versalles español». La decoración escultórica fue obra de René Frémin y Jean Thierry. Desde la fachada del palacio parte un eje central flanqueado de dos eras rectangulares, que conduce a un estanque decorado con un grupo escultórico dedicado a Anfítrite, tras el cual se sitúa una cascada, coronada por un pabellón octogonal con una fuente dedicada a las Gracias. Al este del palacio se instaló un parterre al que se accede a través de unas escaleras en rampa, decorado con esculturas que aluden al mito de Andrómeda, mientras que en un lateral se halla un bosquete con un laberinto. Desde el patio de honor del palacio, llamado de la Herradura, parte una avenida que conduce a otro parterre con fuentes, en cuyo centro una roca artificial prefigura el monte Parnaso, coronado por la figura alegórica de la Fama montada a lomos de Pegaso, de la que surge un surtidor de agua de 50 metros de altura, considerado el más alto de Europa. El conjunto se completa con diversas fuentes, dedicadas a Saturno, Minerva, Hércules, Ceres, Neptuno, Marte, Cibeles y la Victoria, aunque en La Granja no se siguió un programa iconográfico unitario, como en Versalles, quizá por el carácter de residencia temporal del conjunto, por lo que evoca más al lugar de recreo y descanso de Luis XIV, el Palacio de Marly, que no a un Versalles con su carácter oficial y propagandístico. Cabe remarcar en última instancia que el trazado de La Granja no siguió un modelo unitario como era habitual en los jardines franceses, quizá por las dificultades del terreno, por lo que se diseñó con un componente de libertad y autonomía que lo integran con la naturaleza circundante en perfecta simbiosis, concepto que por otro lado defendía el tratadista francés Antoine Joseph Dezallier d'Argenville, por lo que no es del todo ajeno al jardín barroco francés.

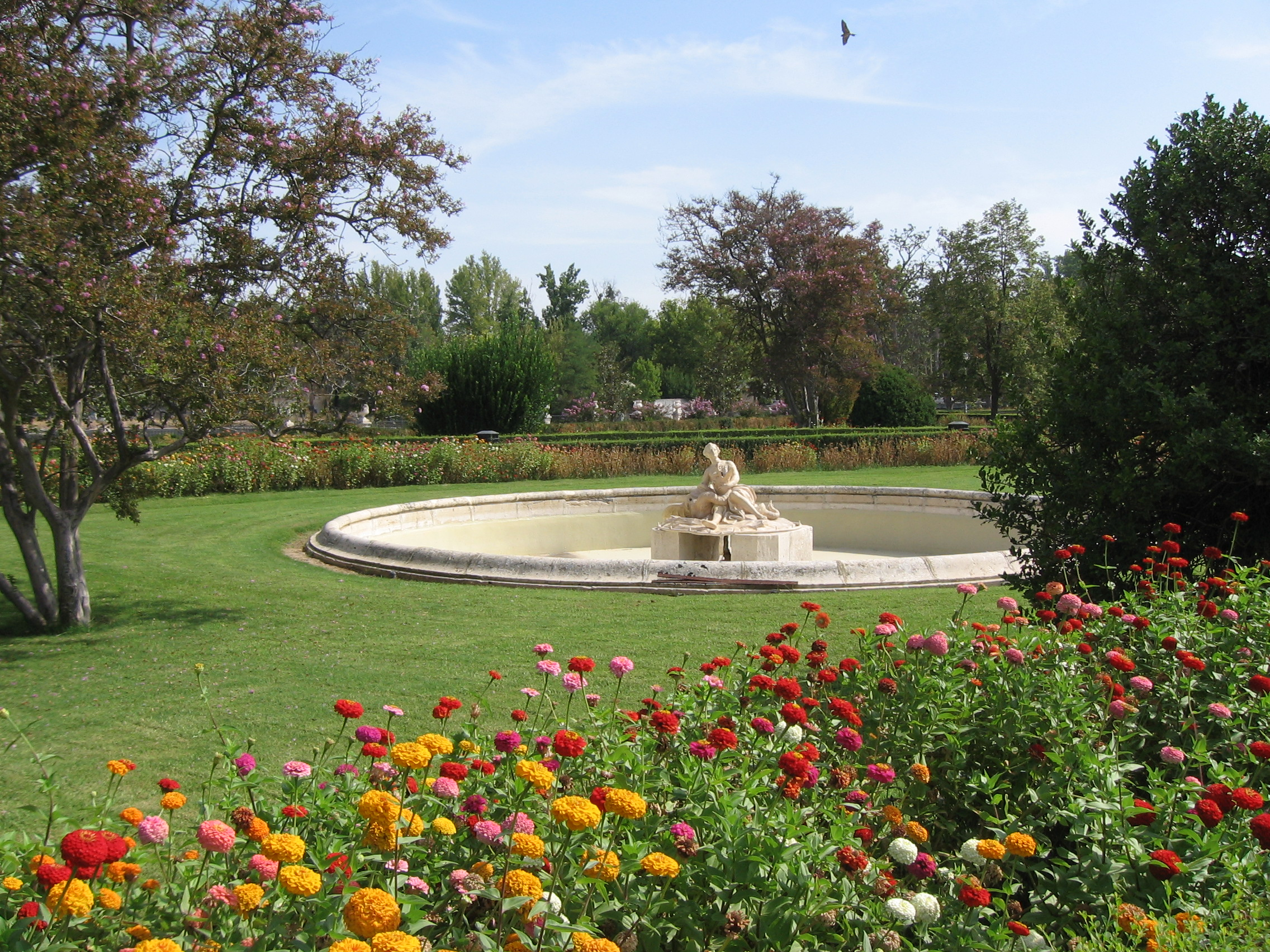
Jardín del Parterre, Aranjuez

Otra importante actuación real se produjo en Aranjuez: tras el Jardín de la Isla, de estilo italiano, con la llegada al poder de Felipe V se inició un ambicioso proyecto de reforma tanto de los jardines como del palacio, construido en estilo neoclásico por Santiago Bonavía y Francesco Sabatini entre 1748 y 1771. Se instaló entonces el Jardín del Parterre (1728-1735), en estilo barroco francés, con diseño de Étienne Marchand —mientras que de las plantaciones se encargó Étienne Boutelou—, compuesto de varias zonas de parterre dispuestas de forma simétrica y jalonadas de estanques y fuentes (de Hércules y Anteo, de Ceres y de las Nereidas), así como numerosas esculturas, obra de Joaquín Dumandré. Los caminos se cubrieron con treillages, unas arcadas con enrejados de madera que proporcionaban sombra. Este jardín fue reformado en 1872 al estilo isabelino, por lo que se perdió el trazado barroco en su mayor parte. También se efectuaron algunas intervenciones en el Jardín de la Isla, básicamente en lo referente a obras hidráulicas y de mantenimiento, así como el traslado de la fuente de los Tritones a la zona conocida como la Isleta, donde se plantaron nuevos cuadros de flores a cargo de Esteban Boutelou II.

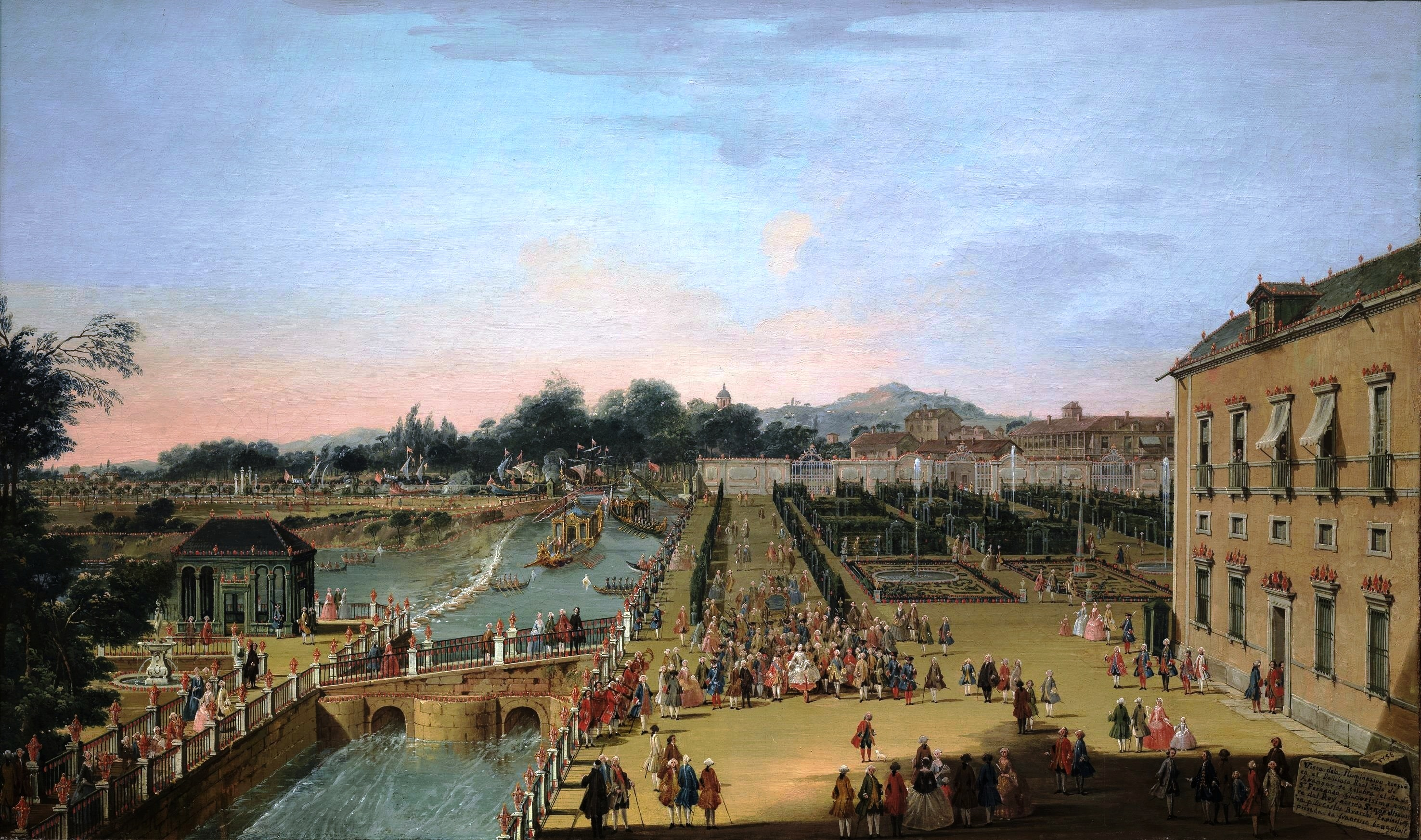
Fernando VI y Bárbara de Braganza en los jardines de Aranjuez, de Francesco Battaglioli (1756)

Otro proyecto real que finalmente no fue realizado en la época fue el ajardinamiento del Palacio Real de Madrid, en la zona conocida como Campo del Moro. Para esta zona, situada entre el río Manzanares y el Real Alcázar de Madrid, se hicieron sucesivos proyectos que no llegaron a ejecutarse, desde un primer jardín renacentista concebido por Patricio Cajés en 1567, pasando por un muro de cerramiento que inició Juan Gómez de Mora en 1626, hasta varios proyectos barrocos: el primero fue de Teodoro Ardemans, quien en 1705 propuso un jardín de planta cruciforme compuesto por parterres; el segundo se diseñó tras el incendio del Alcázar en 1734 y la creación de un nuevo Palacio Real, obra de Giovanni Battista Sacchetti, quien también elaboró los planos del jardín, que no fueron del agrado del rey; en 1746 se pidió un nuevo diseño al jardinero mayor de Versalles, Louis Le Normand, que envió algunas plantas desde Francia, pero cuyo proyecto tampoco prosperó; tras otro proyecto de Ventura Rodríguez en 1757, el último fue de Francesco Sabatini (1767), del que solo se realizó la ordenación viaria (paseo de la Virgen del Puerto y puerta y cuesta de San Vicente). Finalmente fue en el siglo XIX cuando se elaboró el proyecto definitivo, aunque ya en estilo paisajista.
A nivel urbanístico, en el siglo XVIII se conformó el trazado definitivo del Prado de San Jerónimo, que pasó a ser el Salón del Prado (actual Paseo del Prado). El proyecto definitivo se ejecutó en 1767, obra de José de Hermosilla, que lo estructuró en forma circoagonal, flanqueado de hileras de árboles y con tres fuentes en su eje central (Cibeles, Neptuno y Apolo); en 1775 fue relevado por Ventura Rodríguez, quien desarrolló el programa iconográfico de las fuentes. En esa época también se abrieron paseos en numerosas ciudades españolas, inspirados en la tipología del boulevard francés, como los paseos de San Benito y de la Cruz del Campo en Sevilla, los paseos del Salón y de la Bomba en Granada, las alamedas de la Victoria y del Marqués de Villafiel en Málaga, la Alameda de Priego en Córdoba, el Paseo del Malecón en Murcia, el Campo Grande de Valladolid, la Alameda de Valencia o la Rambla de Barcelona.

#### Jardines privados

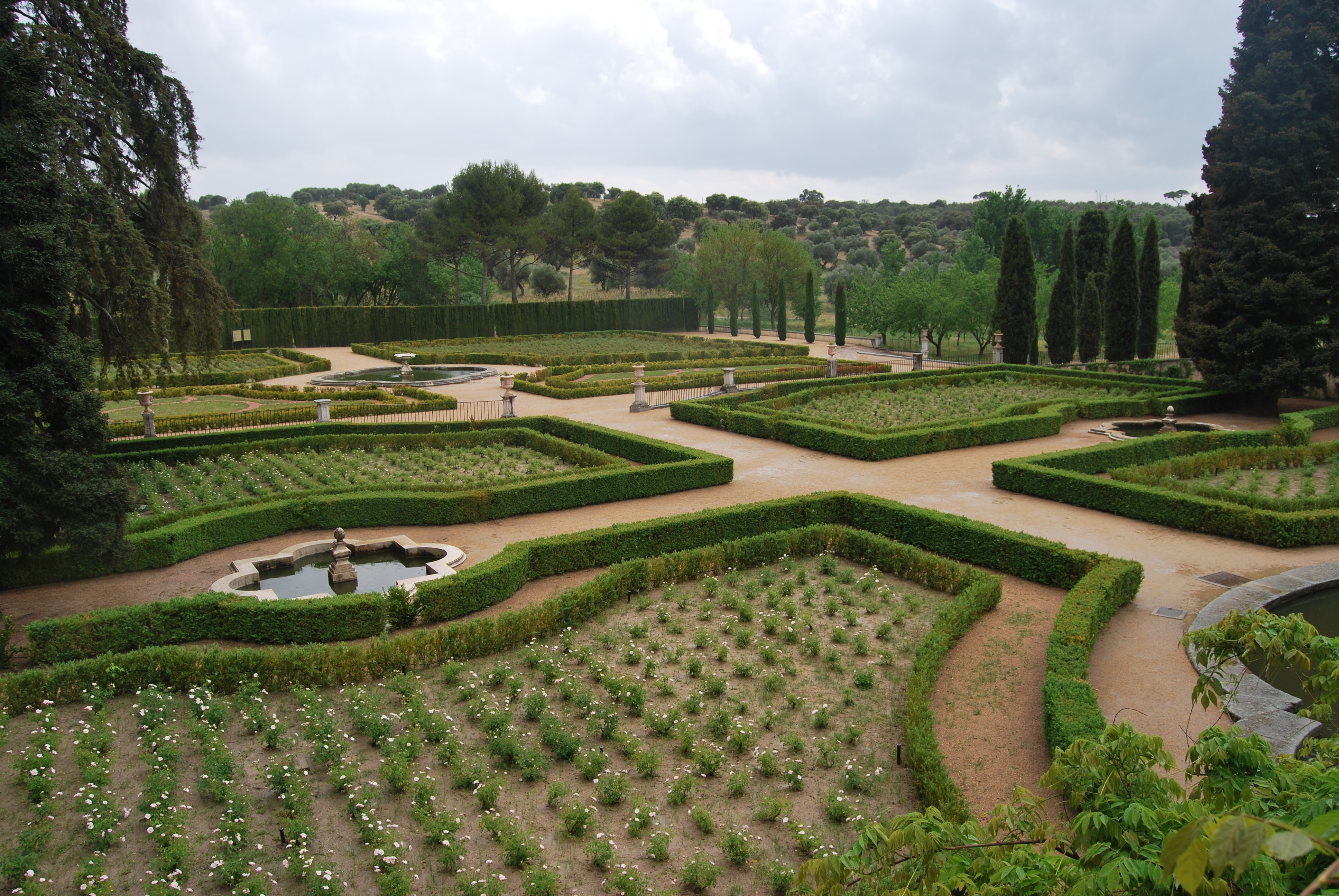
Quinta del Duque del Arco

Durante el siglo XVIII el jardín de La Granja inspiró numerosos proyectos de ajardinamiento de fincas de familias nobles, que aunaron naturaleza y arquitectura en aras de unos espacios lúdicos al aire libre para el esparcimiento y el descanso. Algunos de los mejores ejemplos fueron:
- La Quinta del Duque del Arco, en el camino que conduce a El Pardo, que fue cedida a la corona por la viuda del duque del Arco, don Alonso Manrique de Lara y Silva. Además de la explotación agrícola contaba con un jardín articulado en cuatro niveles en terrazas, con estanques, parterres bordeados de setos de boj, estatuas, una gruta y una cascada inspirada en la del parisino Parque de Saint-Cloud. El diseño, de 1726, fue obra de Claude Truchet.[109]
- Los proyectos del infante Luis de Borbón y Farnesio, que promovió unos magníficos jardines en Boadilla del Monte y en el Palacio de la Mosquera (Arenas de San Pedro), ambos proyectados por Ventura Rodríguez. El de Arenas era más agrícola, con frutales y parras que convivían con zonas de parterre, mientras que el de Boadilla era más sofisticado, con tres niveles de terrazas sostenidas por muros de contención, el primero con parterres de broderie y una fuente llamada de las Conchas (actualmente en el Campo del Moro), el segundo con más parterres y el tercero que albergaba una huerta.[110]
- Los proyectos relacionados con la casa de Alba: el Palacio de Buenavista, con proyecto a Ventura Rodríguez (1770); el Palacio de Liria, residencia de los duques de Alba en Madrid; los jardines de La Moncloa, constituidos por Mariana de Silva-Bazán y Sarmiento, duquesa viuda de Arcos, y por su hija María del Pilar Teresa Cayetana de Silva Álvarez de Toledo, duquesa de Alba, a cuya muerte en 1802 fue comprada la finca por Carlos IV para incorporarla al Real Sitio de La Florida;[111] y el Palacio de los duques de Alba en Piedrahíta, construido en 1757 al estilo de un château francés, con unos jardines que se extienden alrededor de la fachada del palacio y se cierran de forma absidal en el lado contrario con dos grandes rampas.[112]
- El Jardín del Retiro de Churriana (Málaga) sucedió al jardín-huerto de Santo Tomás del Monte, con un proyecto elaborado en 1780 por José Martín de Aldehuela, dispuesto en terrazas con cascadas y realizado en sus elementos ornamentales con rocalla y conchas, además de una gran profusión de estatuas y un gran número de fuentes y juegos de agua. Su forma en hemiciclo, con diversos niveles con escalinatas y abundantes efectos hidráulicos, recuerdan el modelo renacentista italiano, y algunos expertos lo vinculan con la Villa Farnesio en Caprarola, de Jacopo Vignola.[113]
- El Jardín de Ávalos en Haro (La Rioja) fue promovido por Francisco Antonio Ramírez de la Piscina, y presentaba un diseño clásico con una galería de arcadas al estilo de la logia renacentista.[107]

### Neoclasicismo

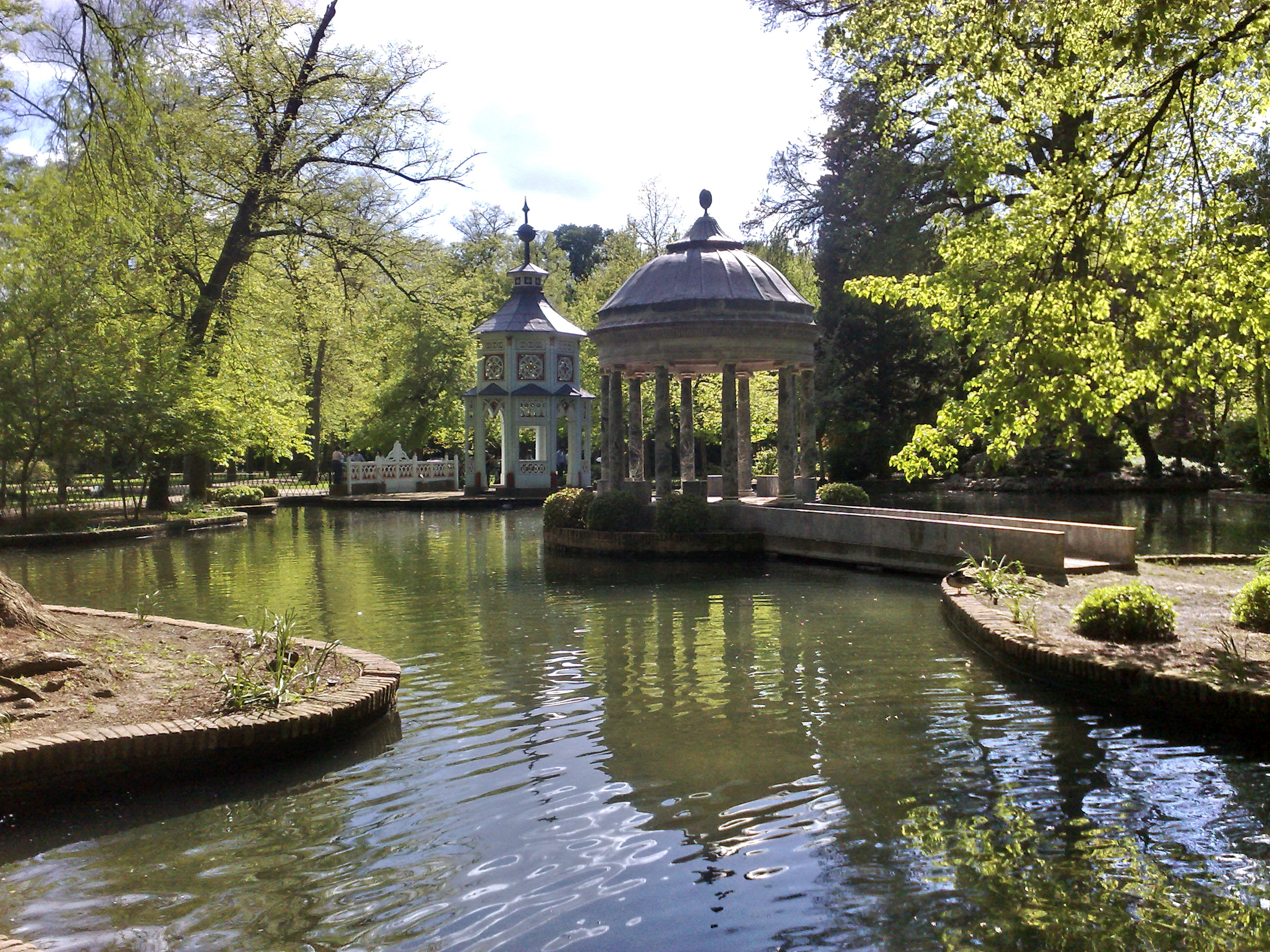
Jardín del Príncipe, Aranjuez

El auge de la burguesía tras la Revolución Francesa favoreció el resurgimiento de las formas clásicas, más puras y austeras, en contraposición a los excesos ornamentales del barroco y rococó, identificados con la aristocracia. A este ambiente de valoración del legado clásico grecorromano influyó el hallazgo arqueológico de Pompeya y Herculano, junto a la difusión de un ideario de perfección de las formas clásicas efectuado por Johann Joachim Winckelmann. Culturalmente, el neoclasicismo se vinculó a la Ilustración, que supuso el paso de una razón normativa a una crítica, donde el conocimiento es un proceso continuo, en transformación. El principal proyecto ilustrado fue la Enciclopedia, intento de síntesis del conocimiento universal, bajo la dirección de Diderot y D'Alembert.
El jardín neoclásico heredó ciertos componentes del formalismo barroco, aunque poco a poco se fue poniendo de moda un estilo más naturalista de concebir el entorno natural, cuyo paradigma fue el «jardín inglés» (o «jardín de paisaje»), que tuvo su máximo desarrollo entre los siglos XVIII y XIX. El jardín inglés, frente al geometrismo italiano y francés, defendía una mayor naturalidad en su composición, sin fronteras entre el jardín y la naturaleza circundante, con intervención únicamente en una serie de detalles ornamentales, como templetes u otros motivos grecorromanos, grutas, ermitas, pérgolas, estatuas mitológicas, setos de cipreses o incluso la colocación de ruinas, ya sean surgidas de forma natural o simuladas. Muchos diseñadores de jardines de la época se inspiraron en la pintura de paisaje, especialmente de artistas como Claude Lorrain, Nicolas Poussin, Gaspard Dughet, Salvator Rosa, Jan Frans van Bloemen o Pieter van Lint, autores de un tipo de paisaje intelectualizado donde junto a la naturaleza aparecen edificios, ruinas y otros elementos anecdóticos, en consonancia con la categoría estética de lo pintoresco. También influyó en buena medida la teoría del retorno a la naturaleza esbozada por el filósofo Jean-Jacques Rousseau.

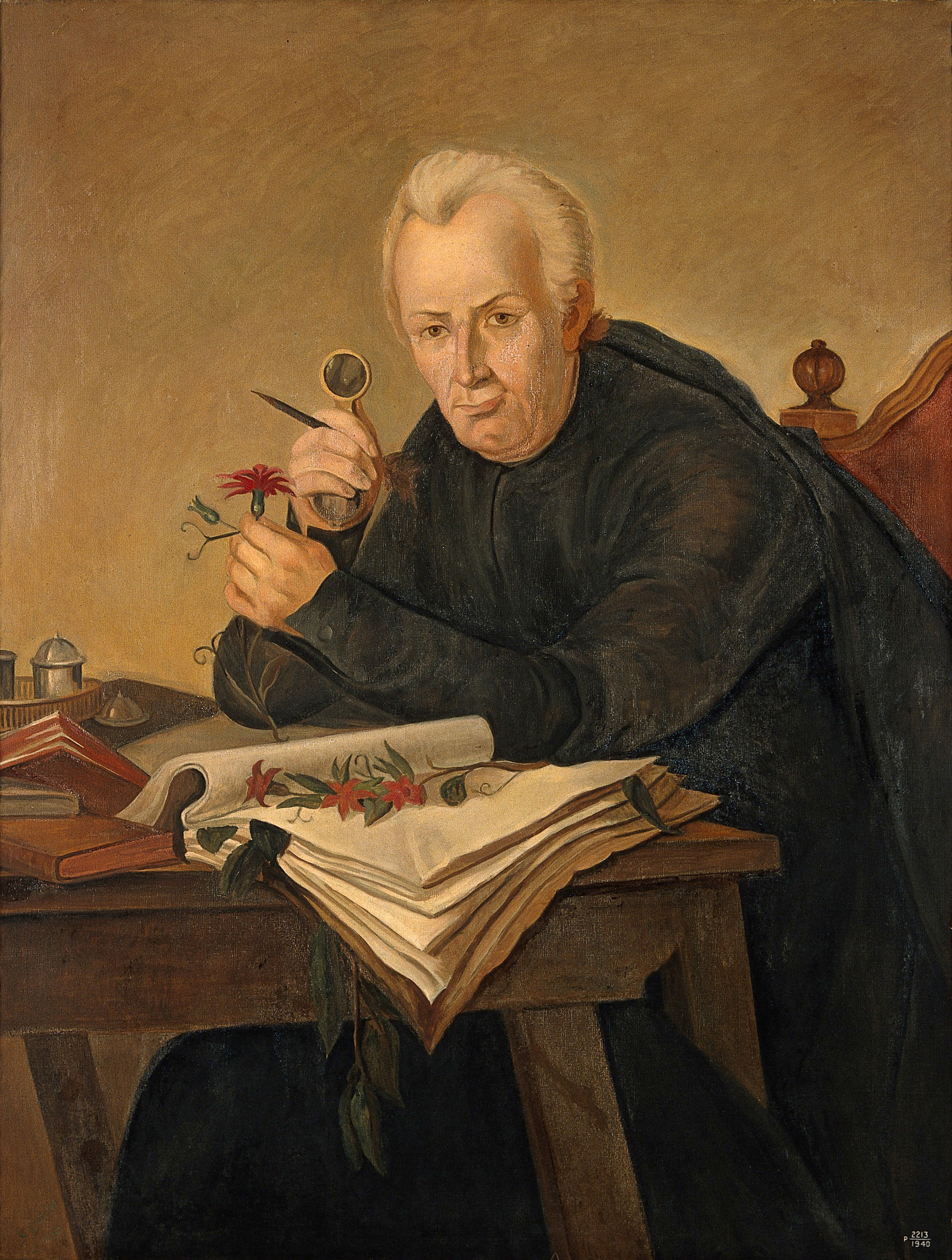
El botánico José Celestino Mutis, que dirigió la Real Expedición Botánica del Nuevo Reino de Granada (1783-1816)

Por otro lado, en esa época se recibió la influencia de jardinerías orientales como la china y la japonesa, cuya concepción naturalista convenía a las nuevas ideas paisajistas; a este tipo de jardines se le denominó en francés chinoiserie o jardin anglo-chinois, y una de sus características fue la construcción de elementos como quioscos, pagodas, puentes de forma curva (taikobashi) o linternas ornamentales (tōrō), así como jardines zen de rocas y arena, o bien la introducción de prácticas como la del bonsái, árboles y plantas a las que se les reduce su tamaño mediante diversas técnicas.
En España no tuvo mucho arraigo el estilo paisajista inglés, por un lado por las condiciones climáticas y geomorfológicas de la península, distintas sustancialmente de las de las islas británicas; y por otro por las particularidades sociales, ya que la nobleza y aristocracia españolas, las únicas junto a la monarquía que podían permitirse la creación de grandes jardines, estaban en aquella época arraigadas al ambiente urbano de la corte, con escaso interés por la vida rural. Sin embargo, a nivel teórico llegaron plenamente las nuevas ideas, ya que numerosas obras de escritores, filósofos y estetas ingleses fueron traducidas por autores como Jovellanos, Antonio Ponz o José Luis Munárriz, así como los artículos de Addison en The Spectator tuvieron eco en El Pensador por parte de José Clavijo y Fajardo. Aun así, los principios estéticos de la jardinería inglesa no tuvieron un resultado práctico en la concepción de jardines en España hasta mediados del siglo XIX, excepto en casos contados. Al igual que anteriormente con el jardín francés, en España se adoptaron las soluciones formales de las nuevas modas paisajísticas sin profundizar en su esencia, por lo que en buena parte perdieron su sentido original. Por lo demás, la práctica de la jardinería seguía vinculada a la agricultura: en 1778 se fundó la Escuela Práctica de Agricultura, que incluía la especialidad de jardinería.
En esta época la botánica fue cobrando cada vez mayor importancia como ciencia, especialmente gracias a los trabajos de Carl von Linné. Se organizaron numerosas expediciones científicas por todo el mundo, y se importaron gran número de nuevas plantas a Europa, que fueron utilizadas desde sectores como la horticultura o la herboristería medicinal hasta la jardinería. En este terreno, se importaron diversas plantas ornamentales, como una especie de orquídea, la Bletia verecunda, y diversas especies de azaleas, camelias, magnolias, robles y arces. La difusión de nuevas especies vegetales favoreció la implantación de un nuevo tipo de jardín especializado en su estudio y conservación, el jardín botánico, que proliferó especialmente entre finales del siglo XVIII y el siglo XIX.

#### Proyectos reales

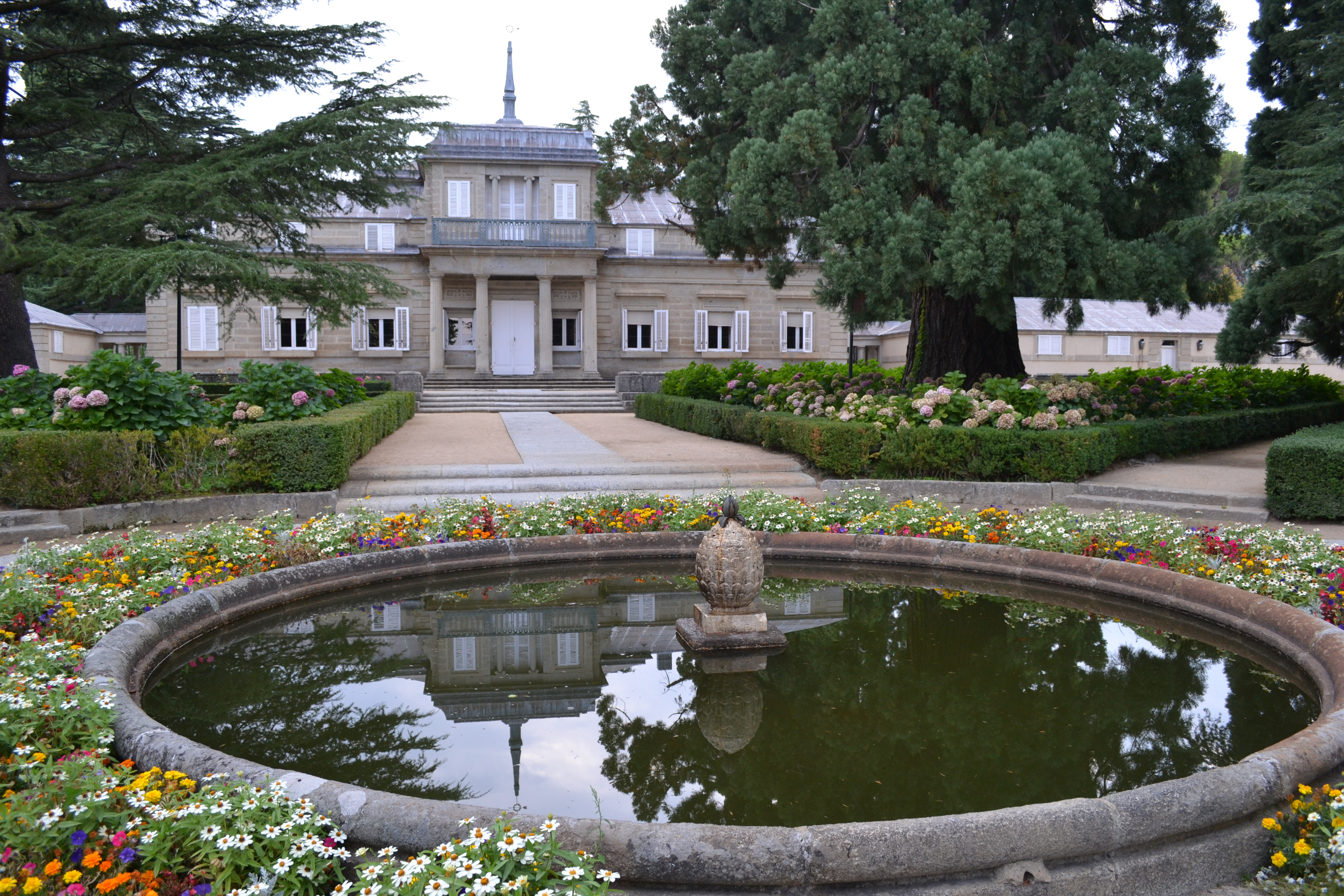
Casita del Príncipe (El Escorial)

La mayor parte de realizaciones jardinísticas en esta época fueron de iniciativa real, especialmente durante el reinado de Carlos III, un monarca ilustrado que pretendía con sus actuaciones en los Reales Sitios dar ejemplo de la nueva forma de proceder basada en los criterios de la razón y la ciencia. Bajo su iniciativa se acotaron con verjas o tapias los terrenos de diversos sitios como el Buen Retiro y la Casa de Campo que, sin embargo, abrió al disfrute del público durante parte del día. Por otro lado, convirtió muchos de los terrenos de estos lugares en explotaciones agropecuarias. En la Casa de Campo instauró —gracias a la adquisición de nuevos terrenos— el Real Bosque, un coto de caza anexo a los antiguos jardines, mientras que el arquitecto Francesco Sabatini se encargó desde 1768 de la construcción de varios edificios, así como la restauración de varios estanques y la instalación de un nuevo canal de riego. Por su parte, el Buen Retiro sufrió un proceso de decadencia desde tiempos de Fernando VI, y Carlos III solo intervino en la creación de un cementerio en la zona, así como la construcción de la Real Fábrica de Porcelana, en el solar de la antigua ermita de San Antonio de los Portugueses. En la zona de La Moncloa y la Montaña del Príncipe Pío se instauró con la adquisición de varios terrenos el Real Sitio de La Florida, hoy desaparecido, que contaba con unos jardines de los que se tienen pocos datos. Por último, en La Granja de San Ildefonso se creó entre 1765 y 1770 el Jardín de Robledo, uno de los primeros con toques pintorescos, proyectado por Luis Lemmi en un terreno con fuertes desniveles y con una abundante presencia de manantiales. Era un jardín de pequeño tamaño, dentro de un perímetro rectangular, con plantaciones de árboles frutales y alamedas, con un trazado irregular y adaptado a la topografía de la zona, con un sentido de integración en la naturaleza cercano al estilo paisajista. Contaba con varios estanques y fuentes, así como escaleras para salvar los desniveles y diversos elementos de tono anecdótico, en el sentido de la moda pintoresquista, como una roca horadada con nichos para maceteros, puentes rústicos de madera, y una casita con ventanas de porcelana.

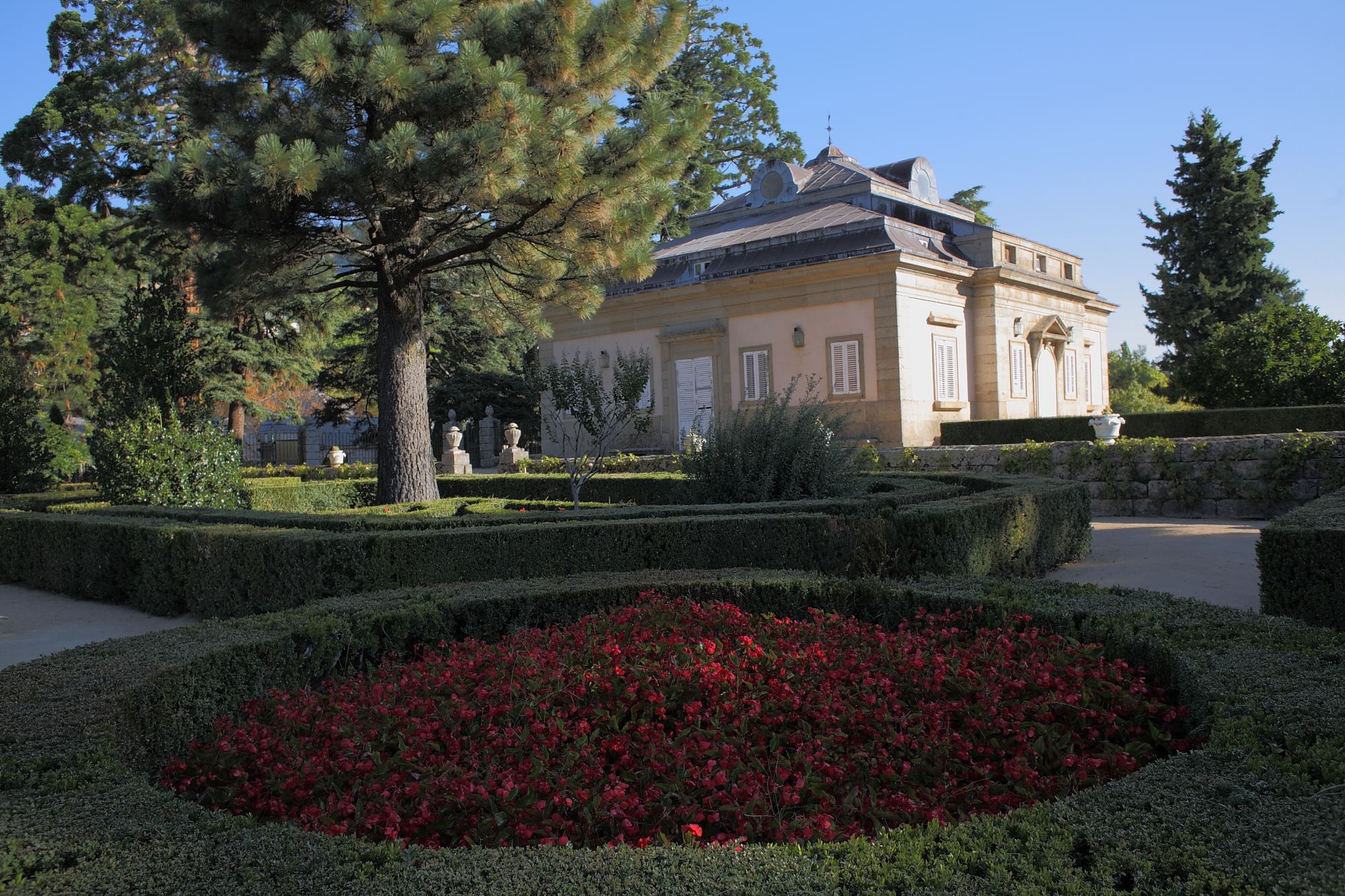
Casita del Infante (San Lorenzo de El Escorial)

La mayoría de actuaciones de la época se realizaron en Aranjuez, donde durante el reinado de Carlos III se efectuaron varias ampliaciones encaminadas básicamente a la explotación agrícola, un reflejo de las ideas fisiocráticas del monarca. Surgieron así fincas como El Deleite y el Real Cortijo de San Isidro, y complejos ganaderos como las casas de Sotomayor, Villamejor, Flamenca y de Vacas. Las plantaciones se enriquecieron con especies de América y Filipinas, cuidadas por diferentes miembros de la dinastía Boutelou. Por lo demás, a los antiguos jardines de la Isla y del Parterre se agregó entonces una nueva área ajardinada, el Jardín del Príncipe —por el príncipe de Asturias, el futuro Carlos IV—, cuyo sector occidental fue trazado por Pablo Boutelou entre 1772 y 1784, en diversos ámbitos: el Jardín Español, constituido por tres plazas bordeadas de plátanos, olmos y acacias, junto a unas huertas de flores y cítricos; y los jardines del Desierto, Anglo-Chino y de los Campos Elíseos, diseñados con los nuevos preceptos del jardín paisajista inglés. A partir de 1784 se incorporó al proyecto el arquitecto Juan de Villanueva, que se encargó del sector oriental, conocido como Estanque de los Peces (o Chinesco), también de estilo paisajista, donde construyó un templete octogonal de orden jónico inspirado en el Petit Trianon, así como un pabellón de estilo oriental —influido por la obra de William Chambers—, destruido en la Guerra de la Independencia y reconstruido en 1826 por Isidro González Velázquez. También se situó en la zona la denominada Casita del Labrador, obra de 1789 de Isidro González, y la Montaña Artificial, coronada por un quiosco chinesco de madera, obra del mismo arquitecto. Jalonan este jardín numerosas esculturas de gran valor artístico, especialmente las elaboradas para las fuentes de Narciso, Ceres y Apolo, obra de Joaquín Dumandré. Cabe remarcar que pese a la influencia de la jardinería inglesa el Jardín del Príncipe no se puede considerar como plenamente paisajista, ya que alterna trazados de líneas sinuosas, característicos del esquema inglés, con trazados rectilíneos y ortogonales de herencia barroca, aunque la ausencia de coordinación óptica y la yuxtaposición de espacios diversos sí serían propiamente ingleses; por otro lado, la fragmentación y la ausencia de coherencia espacial son habituales en los jardines españoles desde el siglo XVI, por lo que esta característica no puede considerarse importada del modelo inglés.
Otros proyectos reales fueron las Casitas del Príncipe y del Infante en el Monasterio de El Escorial, obra de Juan de Villanueva, que además de los edificios se ocupó del trazado de unos pequeños jardines anexos. El primero se construyó en dos fases: entre 1771 y 1775 se realizó el jardín frente a la casa, con una plaza circular central con una fuente y ocho calles radiales con setos de boj; entre 1781 y 1784 se trazó el jardín posterior, con un amplio espacio de forma cuadrada con diversos compartimentos geométricos plantados de árboles frutales, de donde partía un eje axial con una plaza circular con fuente en su intersección con el transversal, que se prolongaba hacia un jardín trasero con tres niveles con escaleras y rampas, donde se situaba una fuente rústica en cascada y un estanque cuadrado rematado en un hemiciclo con parterres de boj. El jardín del Casino del Infante Don Gabriel (por Gabriel de Borbón, hijo de Carlos III) fue realizado al mismo tiempo que la primera fase del anterior, con un aire más clásico, estructurado en dos terrazas: la superior detrás de la casa, en forma de hemiciclo, con dos plazoletas en el eje axial, la primera con una mesa con asientos de piedra berroqueña y la segunda con una fuente; la inferior se sitúa en los dos laterales del conjunto más elevado, con diversos compartimentos geométricos de boj y diversas fuentes en la avenida central de cada lateral. Villanueva también se encargó de la Casita del Príncipe de El Pardo (1787-1791), con unos jardines en dos terrazas, de forma rectangular y articulados con un eje axial, con plazoletas circulares con fuentes, y cuadros de boj, flores y árboles frutales.

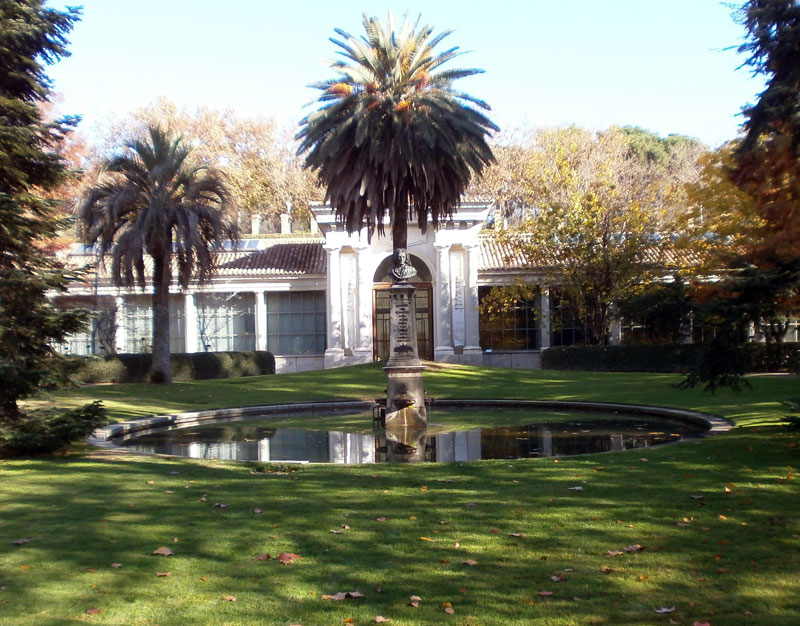
Real Jardín Botánico de Madrid

Quizá el mejor exponente de la época sea el Real Jardín Botánico de Madrid, una iniciativa del rey Fernando VI para favorecer la nueva visión científica otorgada a la botánica. Situado inicialmente en el Soto de Migas Calientes, cerca del río Manzanares, Carlos III lo trasladó al Paseo del Prado, junto al Observatorio Astronómico y el Gabinete de Historia Natural (actual Museo del Prado), conforme a un eje dedicado a las ciencias. Un primer proyecto fue de Francesco Sabatini (1778), en un estilo tardobarroco influido por el tratadista francés Dezallier d'Argenville, así como por la obra de Luigi Vanvitelli en Caserta; de este proyecto solo se ejecutó la nivelación del terreno y el cerramiento perimetral. El proyecto definitivo fue de Juan de Villanueva, de concepción clásica, con una estructura de cuadrícula con un amplio eje axial y otros paralelos y perpendiculares más pequeños. En ese esquema se articulan una serie de módulos con diferentes cuadros dedicados a plantaciones de todo tipo, mientras que al final del eje axial se sitúa el edificio de la Cátedra de Botánica. El jardín se estructuró en tres niveles, donde se colocaron las plantas en unos cuadros diseñados según la proporción áurea: el nivel inferior y la mitad del segundo se dedicó a las plantas clasificadas según el sistema linneano; la otra mitad del segundo estaba ocupada por plantas medicinales; y en el nivel superior se encontraban flores y árboles.
Al calor del Real Jardín Botánico se inició en 1791 el Jardín de Aclimatación de la Orotava, en Puerto de la Cruz (Tenerife), una iniciativa de Carlos III que encargó a Alonso de Nava y Grimón, VI marqués de Villanueva del Prado. Surgió con el objetivo de analizar y preservar la flora autóctona de las islas Canarias, y de servir de estación intermedia para las especies procedentes de América antes de su traslado a Madrid. El marqués realizó una incesante labor hasta su muerte en 1832, a menudo costeando el proyecto con fondos personales, ya que con el tiempo y la pérdida del interés real el jardín fue abandonado por el gobierno central. El jardín fue proyectado por el arquitecto francés Le Gros, de trazado rectangular, con dos ejes transversales que lo cortan en cuatro secciones: el eje mayor se inicia en una alberca con plantas acuáticas, y desemboca en un umbráculo; en la intersección se halla un estanque circular. En las secciones hay una serie de caminos menores dispuestos de forma ortogonal y jalonados de glorietas, y en sus terrenos se sitúan las diversas especies clasificadas según el sistema linneano. En 1851 el jardín pasó a ser propiedad del Servicio Agronómico de Canarias, y fue restaurado por Germán Widpret.

#### Jardines privados

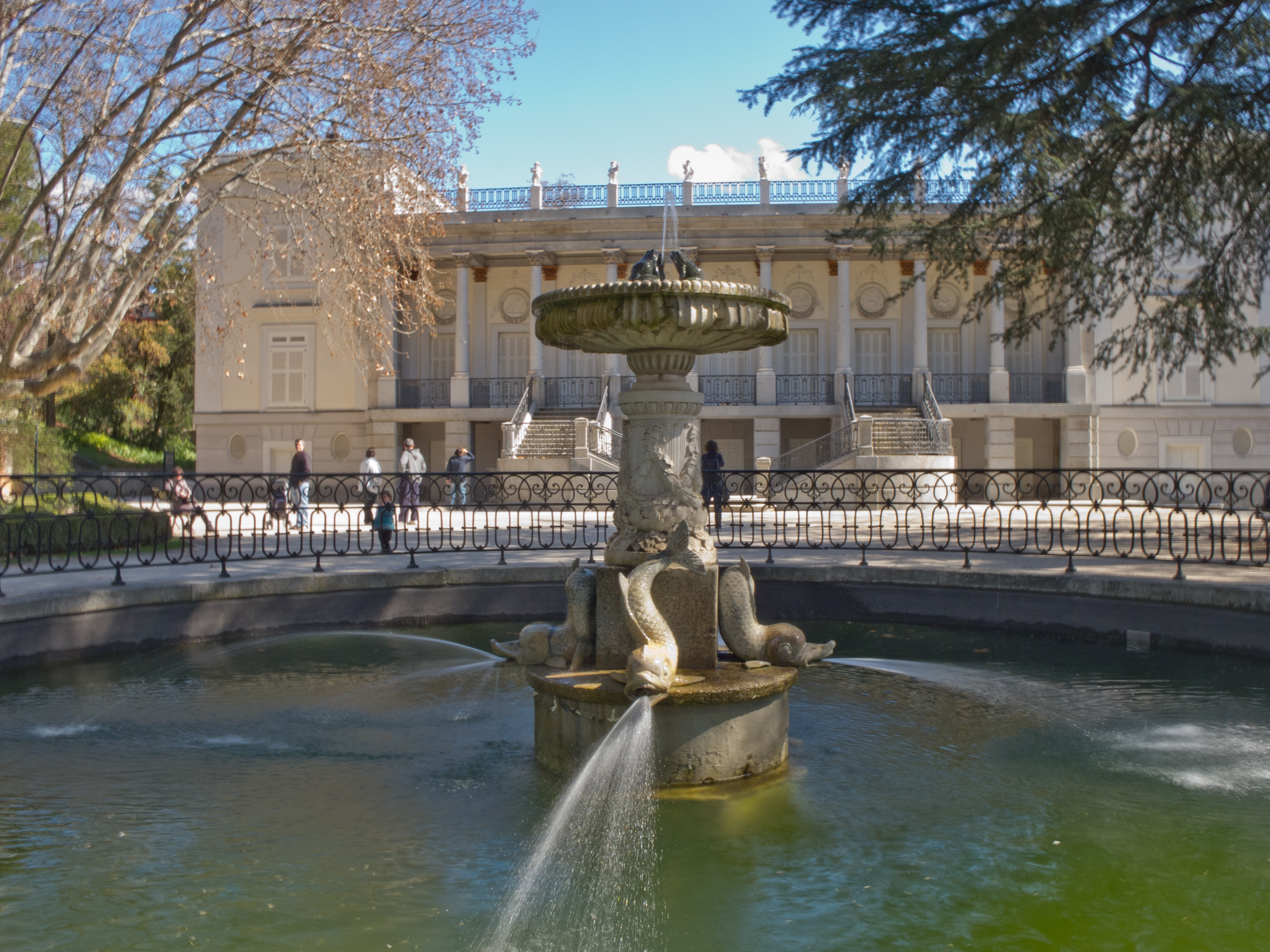
Parque de El Capricho, Alameda de Osuna

A nivel privado perduró hasta casi finales de siglo el modelo tardobarroco, aunque poco a poco se fue introduciendo la nueva moda paisajista, especialmente en el ambiente cortesano cercano a Madrid, con predilección por el Paseo del Prado, la nueva zona de moda, como el palacio de la duquesa de Villahermosa, construido entre 1783 y 1806 por Silvestre Pérez y Antonio López Aguado. El estilo paisajista fue patrocinado principalmente por la duquesa de Osuna, María Josefa Pimentel y Téllez-Girón, que lo introdujo en varias de sus propiedades, como el Palacio de Anglona, con un jardín colgante calificado de «romántico y frondoso», o el Palacio de Leganitos, construido al estilo de un hôtel parisino, con un terreno irregular estructurado en cuatro «escenas» (Pradera, Lago, Río y Bosque) que presentaban una naturaleza subordinada a un plan determinado, con diversas construcciones de inspiración romántica, como una pagoda china, un templete morisco, un mirador-belvedere de aire pintoresco y un Templo de los Hombres Ilustres dedicado a grandes figuras de la historia; lamentablemente, el proyecto quedó truncado por la invasión francesa. Pero el mejor exponente creado por la duquesa fue el Parque de El Capricho en la Alameda de Osuna, diseñado en estilo anglo-chino por Jean-Baptiste Mulot —un primer proyecto de Pablo Boutelou efectuado en 1774 no se llevó a cabo porque el jardinero real se mantuvo al servicio exclusivo de la corte—, y realizado entre 1787 y 1839 por un ayudante suyo, Pierre Prévost, ya que Mulot se quedó en Francia. El jardín se situó en una zona anteriormente agrícola, con un trazado irregular cercado por tapias, y con una avenida principal arbolada que conducía al palacio, una solución aparentemente barroca, pero sin llegar a serlo debido a la ausencia de simetría. La zona ajardinada se estructuró a través de una serie de caminos y senderos de trazado sinuoso, y en los terrenos había estanques, montañas artificiales, un lago con un islote, y pequeñas construcciones de signo pintoresco, como un Templo de Baco en forma de tholos, una ermita y un abejero, así como una columna inspirada en Paestum coronada por el grupo escultórico Saturno devorando a sus hijos. Entre 1794 y 1795 el arquitecto Ángel María Tadey edificó dos caprichos, la Casa Rústica y la Casa de la Vieja, y pasada la guerra se construyó un Casino de Baile, edificado por Antonio López Aguado en 1815 en estilo neoclásico. La última fase constructiva fue entre 1834 y 1844, realizada por Martín López Aguado, cuando se construyó un palacio, un museo y un teatro, además de un fuerte con foso, un puente de hierro sobre la ría, un embarcadero de aire chinesco y dos monumentos, uno dedicado a la duquesa en la Plaza de los Emperadores y otro al III duque de Osuna en la isla del lago.

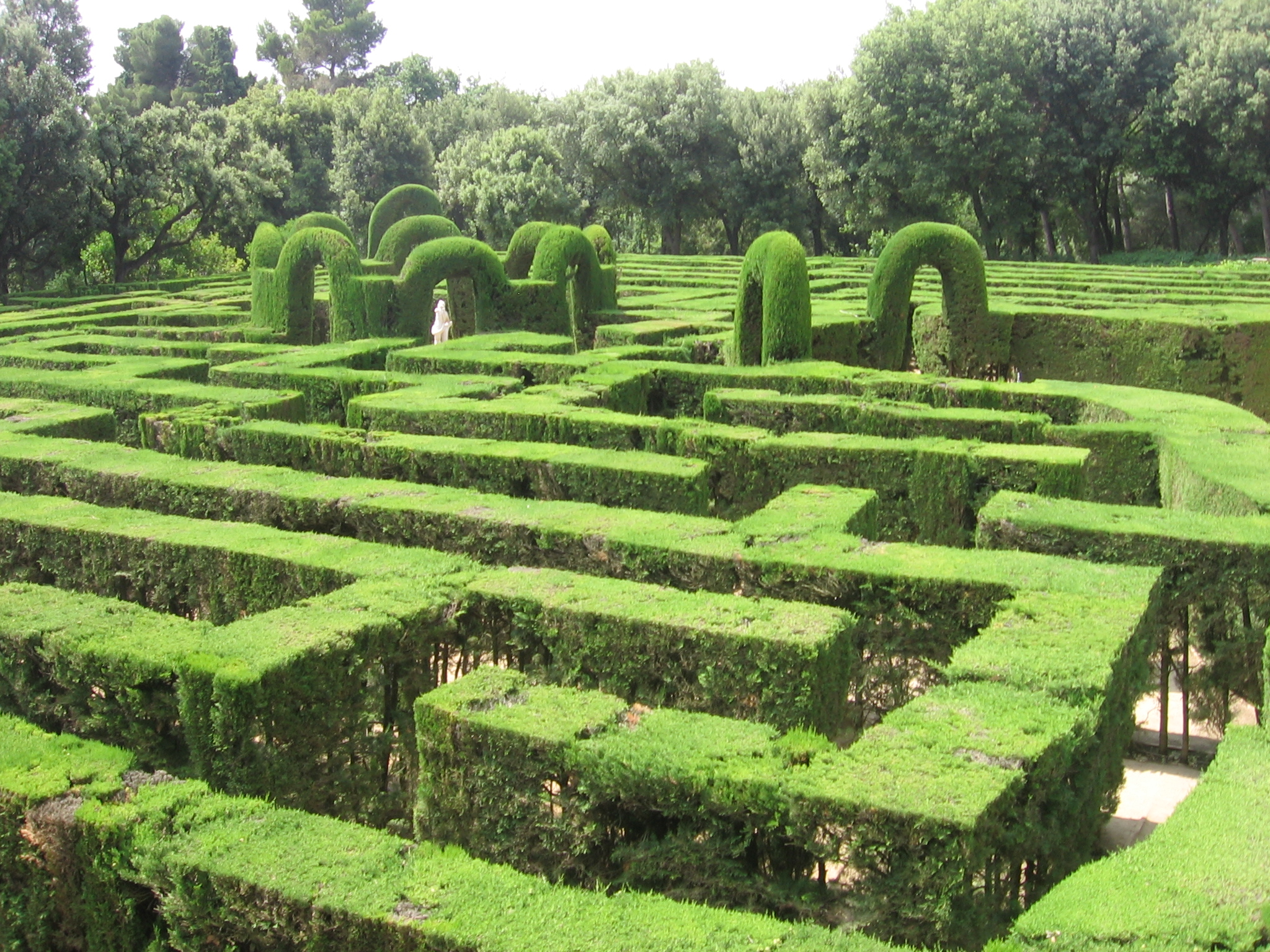
Parque del Laberinto de Horta

Otro ejemplo de jardín neoclásico se halla en Barcelona: el Parque del Laberinto de Horta, una iniciativa de Joan Antoni Desvalls, sexto marqués de Llupià, construido por el arquitecto italiano Domenico Bagutti y el jardinero francés Joseph Delvalet entre 1794 y 1808. El jardín se extiende por tres terrazas escalonadas: en la inferior se encuentra el laberinto vegetal que da nombre al parque, formado por 750 metros de cipreses recortados, con una superficie de 45 x 50 metros; en la terraza intermedia, que se alza sobre el laberinto, se encuentra el Mirador o Belvedere, donde destacan dos templetes de estilo italiano con estatuas de Dánae y Artemisa y columnas toscanas, y dos fuentes decoradas con relieves y cuatro bustos; en la tercera terraza se levanta el Pabellón de Carlos IV, de estilo neoclásico y aire italianizante —que evoca ligeramente a la Villa Capra de Palladio—, coronado por una escultura que representa a Apolo y las musas. Detrás del pabellón se encuentra un gran estanque nutrido por la fuente de la ninfa Egeria, inspirado en la gruta de Stowe. En el siglo XIX se añadió un jardín romántico.
En 1804 se creó el Jardín Botánico de Valencia, una iniciativa de la universidad de esa ciudad, que propició su instalación en unos terrenos situados en un huerto llamado de Tramoyeres, cerca del Turia. El alma mater del nuevo jardín fue el botánico Vicente Alfonso Lorente, que supervisó la creación de un trazado trapezoidal con un sistema linneano de cuadros, con herbarios, instalaciones para la cátedra de Botánica y otras dependencias. El jardín, considerado uno de los mejores de España, acoge unas 6000 especies vegetales, algunas de escasa presencia en la península, como algunas variedades de orquídeas y begonias, cactus, helechos, hiedras y plantas enanas y rastreras.

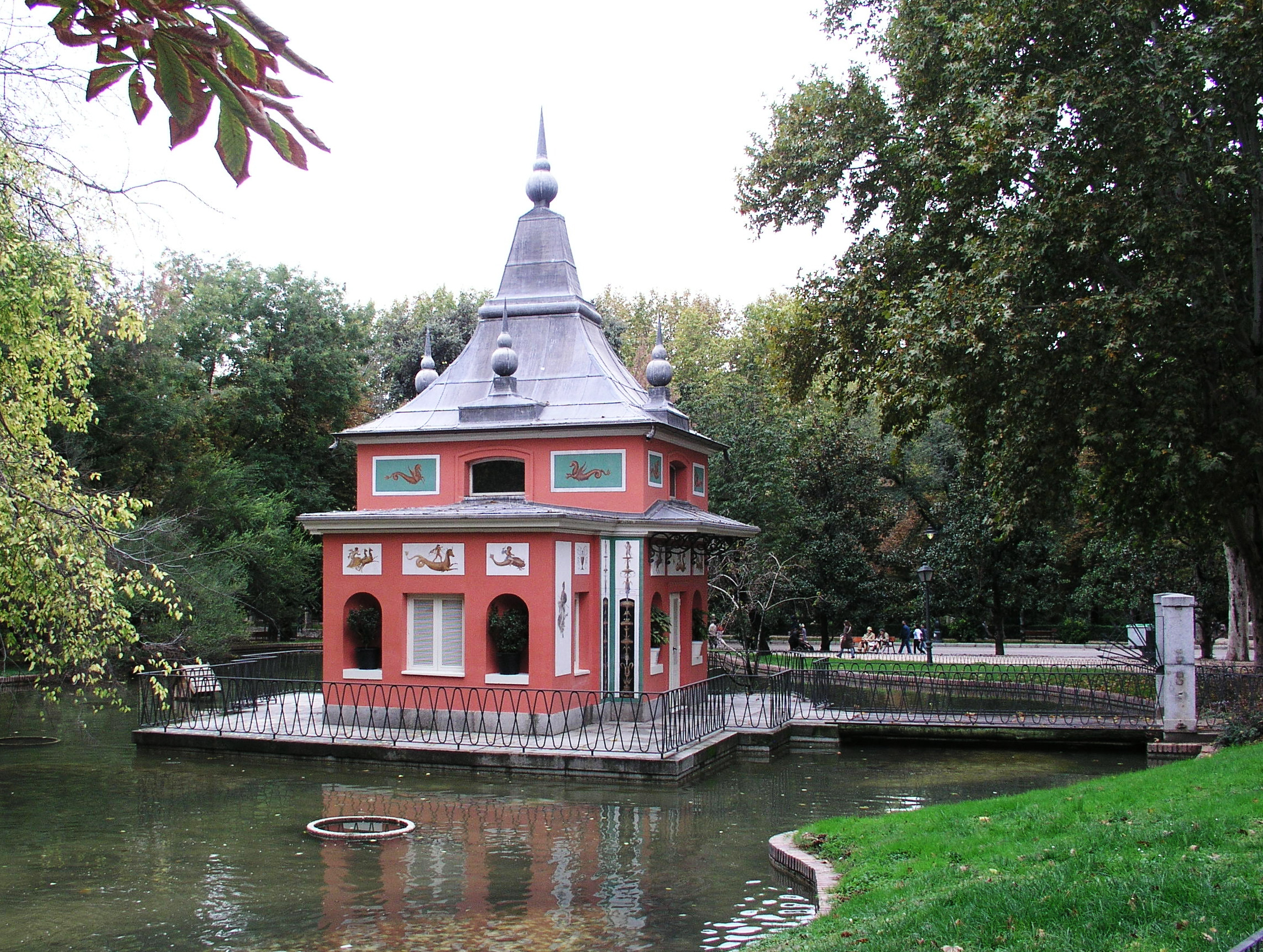
Casita del Pescador, Jardines del Retiro de Madrid

## SigloXIX

### Romanticismo
El romanticismo surgió en Alemania a finales del siglo XVIII con el movimiento literario Sturm und Drang, desde donde posteriormente se extendió a otros países, así como pasó igualmente de la literatura al resto de las artes. Fue un movimiento de profunda renovación en todos los géneros artísticos: los románticos pusieron especial atención en el terreno de la espiritualidad, de la imaginación, la fantasía, el sentimiento, la evocación ensoñadora y el amor a la naturaleza, junto a un elemento más oscuro de irracionalidad, de atracción por el ocultismo, la locura, el sueño. Se valoró especialmente la cultura popular, lo exótico, el retorno a formas artísticas menospreciadas del pasado —especialmente las medievales— y adquirió notoriedad la pintura de paisaje, que evocaba plenamente conceptos tan románticos como lo sublime.
En este período se otorgó más libertad a la naturaleza salvaje, con pequeñas intervenciones para acentuar el aire bucólico del paisaje. Estilísticamente perduró el «jardín inglés», cuyo naturalismo servía perfectamente a los ideales de libertad e integración con la naturaleza del romanticismo. Sin embargo, el paisajismo inglés tuvo durante el siglo XIX una marcada evolución, ya que abandonó el concepto de lo pintoresco en busca de un mayor purismo y autonomía artística de la jardinería, que no debía inspirarse en la pintura o recurrir a cualquier otro artificio, planteamiento que fue denominado como «estilo jardinesco» —en contraposición a pintoresco—. Este concepto fue formulado principalmente por Humphry Repton, quien en su obra An Inquiry into the Changes of Taste in Landscape Gardening, with some Observations on its Theory and Practice (1806) señaló las principales características de la jardinería paisajista: mostrar la belleza natural y ocultar sus defectos; dar apariencia de extensión y libertad; evitar interferencias artísticas y parecer obra de la naturaleza; y ocultar o retirar cualquier elemento no decorativo.
El jardín romántico destaca por la colocación de elementos como lagos, puentes o montañas artificiales, junto a grutas y otros elementos enfatizadores del paisaje, así como por sus caminos de trazado sinuoso. Por otro lado, los adelantos técnicos en arquitectura, especialmente en cuanto a la construcción con hierro y cristal, favorecieron la creación de invernaderos, que podían incluir sistemas de calefacción para la conservación de especies vegetales a su temperatura ideal.
En España, convulsionada por la invasión napoleónica, las nuevas tendencias románticas llegaron tarde y no tuvieron mucho arraigo, debido en parte a las características climáticas y topográficas del terreno de la península, que no casaban muy bien con los típicos jardines ingleses de colinas suaves surcadas de lagos y arroyos. Por ello, los pocos ejemplos de jardín romántico en la península se inspiraron en la forma de dicho estilo, pero sin entrar en su fondo, sin tener en cuenta las proporciones y la configuración del lugar. En todo caso, la nueva tendencia tuvo más implantación en jardines y parques públicos que en los de elaboración privada.

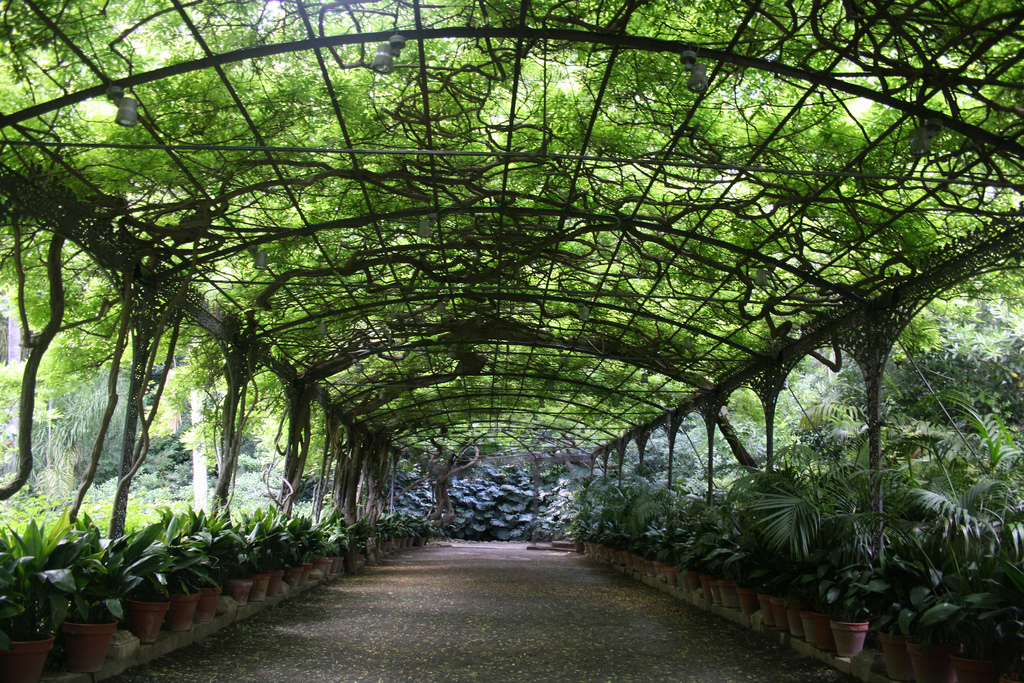
Jardín Botánico La Concepción, Málaga

En esta época se produjeron las últimas intervenciones reales de cierta relevancia: en el Buen Retiro, devastado por la guerra —período en que se acondicionó una fortificación en sus terrenos—, se acometió una intensa repoblación y se construyó un embarcadero en el Estanque Grande proyectado por Isidro González Velázquez —destruido en el siglo XX para colocar el monumento a Alfonso XII—, mientras que en tiempos de Isabel II se abrió el Paseo de las Estatuas, adornado con esculturas procedentes del Palacio Real, y se ajardinó el Campo Grande con paseos arbolados. En los años 1840 François Viet y Narciso Pascual y Colomer proyectaron unos jardines paisajistas para los antiguos Jardín de la Primavera y Huertas de San Jerónimo. El mismo Pascual y Colomer diseñó en 1844 unos jardines para el Campo del Moro, pero las obras quedaron a medias: se instalaron dos fuentes, la de las Conchas y la de los Tritones, y se instaló un sistema hidráulico, el Canal de Isabel II. En la Casa de Campo continuó la explotación agraria, y se construyeron diversas edificaciones a cargo de Isidro González Velázquez. En el Real Sitio de La Florida se instaló una fábrica de porcelana. Aparte de eso, la mayoría de nuevas intervenciones se hizo en los denominados «reservados reales», unos lugares de recreo y descanso acotados por Fernando VII para disfrute de la familia real, jalonados de caprichos pintorescos, como en La Florida, donde se construyeron la Casa Rústica, la del Duende y la del Choricero. En la Casa de Campo, Isidro González Velázquez proyectó un jardín anglo-chino, que no fue realizado hasta tiempos de Isabel II. Pero la mayor parte de estas intervenciones fueron en el Buen Retiro, donde se instaló un jardín anglo-chino al estilo de los Osuna, con proyecto de Pablo Boutelou. A partir de 1815 se construyeron una serie de caprichos esparcidos por sus terrenos, como una Montaña Artificial o Rusa, coronada por un templete desde donde caía una cascada; la Casa del Pescador, situada en medio de un estanque y decorada con motivos renacentistas y pompeyanos; la Casa del Contrabandista, construida con ladrillo y pizarra; la Casa Rústica, con decoración de estilo persa; la Casa del Pobre, hecha de madera y ya desaparecida, como la anterior; por último, una Casa de Fieras y una pajarera. Por otro lado, François Viet reconstruyó el Jardín del Parterre devolviéndole su aspecto francés, con parterres de broderie y dos estanques con fuentes.
Además de la remodelación o ampliación de estos jardines de épocas anteriores, en tiempos de Fernando VII se crearon dos nuevos Reales Sitios: el Casino de la Reina y Vista Alegre. El primero fue creado en 1817 en unos terrenos entre la Ronda de Toledo y la calle Embajadores, que el Ayuntamiento de Madrid regaló a la reina María Isabel de Braganza. La parcela era conocida como Huerta del Romero, y allí se construyó un palacete y unos jardines de trazado geométrico, con un proyecto de los arquitectos Antonio López Aguado y Narciso Pascual y Colomer, así como el pintor Vicente López y el escultor José Tomás. La estructura del conjunto era irregular, porque aunaba los recorridos sinuosos propios del jardín romántico con algunas calles rectas y parterres geométricos de recuerdo tardobarroco. El componente pintoresco estaba formado por diversos caprichos como una Casa Rústica y una de Vacas, templetes, puentes y embarcaderos. En 1867 la reina Isabel II cedió este terreno para sede del Museo Arqueológico Nacional. El Real Sitio de Vista Alegre fue un regalo del Ayuntamiento de Madrid a Fernando VII por su boda con María Cristina de Borbón-Dos Sicilias (1829). Estaba ubicado en Carabanchel Bajo, y contaba con una zona de explotación agrícola, paseos arbolados, parterres, bosquetes y emparrados, y unos jardines con fuentes, estatuas, grutas, invernaderos, pajareras y zonas de juegos, en unos terrenos de caminos sinuosos al estilo inglés, con los típicos caprichos y pabellones de tipo pintoresco. En 1859 el terreno fue comprado por el marqués de Salamanca, y en la actualidad es un barrio de Madrid.

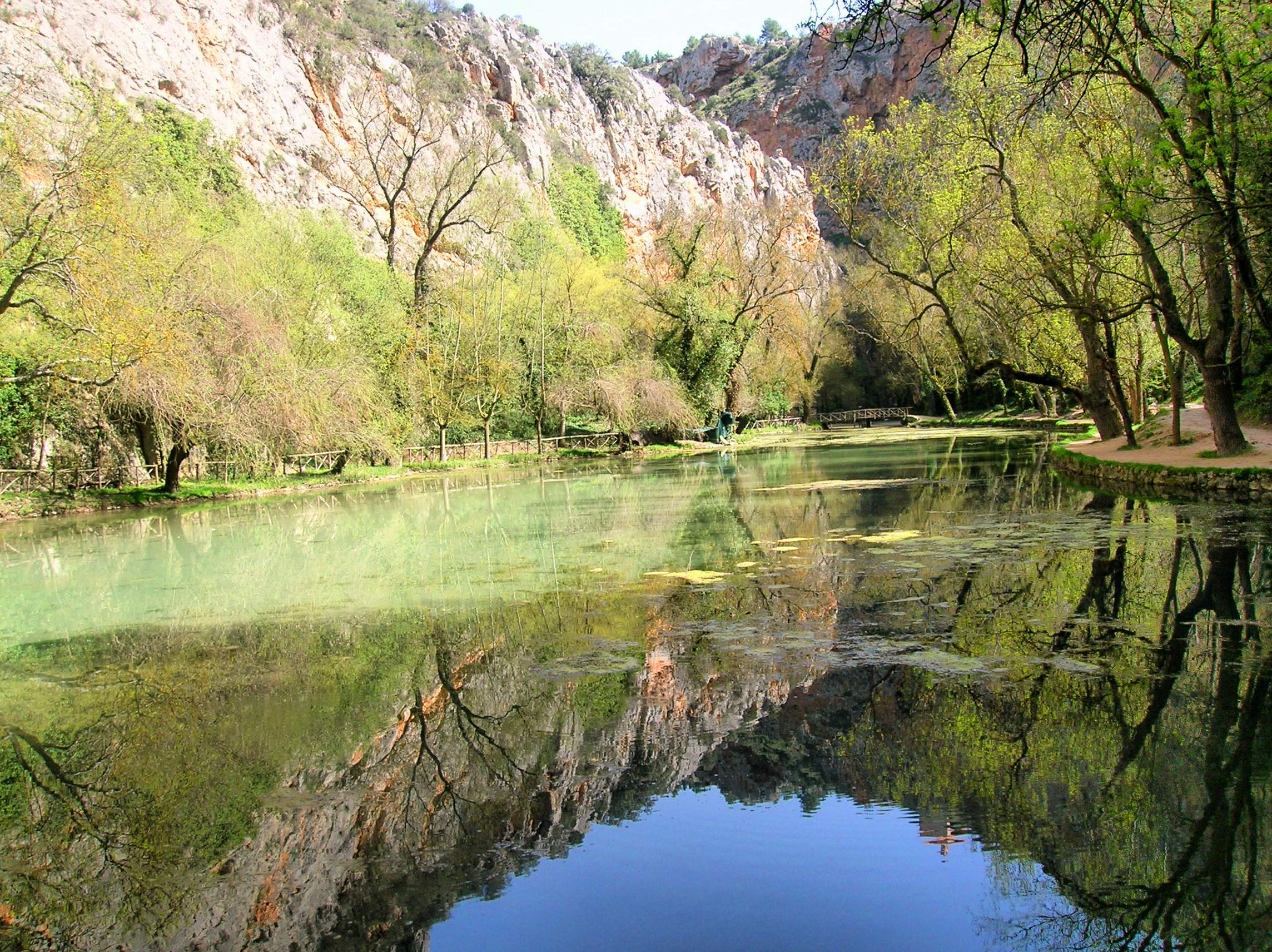
Monasterio de Piedra, Nuévalos (Zaragoza)

A nivel privado existieron diversas iniciativas de jardines a la inglesa, aunque siempre adaptados a las peculiaridades hispánicas. Cabría citar el de la Quinta de la Fuente del Berro en Madrid, con un jardín rústico, emparrados, invernaderos, cenadores, una ría con puentes y una isla con embarcadero; y el Palacio de San Telmo en Sevilla, propiedad de los duques de Montpensier, con unos jardines con glorietas unidas por caminos sinuosos, estanque con isletas, juegos de agua, grutas, montañas artificiales, quioscos y estatuas.
Otro exponente fue el jardín de la Real Fábrica de Paños en Brihuega (Guadalajara), situado sobre el valle de Tajuña, del que ofrece unas excelentes vistas. La fábrica, fundada en 1750, se dedicaba a la confección de uniformes militares; en 1840 fue adquirida por Justo Hernández Pareja, que creó junto a la fábrica un jardín de aire romántico, formado por cuadros de setos de boj y madreselva, con paseos y glorietas jalonados de los típicos elementos románticos, como un cenador, una pajarera y arcos de ciprés.
Hacia 1855 se inició el Jardín Botánico La Concepción de Málaga, por impulso del empresario Jorge Loring y Oyarzábal, marqués de Casa Loring. Su propietario, aficionado a la botánica, quiso crear un jardín de aclimatación de especies exóticas, que llegaban por mar desde América y Filipinas. Se estableció un jardín típicamente romántico, con caminos sinuosos, estanques, cascadas, riachuelos y diversas edificaciones. El jardín parte de una amplia avenida de ficus que conduce hasta la casa, desde donde se desciende a un estanque con nenúfares rodeado de caquis, drago, ficus y cicas, así como una pérgola con glicinias; el camino acaba en un templete con cúpula de media naranja revestido de azulejos, que presenta una magnífica vista de la ciudad y el monte de Gibralfaro. La vegetación está compuesta de especies tropicales y subtropicales, entre las que destaca una colección de 500 palmeras de 25 especies distintas. En 1990 el jardín fue adquirido por el Ayuntamiento de Málaga.

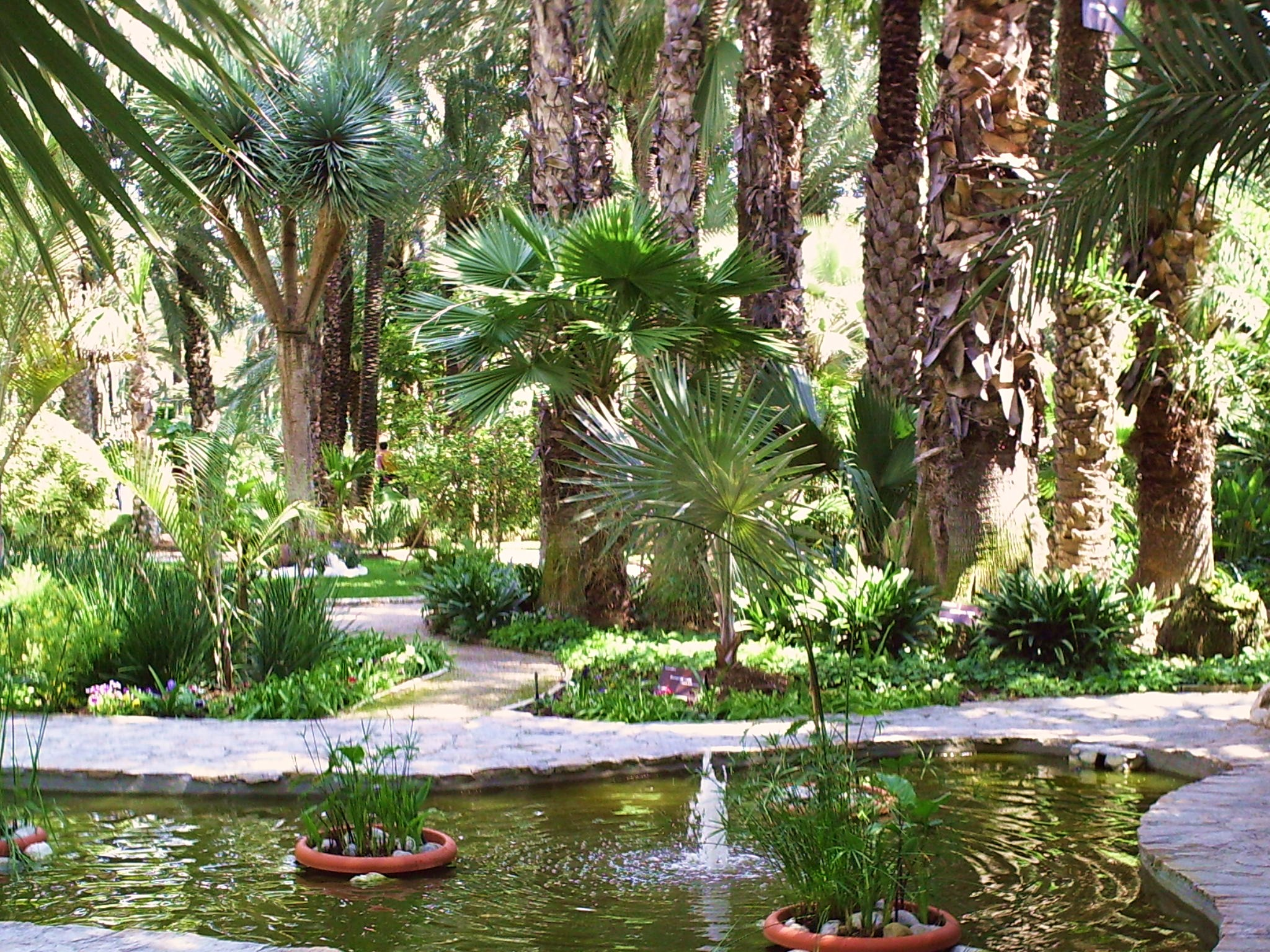
Huerto del Cura, Elche

De esta época data también el ajardinamiento del Monasterio de Piedra, un enclave natural de incomparable belleza situado en Nuévalos (Zaragoza). El monasterio data del siglo XIII, y perteneció a la orden cisterciense, aunque en 1835 fue expropiado durante las desamortizaciones de Mendizábal y pasó a manos privadas. A mediados del siglo XIX su propietario, Juan Federico Muntadas, realizó diversas actuaciones, como la apertura de caminos y la plantación de diversas especies, así como estableció una piscifactoría; en 1860, tras el descubrimiento de la gruta Iris, abrió el parque al público. La riqueza de la zona proviene del río Piedra, que al llegar a la altura del monasterio se bifurca en dos ramales, uno que riega la huerta y otro que se desborda en una serie de cascadas y saltos de agua, como la llamada Cola de Caballo, de 50 metros de altura, y luego forma diversos lagos y estanques, como el del Espejo. También hay diversas grutas, como la del Artista, de la Pantera o de la Bacante. La vegetación es densa en algunas zonas, de la que destacan unos bosques de ribera de gran riqueza biológica.
Otro singular paraje es el Huerto del Cura, situado en el Palmeral de Elche, una extensa plantación de cerca de 200 000 palmeras de la especie Phoenix dactylifera, originarias de la época de ocupación musulmana, que fue declarado Patrimonio de la Humanidad en el año 2000. En sus terrenos era frecuente la instalación de huertos que crecían en una zona predominantemente árida gracias a la sombra producida por las palmeras, y entre ellos destaca este jardín, de tipo botánico, una iniciativa del sacerdote José Castaño Sánchez, que aclimató en una zona de 13 000 m² diversas especies de origen subtropical y una magnífica colección de cactáceas. En sus terrenos se ubica un estanque con una reproducción de la Dama de Elche.

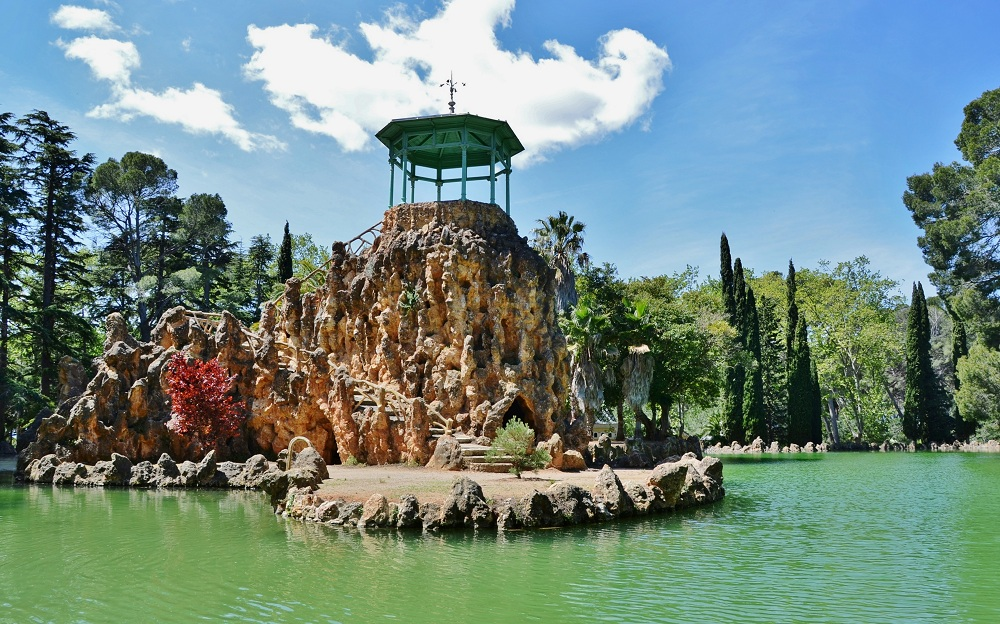
Parque Samà, Cambrils

En Navarra se encuentra el Señorío de Bértiz, situado al norte de Pamplona, en Bértiz-Arana, un enclave natural de 2000 hectáreas de gran riqueza botánica, con zonas forestales, praderas y landas, donde crece un tipo de vegetación caducifolia compuesta principalmente por hayas, robles y castaños. En este parque natural se encuentra la casona que le da nombre, originaria de 1847, con un jardín anexo que fue diseñado por el francés Félix Lambert, de unos 6700 m², que cuentan con una fuente-surtidor y un invernadero. En la primera mitad del siglo XXperteneció a Pedro Ciga, que amplió el jardín en estilo paisajista, con una serie de caminos alrededor de un lago con una cascada de rocalla, así como una gruta y varias isletas.
El Jardín Botánico de la Marquesa de Arucas se inició en 1880 en Arucas (Gran Canaria), trazado por un paisajista francés para Ramón Madam y Uriondo, primer marqués de Arucas. Tiene un trazado irregular, jalonado de caprichos pintorescos, como un castillete, una montaña artificial coronada por un mirador, una gruta poblada de líquenes y un pabellón junto a un estanque de aspecto selvático. Gracias a su peculiar microclima, debido a la proximidad a la costa y la protección que le ofrece la montaña, se plantaron diversas especies exóticas, como araucarias, jacarandas, ficus y chorisias, así como palmeras y bananeras, y un magnífico drago de más de dos siglos. En 1990 fue abierto al público.
En 1881 se creó en Cambrils el Parque Samà, promovido por Salvador de Samà, marqués de Marianao, un indiano enriquecido en Cuba, quien encargó el proyecto a José Fontseré. El palacete es de estilo colonial, al que se accede por una larga avenida bordeada de plátanos, y junto a la casa hay parterres formales y una fuente, llamada de las Conchas. A ambos lados de la avenida hay plantaciones de palmeras y mandarinos, y en la parte sudeste se encuentran dos construcciones: la Casa de Loros, una pajarera elaborada en madera y rocalla, en uno de cuyos lados se convierte en una gruta con una estatua de Hércules sobre un pedestal de conchas marinas; y la Torre, de estilo medieval, situada sobre una montaña artificial con dos grutas. En la fachada posterior del palacio se encuentra una logia que da al parque, donde se sitúa una glorieta con una fuente central. El parque, de planta rectangular, es una excéntrica muestra de fantasía e ingenio, donde destaca un gran lago abastecido por un largo acueducto que transporta el agua desde acuíferos subterráneos de la zona, y que al llegar al parque se desborda en una gran cascada sobre el lago, donde se sitúan varias isletas conectadas por un sistema de puentes, con construcción de rocalla. La vegetación es de tipo exótico, en recuerdo de las propiedades cubanas del propietario, así como de pinos, plátanos y palmeras, principalmente.

### Urbanismo y parques públicos

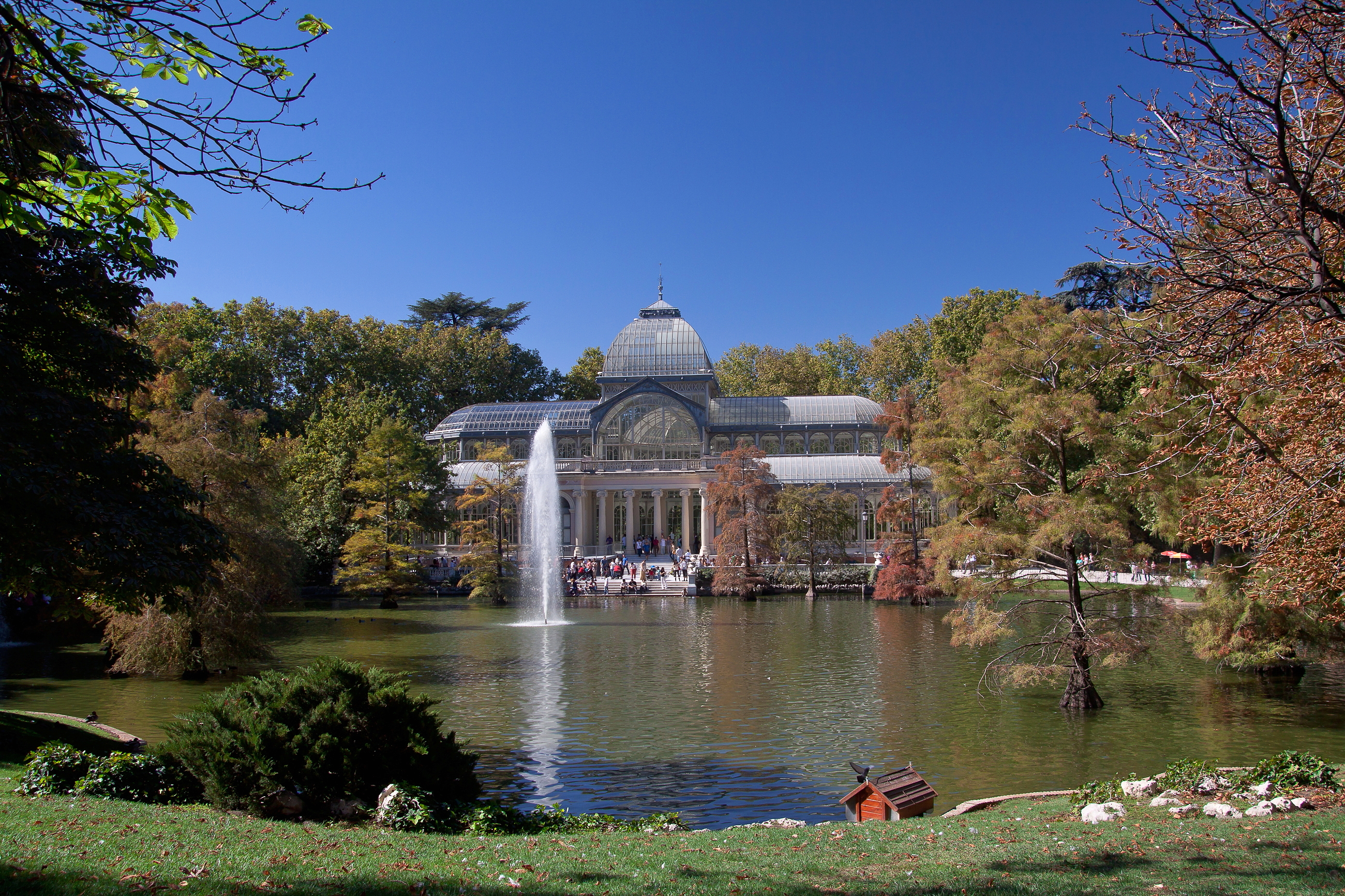
Palacio de Cristal del Retiro, Madrid

En el siglo XIX se expandió el fenómeno de la Revolución Industrial iniciado el siglo anterior, lo que conllevó al aumento de los entornos urbanos, en condiciones a veces de degradación del medio ambiente debido a las escasas condiciones higiénicas y al aumento de la contaminación por parte de la cada vez más abundante industrialización. Para paliar esos efectos se potenció la creación de grandes jardines y parques urbanos, que corrieron a cuenta de las autoridades públicas, con lo que surgió una «jardinería pública» que se fue diferenciando de la iniciativa privada que hasta entonces había monopolizado los grandes proyectos jardinísticos; ello conllevó la introducción del concepto de arquitectura paisajista, así como el desarrollo del urbanismo. Hasta entonces, frente a los barrios proletarios cercanos a zonas fabriles y carentes de las más elementales medidas higiénicas, sin luz, agua corriente o alcantarillado, en condiciones insalubres y paupérrimas, se situaban los barrios burgueses, con calles amplias y limpias, y con todas las comodidades que estaban a su alcance, donde se situaron inicialmente la mayoría de parques y jardines. Así pues, el nuevo urbanismo desarrollado en el siglo XIX pretendía ampliar a todas las clases sociales los beneficios que el incremento de la riqueza estaba proporcionando únicamente a la burguesía. Surgieron así conceptos nuevos como el de la ciudad-jardín, formulado por Ebenezer Howard en Tomorrow: A Peaceful Path to Real Reform (1898), donde plantea la necesidad de superar el antagonismo ciudad-campo.
En España, la jardinería pública fue fomentada con la creación de la Escuela Normal de Jardineros-Horticultores por iniciativa de Isabel II, donde se impulsó una paulatina racionalización de los trazados jardinísticos, que abandonaron las sinuosidades románticas y los caprichos pintorescos, de alusión aristocrática, por proyectos más sencillos y accesibles, con caminos más naturales, agrupación de especies vegetales y mayores espacios de césped, y elementos decorativos como grutas y templetes más sobrios y dispuestos en concordancia con las perspectivas del parque. El estilo siguió siendo paisajista, pero desprovisto de ornatos innecesarios y veleidades caprichosas. Se siguieron nuevos principios como la unidad, el relieve y la ordenación, propugnados por teóricos franceses como Jean-Charles Alphand y el barón de Ernouf. Los nuevos modelos a emular fueron las ciudades de París y Londres, que implantaron en aquella época la introducción de espacios verdes con fines sanitarios. Se adoptaron así modelos como el boulevard francés, un paseo arbolado con una zona central para quioscos, fuentes y bancos; el square inglés, un tipo de plaza ajardinada; o incluso la introducción de vegetación en cementerios, al estilo de los camposantos franceses.

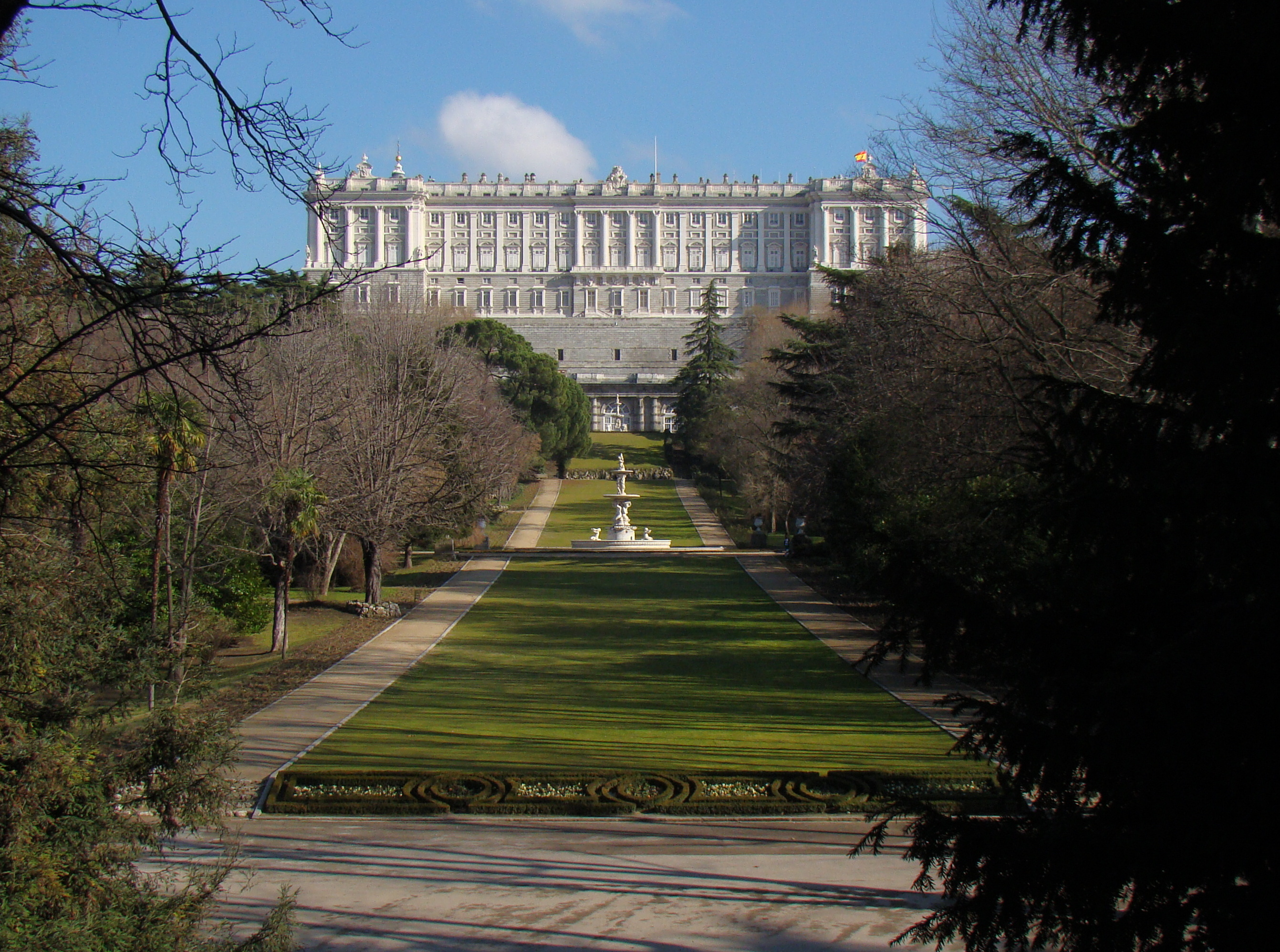
Campo del Moro, Madrid

Durante el siglo XIX continuó la apertura de paseos y alamedas en la mayoría de ciudades españolas, como el Paseo de Recoletos de Madrid, las Delicias Nuevas de Sevilla (1827), la Alameda de Salamanca, la Alameda de La Coruña (1868), el Paseo de Gracia de Barcelona, la Alameda Principal de Málaga, la Alameda de San Sebastián, la Alameda de Capuchinos de Jaén, la Alameda de Colón de Murcia, la Alameda Cervantes de Soria, el Paseo Cánovas de Cáceres, etc. Durante el reinado de Isabel II surgieron un gran número de parques públicos en un estilo denominado «isabelino», inspirado en el jardín paisajista —preferentemente en la utilización de la línea curva—, pero con la adopción de la nueva moda francesa de la mosaicultura, una técnica de disposición de arreglos florales en forma de mosaico, como un tapiz vegetal, surgida hacia 1830 y puesta de moda especialmente a raíz de la celebración de la Exposición Universal de París de 1878. Se efectúan entonces decoraciones florales con platabandas y canastillos, y se otorga especial relevancia al color, a través de la búsqueda de profusas sensaciones cromáticas. Algunos ejemplos de este tipo de parques son: el Parque de la Dehesa en Gerona, la Alameda de Vigo, el Paseo del Espolón en Burgos, el Parque de la Glorieta en Valencia, el Campo Grande de Valladolid, los Campos Elíseos de Lérida, el Parque de Málaga o el Jardín de Isabel II en Aranjuez.
También surgieron en esa época varios proyectos de reforma y ensanche de ciudades, que entre otros factores multiplicaba el espacio de zonas verdes para uso y disfrute de la población, como los realizados en Madrid con proyecto de Carlos María de Castro (1860), en Barcelona con el trazado de Ildefonso Cerdá (1860), en San Sebastián con una propuesta de Martín Saracíbar (1864), en Bilbao con diseño de Severino de Achúcarro (1876), etc. En 1868 Ángel Fernández de los Ríos publicó El futuro Madrid, donde defendía la creación de grandes espacios verdes, como la conversión de las Vistillas en terrazas ajardinadas, la reforma de la Casa de Campo al estilo del parisino Bois de Boulogne, o la unión del Prado con el Parque del Retiro; su proyecto, casi utópico, no prosperó. Por otro lado, Arturo Soria concibió el esquema de ciudad lineal, con anchura mínima de 500 metros y longitud indefinida, y estructurada alrededor de una gran calle comunicada mediante tranvías, que entre otras cosas preveía una gran abundancia de espacios verdes, de tal forma que se conciliase la vida urbana con la rural; aunque solo se construyó un tramo en las afueras de Madrid —entre la carretera de Aragón y el Pinar de Chamartín— sus ideas influyeron notablemente en el urbanismo del siglo XX.
Uno de los primeros parques públicos fue el de La Florida de Vitoria, iniciado en 1820 con un pequeño jardín alrededor de un quiosco de música y ampliado sustancialmente en 1855 con terrenos del antiguo Convento de Santa Clara. Su trazado denota la influencia francesa, especialmente del Parc des Buttes-Chaumont, caracterizado por un estilo rústico elaborado en rocalla. Así, se construyeron puentes y pasamanos con cemento a imitación de troncos y rocas, uno de los elementos más singulares del parque. El conjunto presenta un aspecto romántico, enfatizado por colinas artificiales, grutas y cascadas, así como caminos sinuosos y una vegetación marcada por los sauces, chopos, castaños, plátanos y coníferas.

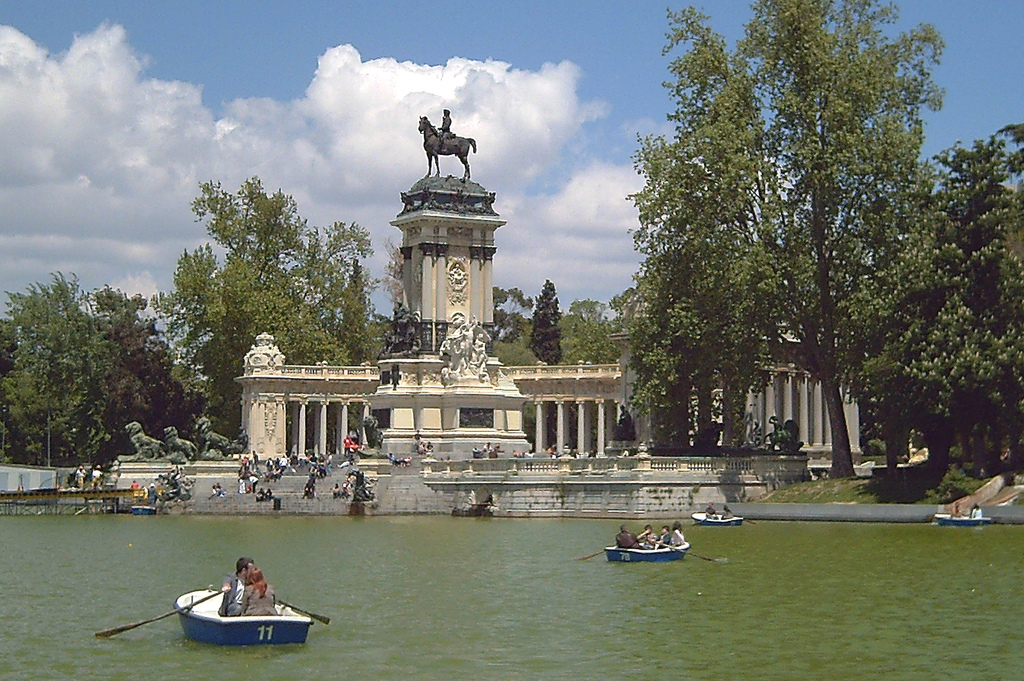
Monumento a Alfonso XII, Jardines del Retiro de Madrid

En Madrid, el Parque del Retiro pasó de propiedad real a manos del Ayuntamiento de la capital, en dos fases: en 1865 Isabel II vendió al estado un 20 % del parque, la zona comprendida entre la calle de Alfonso XII y el Paseo del Prado; poco después, tras la revolución de 1868, el resto del parque fue expropiado y cedido por el Gobierno provisional al Ayuntamiento de Madrid. Desde esa fecha se fueron efectuando sucesivas intervenciones sin un plan unificado: se abrió un Paseo de Coches, así como varias puertas de entrada (la Coronela, la Puerta de España y la de la plaza de la Independencia), se instalaron quioscos y puestos de venta, se instaló un Telégrafo Óptico, y diversas fuentes, como la de la Alcachofa, la de los Galápagos y la del Ángel Caído. También se construyó el Palacio de Velázquez, construido para la Exposición Nacional de Minería (1883), obra de Ricardo Velázquez Bosco; del mismo arquitecto fue el Palacio de Cristal, erigido con motivo de la Exposición de Filipinas de 1887, un invernadero de hierro y cristal, junto al que se situó una gruta de rocalla sobre la que se erguía un templete neonazarí. En 1885 se trasladaron al parque las ruinas de la ermita de San Pelayo y San Isidoro de Ávila, de estilo románico. Ya en el siglo XX, el parque se ha ido decorando con numerosas esculturas —entre las que destaca el Ángel Caído de Ricardo Bellver— y monumentos conmemorativos, como los dedicados a Ramón y Cajal, Pérez Galdós o los hermanos Álvarez Quintero, así como el gran monumento dedicado a Alfonso XII, con una escultura ecuestre de Mariano Benlliure. En 1935 el parque fue declarado Jardín Histórico Artístico, y con motivo del nombramiento se configuraron unos nuevos jardines diseñados por Cecilio Rodríguez.
Otra antigua posesión real que pasó al patrimonio público gracias a la revolución de 1868 fue el Campo del Moro, donde sí se efectuó un proyecto paisajista unitario e innovador, obra de Ramón Oliva (1890), que efectuó una repoblación de la zona y creó un parque con paseos ondulados y zonas de bosquetes alrededor de un parterre central de césped con dos caminos transversales en cuyas intersecciones se sitúan dos plazoletas con fuentes (de las Conchas y de los Tritones). También construyó un pabellón rústico revestido de corcho, mientras que el arquitecto Enrique María Repullés se encargó de construir una entrada para el túnel que conectaba con la Casa de Campo, así como un chalet «a la suiza», casetas y viviendas de guardas y jardineros.
Ramón Oliva fue también el artífice del parque del Campo Grande de Valladolid, situado en la confluencia entre los ríos Pisuerga y Esgueva. El terreno se remonta al siglo XVI, cuando era una de las entradas a la ciudad, y en el siglo XVIII empezó a ajardinarse, aunque su actual trazado se diseñó en 1877 por iniciativa del alcalde Miguel Íscar, quien encargó el proyecto a Oliva, ayudado por Francisco Sabadell. El parque está dividido en dos grandes jardines con una plaza central, donde se sitúa la Fuente de la Fama, en forma de mujer alada que toca la trompeta. En el recinto hay también un estanque con una gruta y una cascada de agua, así como varias construcciones, como pajareras y palomares. En cuanto a especies vegetales destacan los cedros, los plátanos, los castaños de Indias, las celindas y los rosales, y habitan diversos animales como patos, ocas y pavos reales. También hay varios monumentos, dedicados a Miguel Íscar, Gaspar Núñez de Arce y Rosa Chacel.
En 1880 se creó en San Sebastián el Parque Alberdi-Eder («lugar hermoso» en euskera), situado en un antiguo campo de maniobras militares junto a la bahía de La Concha. Su primer objetivo fue el de lugar de recreo y atracciones, por lo que se situaron en su recinto un circo, un velódromo y un teatro de guiñoles. Sin embargo, en 1887 se construyó un casino —obra de Luis Aladrén y Adolfo Morales de los Ríos—, que posteriormente pasó a ser sede del Ayuntamiento de San Sebastián, por lo que se reformó toda la zona. El jardín fue proyectado por el jardinero francés Pierre Ducasse, y destaca por la presencia de un centenar de tamarindos que proporcionan sombra al espacio, además de parterres de flores y setos verdes, y diversas fuentes y estatuas.

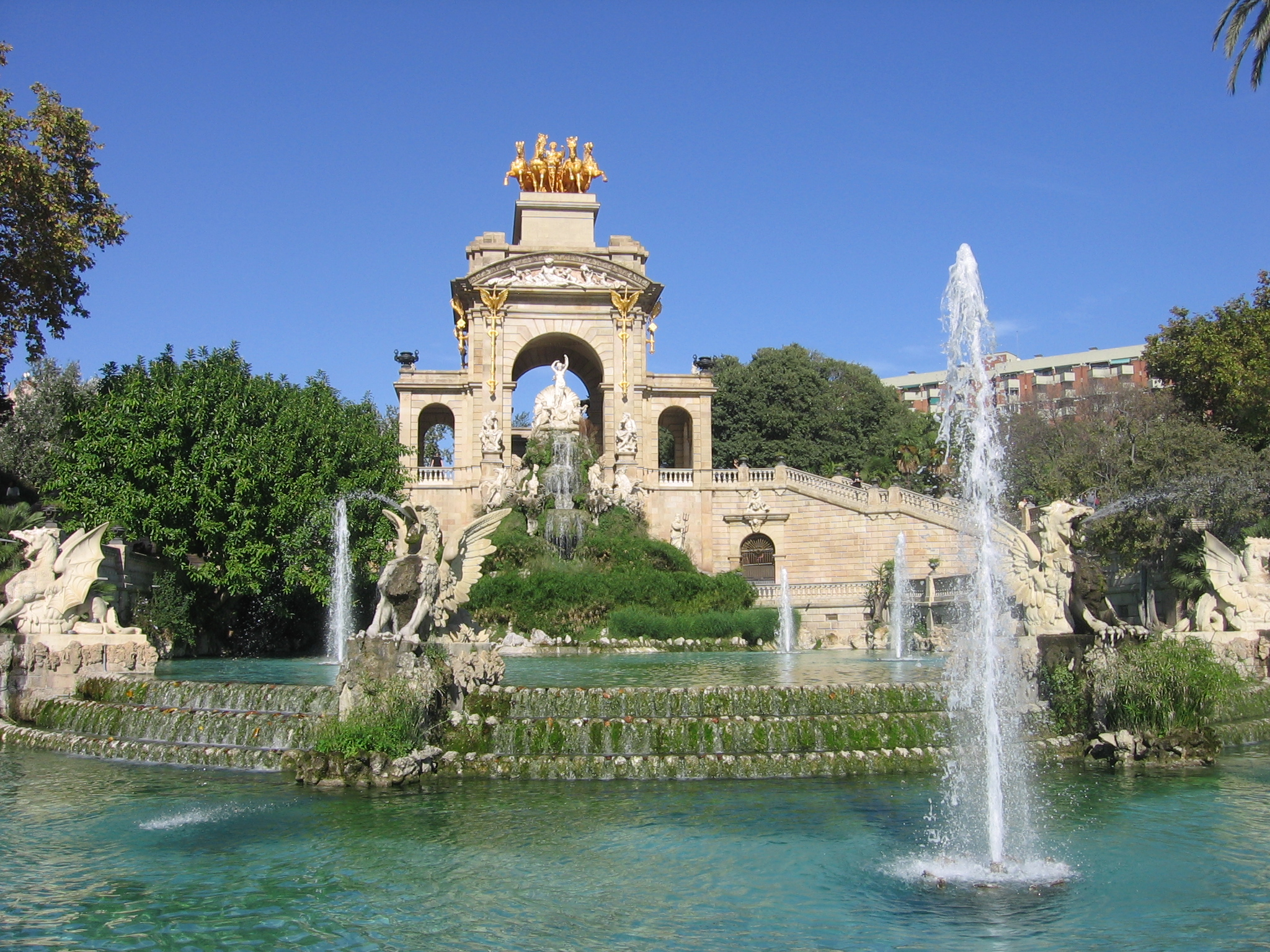
Cascada del Parque de la Ciudadela, Barcelona

En Barcelona se constituyó el Parque de la Ciudadela en los antiguos terrenos de la fortaleza de la ciudad, a imagen y semejanza del Jardín del Luxemburgo de París. Con motivo de la Exposición Universal de 1888, el alcalde Francisco Rius y Taulet encargó la urbanización del parque a José Fontseré, que proyectó unos amplios jardines para esparcimiento de los ciudadanos, bajo el lema «los jardines son a las ciudades lo que los pulmones al cuerpo humano». Junto con la zona verde proyectó una plaza central y un paseo de circunvalación, así como una fuente monumental y diversos elementos ornamentales, dos lagos y una zona de bosque, además de diversos edificios auxiliares e infraestructuras, como el Mercado del Borne, un matadero, un puente de hierro sobre las líneas de ferrocarril y varias casetas de servicios. Fontserè contó con la colaboración del joven Antoni Gaudí, que intervino en el proyecto de la Cascada Monumental, donde realizó el proyecto hidráulico y diseñó una gruta artificial bajo la cascada. El monumento destaca por su profusión escultórica, en la que intervinieron varios de los mejores escultores del momento, como Rossend Nobas, Venancio Vallmitjana, Francisco Pagés Serratosa, Josep Gamot, Manuel Fuxá, Rafael Atché y Joan Flotats. Varios de los edificios construidos para la Exposición se han conservado: el restaurante, conocido como Castillo de los Tres Dragones y actual Museo de Zoología, obra de Lluís Domènech i Montaner, de estilo neogótico, pero con unas innovadoras soluciones estructurales que apuntaban ya al modernismo; el Hibernáculo, obra de Josep Amargós, realizado en hierro y vidrio siguiendo el ejemplo del Crystal Palace de la Exposición de Londres de 1851; el Museo Martorell de Geología, de Antonio Rovira y Trías; y el Umbráculo, de Josep Fontserè. Dentro de su recinto se sitúa el Zoo de Barcelona, así como diversas edificaciones que perviven de la antigua fortaleza: la capilla, el palacio del gobernador y el arsenal, actual sede del Parlamento de Cataluña. En la antigua plaza de armas hay un estanque ovalado con la célebre escultura Desconsuelo, obra de Josep Llimona. Uno de los centros neurálgicos del parque es el lago, con varios islotes y gran profusión de plantas exóticas y animales acuáticos; se puede navegar en él con barcas de remos. Junto a la Cascada figura el Jardín Romántico, con una gran variedad de especies vegetales.
A finales de siglo se dieron los últimos vestigios de jardín paisajista: en Betanzos se creó el Parque del Pasatiempo (1893-1914), un jardín de sello excéntrico que presentaba quizá los últimos coletazos de pintoresquismo decimonónico; en Madrid se instituyó en unos terrenos de la Montaña del Príncipe Pío el Parque del Oeste (1893-1903), una iniciativa del director de Paseos, Arbolado y Parques de Madrid, Celedonio Rodrigáñez. El parque presenta un trazado de tipo inglés, pero sin sus habituales sinuosidades, con paseos amplios, grandes extensiones arboladas —principalmente de coníferas— y zonas de césped, así como un quiosco, una cascada, fuentes y esculturas.
Otros parques públicos de la época que merecerían al menos mencionarse son: el Jardín de San Carlos (La Coruña), el Parque de la Concordia (Guadalajara), el Parque Genovés (Cádiz), el Campo de San Francisco (Oviedo), el Parque de Canalejas (Alicante), el Parque Nicolás Salmerón (Almería), el Parque Ribalta (Castellón), los Jardines de la Agricultura (Córdoba), el Salón de Isabel II (Palencia), etc.

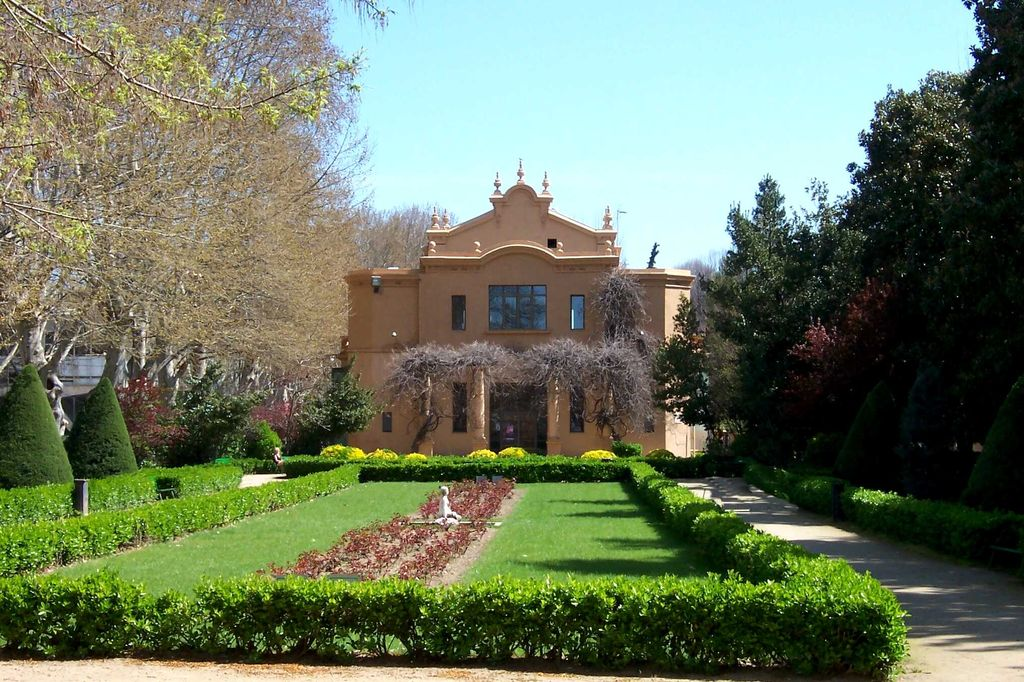
Parque de Los Campos Elíseos de Lérida.
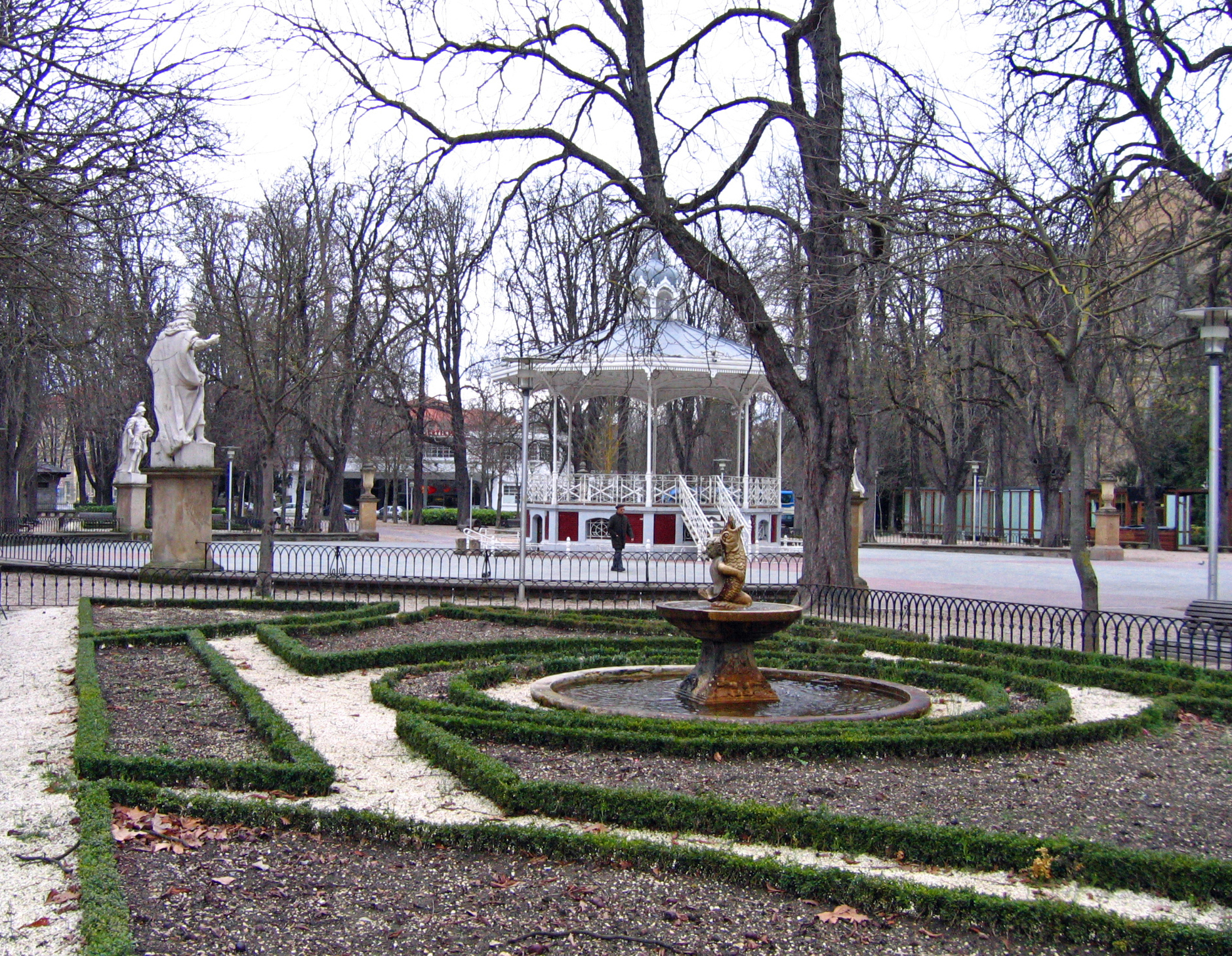
Parque de la Florida, Vitoria.
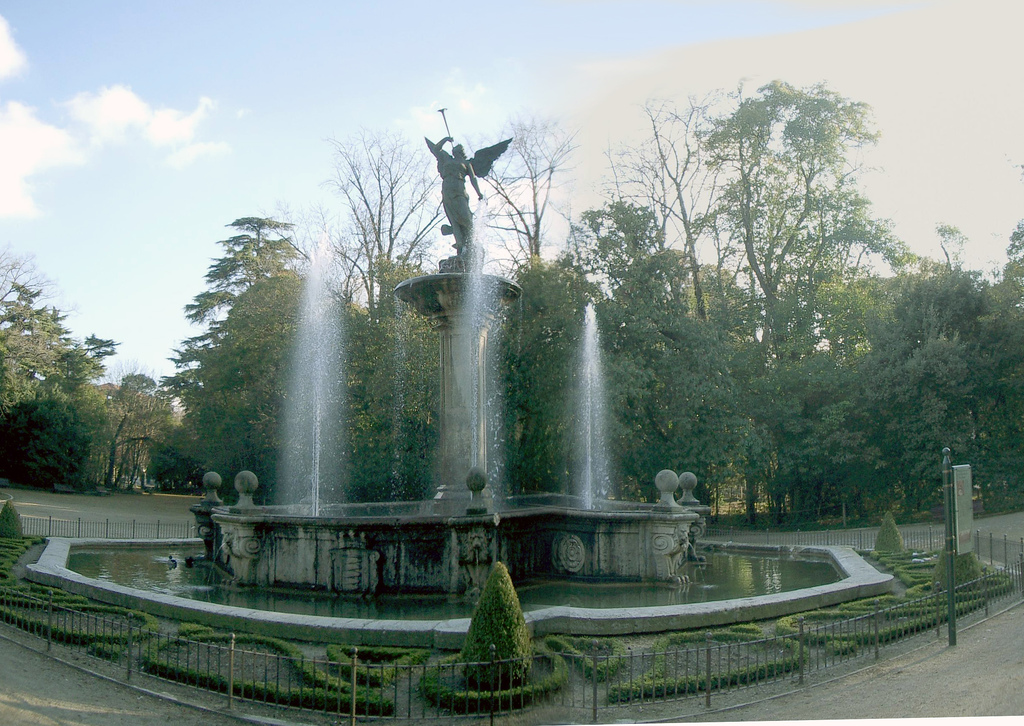
Parque del Campo Grande, Valladolid.
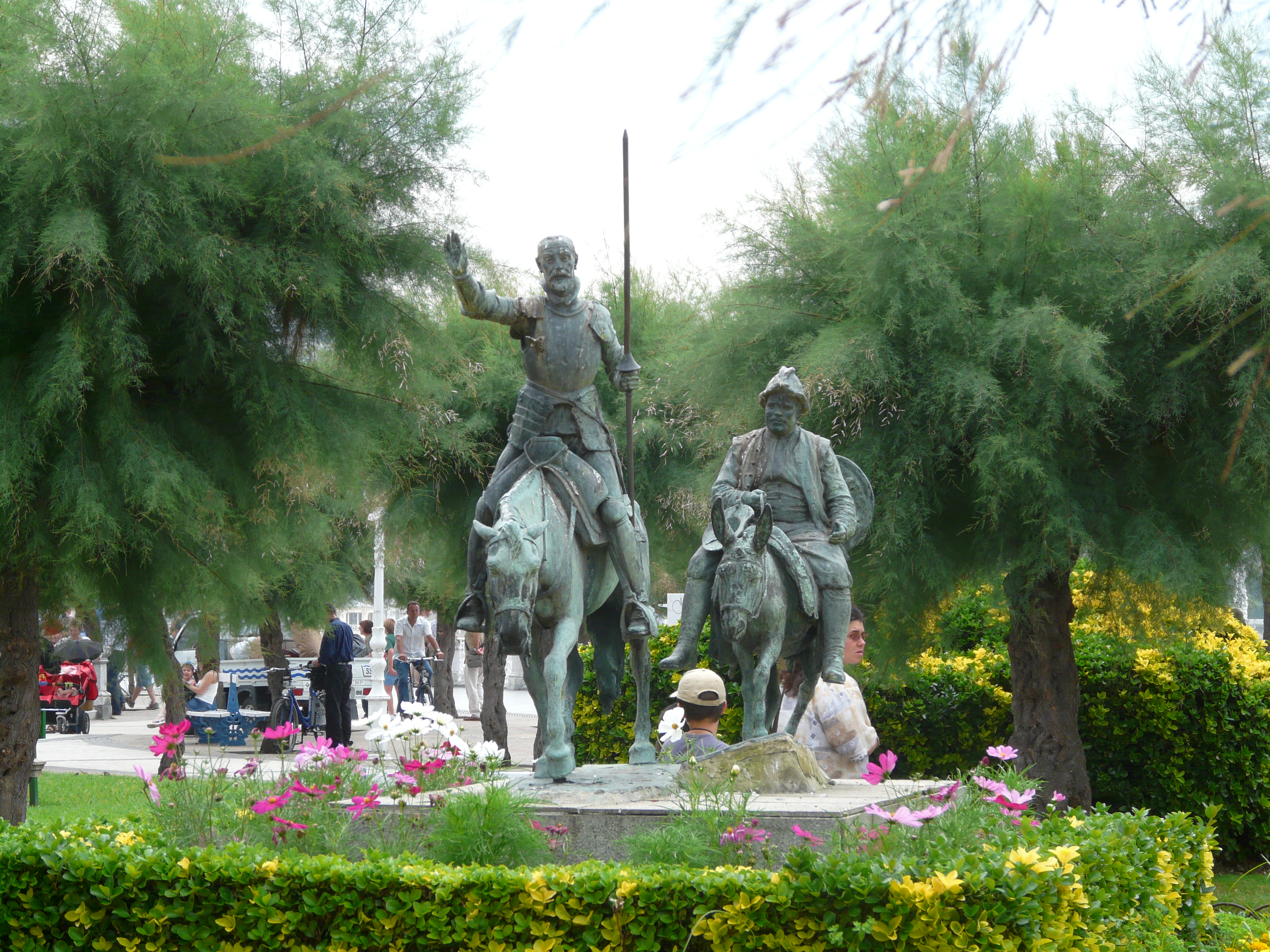
Parque Alberdi-Eder, San Sebastián.
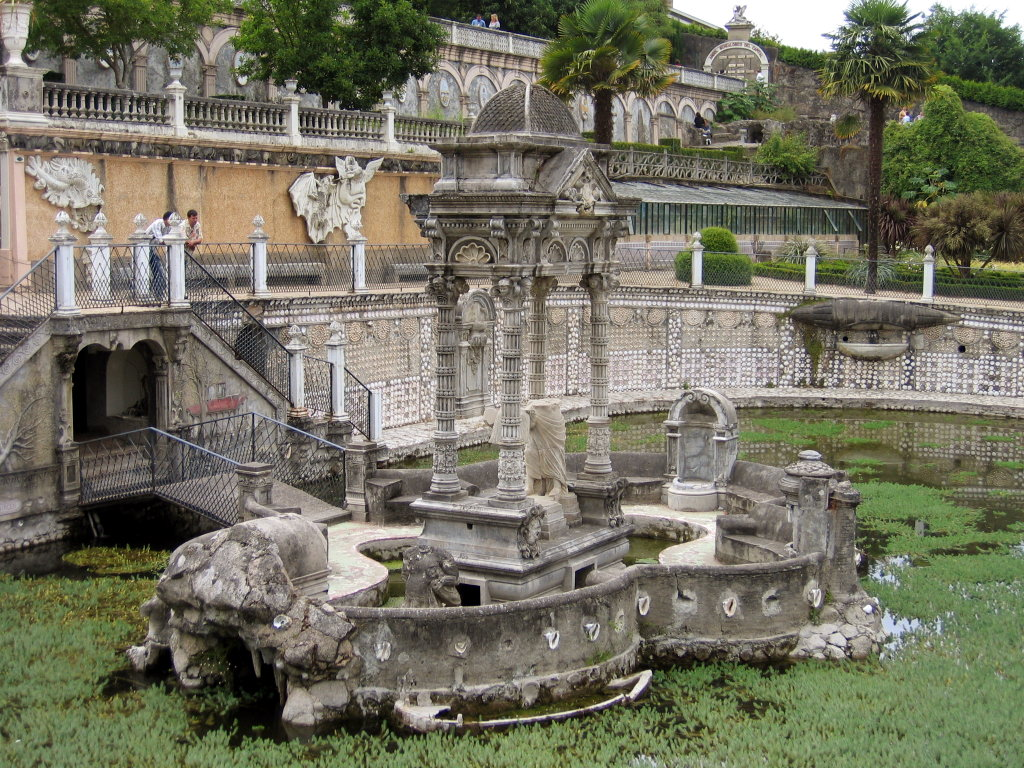
Parque del Pasatiempo, Betanzos.
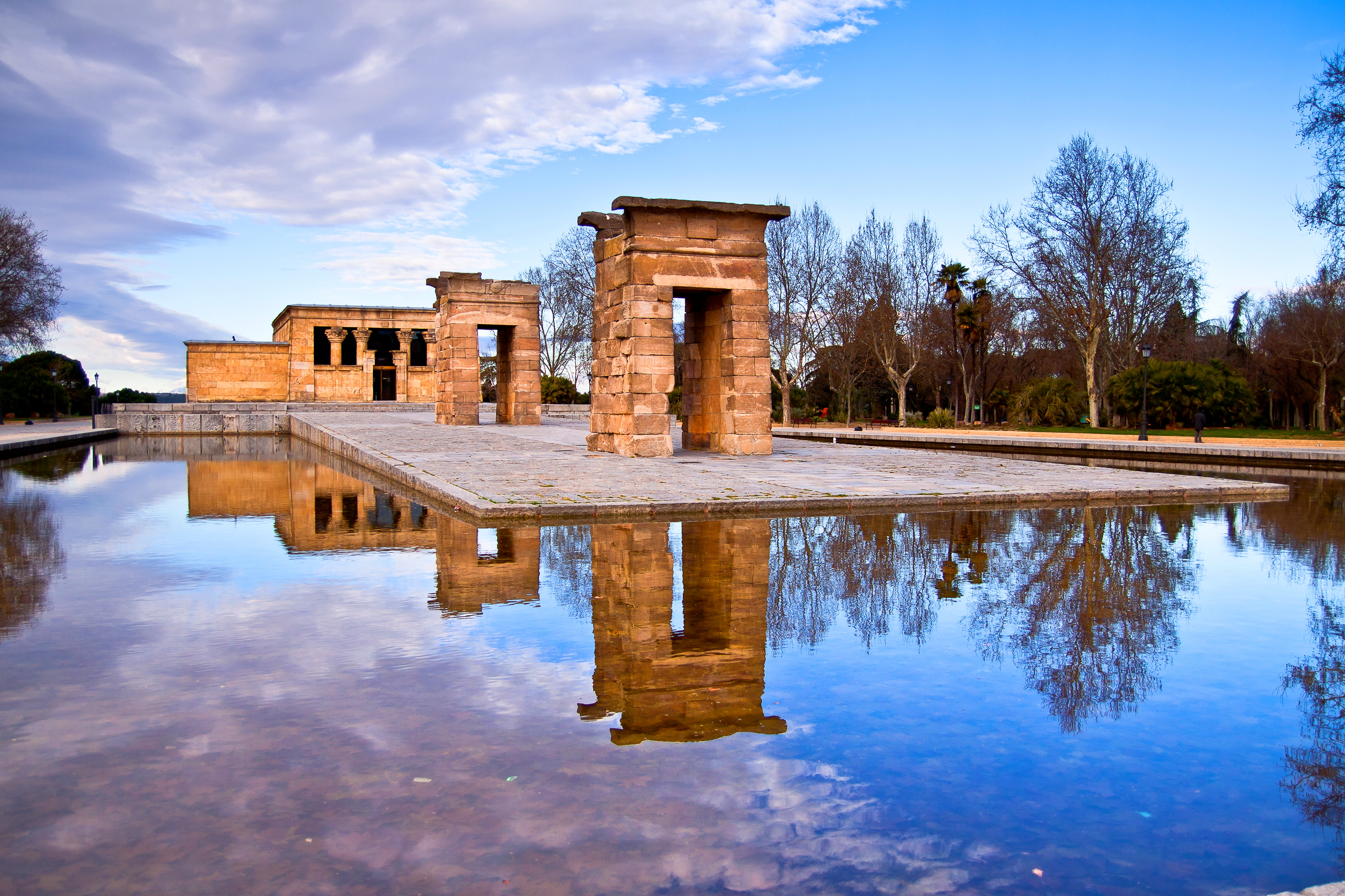
Parque del Oeste, Madrid.

### Historicismo

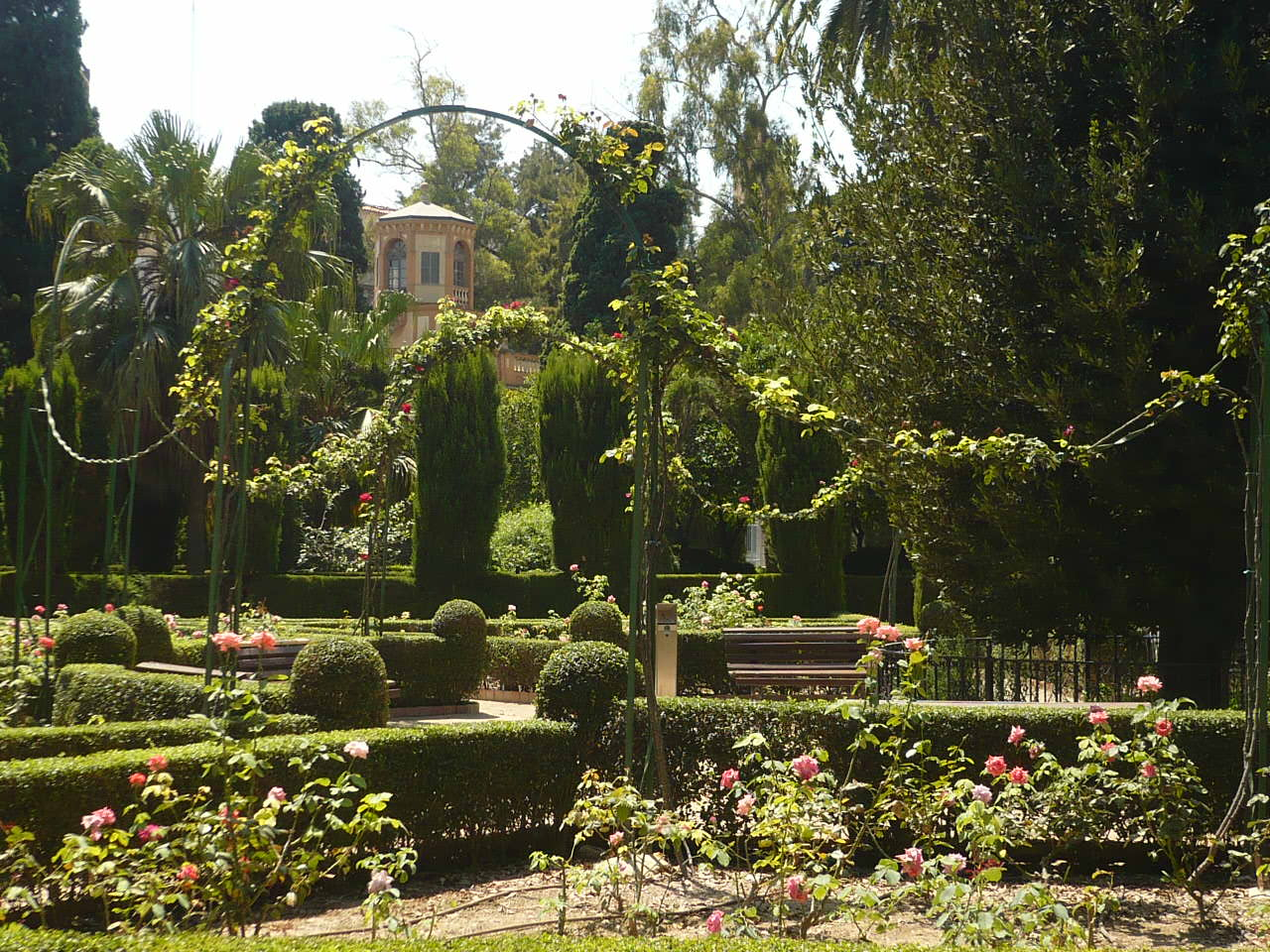
Jardín de Monforte, Valencia

Entre los siglos XIX y XX, y en paralelo a la moda historicista en arquitectura, hubo un revival de estilos jardinísticos anteriores, especialmente el italiano y el francés, que conllevó el resurgimiento de viejas técnicas como la topiaria. Gracias a este renacimiento de antiguas formas se restauraron numerosos jardines históricos que habían quedado abandonados o habían sido reconvertidos al estilo paisajista. En España surgieron nuevas corrientes inspiradas en formas del pasado, como el neogótico, el neomudéjar o el neoplateresco. Uno de sus exponentes fue el Jardín de Monforte de Valencia, construido en estilo neoclásico por Juan Bautista Romero, marqués de San Juan, en colaboración con el arquitecto Sebastián Monleón, que aúna un jardín formal con setos recortados y una fuente circular con estatuas y jarrones con un jardín naturalista formado por un bosquete, un estanque y una montaña artificial.
En Cudillero (Asturias) se conformó entre 1880 y 1895 un jardín llamado La Quinta, forjado por los hermanos Ezequiel y Fortunato de Selgas: el primero, empresario, puso los medios económicos para realizar el proyecto, mientras que el segundo, artista, fue quien elaboró el trazado, de diseño historicista. El jardín se estructura en tres zonas, cada una de ellas desarrollada con los preceptos de los tres principales estilos jardinísticos de época moderna, italiano, francés e inglés, por lo que la finca es un verdadero compendio de la historia de la jardinería en Europa. El jardín francés se sitúa frente a la fachada sur del palacio, con una amplia avenida versallesca a modo de tapis vert, bordeada de setos de Camellia japonica y decorada con fuentes, estatuas y jarrones. El jardín italiano se encuentra en la parte posterior del palacio, delimitado por cuatro pabellones en los ángulos, con un estanque cuadrilobulado en el centro, y un conjunto de terrazas, escalinatas y balaustradas. Por último, el jardín inglés se halla en la zona oriental del recinto, con un trazado más irregular y plantaciones de árboles exóticos, junto a amplias praderas; recorre este espacio un río que va formando lagos, y acoge también un templete clásico sobre una gruta de rocalla con acuarios en su interior. La Quinta fue propiedad de la familia Selgas hasta 1992, en que pasó a ser propiedad de la Fundación Selgas-Fagalde.
También en Asturias se creó a finales de siglo un singular jardín por iniciativa del cónsul británico William Penlington Mac Alister, quien en 1881 compró unos terrenos en una finca conocida como La Redonda, en Somió, cerca de Gijón. Actualmente acoge la Fundación Museo Evaristo Valle. El cónsul elaboró un excéntrico jardín de corte ecléctico, que aunaba el paisajismo con el jardín formal, la topiaria y la mosaicultura. Junto al palacete, de estilo neomedieval, hay unos parterres geométricos con rosales y setos de bonetero japonés, así como diversas figuras realizadas en topiaria con boj, tejo o ciprés que representan animales fantásticos, parecidos a dragones. Alrededor de esta zona hay extensas praderas con arboledas de especies como castaños, liriodendron, cedro del Líbano, tulipífero de Virginia y ciprés de Lawson. La finca fue comprada por una sobrina del pintor Evaristo Valle, que la dedicó a un museo-fundación dedicada a su tío. Se instaló entonces un jardín de esculturas, con obras del propio Valle, así como de Joaquín Rubio Camín, Pablo Maojo, Felipe Solares, Bodo Rau, etc.

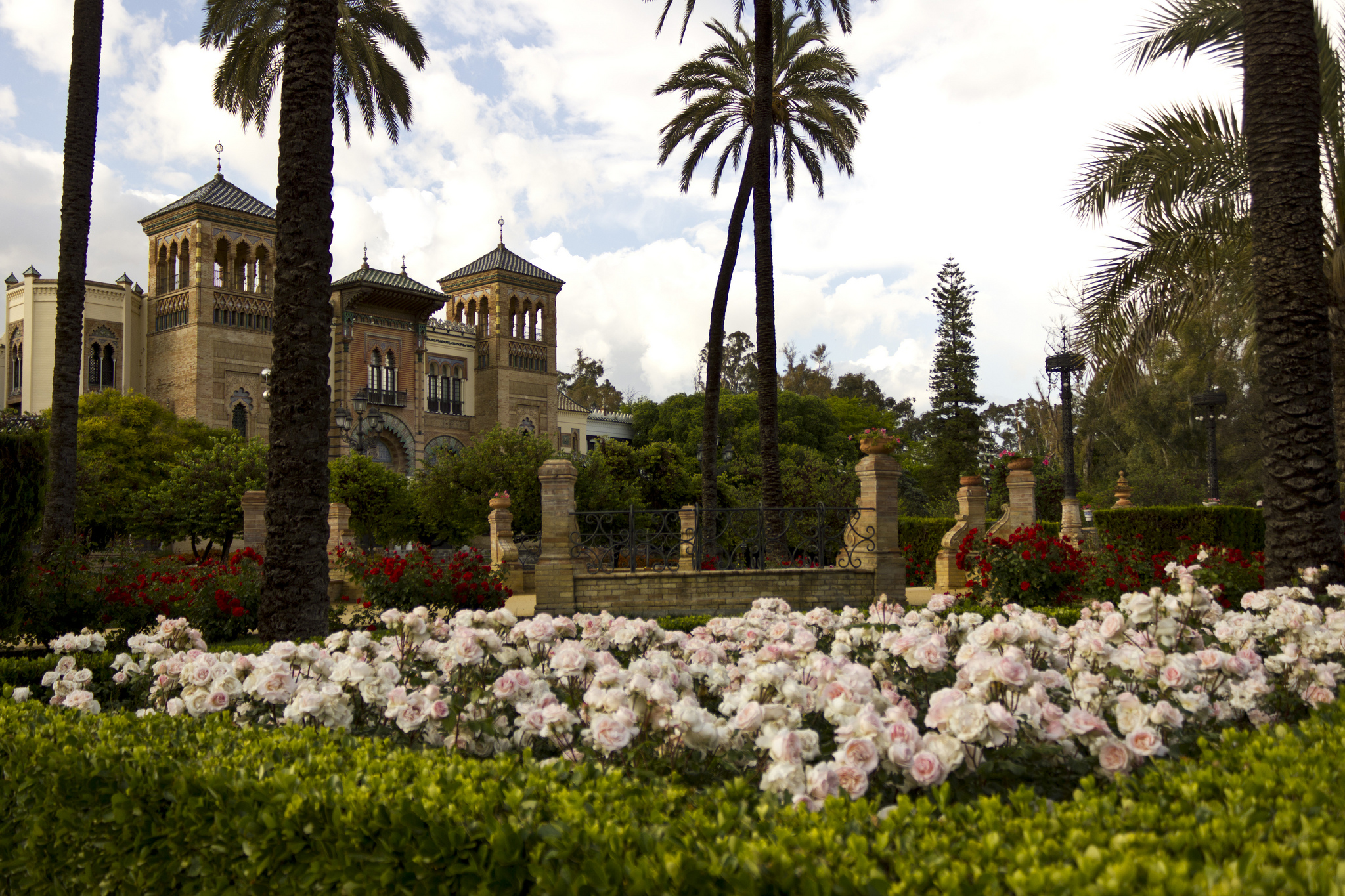
Parque de María Luisa, Sevilla

## SigloXX

### Pervivencia de estilos tradicionales
Durante las primeras décadas del siglo XX continuaron las tipologías anteriores, especialmente las vinculadas a la moda historicista. La principal realización en este sentido fue el Parque de María Luisa de Sevilla (1912-1922), obra del paisajista francés Jean-Claude Nicolas Forestier, quien en ocasión de la Exposición Iberoamericana de Sevilla de 1929 confeccionó unos jardines de estilo neoárabe. El parque se confeccionó gracias a la donación de la infanta María Luisa Fernanda de Borbón, duquesa viuda de Montpensier, de unos terrenos aledaños a su Palacio de San Telmo. Forestier se inspiró en los jardines de la Alhambra y el Generalife, por lo que creó una serie de compartimentos cercados por setos al estilo islámico, dentro de un trazado de ejes ortogonales. El elemento más singularmente utilizado es el agua, que sitúa en una gran profusión de canales, estanques, fuentes y surtidores, con obra de cerámica y decorados con esculturas, entre los que destacan: los estanques de los Lotos y de los Patos, y las fuentes de los Leones y de las Ranas. Entre la vegetación, elegida personalmente por Forestier, destacan las rosas, los arrayanes, evónimos, plátanos, geranios, adelfas, tamarindos, moreras, jacarandas, magnolias, jazmines, acacias, claveles, etc. En su trazado se sitúan numerosas glorietas, como las de Bécquer, Cervantes, Fernán Caballero, Luca de Tena y Hermanos Machado, todas ellas dedicadas a escritores, y pobladas algunas de ellas de templetes y pabellones. En la zona también se hallan dos grandes plazas construidas para la exposición, obra de Aníbal González: la de América, donde se encuentran el Palacio de Industrias y Artes Decorativas (actual Museo de Artes y Costumbres Populares), de estilo neomudéjar, y el Pabellón Real, de estilo neogótico flamígero; y la de España, de planta semielíptica, con un gran canal en el centro, y un palacio que fue el edificio principal de la exposición, en cuya fachada se ubican unos bancos donde aparecen representadas todas las provincias españolas realizadas en azulejo.

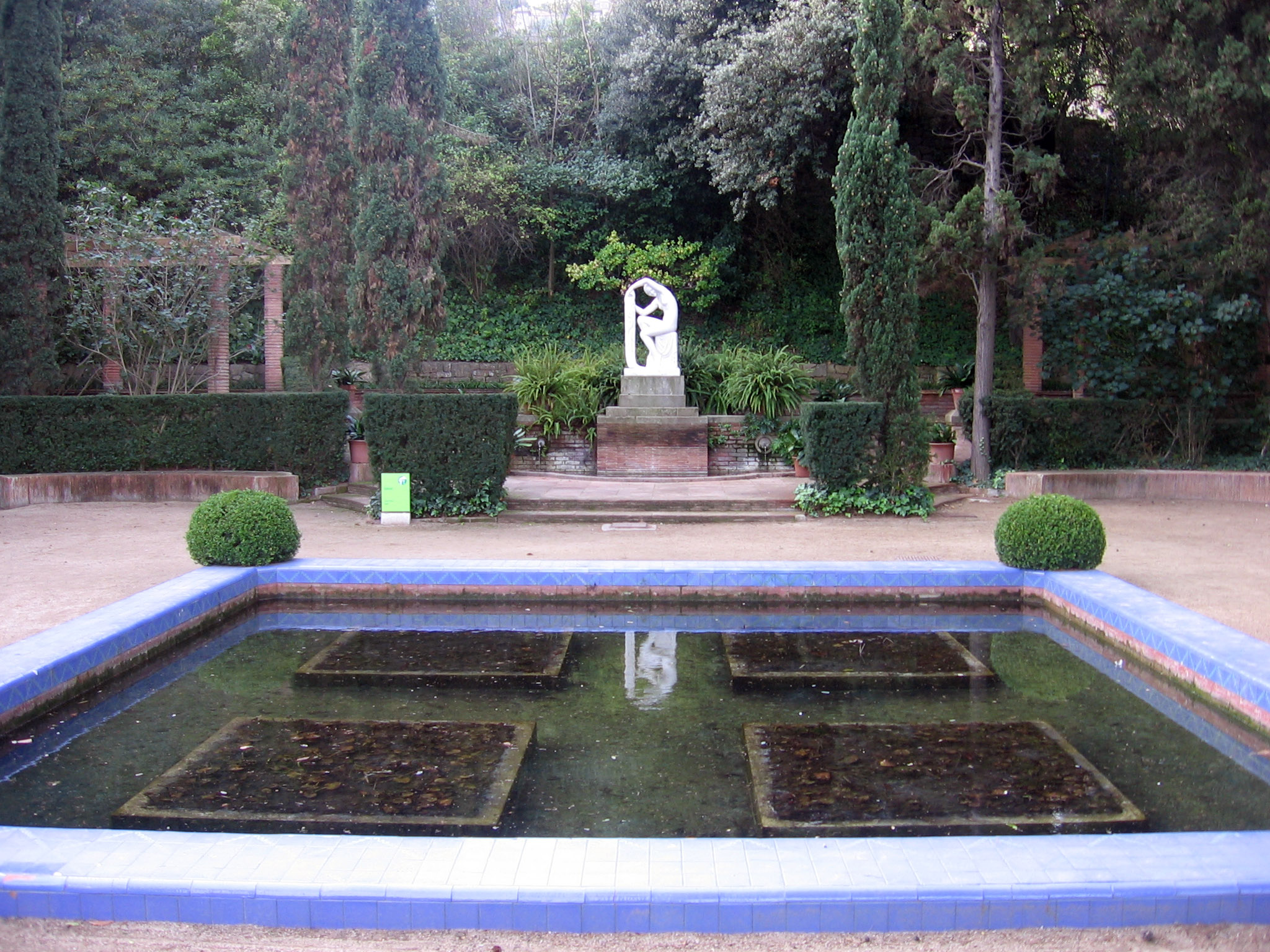
Jardines de Laribal, Barcelona

Con el Parque de María Luisa Forestier puso de moda el denominado «estilo neosevillano», caracterizado por el uso del ladrillo y el azulejo, y donde son esenciales el agua y el empleo de elementos como pérgolas y emparrados, así como escaleras y terrazas para dinamizar los terrenos. El paisajista francés fue un pregonero del jardín como obra de arte, y entre sus premisas se encontraba la del máximo aprovechamiento de los recursos locales, por lo que en sus obras en España trabajó esencialmente con vegetación de tipo mediterráneo. Tras su paso por Sevilla trabajó en el palacio de Moratalla en Córdoba, la Casa del Rey Moro en Ronda y el Palacio de Liria de Madrid. Posteriormente trabajó en Barcelona, en el acondicionamiento de la montaña de Montjuïc con vistas a la celebración de la Exposición Internacional de Barcelona de 1929, donde contó con la colaboración de Nicolás María Rubió y Tudurí. Realizaron un conjunto de marcado carácter mediterráneo y de gusto clasicista, con la constitución de los Jardines de Laribal (1917-1924), de estilo neoárabe, que a través de una serie de terrazas con pérgolas, plazoletas y fuentes —como la famosa Font del Gat— desembocan en el Teatre Grec, un teatro al aire libre inspirado en los antiguos teatros griegos —especialmente en el de Epidauro—, proyectado por Ramon Reventós. Por último, en la fachada marítima de la montaña realizaron los Jardines de Miramar (1919-1923), formados por diversos parterres de flores bordeados de setos bajos, así como árboles de diversas especies, entre los que destacan unos ombúes; en su parte central hay una fuente, y decoran este espacio varias esculturas de Josep Clarà y Pablo Gargallo. Por otro lado, al hilo de la exposición se constituyó en 1930 el Jardín Botánico de Barcelona, situado en el fondo de una cantera situada detrás del Palacio Nacional de Montjuïc, con una magnífica colección de plantas exóticas recopilada por el botánico Pius Font i Quer.
En Santander se creó entre 1909 y 1911 el Palacio de la Magdalena, destinado a residencia real, obra de los arquitectos Javier González Riancho y Gonzalo Bringas Vega. Está situado en la península de la Magdalena, una lengua de tierra que se adentra en el mar Cantábrico. El palacio recuerda los castillos franceses o escoceses, y junto a él se encuentra un parque de casi 30 hectáreas, con unas amplias praderas, zonas de parterre y bosquetes, donde predominan las encinas, los plátanos, los olmos, los pinos, las palmeras y los tamarindos. En el lado occidental de la península hay un pequeño zoológico, y en otros recintos se pueden encontrar un campo de golf y otro de polo. En uno de los paseos del parque se encuentra una reproducción de las tres carabelas de Colón.

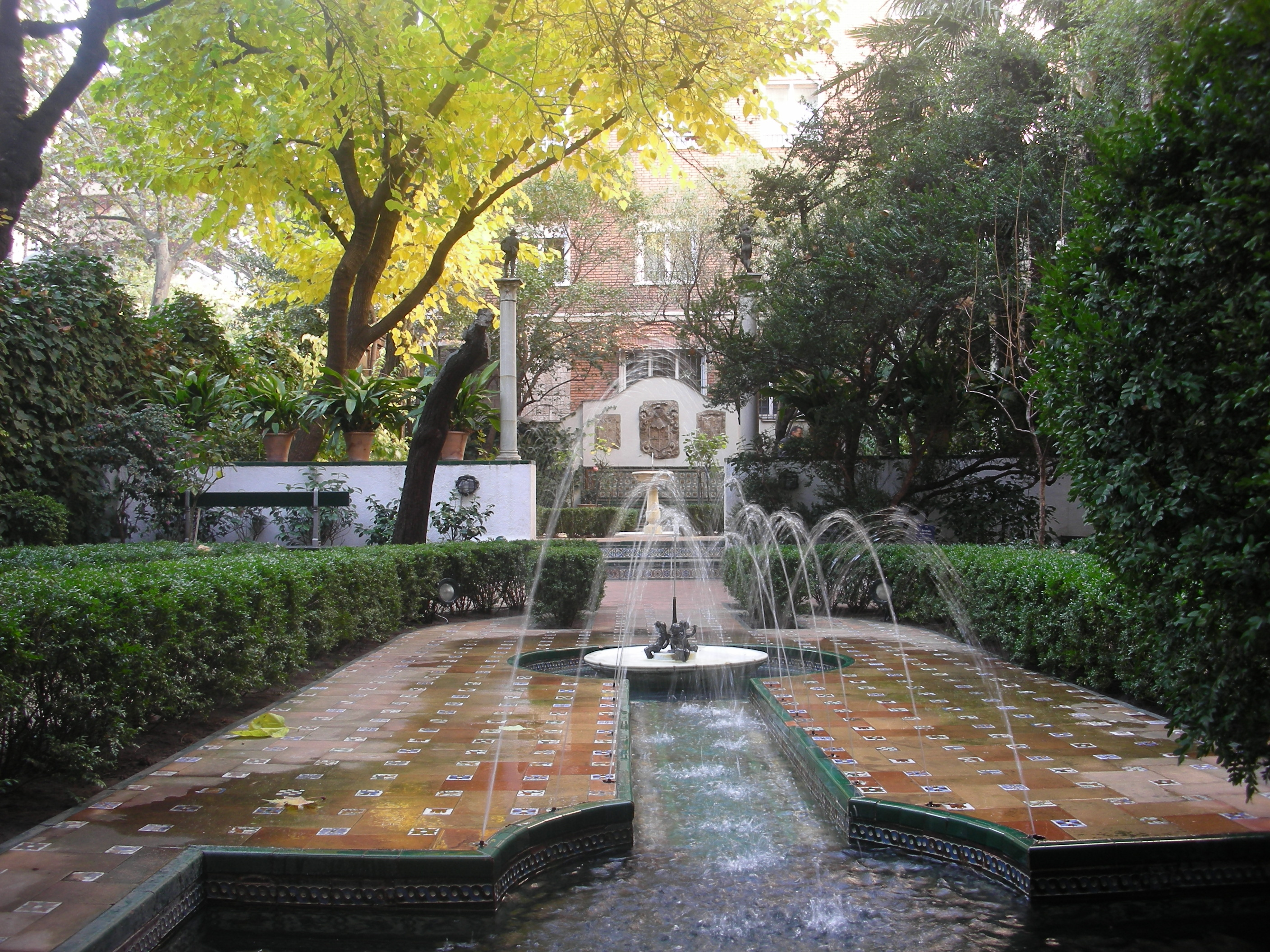
Jardín de la casa de Joaquín Sorolla, Madrid

Otro exponente fue el jardín de la casa familiar del pintor Joaquín Sorolla, en Madrid, de reminiscencias andaluzas y mediterráneas. El maestro de la luz conformó un jardín íntimo y agradable, que plasmó a menudo en sus lienzos. Aunque el proyecto arquitectónico, de 1910, fue obra de Enrique María Repullés, fue el propio Sorolla quien configuró el jardín a su gusto, donde aglutinó elementos hispanoárabes e italianos. Gran parte de su inspiración proviene del Generalife, como un estanque alargado realizado en azulejos, con una fuente baja y surtidores que se entrecruzan, bordeado de setos de arrayán y macetas con geranios. Otro ambiente es de inspiración clásica, con columnas, estatuas y vegetación de laureles y bojes. En otra zona se halla una alberca rodeada de helechos, con una fuente llamada de las Confidencias, obra de Francisco Marco Díaz-Pintado.
Por otro lado, en los Reales Alcázares de Sevilla se acondicionó a principios de siglo un jardín en sustitución de las antiguas huertas de la zona, el llamado Jardín Inglés, con bosquetes y praderas, junto a un laberinto de mirtos y cipreses. En 1914 se creó también el Jardín del Marqués de la Vega-Inclán, en estilo neomudéjar, con un trazado inspirado en el tablero de ajedrez, con parterres cuadrados separados por calles ortogonales, con setos de mirto y ciprés.
En 1929 se inauguró en Zaragoza el Parque Miguel Primo de Rivera, actual Parque Grande José Antonio Labordeta. Destaca por una amplia avenida central de inspiración versallesca, con compartimentos de setos y arriates de flores, que conduce a una gran escalinata con una cascada de agua, coronada por una estatua de Alfonso I el Batallador. Otros elementos destacados del parque son: el quiosco de música, de planta octogonal y con una estructura en forma de baldaquino, construido en 1908 para el centenario de la resistencia de Zaragoza y que fue posteriormente trasladado al parque; el monumento conmemorativo de la Exposición Hispano-Francesa de 1908, obra de los hermanos Miquel y Llucià Oslé, coronado por un león de bronce —alegoría de Zaragoza— transportado por niños, que representan el comercio y la victoria; y la Fuente de Neptuno, originaria de 1845 y colocada en el parque en 1946, obra de Tomàs Llovet.
En los años 1930 se realizaron en Madrid los Jardines de Sabatini, situados en las antiguas caballerizas anexas al Palacio Real construidas en el siglo XVIII por Francesco Sabatini. El proyecto se debió a Fernando García Mercadal, que elaboró un diseño en consonancia con la fachada del palacio, con tres grandes ejes paralelos, en el central de los cuales ubicó un gran estanque con una fuente. Los jardines constan de parterres de setos dispuestos en forma de pequeños laberintos, así como cipreses recortados y arboledas, preferentemente de pinos, chopos, cedros y magnolios, y están jalonados de diversas estatuas, dedicadas a monarcas hispánicos.
Otros parques públicos de la época son: el Parque Quinta de los Molinos (Madrid), el Parque de Castelar (Badajoz), el Parque de San Eloy (Tárrega), el Parque Casilda Iturrizar (Bilbao), el Parque Gasset (Ciudad Real), etc.

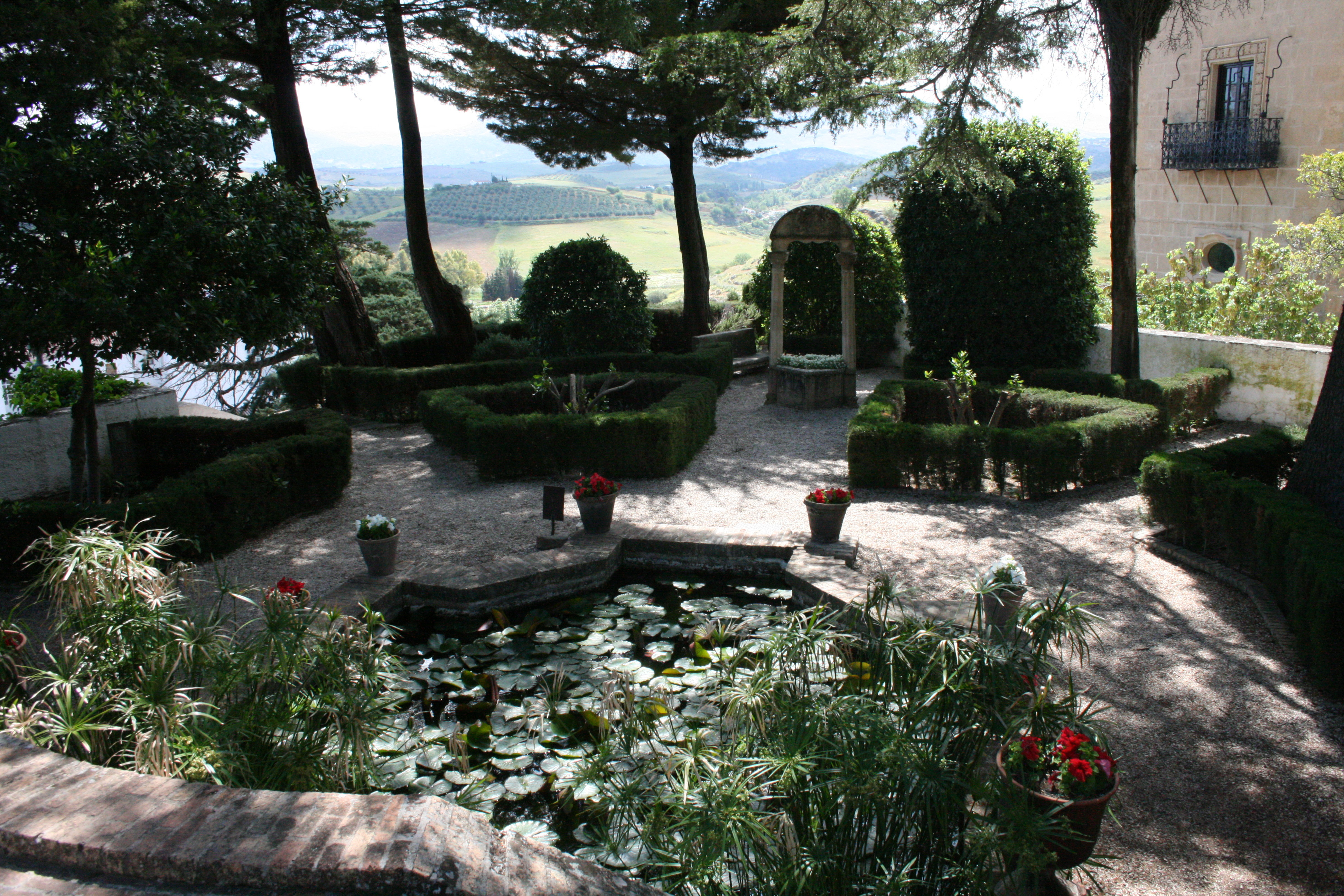
Casa del Rey Moro, Ronda
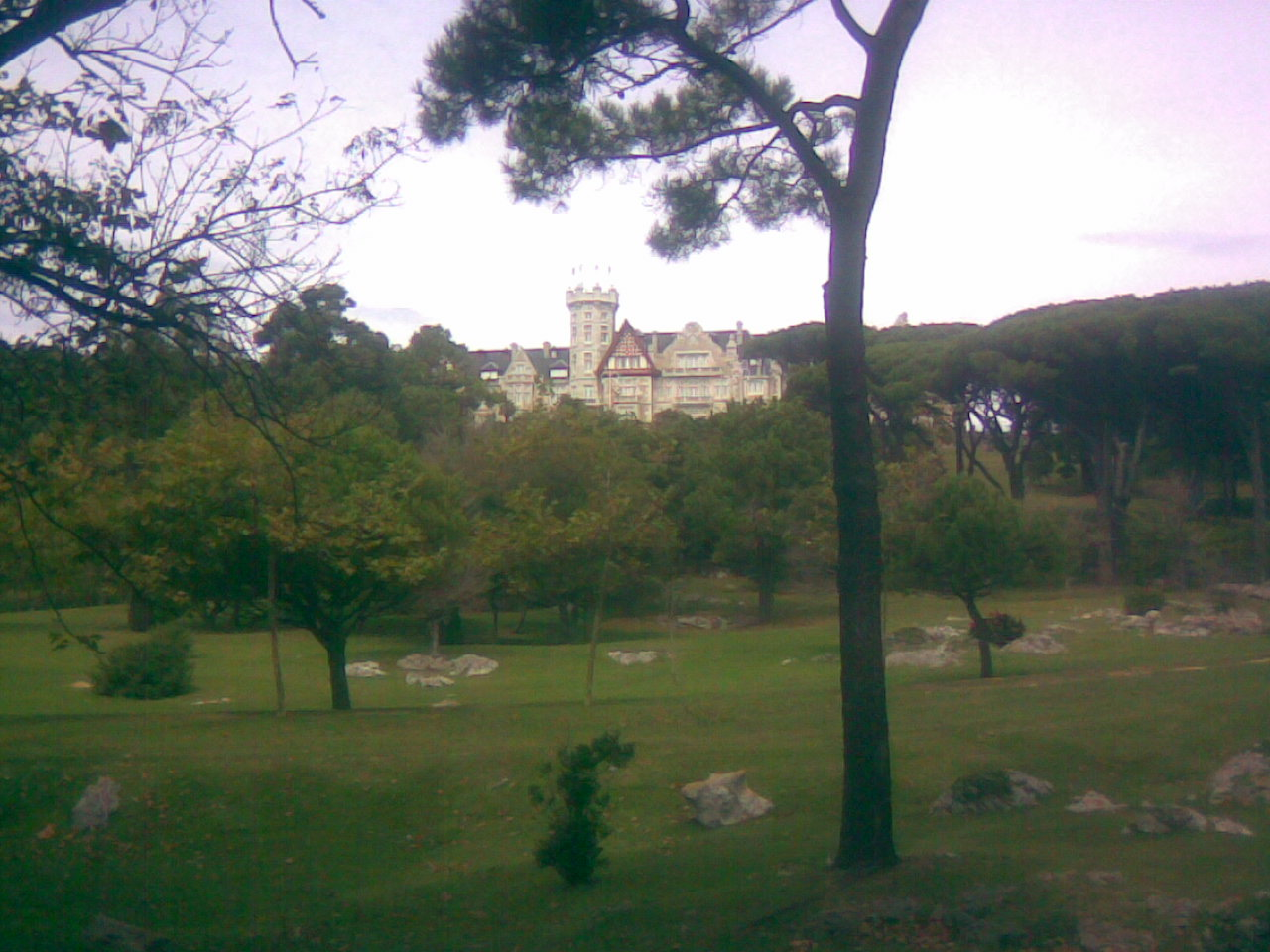
Palacio de la Magdalena, Santander
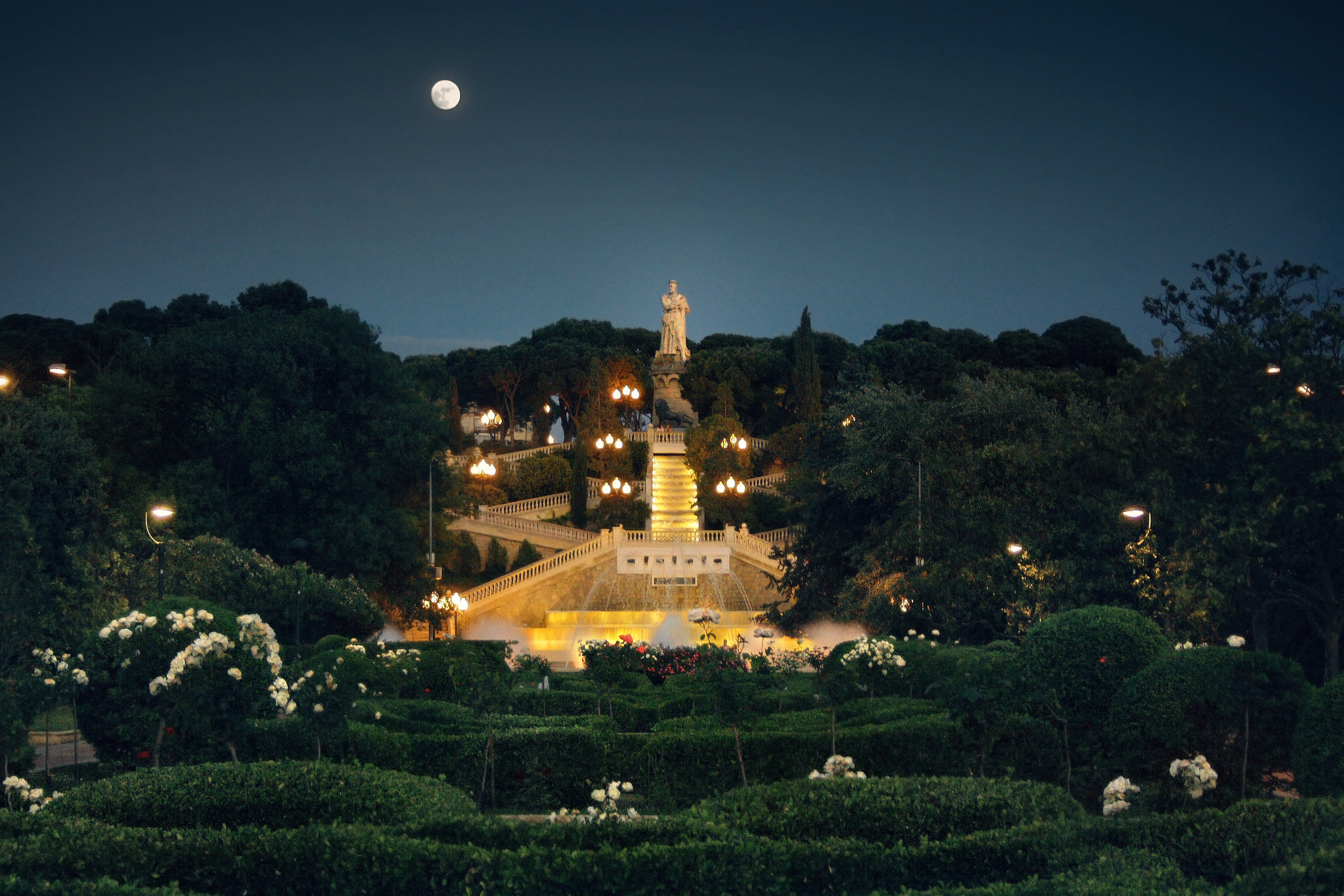
Parque Grande José Antonio Labordeta, Zaragoza
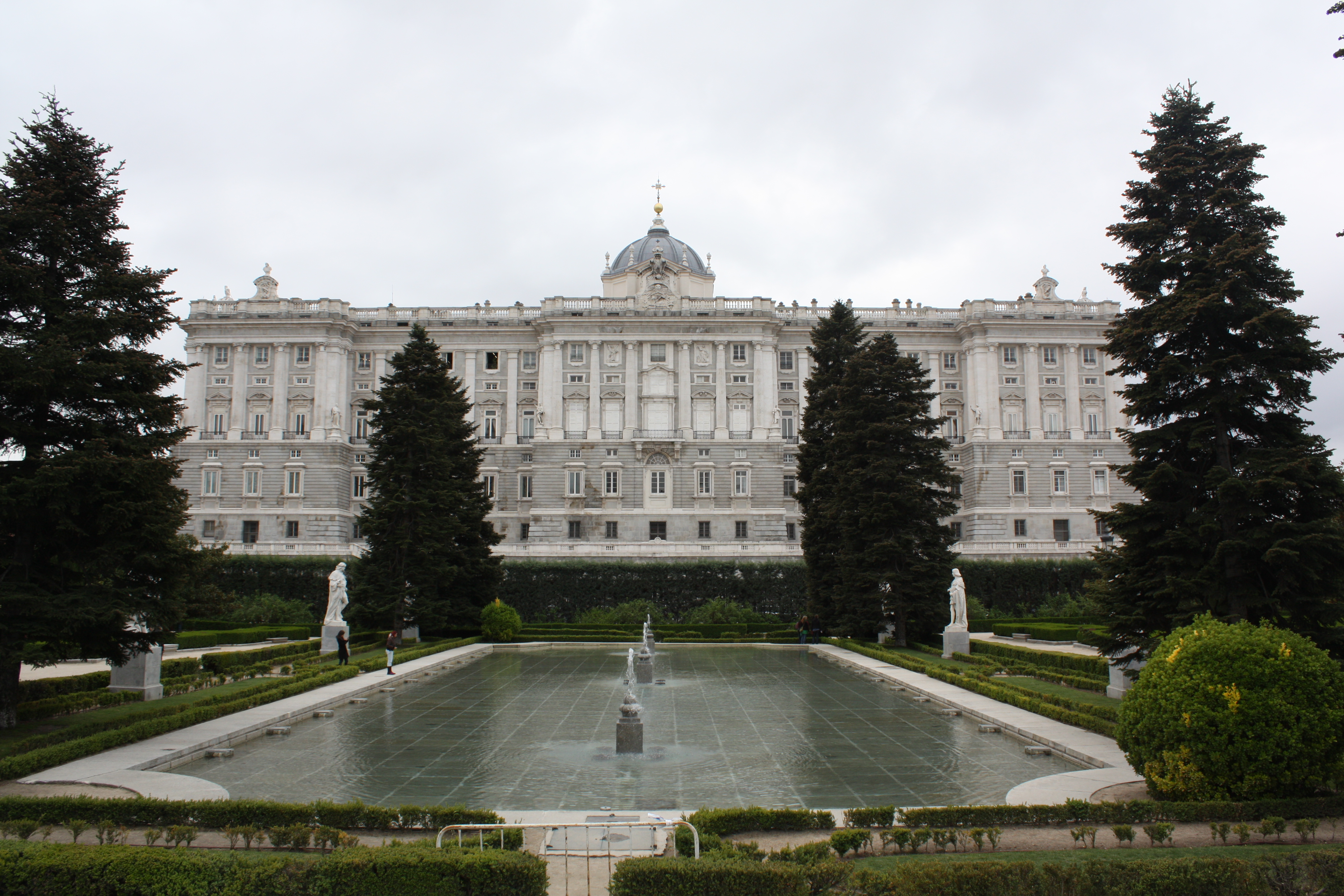
Jardines de Sabatini, Madrid
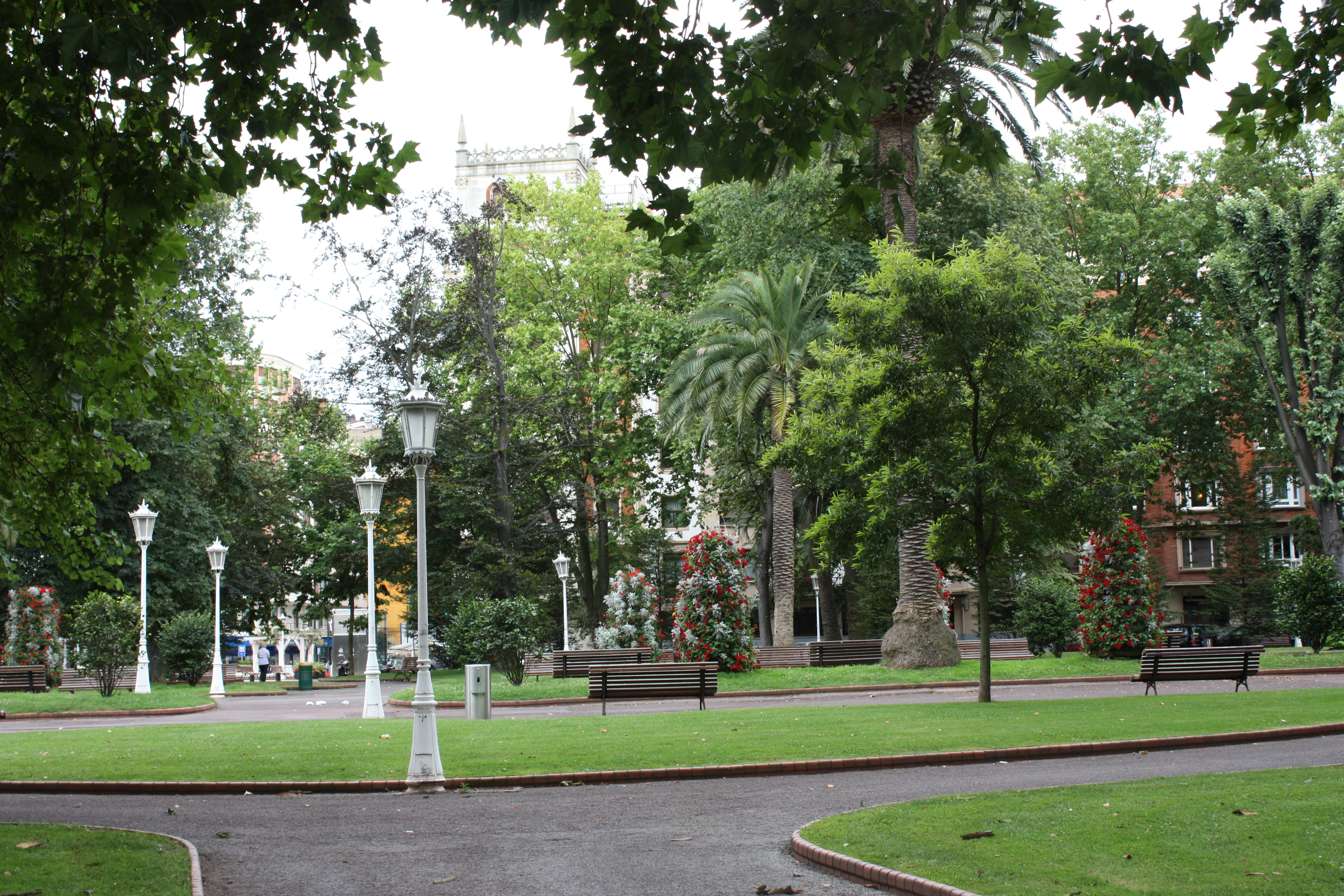
Parque Casilda Iturrizar, Bilbao
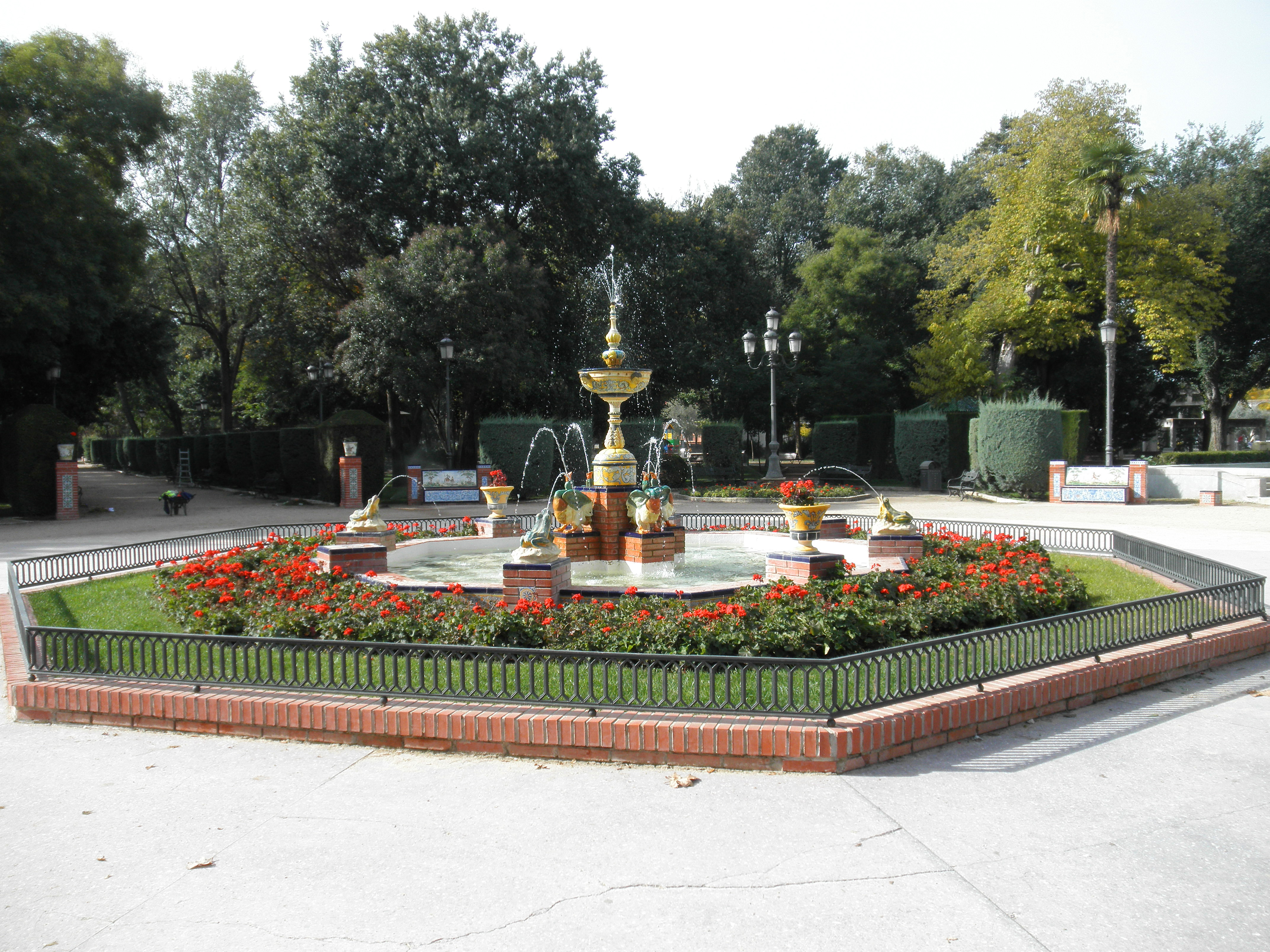
Parque Gasset, Ciudad Real

### Modernismo y novecentismo

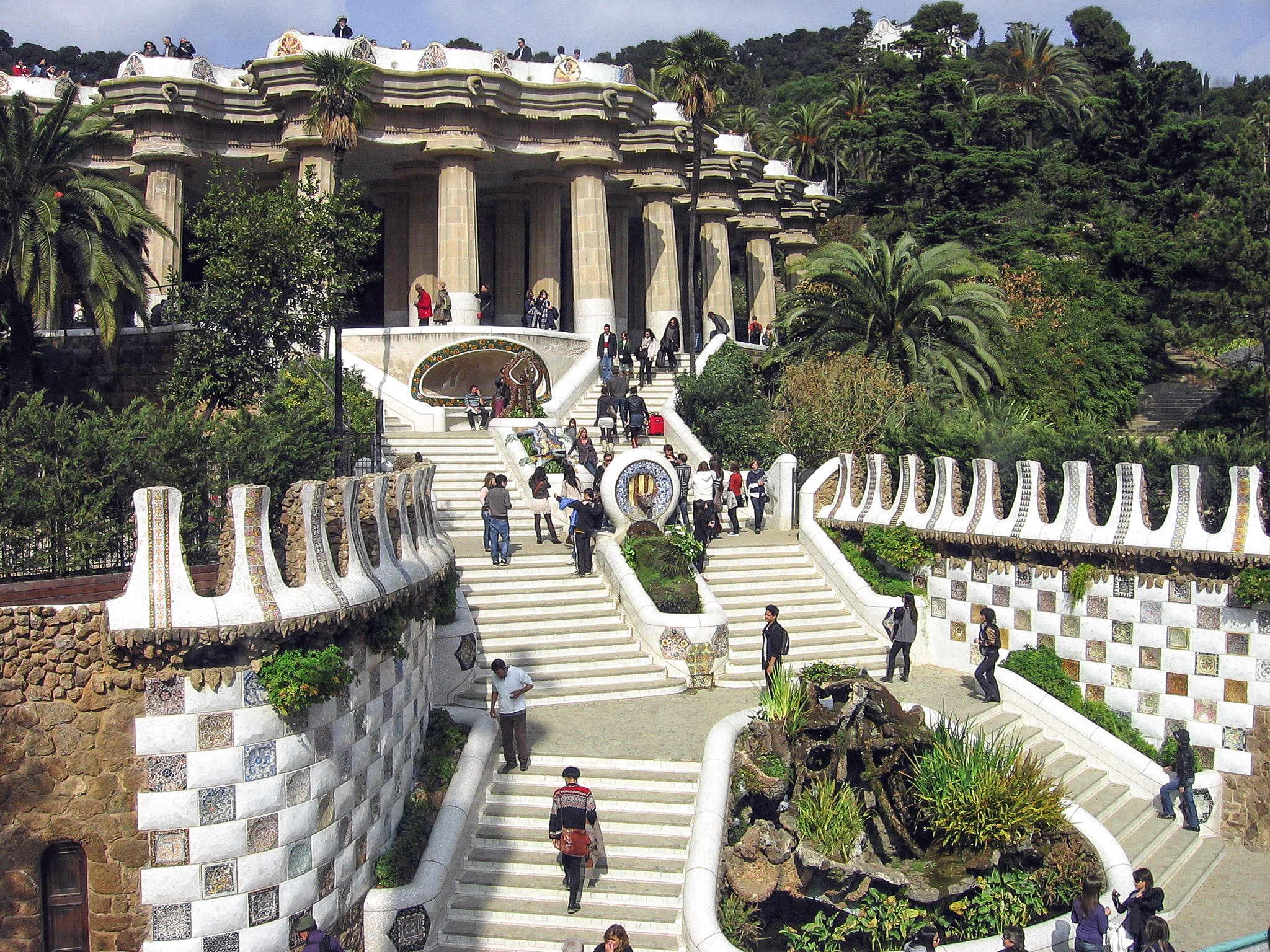
Parque Güell, Barcelona, obra de Antoni Gaudí

Entre finales del siglo XIX y principios del XX surgieron en el Levante español dos estilos que pusieron énfasis en el llamado «jardín mediterráneo». El primero fue el modernismo, un movimiento que otorgó una especial relevancia al diseño y la arquitectura como obra global tanto de exterior como de interior. Este estilo se dio principalmente en Cataluña, donde el llamado modernismo catalán se caracterizó por un lenguaje anticlásico heredero del romanticismo, una vinculación decidida de la arquitectura con las artes aplicadas y un estilo marcadamente ornamental.
Su principal exponente fue Antoni Gaudí, que además de arquitecto fue urbanista y paisajista, con el afán siempre de ubicar sus obras en el entorno más adecuado, tanto natural como arquitectónico. El arquitecto reusense creó un estilo personal basado en la observación de la naturaleza, fruto del cual fue su utilización de formas geométricas regladas, como el paraboloide hiperbólico, el hiperboloide, el helicoide y el conoide. Gaudí realizaba un profundo estudio del emplazamiento de sus construcciones, las cuales procuraba que se integrasen de una manera natural en el paisaje circundante. Tenía grandes conocimientos de botánica y geomorfología, y aunque era un gran defensor de la utilización de la vegetación mediterránea, especialmente el tipo de bosque esclerófilo propio de la zona mediterránea, como pinos y encinas, también empleaba especies alóctonas como palmeras, mimosas y eucaliptos.
Muchos de sus proyectos incluían jardines, como la Casa Vicens o los Pabellones Güell, pero el principal proyecto jardinístico de Gaudí fue el Parque Güell (1900-1914), un encargo de su mecenas, el conde Eusebi Güell, para construir una urbanización residencial al estilo de las ciudades-jardín inglesas. Se sitúa en la llamada Montaña Pelada, en el barrio de la La Salud de Barcelona. El proyecto no tuvo éxito, ya que de 60 parcelas en que se dividió el terreno sólo se vendió una. Pese a ello, se construyeron los accesos al parque y las áreas de servicios, y se acondicionaron los terrenos. Era un paraje abrupto, con fuertes desniveles que Gaudí sorteó con un sistema de viaductos integrados en el terreno. Del parque destaca la entrada monumental, con dos pabellones de acceso destinados a portería y administración, rodeados de un muro de mampostería y cerámica vidriada policromada; pasados los pabellones se encuentra una escalinata que conduce a los niveles superiores, decorada con unas fuentes esculpidas donde destaca un dragón o salamandra; esta escalinata conduce a la Sala Hipóstila, que habría servido de mercado de la urbanización, hecha con grandes columnas de orden dórico; por encima de esta sala se encuentra una gran plaza en forma de teatro griego, con el famoso banco corredizo revestido de cerámica troceada (trencadís), obra de Josep Maria Jujol. La casa de muestra del parque, obra de Francisco Berenguer, fue residencia de Gaudí de 1906 a 1926, y actualmente acoge la Casa-Museo Gaudí. En 1984 la Unesco incluyó al Parque Güell dentro del lugar Patrimonio de la Humanidad «Obras de Antoni Gaudí».
Un proyecto paralelo al del Parque Güell y excelente muestra de jardín diseñado por Gaudí son los Jardines de Can Artigas, en La Pobla de Lillet (1905-1907), encargo del industrial textil Joan Artigas i Alart. Intervinieron en esta obra operarios que habían trabajado en el Parque Güell, que realizaron un proyecto parecido al del famoso parque barcelonés, por lo que las similitudes estilísticas y estructurales son evidentes entre ambas obras. Como en el Parque Güell, Gaudí diseñó unos jardines plenamente integrados en la naturaleza, con un conjunto de construcciones de líneas orgánicas que se integran perfectamente con el entorno natural.

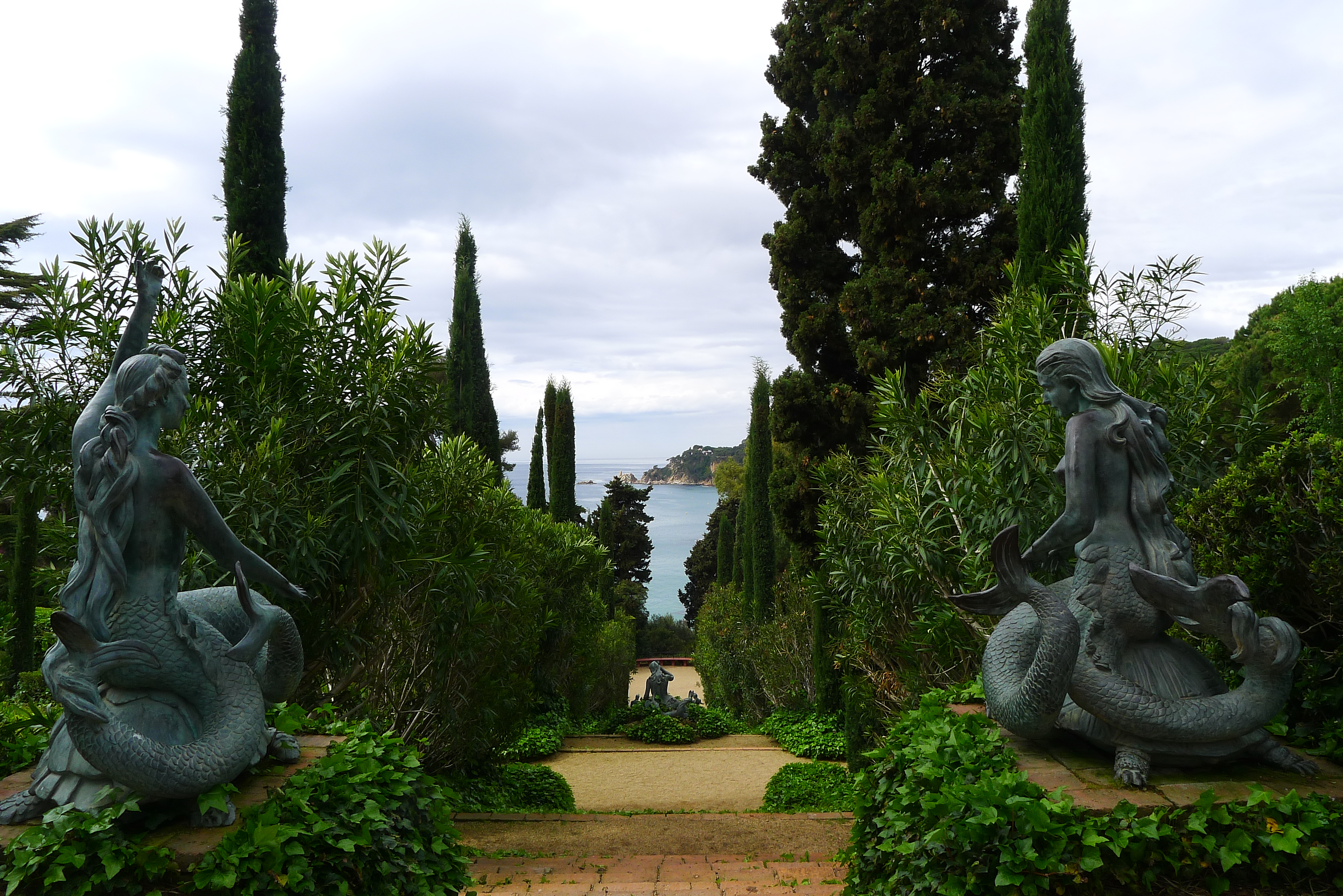
Jardín de Santa Clotilde, Lloret de Mar

El otro exponente fue el novecentismo, un movimiento de renovación de la cultura que pretendía acercarla a las innovaciones producidas en el recién estrenado siglo XX, y que contrariamente a los valores nórdicos que defendía el modernismo propugnaba el retorno al mundo mediterráneo, a la cultura clásica grecolatina. Su principal promotor en el terreno de la jardinería fue Nicolás María Rubió y Tudurí, que tras trabajar con Forestier fue nombrado director de Parques y jardines de Barcelona entre 1917 y 1937. Obra suya fue el Jardín de Santa Clotilde en Lloret de Mar, una iniciativa del marqués de Roviralta, para el que ideó un magnífico jardín situado en un promontorio rocoso sobre la Costa Brava. El jardín se asienta sobre una serie de terrazas con escalinatas, con una vegetación de setos recortados, cipreses y eras de flores que recuerda el estilo renacentista italiano. En la entrada del jardín se sitúa un paseo de cipreses con dos estatuas de mármol, Prudentia y Justitia, las guardianas de los Campos Elíseos. En la Plaza de las Sirenas destacan igualmente dos estatuas de estos seres mitológicos. Otras obras de Rubió y Tudurí fueron los jardines de la plaza Francesc Macià de Barcelona (1925), los del Palacio Real de Pedralbes (1927), los del Turó Park (1933) y los de la plaza de Gaudí, frente a la Sagrada Familia (1981).
En Blanes se creó en los años 1920 un interesante jardín botánico denominado Marimurtra (del catalán mar i murtra, «mar y mirto»), una iniciativa del botánico alemán Karl Faust. En una superficie de 15 hectáreas de antiguos viñedos elaboró personalmente un jardín sobre un acantilado cercano al puerto de Blanes, donde levantó muros de contención, estableció canales de riego y se dedicó a la plantación de diversas especies, con fines tanto estéticos como científicos. Así aclimató especies vegetales tanto mediterráneas como subtropicales, como palmeras, cipreses, eucaliptos y diversas cactáceas, así como plantas acuáticas. El jardín cuenta además con paseos, estanques, pérgolas y una larga escalera dedicada a Goethe, flanqueada de parterres de naranjos, que conduce a una glorieta con un templete que se asoma al mar, dedicado a Linneo, desde donde se contemplan unas espléndidas vistas.
En 1927 se inició en Calella de Palafrugell el Jardín Botánico del Cap Roig, creado por el matrimonio Nicolai y Dorothy Woevodsky, aristócratas y mecenas del arte, que alberga unas 1000 especies de flora mediterránea, tropical y subtropical. El jardín está formado por una serie de terrazas que desciende desde el castillo hasta el mar: las primeras, conectadas por la Escalera de los Cipreses, reciben nombres como Terrazas de las Monjas, Terraza del Bassin o Jardín de los Enamorados; más cerca de la costa se encuentran el Jardín de la Primavera, el Jardín de Cactus y el Paseo de los Geranios. También hay un museo de esculturas al aire libre de artistas como Amadeo Gabino, Jorge Oteiza, Ana Mercedes Hoyos, Néstor Basterretxea, Xavier Corberó, Jaume Plensa, Josep Maria Riera, Marcel Martí, Miguel Ortiz Berrocal, Moisès Villèlia, etc.

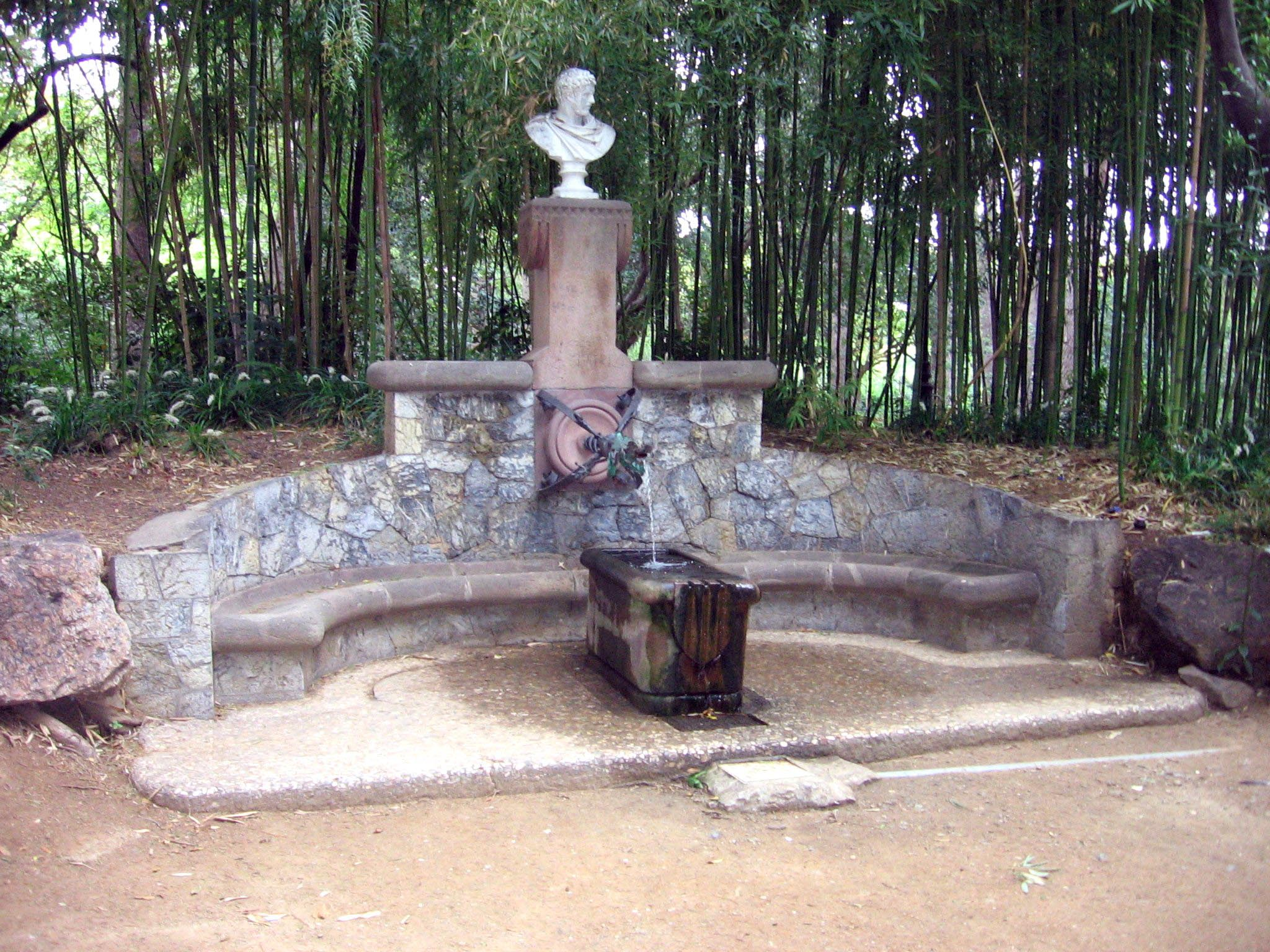
Fuente de Hércules, Palacio Real de Pedralbes, obra de Antoni Gaudí.
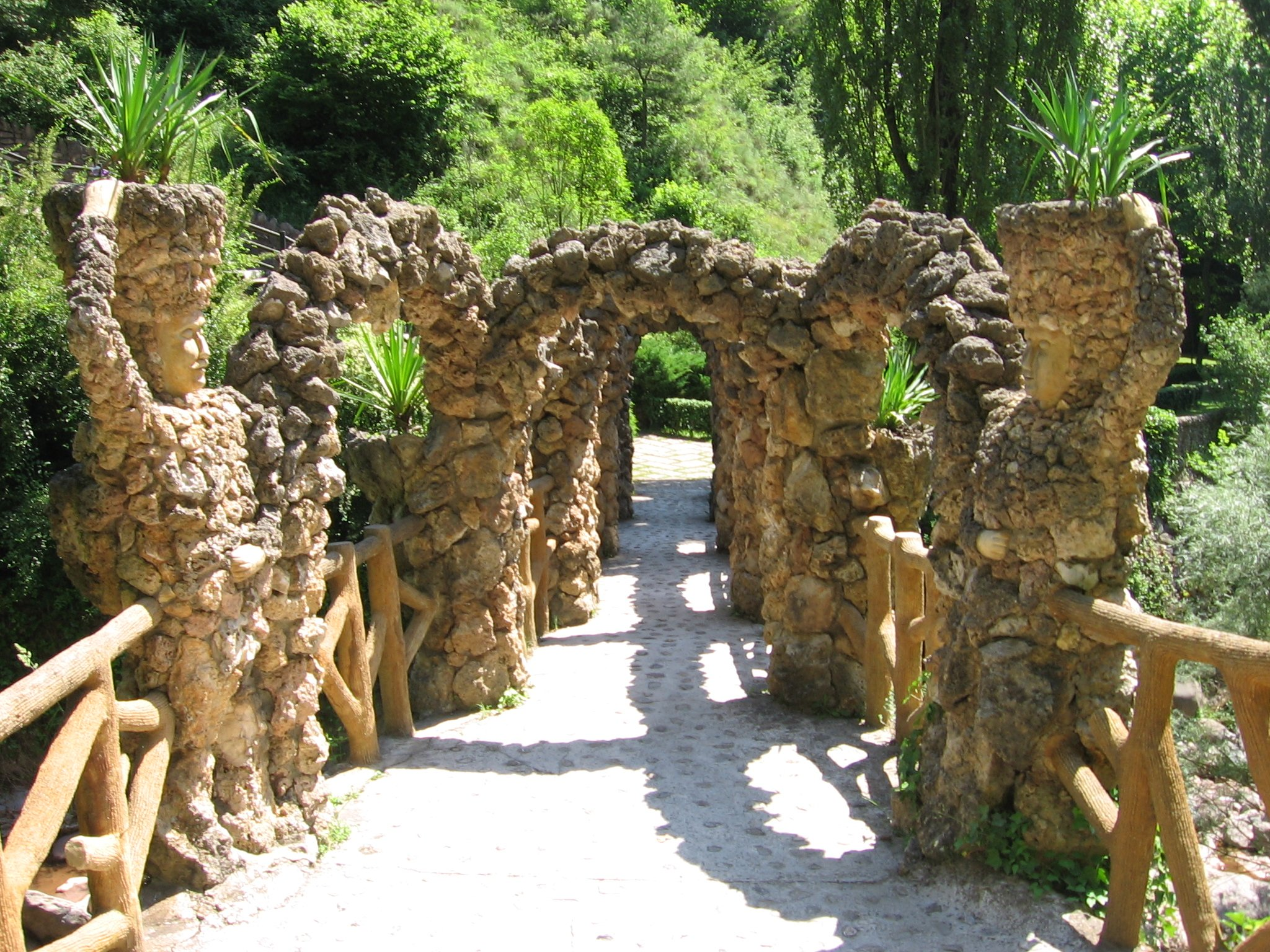
Jardines de Can Artigas, La Pobla de Lillet.
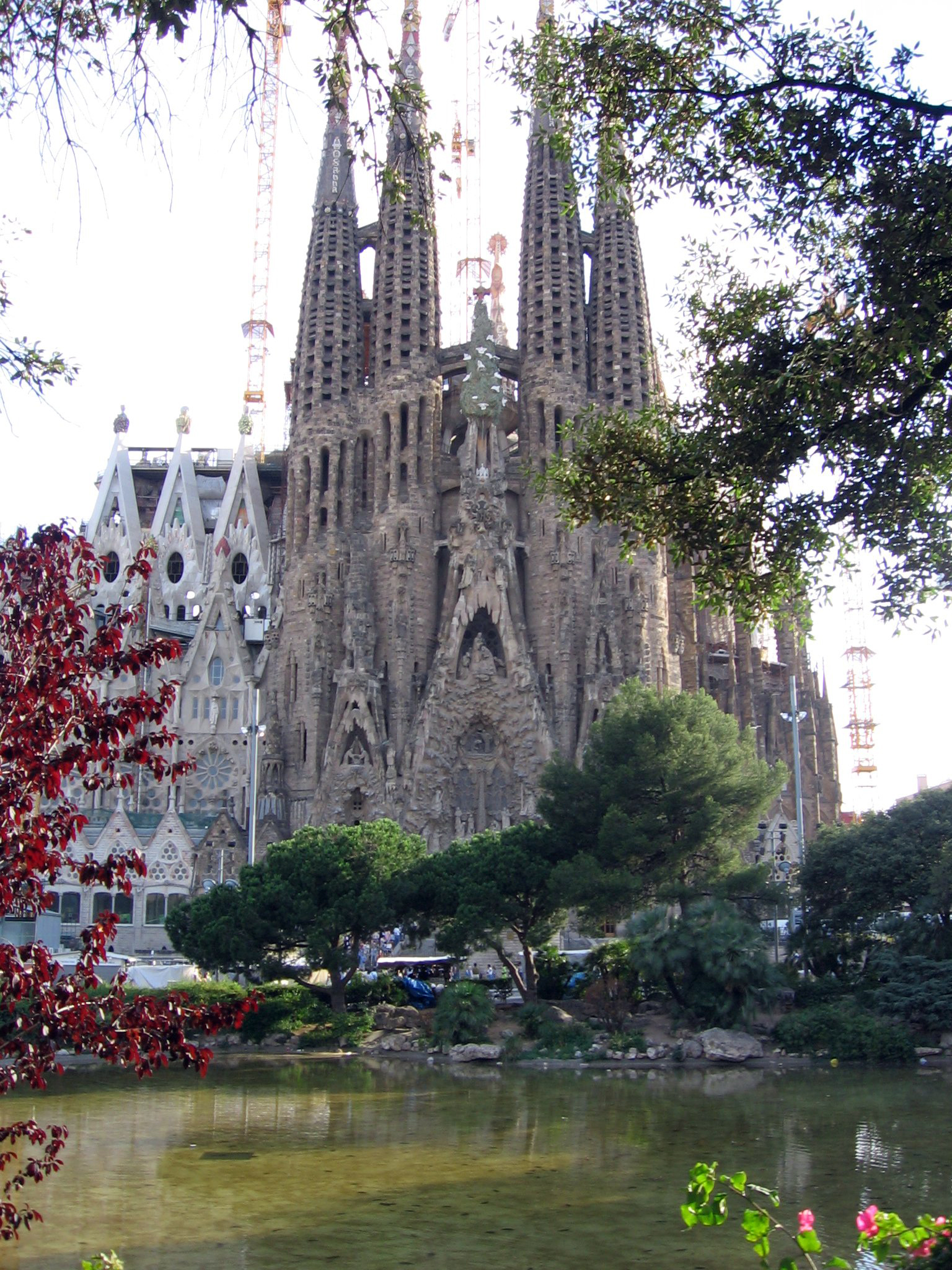
Plaza de Gaudí, frente a la Sagrada Familia, Barcelona.
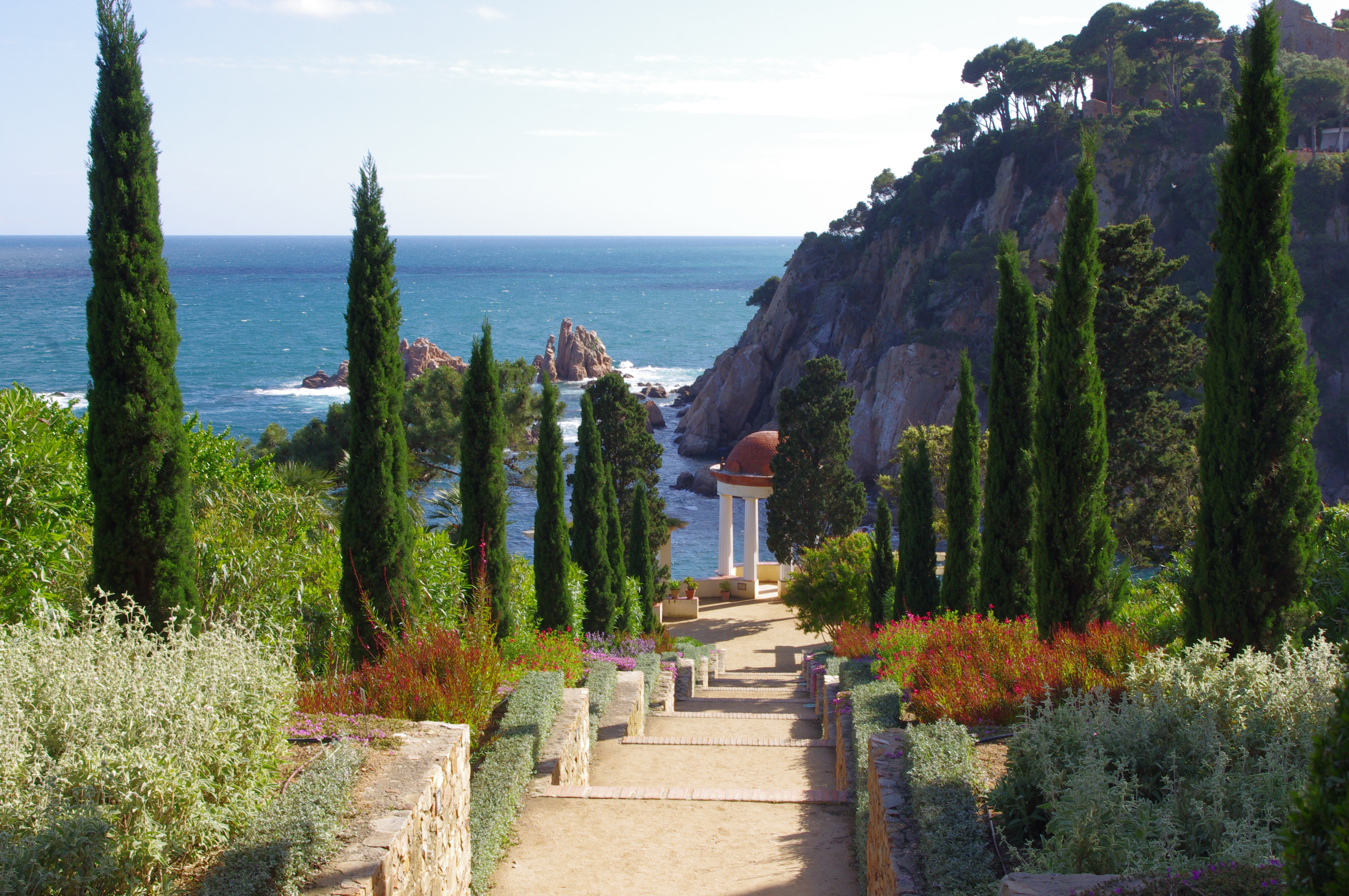
Jardín Botánico Marimurtra, Blanes.
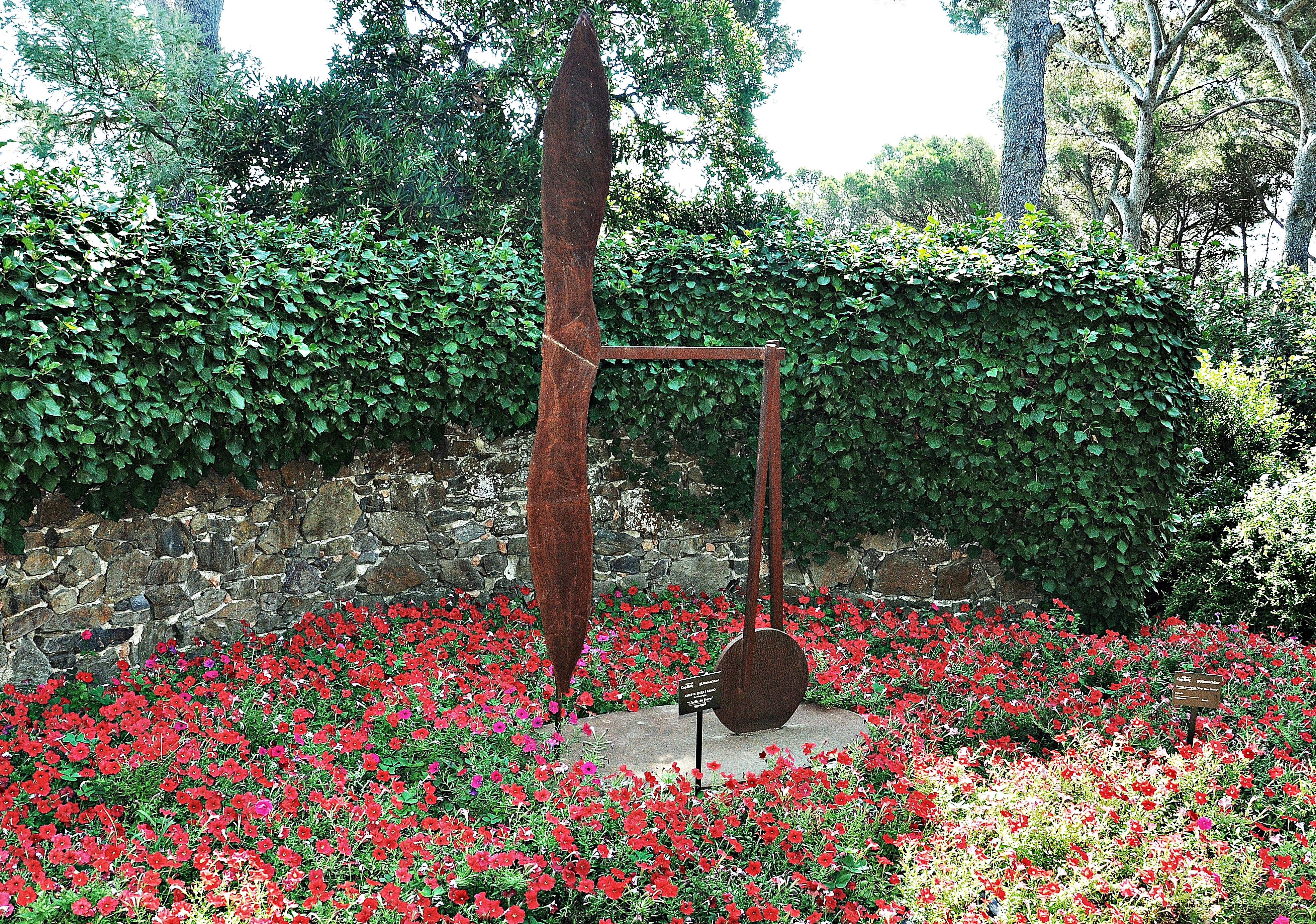
Jardín Botánico del Cap Roig, Calella de Palafrugell.

### Nuevos diseños

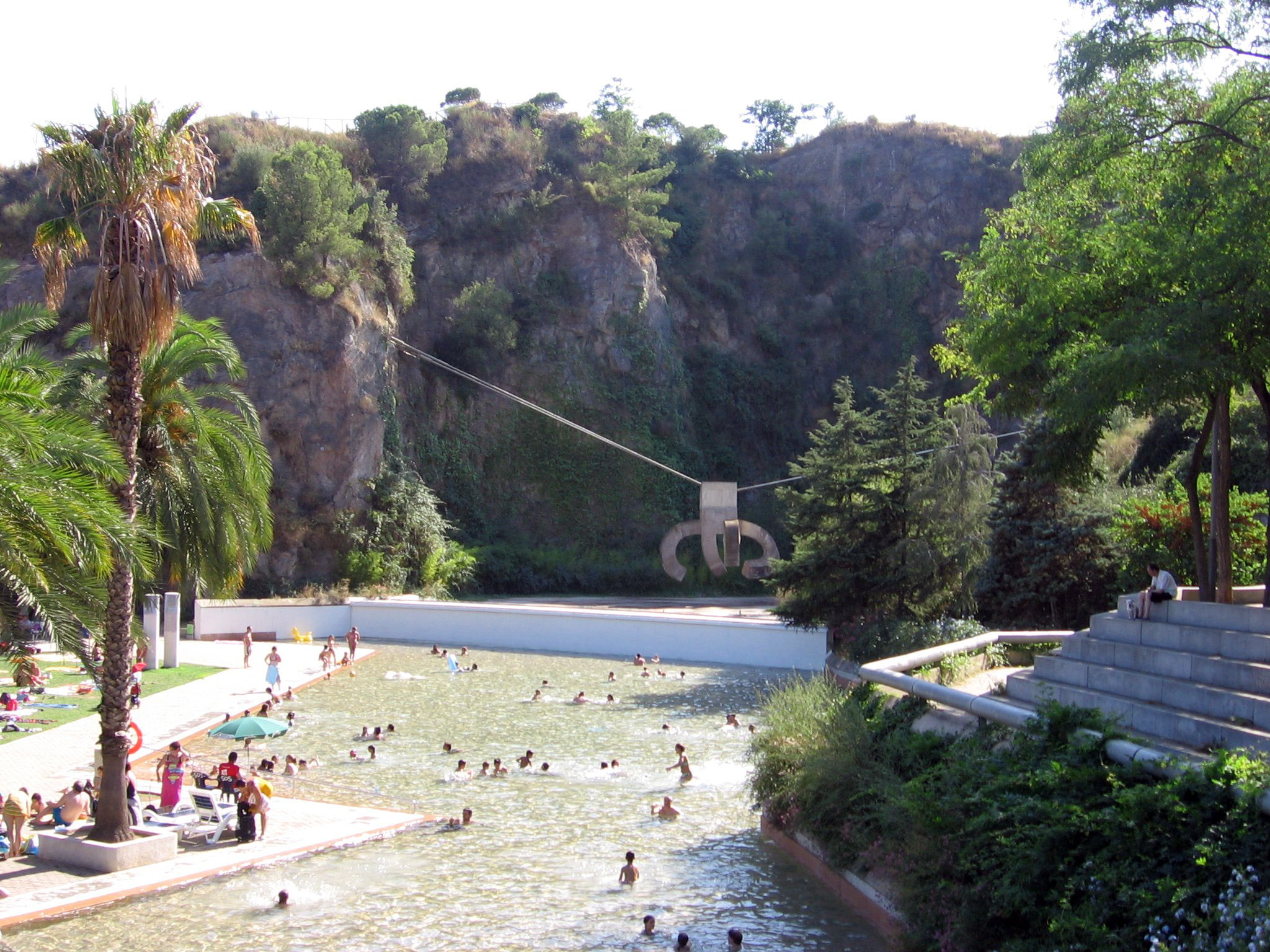
Parque de la Creueta del Coll, al fondo la escultura Elogio del agua (1987), de Eduardo Chillida

En el siglo XX los estilos en jardinería se han diversificado y mixtificado, con una tendencia al eclecticismo propia del resto de las artes, que en dicho período han sufrido un proceso de atomización de estilos, que se suceden en el tiempo cada vez con mayor celeridad. Uno de los aspectos más significativos de la jardinería actual es su popularización, ya que ha dejado de ser un privilegio exclusivo de clases acomodadas para ser una actividad al alcance de cualquier persona, que en espacios reducidos como son los del ámbito doméstico puede recrear un pequeño jardín sin realizar grandes dispendios económicos. En una época en la que ha aumentado el número de personas que residen en ámbitos urbanos, la jardinería aporta un pequeño remanso de naturaleza que el ser humano sin duda agradece en sus momentos de solaz y descanso.
Durante este período aumentaron los estudios relativos al paisajismo y se otorgó más importancia a la conservación y restauración del patrimonio histórico. Una de las figuras punteras en ese terreno fue Javier de Winthuysen, formado en Bellas Artes, pero dedicado especialmente a la jardinería, que gracias a una beca viajó por toda España estudiando sus jardines, los cuales dibujó, fotografió y estableció en planos, y cuya labor plasmó en el libro Jardines de España (1922). En 1934 logró la formación del Patronato de Protección de Jardines Históricos dentro de la administración republicana, entidad que otorgó las primeras declaraciones de «jardines históricos» del país. Restauró jardines como los del Palacio de la Moncloa y de Monforte en Valencia, y parajes naturales como el lago de Bañolas, el Palmeral de Elche o el lago de Sanabria.
A nivel público, en el siglo XX la jardinería estuvo muy vinculada al urbanismo, y prácticamente en cualquier proyecto urbanístico se contemplaba la ubicación de una zona verde, que conjugase la estética con la funcionalidad, así como los aspectos lúdicos, las instalaciones deportivas, los servicios a determinados colectivos como niños —zonas de juegos infantiles— o ancianos —pistas de petanca como elemento más recurrente—, o incluso la visión comercial —establecimientos de comidas y bebidas—. Una deriva de esta nueva concepción fue la creación de parques temáticos, de atracciones, acuáticos, zoológicos, etc. En ese sentido, se solía subordinar las zonas verdes al trazado arquitectónico del conjunto, perdiéndose en buena medida la naturalidad de la configuración vegetal, que en numerosas ocasiones presentaba un aspecto de cierta artificiosidad. En relación con ello, ganaron preponderancia especies perennes y estáticas como las coníferas, usadas de forma masiva en los nuevos parques urbanos.

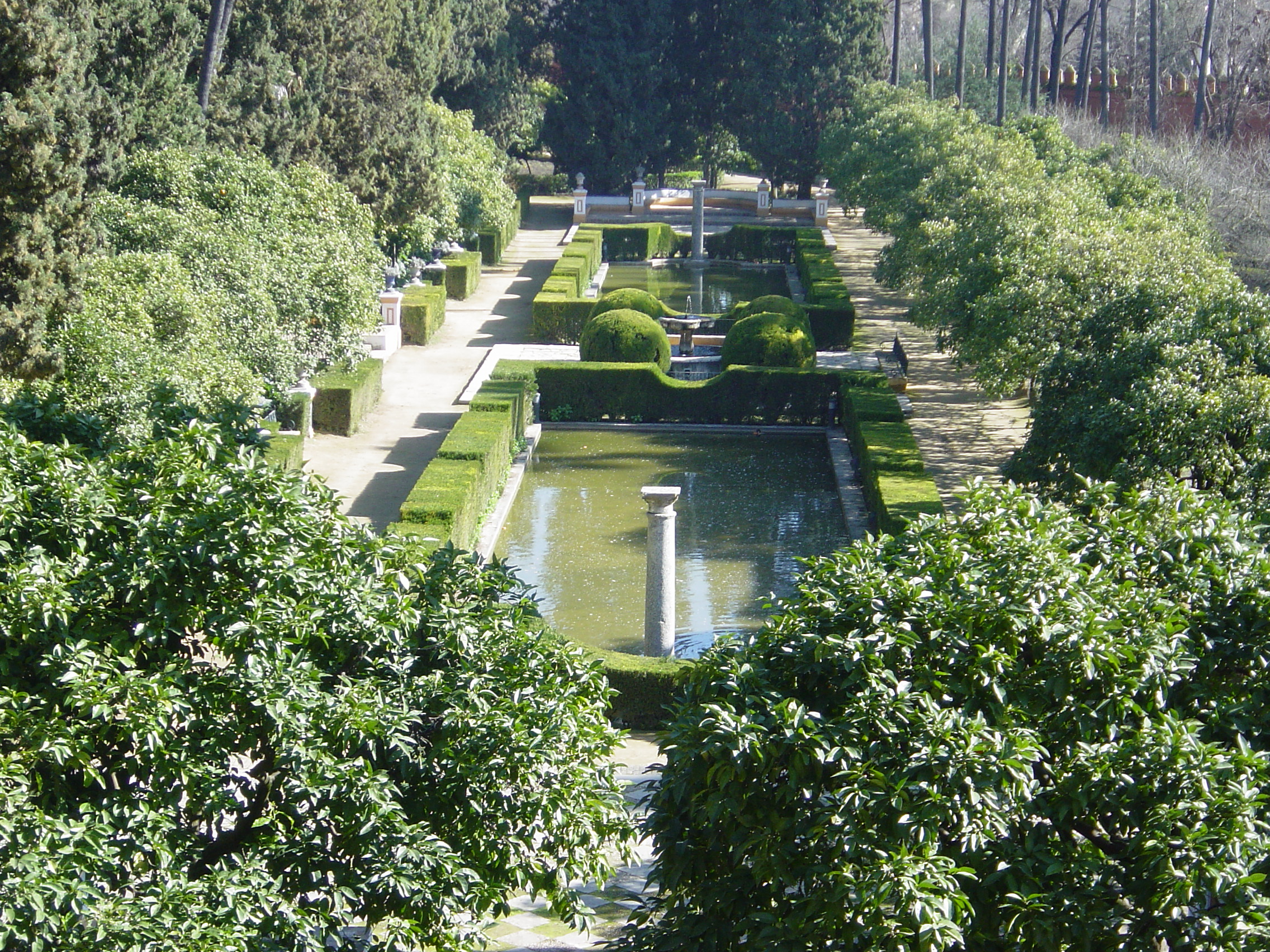
Jardín de los Poetas, Reales Alcázares de Sevilla

Sin embargo, desde la crisis del petróleo en los años 1970, con la subsiguiente concienciación de una cierta pérdida de valores humanos, retornó la predisposición a un mayor contacto con la naturaleza, y se cobró conciencia del daño efectuado al medio ambiente. Desde entonces ha ido aumentando en la sociedad la defensa de la naturaleza y de los valores del ecologismo, lo que se ha traducido en mayores esfuerzos de conservación del patrimonio natural y en el diseño de nuevos jardines con mayor relevancia de la vegetación y su ubicación en el entorno. Un claro ejemplo en ese sentido fue la ciudad de Barcelona, que especialmente gracias al impulso de los Juegos Olímpicos de 1992 inició un proceso de restauración y conservación de sus parques y jardines, al tiempo que se creaban otros nuevos con un diseño más naturalista, como el Parque del Clot o el de la Creueta del Coll, además de las actuaciones en el frente marítimo y en el nuevo barrio de la Villa Olímpica o, más adelante, la zona de Diagonal Mar con la celebración del Fórum Universal de las Culturas 2004. En el resto de España se efectuaron actuaciones parecidas, como el acondicionamiento del cauce del río Turia en Valencia, obra de Ricardo Bofill, o el Parque Juan Carlos I en Madrid, diseñado por Emilio Esteras y José Luis Esteban.
En esta etapa, dada la ausencia de movimientos estilísticos colectivos, únicamente procede valorar cada realización de modo individual. Uno de los primeros jardines contemporáneos de relevancia realizados en la península fue el Parque de Isabel la Católica de Gijón, situado en una zona pantanosa conocida anteriormente como Charca del Piles, diseñado en 1941 por Ramón Ortiz. El parque tiene unas 15 hectáreas, cuenta con paseos con parterres y arriates de flores, un gran estanque con exuberante vegetación y diversas especies animales que pueblan el parque en libertad, como ocas, patos, cisnes y pavos reales. Alberga varias esculturas de Manuel Álvarez Laviada (Las Dríadas, Diana cazadora), así como monumentos dedicados a Isabel la Católica, Evaristo Valle y Alexander Fleming.
En los años 1940 se constituyó el Jardín de los Poetas en los Reales Alcázares de Sevilla, realizado por Joaquín Romero Murube. Tiene todavía ciertas reminiscencias románticas y neosevillanas, y presenta un trazado basado en dos rectángulos, con glorietas con estanques y fuentes, parterres de formas irregulares y setos de tuya, y una vegetación basada en naranjos, palmeras, cipreses, tipas o tipuanas, eucaliptos, moreras y almeces.
En Barcelona, entre los años 1960 y 1970 se efectuaron diversas actuaciones en la montaña de Montjuïc encaminadas a suprimir el chabolismo producido con la inmigración en la posguerra, y se crearon diversos jardines de tipo temático, como los Jardines Mossèn Costa i Llobera, especializados en cactáceas y suculentas, y los Jardines de Mossèn Cinto Verdaguer, dedicados a las plantas acuáticas, bulbosas y rizomatosas, ambos obra de Joaquim Maria Casamor. De esta época son también los Jardines de Joan Maragall, ubicados en torno al Palacio de Albéniz, residencia de la familia real española durante sus visitas a la ciudad condal, de estilo neoclásico. Un nuevo impulso a la jardinería en la zona se produjo con la celebración de los Juegos Olímpicos de 1992, en que se instaló un nuevo Jardín Botánico, de 14 hectáreas, dedicado a plantas de clima mediterráneo de todo el mundo, obra de Carlos Ferrater y Bet Figueras, y se estableció el Jardín de Esculturas anexo a la Fundación Miró, con obras de escultores como Tom Carr, Pep Durán, Perejaume, Enric Pladevall, Jaume Plensa, Josep Maria Riera i Aragó, Erna Verlinden y Sergi Aguilar. Por último, en 2003 se inauguraron los Jardines de Joan Brossa, situados en el terreno anteriormente ocupado por el Parque de Atracciones de Montjuïc, con una remodelación efectuada por Patrizia Falcone en estilo paisajista.

Montjuïc (Barcelona)
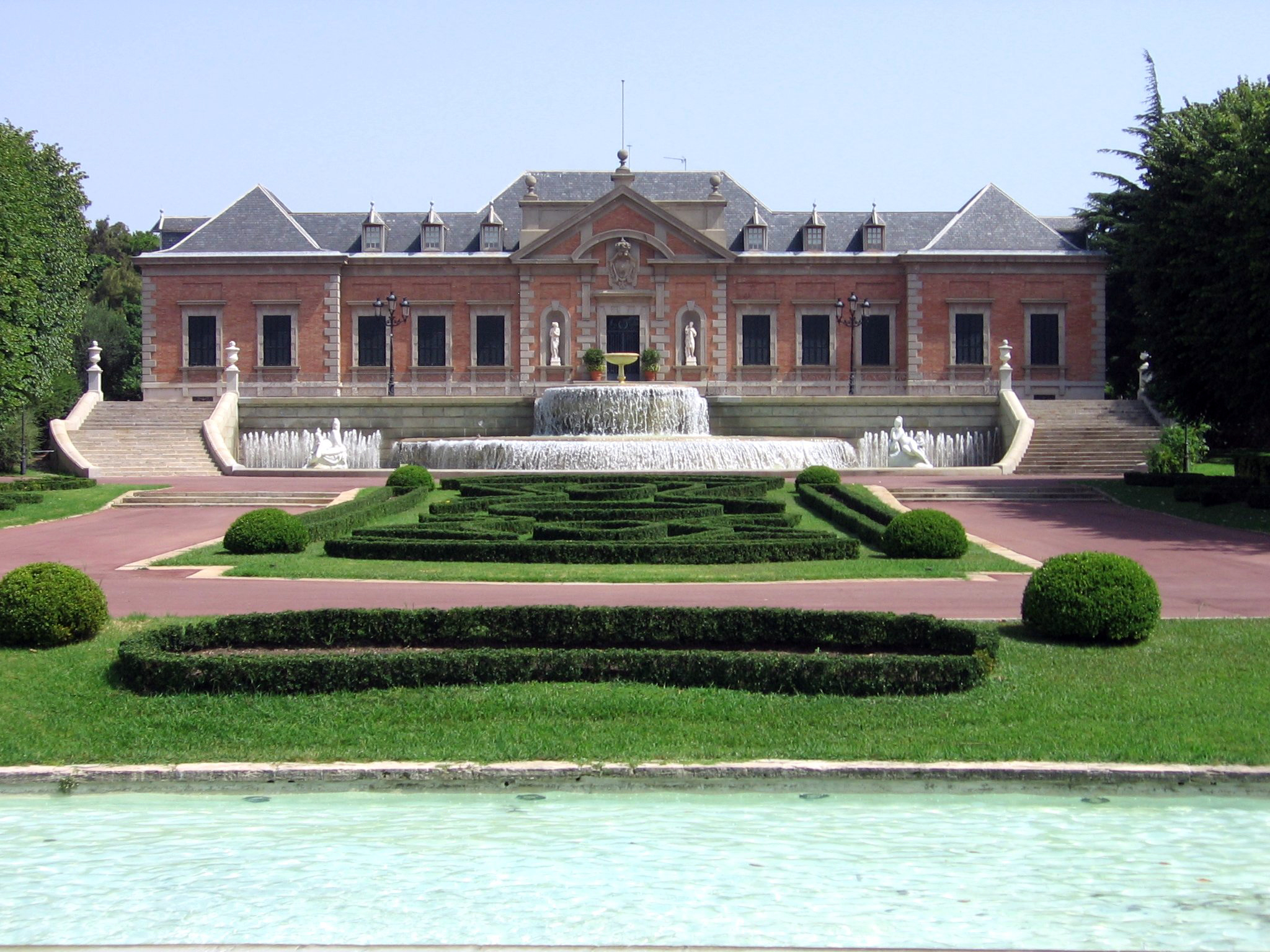
Jardines de Joan Maragall
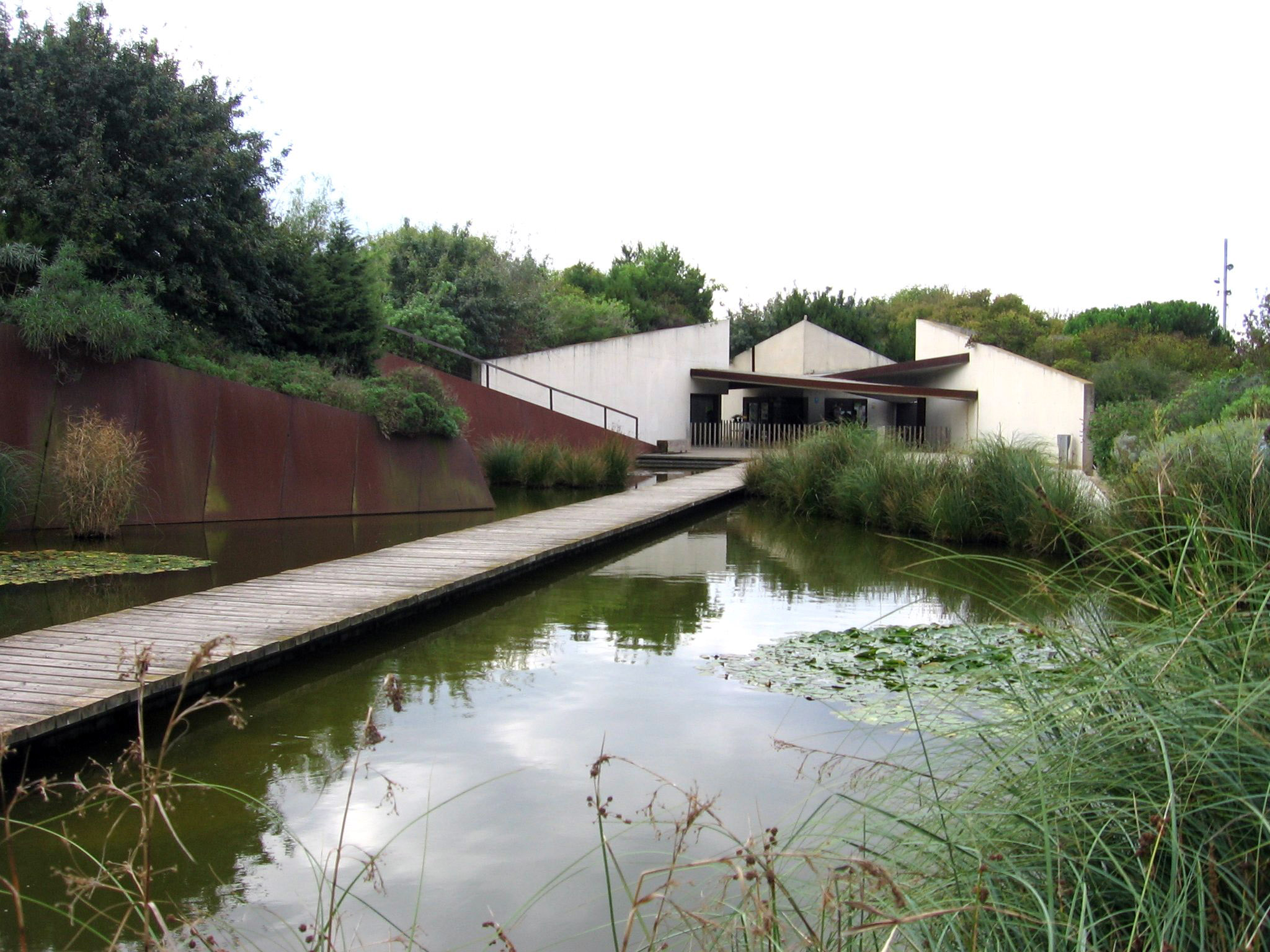
Jardín Botánico de Barcelona
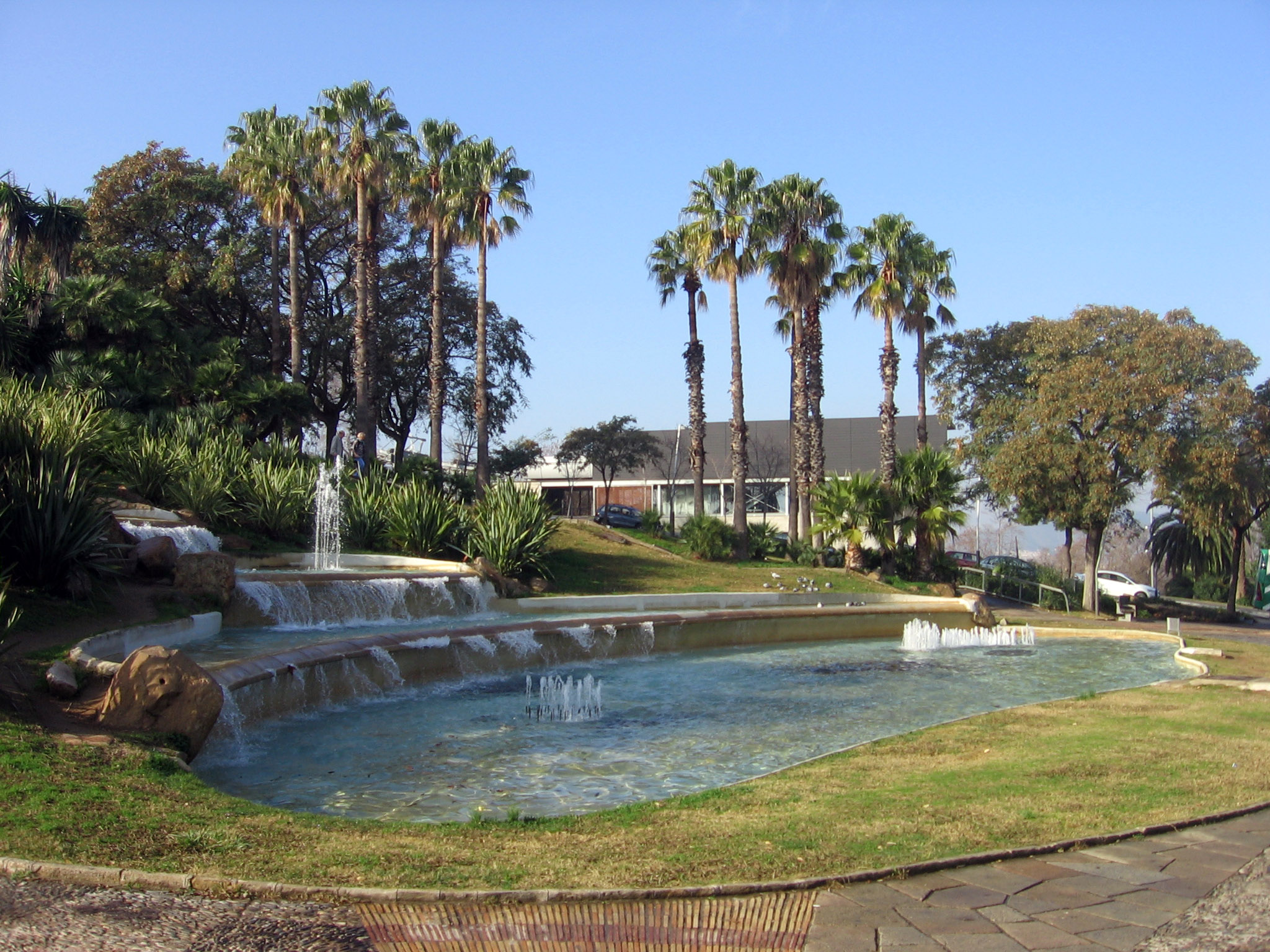
Jardines del Mirador del Alcalde
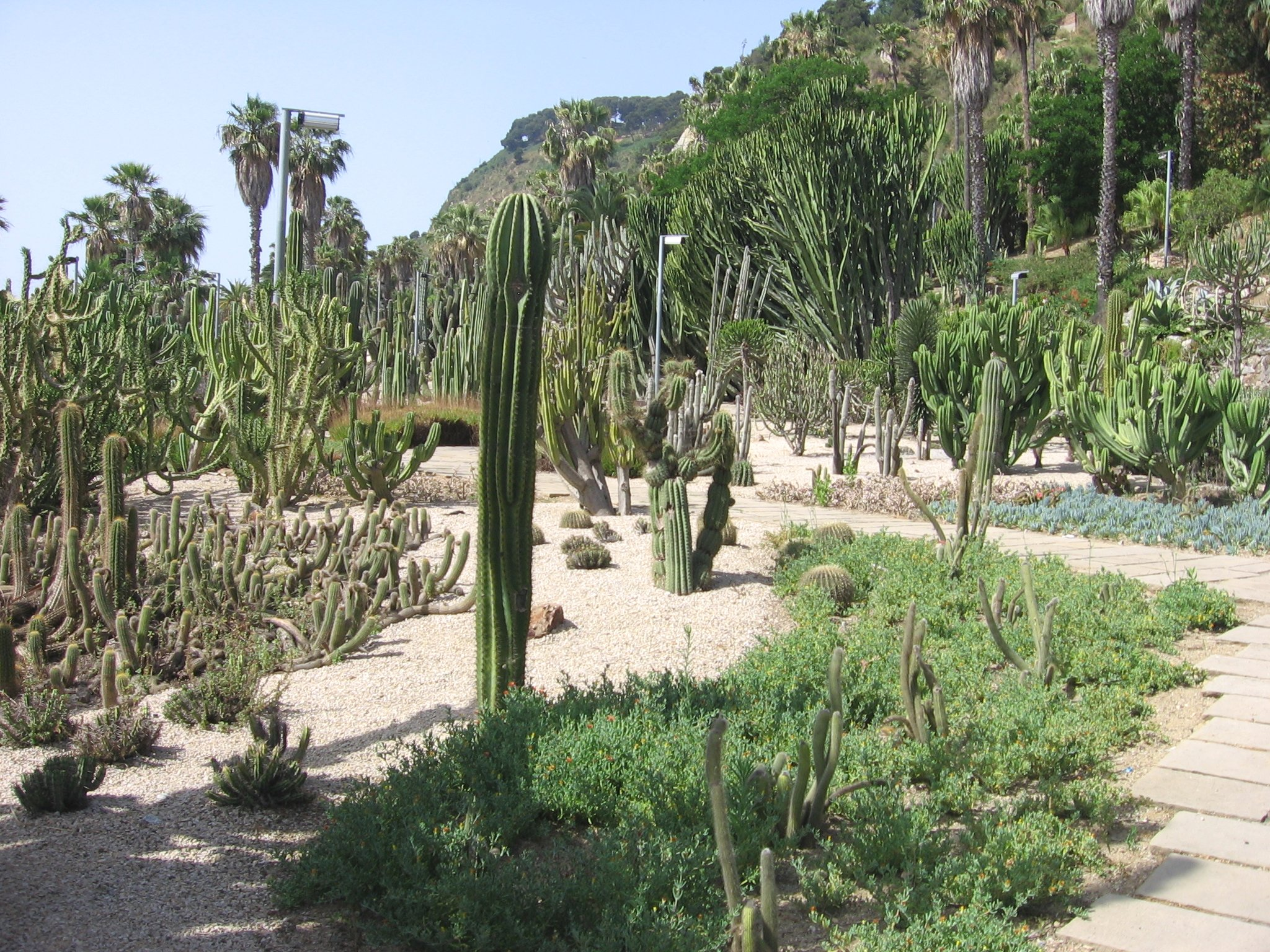
Jardines Mossèn Costa i Llobera
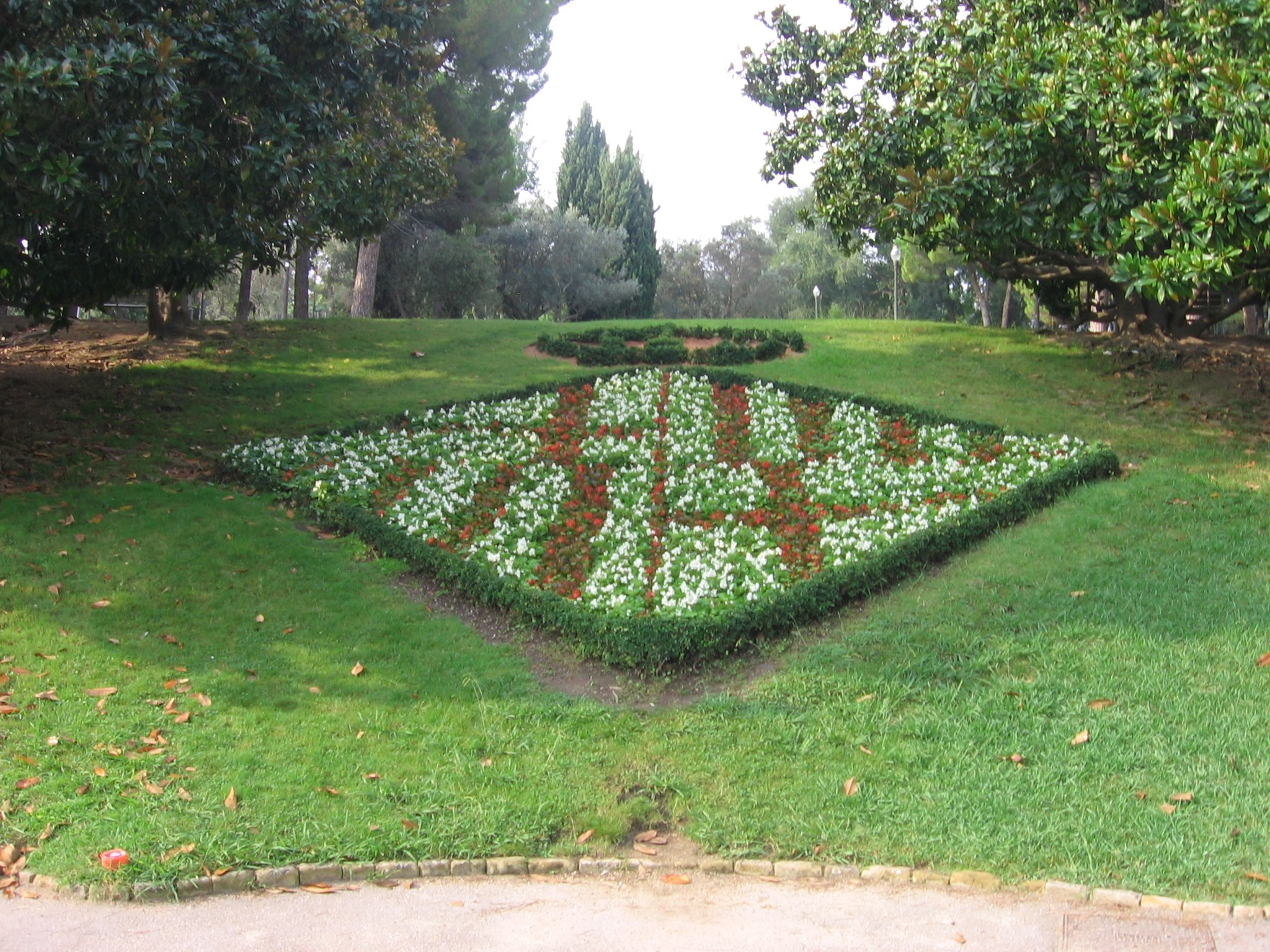
Jardines de Mossèn Cinto Verdaguer
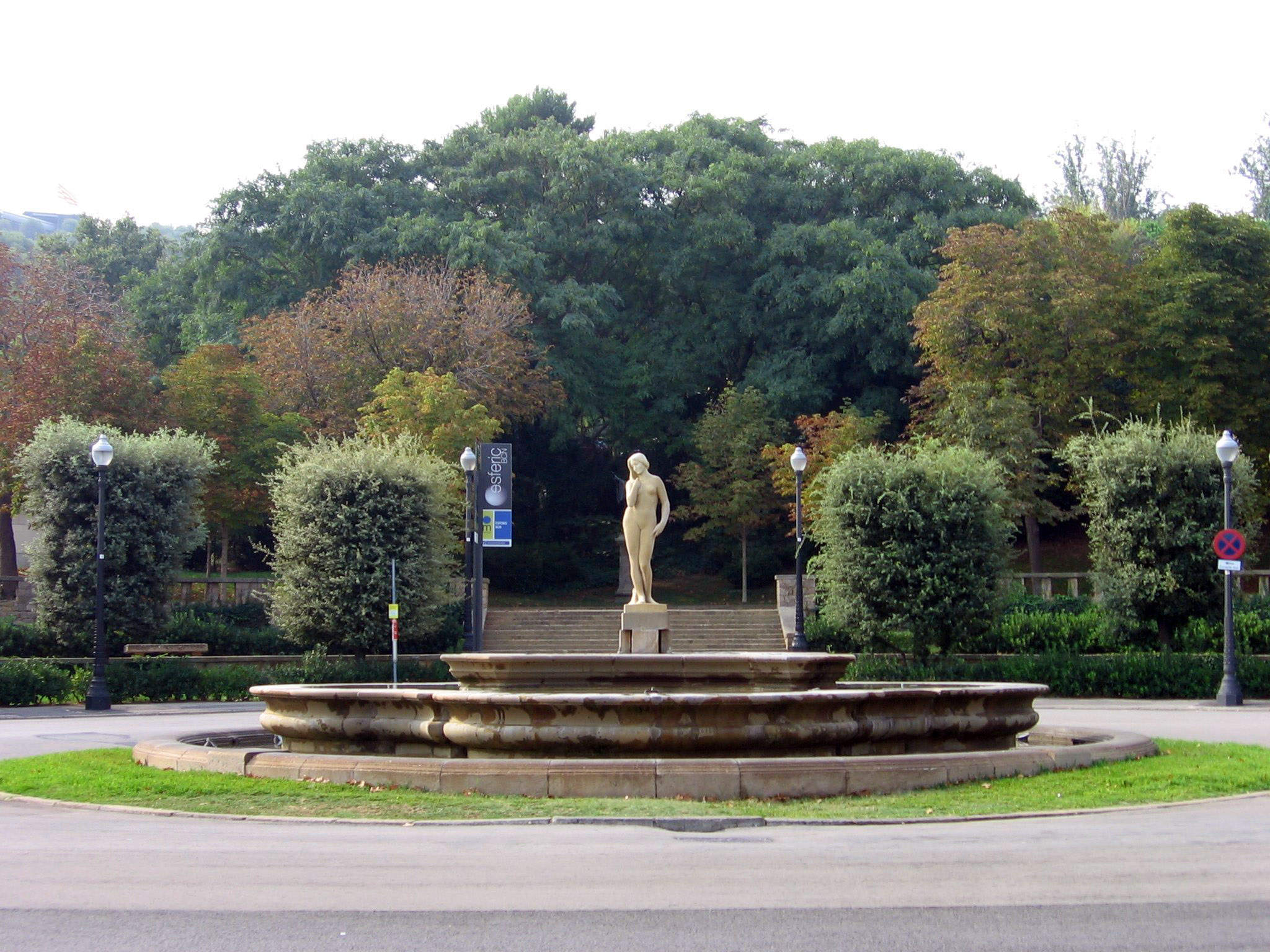
Jardines de Joan Brossa

En 1973 inició el paisajista uruguayo Leandro Silva el Romeral de San Marcos (Segovia), un singular jardín donde fue aclimatando diversas especies vegetales de todo el mundo, y que configuró durante treinta años, hasta su fallecimiento el año 2000. El jardín se encuentra en una zona de fuerte pendiente, pero abrigada de los vientos del norte por un conjunto de rocas calizas. Allí estableció un sistema hidráulico de ascendencia islámica, con un aljibe octogonal de donde surgen diversos canalillos que transportan el agua a todos los rincones del jardín. Entre la vegetación destacan flores como rosas, nardos, lirios y jazmines, así como hayas, arces, tejos, tilos, y especies exóticas como ginkgos y bambúes; y, por supuesto, las matas de romero que dan nombre al lugar. Hay especies escogidas para cada época del año, que aportan constantes variedades cromáticas al jardín, no en vano su dueño era también pintor.

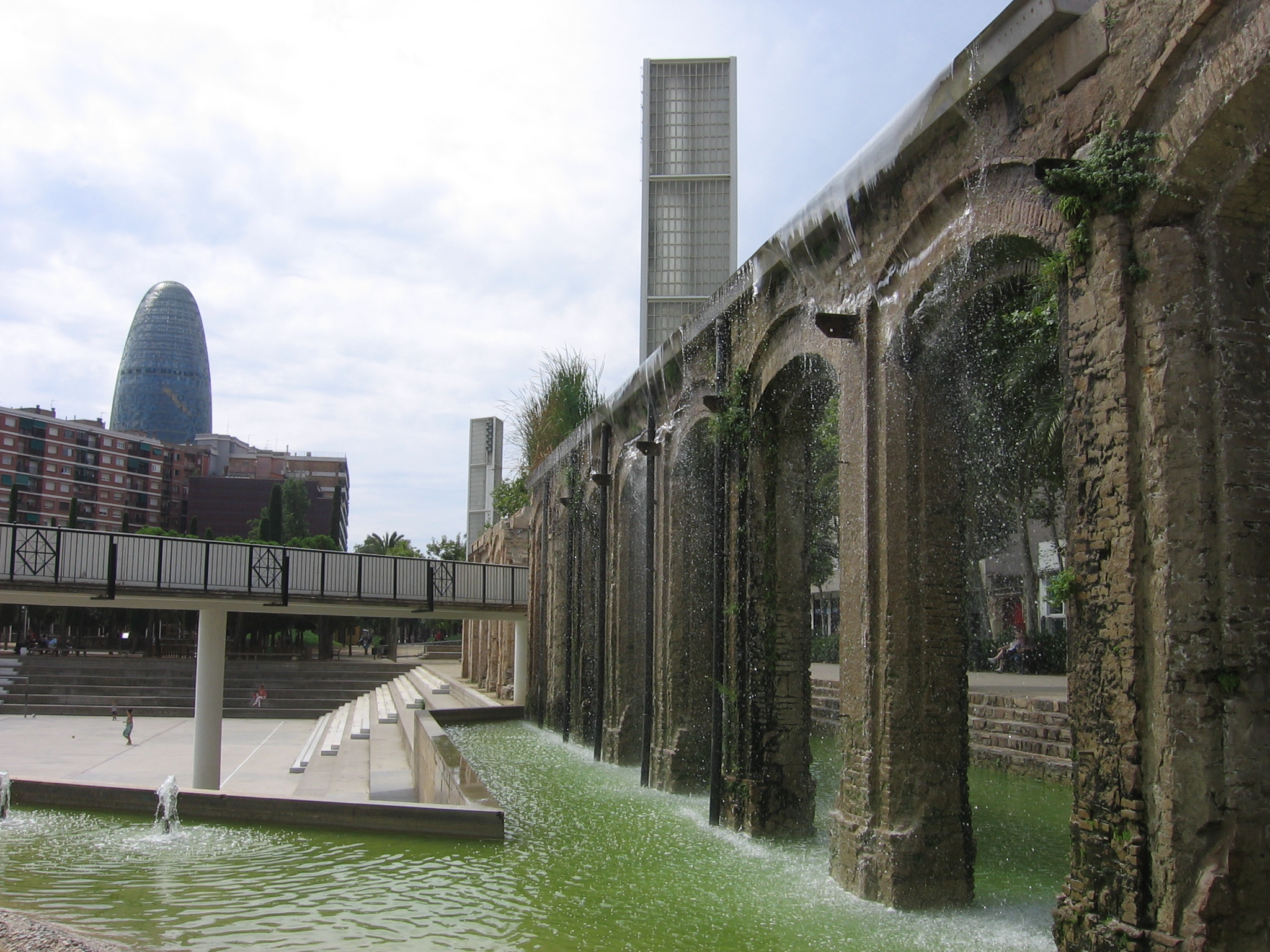
Parque del Clot, Barcelona

El Parque del Clot, en Barcelona (1986), es un claro ejemplo de parque de diseño arquitectónico y concepción vanguardista, que aúna la estética urbana con un espacio verde puesto a disposición del público en general. El proyecto del parque fue realizado en 1986 por Daniel Freixes y Vicente Miranda. Se encuentra en la ubicación de un antiguo taller de RENFE, algunas de cuyas paredes fueron aprovechadas como elementos ornamentales, como se percibe en la arcada reconvertida en un acueducto de 25 m de longitud, que a través de una cascada surte de agua el lago situado en un lateral del parque. Cerca se encuentra una especie de logia constituida igualmente por muros del antiguo edificio, con una serie de arcos de mampostería con columnas metálicas; en su interior se encuentra la escultura Ritos de primavera, del escultor norteamericano Bryan Hunt (1986), una pieza de bronce de 4 m de altura que representa un salto de agua.
El Parque de la Creueta del Coll (1987) se encuentra en el distrito de Gracia de Barcelona, en una colina que forma parte de las estribaciones del Tibidabo (Sierra de Collserola). Su transformación en parque público se realizó gracias a un proyecto de Martorell-Bohigas-Mackay, y fue inaugurado en 1987. La parte principal del parque contiene una gran plaza de 6 000 m², donde destaca un estanque que en verano sirve de piscina pública. La vegetación está constituida por palmeras (datileras y washingtonias), cipreses, plataneros, encinas, árboles del amor, diversas especies de flores y un parterre de césped. El parque destaca igualmente por la colocación de dos magníficas esculturas: un monolito titulado Tótem (1987), de Ellsworth Kelly, en la entrada del parque; y Elogio del agua (1987), de Eduardo Chillida, un bloque de hormigón de 54 toneladas de peso suspendido sobre la parte posterior del lago con cuatro cables de acero que cuelgan de la montaña, y que se refleja en el agua como en el mito de Narciso, según propósito del autor.
En los años 1990 se constituyó en Vitoria el llamado Anillo Verde, un conjunto de parques periurbanos que integran el paisajismo con el uso social y recreativo de las zonas verdes, con un especial cuidado al valor ecológico de la zona. Se elaboró un proyecto para recuperar la periferia de la ciudad, que fue seleccionado por la ONU entre las 100 mejores actuaciones mundiales en el III Concurso Internacional de «Buenas Prácticas para la mejora de las condiciones de vida de las ciudades», celebrado en Dubái en el año 2000. El anillo está integrado por un conjunto de cinco parques: Armentia, Olárizu, Salburua, Zabalgana y Zadorra.

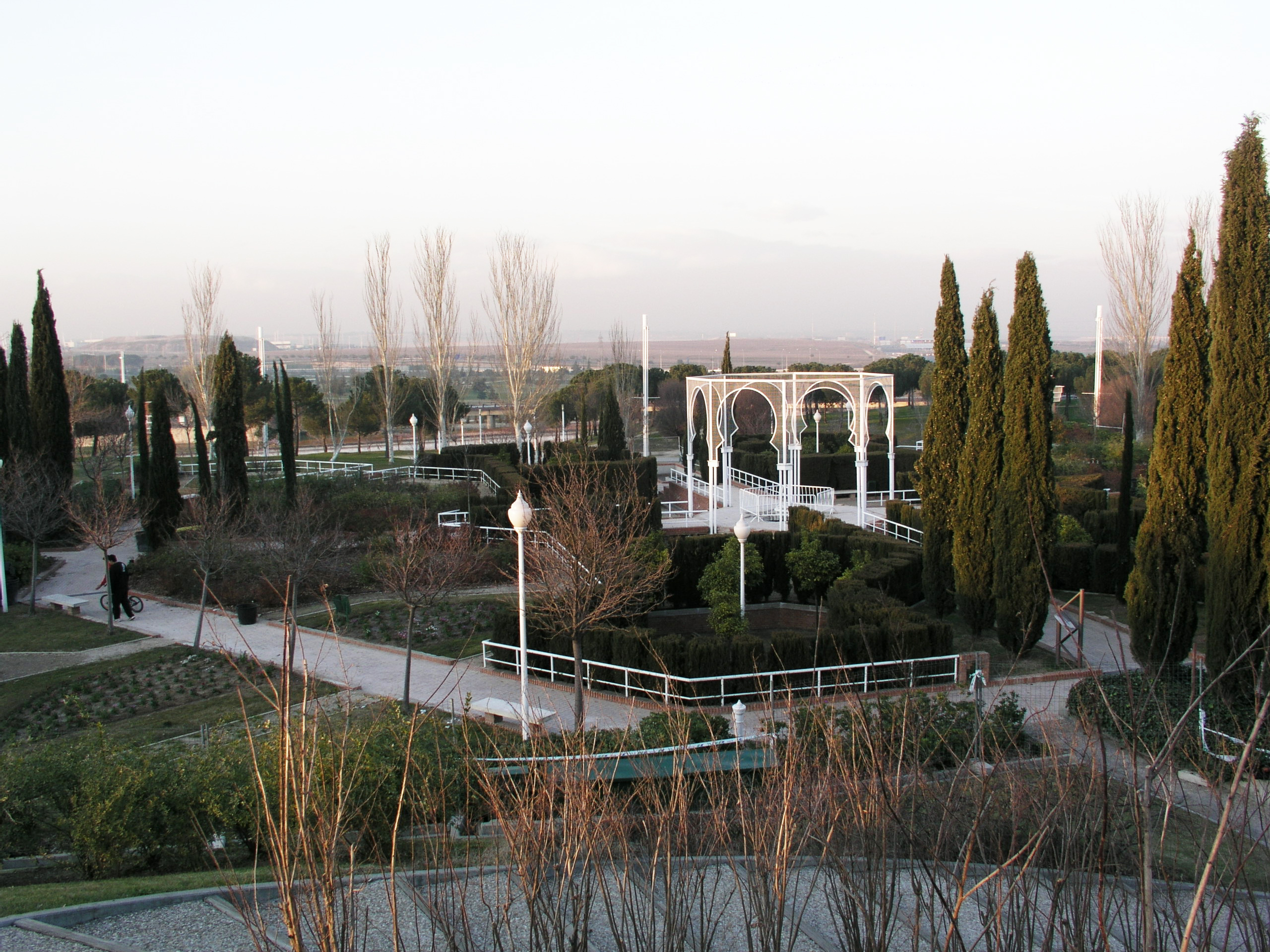
Parque Juan Carlos I, Madrid

Entre 1990 y 1992 se realizó el Parque Juan Carlos I en Madrid, en ocasión de la capitalidad cultural de 1992, obra de Emilio Esteras y José Luis Esteban. Se situó en la finca anteriormente conocida como El Olivar de la Hinojosa, con una extensión de 220 hectáreas. El parque perseguía varios objetivos, tanto una zona verde como un espacio cultural y de ocio, por lo que se esparcieron en sus terrenos un gran número de esculturas a modo de museo al aire libre, de artistas como Miguel Ortiz Berrocal, Dani Karavan, José Miguel Utande, Yolanda d'Augsburg, Toshimitsu Imai, Amadeo Gabino, etc. Su trazado se basó en el concepto hipodámico de aglutinación urbana, con una serie de plazas, avenidas y lugares de reunión, a través de una superposición de tramas que otorgaban profundidad visual, al tiempo que se buscó la tridimensionalidad con la colocación de colinas artificiales, pirámides y zigurats. En el eje central se halla un paseo de 40 metros de anchura bordeado de pistas de footing y ciclismo, a partir del que se sitúa un círculo con tres jardines de especial cuidado: el de las Tres Culturas (árabe, judía y cristiana), el Jardín Aéreo y los Jardines de la Lluvia. Atraviesa este círculo una ría de 2 km de longitud, navegable en algunos tramos, y en los sectores norte y sur se hallan unos estanques con surtidores. También hay zonas forestales y de césped, así como un gran olivar de 21 hectáreas, que cuenta con 2 200 olivos. El parque cuenta además con un anfiteatro y una estufa fría para la aclimatación de especies mediterráneas.
Con ocasión de la Exposición Universal de Sevilla (1992) se desarrolló en la capital andaluza un ambicioso proyecto paisajístico a cargo de Jorge Subirana y Silvia Decorde, que proyectaron la conjunción de los elementos arquitectónicos del recinto con las zonas verdes ubicadas en avenidas, accesos y parques de la exposición. Así, en una isla de aluvión dentro del recinto situaron el Proyecto Pérgolas y el Proyecto de Bioclimatismo, pioneros en España en cuanto al desarrollo de un urbanismo sostenible. Uno de los puntos principales de su actuación fue la adecuación de zonas arboladas —en dos años se plantaron 25 000 ejemplares arbóreos—, así como un vivero de aclimatación, donde junto a diversos cultivos se aseguró la conservación de las especies donadas por los países iberoamericanos dentro de la Operación Raíces. También se desarrollaron unos proyectos de Infraestructura de Riego y Fertirrigación, a cargo de Jesús de Vicente. Entre las diversas intervenciones realizadas en el contexto de la exposición se crearon diversos ámbitos jardinísticos, como el Parque Jardín del Guadalquivir, los Jardines de la Cartuja, el Muro de Defensa y Bosque en Galería, el Jardín de las Américas o los diversos ámbitos ubicados en avenidas, aparcamientos, pabellones y cubiertas ajardinadas modulares.

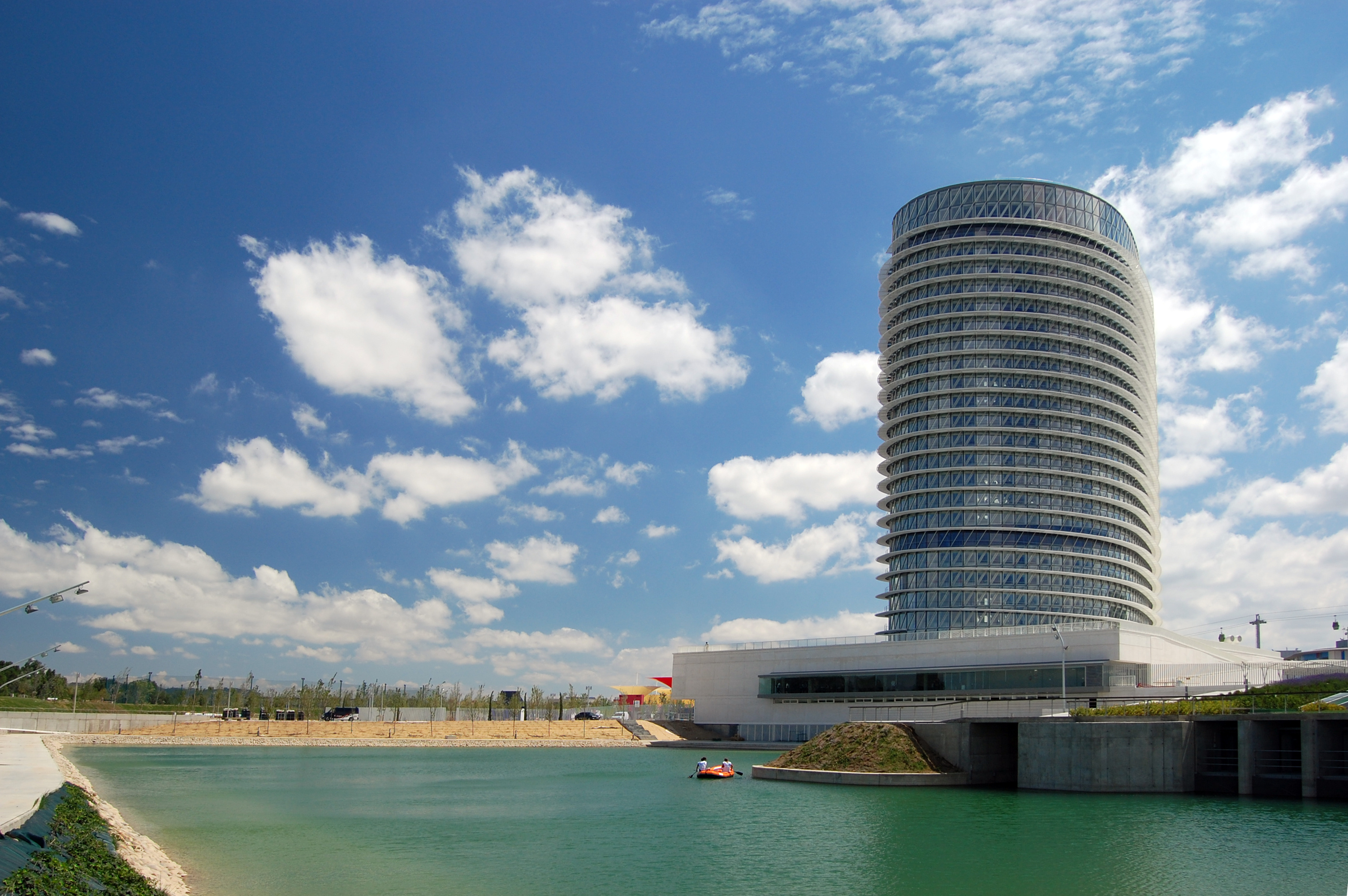
Parque Metropolitano del Agua, Zaragoza

En Valencia se creó entre 1998 y 2000 el Jardín de Polífilo —por el protagonista de Hypnerotomachia Poliphili, de Francesco Colonna—, con un diseño del estudio de paisajismo Citerea. Se encuentra cerca del Palacio de Congresos, con una superficie de casi 40 000 m². Se concibió como un jardín de evocación romántica, con diversas zonas diferenciadas con nombres como: Plaza de las Puertas del Destino, el Guardián de los Huertos, la Isla de Citerea, el Estanque de los Naranjos, la Plaza de los Cipreses o la Montaña Artificial. El parque se estructura a través de dos tramas superpuestas, una ortogonal a los ejes viarios y otra de diseño libre que articula diversos espacios de índole más íntima, con recorridos curvilíneos que establecen una relación más directa con la naturaleza. Tiene un especial protagonismo el agua, con diversas fuentes y estanques a lo largo de todo el terreno. La vegetación es principalmente mediterránea, con especies como laureles, naranjos, manzanos, cipreses, almeces, falsos plátanos, tipuanas, árboles del amor y jacarandas, así como rosas y jazmines como principales flores. También hay zonas de césped y setos que enmarcan los caminos.
En Zaragoza se creó en ocasión de la Exposición Internacional de 2008 el Parque Metropolitano del Agua, situado en el meandro de Ranillas, en la margen izquierda del río Ebro. Como su nombre indica, y al igual que la exposición, está dedicado al agua, un recurso cada vez más valorado en la actual sociedad global y ligado al concepto de desarrollo sostenible. Tiene una superficie de 120 hectáreas, donde se combinan las zonas verdes con áreas de servicios y actividades para el público.
Otros parques y jardines de este período son: el Parque Central de Arona (Arona, Tenerife), el Parque de Errekaleor (Vitoria), el Parque de Ferrera (Avilés), el Parque de Santo Domingo de Bonaval (Santiago de Compostela), el Parque de San Pedro y de Bens (La Coruña), el Parque del Andarax (Almería), el Parque Etxebarria (Bilbao), el Parque El Pilar (Ciudad Real), el Jardín Botánico de Córdoba, el parque de Miraflores (Córdoba), el Conjunto de parques del Ebro (Logroño), el Jardín Botánico de la Universidad de Málaga, el Parque de las Estaciones (Palma de Mallorca), el Parque Yamaguchi y el Parque de la Media Luna (Pamplona), el Parque de Cataluña (Sabadell), el Palmetum de Santa Cruz de Tenerife, el Parque José Celestino Mutis y el Jardín Americano (Sevilla), L'Umbracle (Valencia), el Parque de la vaguada de Las Llamas (Santander); en Barcelona, el Parque Central de Nou Barris, el Parque de Joan Miró, el Parque de la España Industrial y el Parque de Cervantes; y, en Madrid, el Parque de Berlín, el Parque de la Dehesa de Boyal, el Parque de Enrique Tierno Galván y el Parque de la Vaguada.

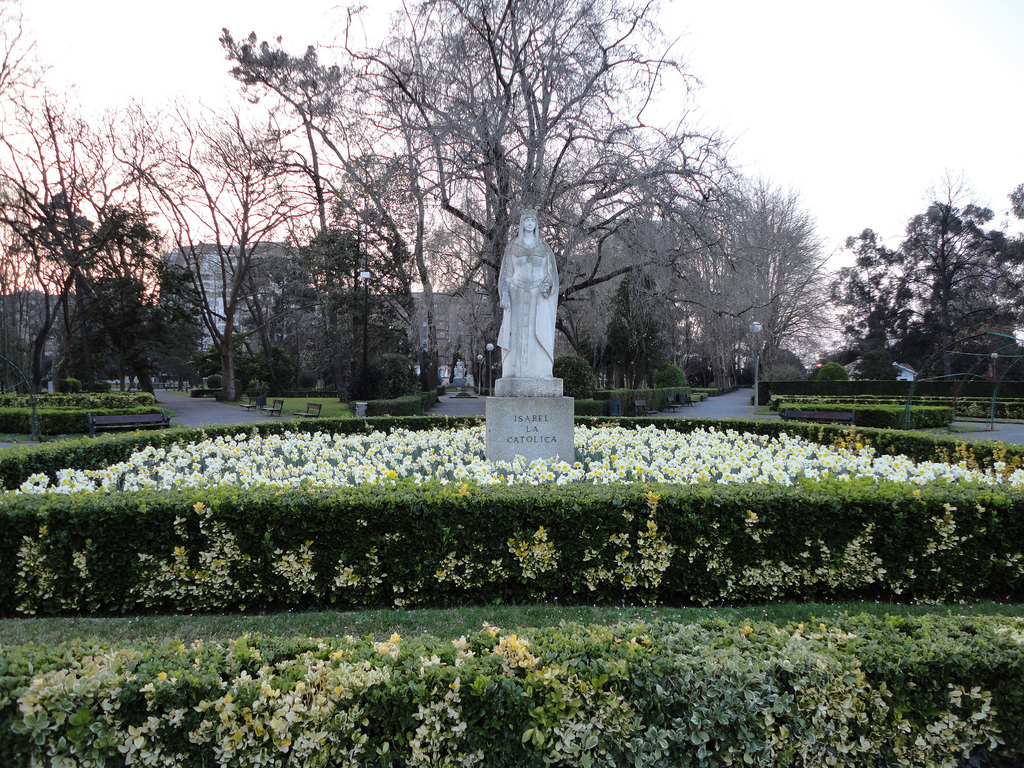
Parque de Isabel la Católica, Gijón
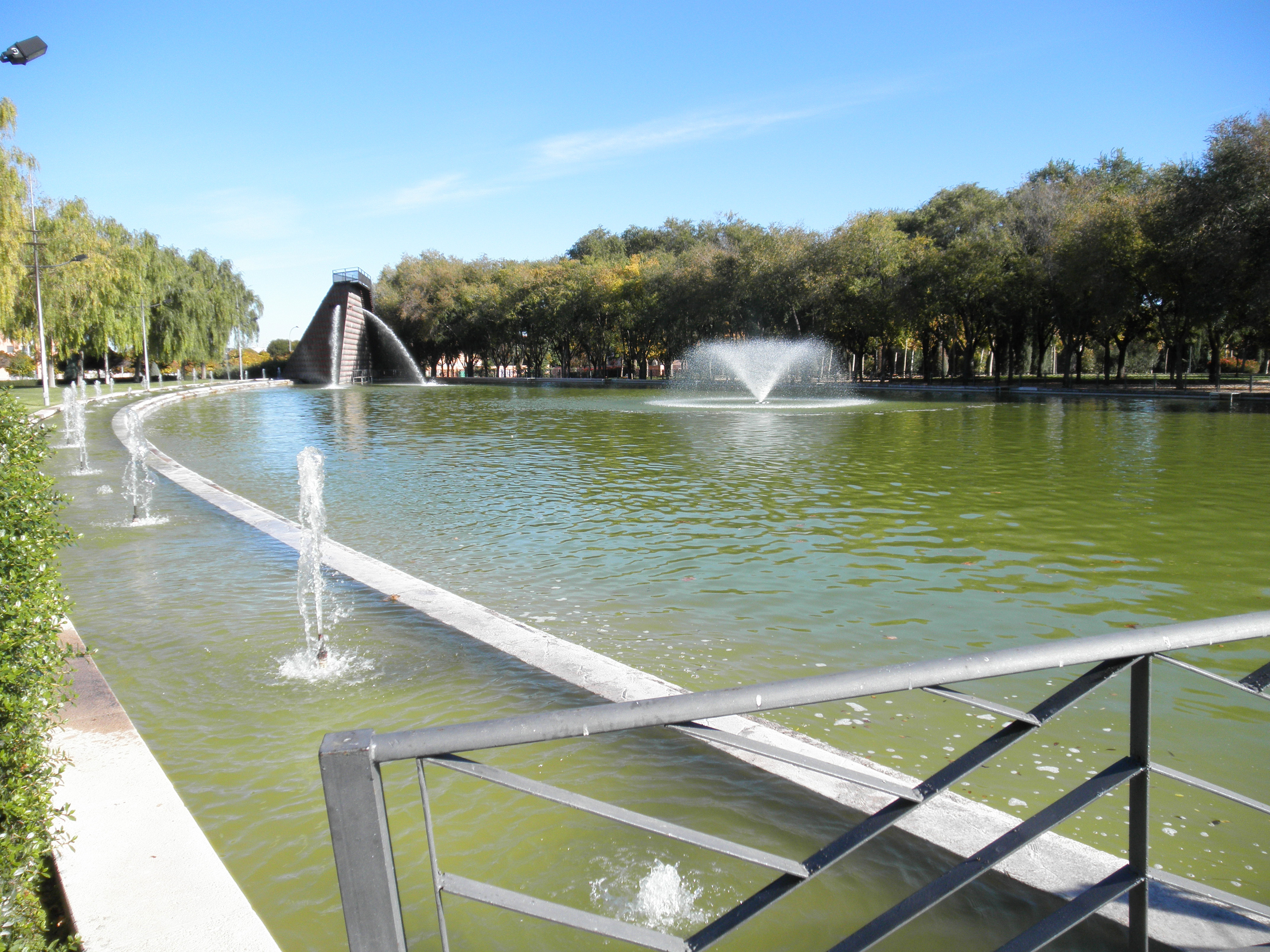
Parque El Pilar, Ciudad Real
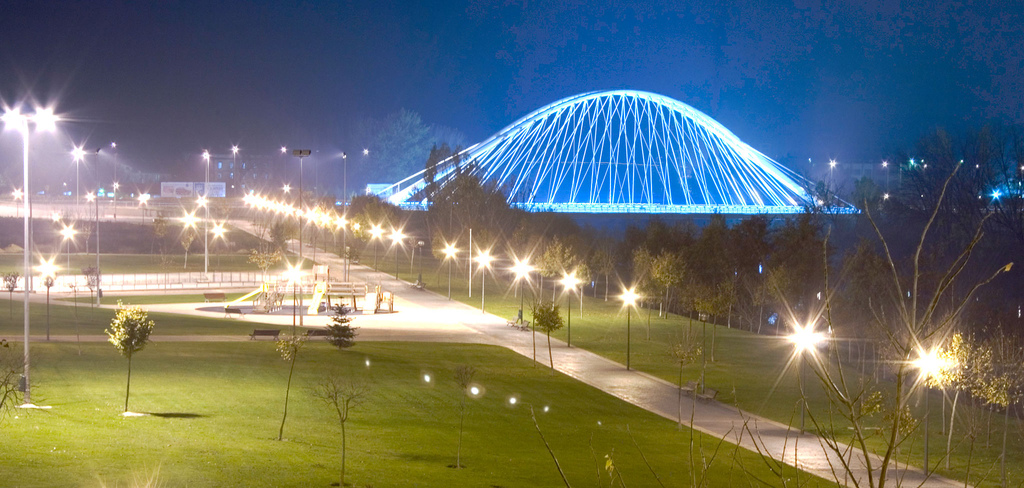
Conjunto de parques del Ebro, Logroño
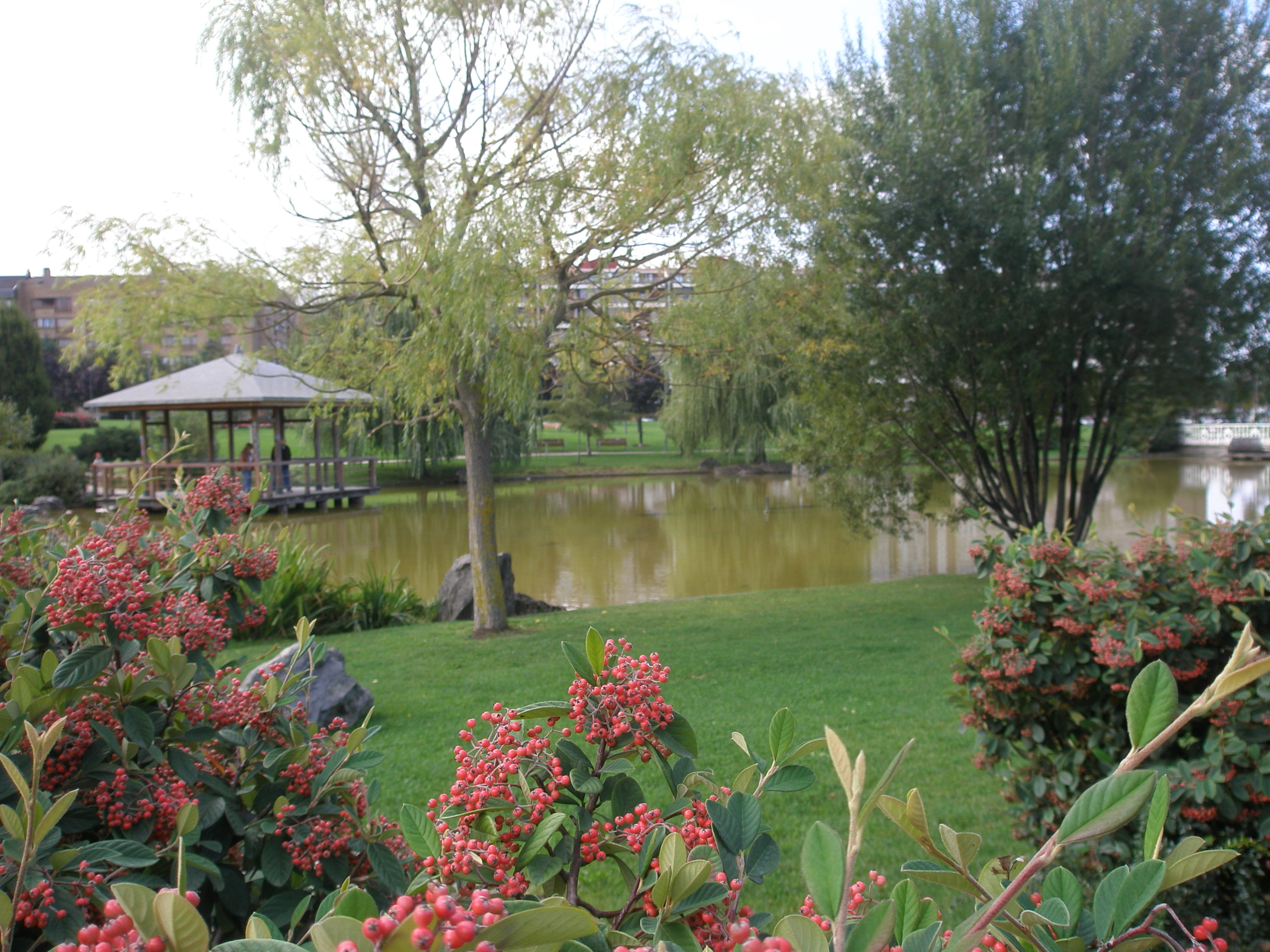
Parque Yamaguchi, Pamplona
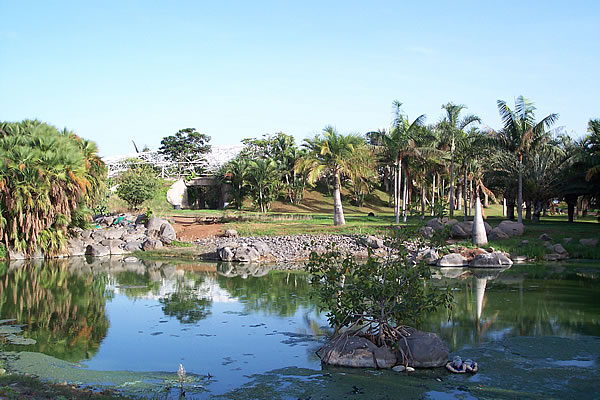
Palmetum de Santa Cruz de Tenerife
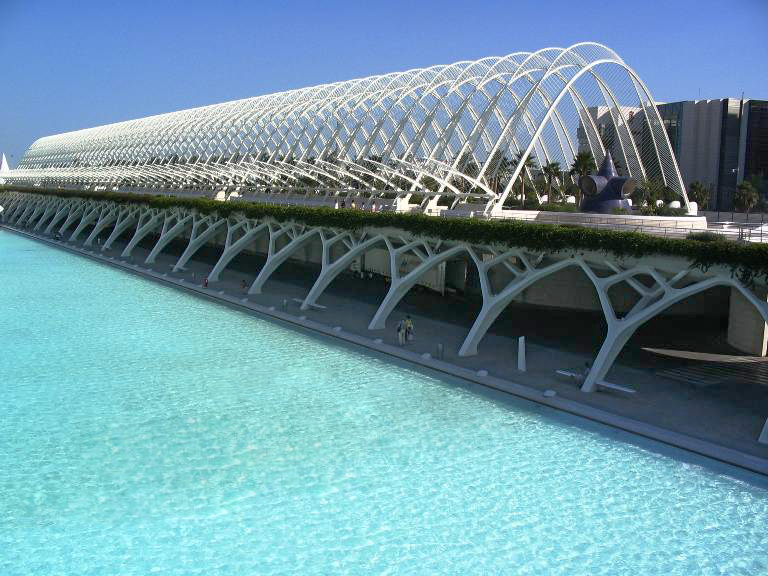
L'Umbracle, Valencia

### Arte y naturaleza

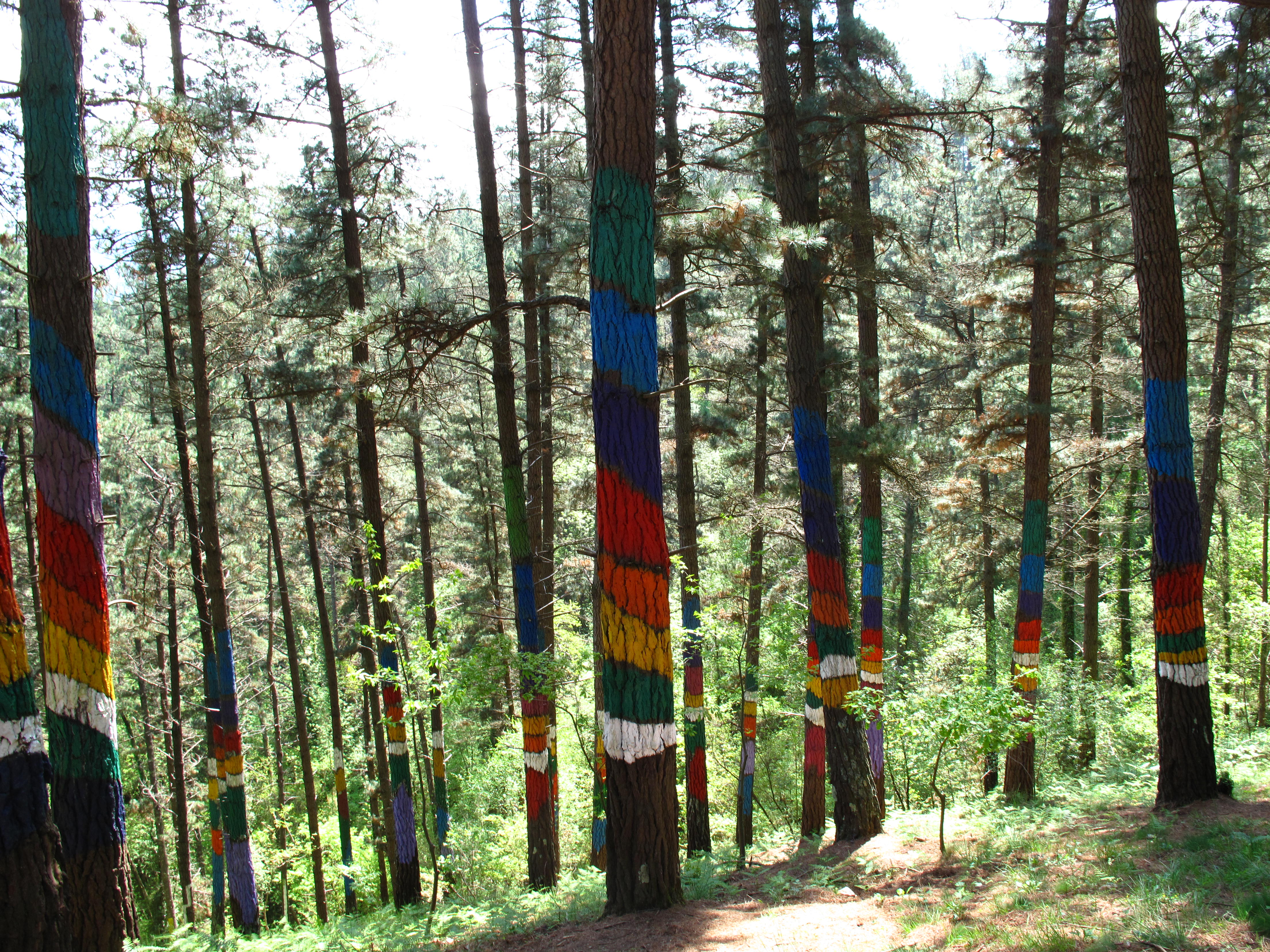
Bosque animado de Oma, de Agustín Ibarrola

Por último, cabría señalar cómo en las últimas décadas del siglo XX ha surgido una especial preocupación por la preservación del medio ambiente, al tiempo que la naturaleza ha pasado a ser un elemento utilizado por creadores y artistas para sus obras, en una conjunción de jardín, parque natural y obra artística que a veces es difícil de diferenciar. A finales de los años 1960 surgió el llamado land-art (o earth art, «arte de la tierra»), una tendencia que utiliza la naturaleza como soporte artístico, contraponiendo el retorno a la naturaleza frente al arte urbano del pop-art de moda en aquel momento. En su génesis figura un fuerte componente de reivindicación ecológica, en una era de intensa industrialización y de destrucción de los recursos vitales del planeta. Por lo general, las obras se realizan en lugares remotos, como desiertos, montañas o praderas, donde la naturaleza se encuentra inalterada y el artista disfruta de la soledad necesaria para efectuar su trabajo. De igual modo, a nivel de las instituciones públicas se han promovido diversos programas de actuación dentro de la naturaleza, para lo que se ha acuñado el término de «paisaje cultural», un entorno natural modificado por el hombre o bien escenario de un acontecimiento histórico.
Uno de los primeros ejemplos fue el Bosque animado de Oma, una intervención artística realizada entre 1982 y 1985 por el pintor vasco Agustín Ibarrola. Situado en la Reserva de la biosfera de Urdaibai (Vizcaya), el artista pintó varios árboles (pinos de Monterrey) de tal manera que según el ángulo de observación componen diferentes figuras geométricas, humanas y animales.

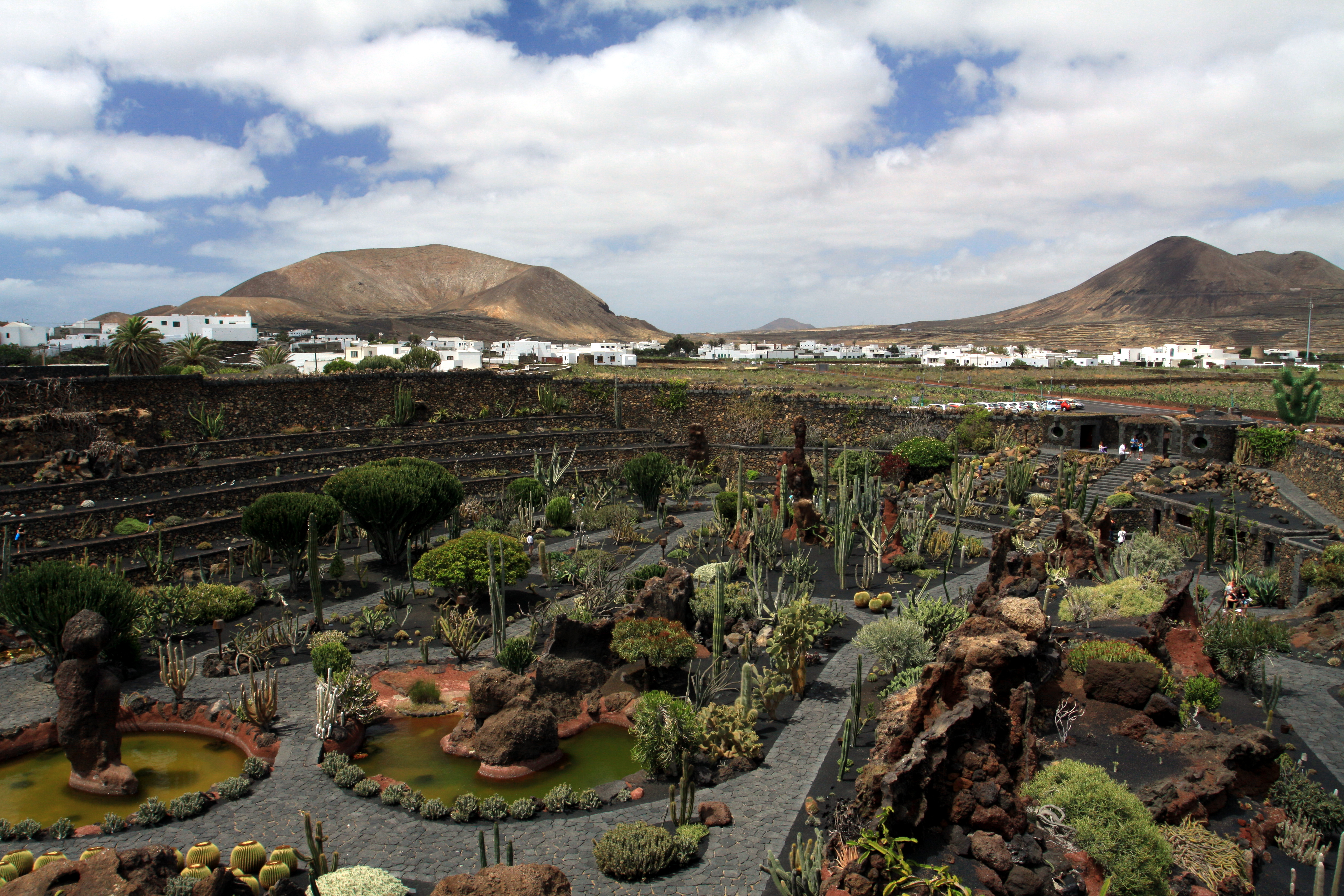
Jardín de Cactus, Guatiza (Lanzarote)

Otro exponente son las actuaciones realizadas en Lanzarote por el artista César Manrique, empeñado en salvaguardar los paisajes de su isla natal y que se convirtió en un pionero del turismo sostenible. Como arquitecto, muchos de sus proyectos buscaban la integración con la naturaleza, como en los Jameos del Agua, el Mirador del Río, el Parque Marítimo del Mediterráneo o en su propia casa, el Taro de Tahíche. En 1990 inauguró su Jardín de Cactus, situado en Guatiza, que combina arte y naturaleza, en una perfecta simbiosis de tradición y modernidad que pretende hacer reflexionar sobre la relación entre el hombre y la naturaleza. El jardín se sitúa en una antigua cantera, en unos terrenos donde se cultivaban chumberas, y tiene forma de semicírculo, con un conjunto de cactáceas y suculentas de mil especies diferentes. El artista conservó unos monolitos de lava petrificada que se hallaban en la zona, de terreno volcánico, y que convirtió en auténticas esculturas.

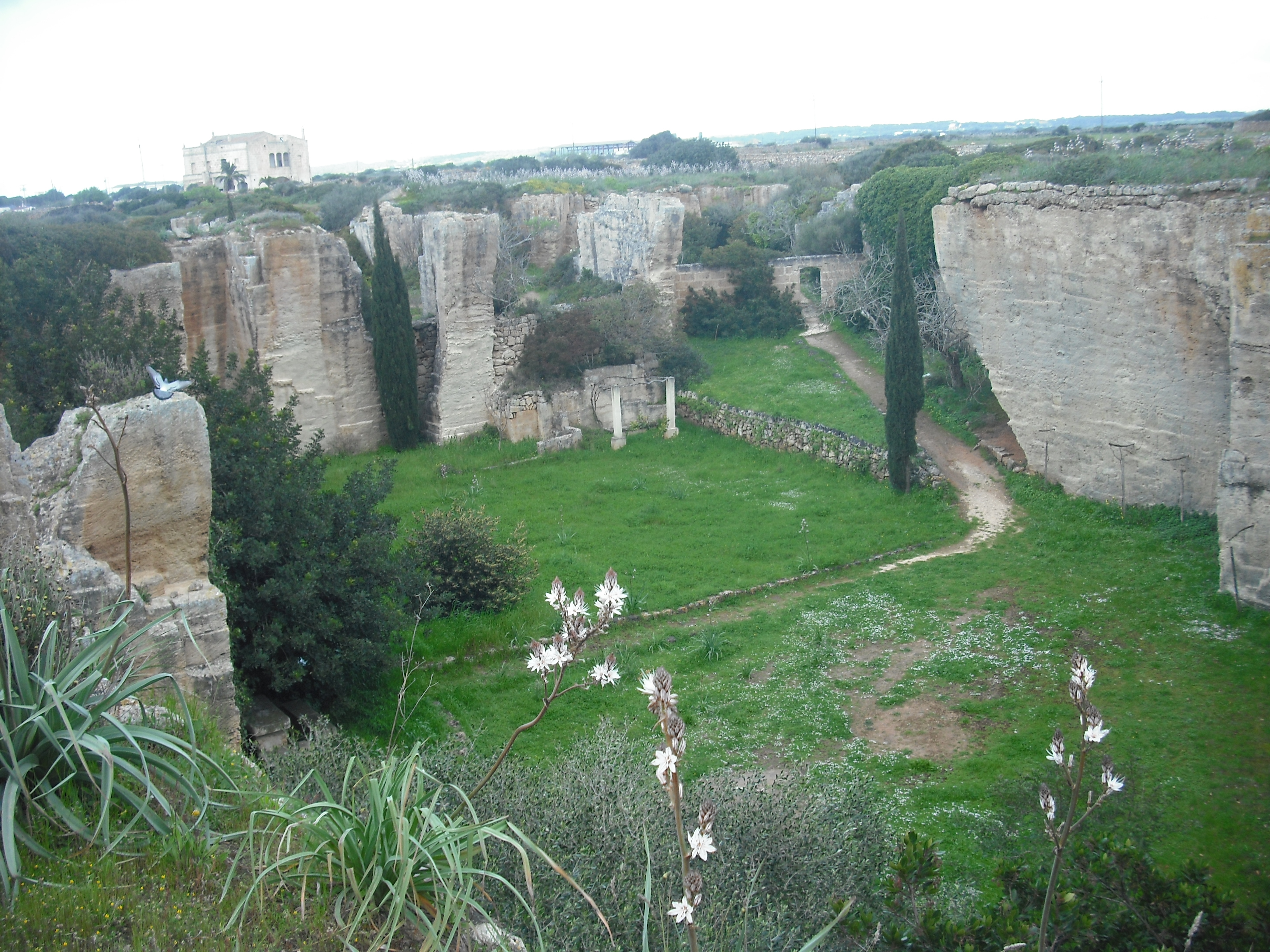
Pedreres de S'Hostal (Ciudadela de Menorca)

A similar concepción responde en Ciudadela de Menorca el jardín de Pedreres de S'Hostal, creado en 1994 por la escultora francesa Laetitia Sauleau en una cantera abandonada, que para la artista era un «paisaje esculpido», con paredes verticales de fascinantes formas que representan auténticos volúmenes abstractos de evocadora imaginación. En Menorca era usual aprovechar las canteras abandonadas para cultivar huertos, y en este enclave se conformaron una serie de pequeños jardines enclaustrados entre las paredes de piedra, donde se plantaron especies típicas de la zona como algarrobos, lentiscos, romeros y manzanillas. Uno de los jardines tiene aspecto conventual, con una fuente central y poblado de rosales y hierbas medicinales. También destaca un laberinto realizado en piedra.
Asimismo, en los años 1990 se desarrolló en Huesca un programa patrocinado por la diputación provincial denominado Arte y Naturaleza, que propició la colocación de obras escultóricas en entornos naturales alejados de las conglomeraciones urbanas. Bajo la dirección del catedrático de arquitectura del paisaje Javier Maderuelo, se instalaron diversas obras de artistas como Richard Long (A circle in Huesca, Maladeta, 1994), Ulrich Rückriem (Estela siglo XX, Abiego, 1995), Siah Armajani (Mesa picnic, Valle de Pineta, 2000), Fernando Casás (Árboles como arqueología, Piracés, 1998-2003) y David Nash (Three Sun Vessels, ermita de Santa Lucía, Berdún, 2003-2005), ubicadas en lugares del entorno rural como campos de cultivo o bosques de pinos, y que se integran de forma armoniosa en el paisaje.

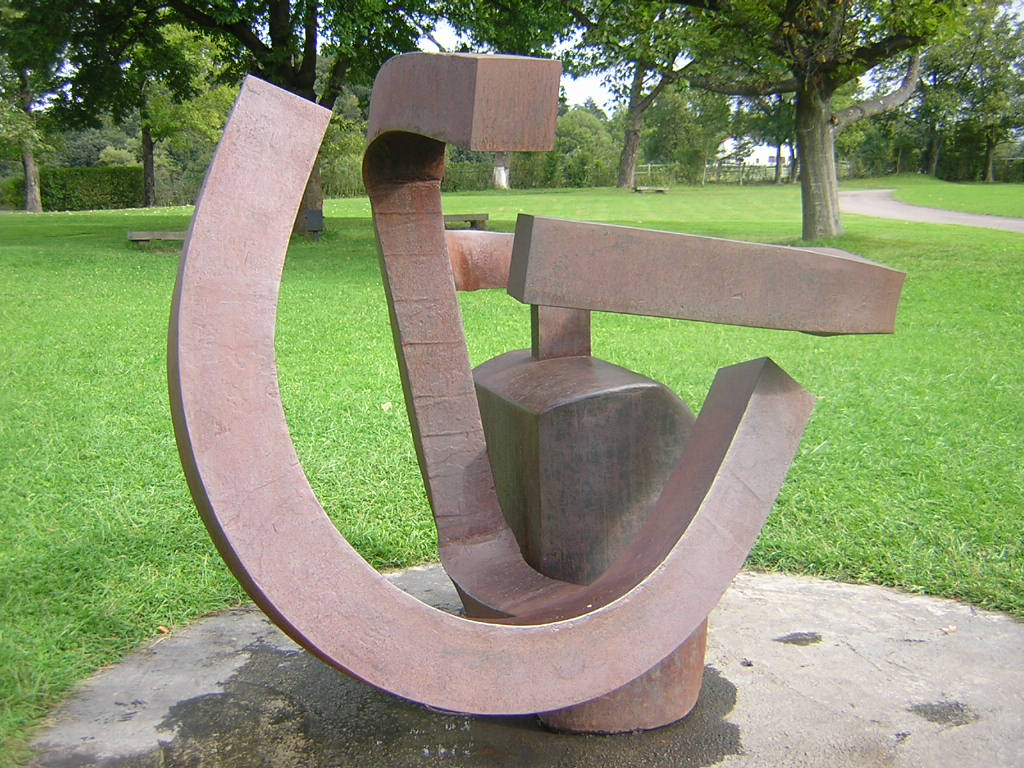
Chillida-Leku, de Eduardo Chillida

En 1999 se constituyó en Pontevedra la Isla de las Esculturas, un conjunto natural y artístico ubicado en la isla de Xunqueira, en el río Lérez. Allí, en un enclave de gran diversidad biológica, poblado por aves fluviales como patos, cisnes, garzas, lavancos y martín pescadores, se instaló un conjunto de esculturas concebidas como una reflexión entre el hombre y su entorno natural, todas ellas confeccionadas en granito, obra de artistas internacionales como Giovanni Anselmo, Fernando Casás, José Pedro Croft, Dan Graham, Ian Hamilton Finlay, Jenny Holzer, Francisco Leiro, Richard Long, Robert Morris, Anne y Patrick Poirier, Ulrich Rückriem y Enrique Velasco.
El año 2000 se inauguró Chillida-Leku, un museo al aire libre situado cerca de Hernani (Guipúzcoa), donde el escultor Eduardo Chillida instaló una buena muestra de su obra. Al escultor vasco le gustaba la integración de sus obras en el entorno natural, y buena muestra de ello son obras como el Peine del Viento en San Sebastián (1976), el Elogio del Agua en Barcelona (1987) o el Elogio del Horizonte en Gijón (1990). El museo se ubica en un terreno de 13 hectáreas, alrededor del antiguo caserío de Zabalaga, originario del siglo XVI. En el entorno de prados y bosques de la zona el artista situó unas 40 obras repartidas por los parajes más singulares del terreno, realizadas la mayoría en granito, hierro o acero, algunas de ellas de gran tamaño, hasta 60 toneladas de peso. El museo cerró en 2010 debido a la crisis económica.